# Liste der Stolpersteine in Tübingen Innenstadt

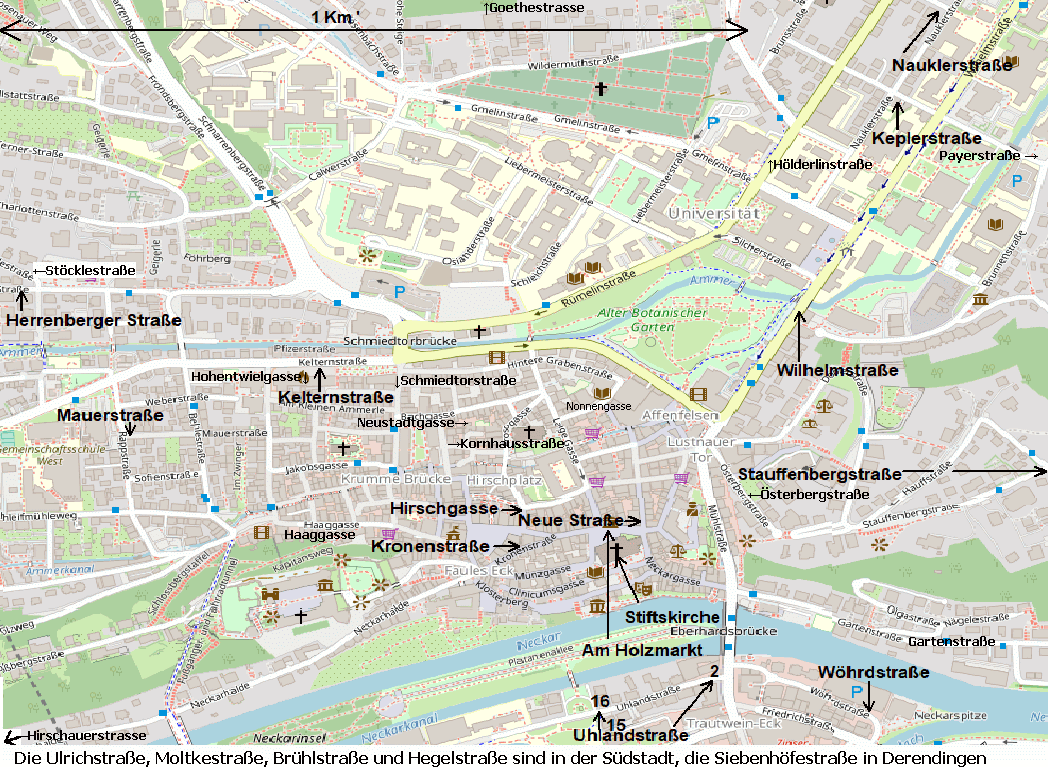
Stolpersteine im Stadtplan

Die Liste der Stolpersteine in Tübingen Innenstadt erinnern an das Schicksal der Menschen, die in der Innenstadt von Tübingen lebten und von den Nationalsozialisten ermordet, deportiert, vertrieben oder in den Suizid getrieben worden sind oder sich aktiv den Nationalsozialisten entgegenstellten.
Im November 2011 wurden in der Südstadt Tübingen Stolpersteine verlegt.
Hier sind die Stolpersteine aufgelistet, die in der Tübinger Innerstadt verlegt wurden. Viele Beschreibungen stammen von Schülerinnen und Schüler der Geschwister-Scholl-Schule Tübingen.
- Die erste Verlegung war am 10. Juli 2018.
- Die zweite Verlegung war am 13. Juli 2020. Sie ist hier ab Uhlandstraße aufgeführt.
- Die dritte Verlegung war am 24. Juni 2022 mit einigen Ergänzungen zur bisherigen Verlegung (das Verlegungsdatum wird dort genannt), die Ermordung von Menschen im Zuge der „Euthanasie-Aktion T4“ in Grafeneck und Betroffene (Zeeb, Frank, Majer) im Widerstand gegen das NS-Regime.
- Die vierte Verlegung war am 7. Oktober 2024. In der Gartenstraße 42 (Hugo und Pauline Löwenstein, Ruth Böhm, geb. Löwenstein), Hölderlinstraße 31 (Emilie Schmidt, Aktion T4), Österbergstraße 15 (Helene Brodbeck, Aktion T4), Neustadtgasse 4 (Fritz Dieterich, Aktion T4), Schmiedtorstraße 11 (Pauline Hartmaier, Aktion T4), Wilhelmstraße 88 (Agnes Rösler, Im Widerstand, KPD), Nonnengasse 14 (Wilhelm Baudermann, Im Widerstand), Kornhausstraße 11 (Emil Panter, im Widerstand, KPD), Hohentwielstraße 9 (Anton Luible, Im Widerstand, KPD) und Haaggasse 31 (Karl Pfeiffer, Im Widerstand, KPD), Kronenstraße 10 (Hugo und Mina Benzinger, KPD).

## Literatur / Quellen

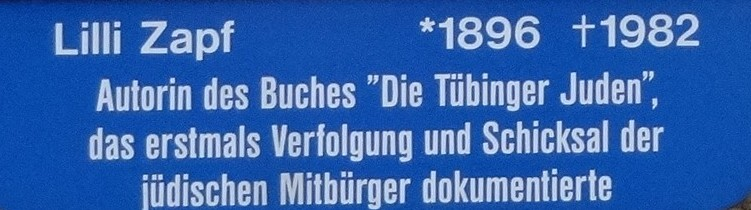
Ausschnitt eines Straßenschildes

## Geschichte der Stolpersteinverlegung
Nachdem 2011 Stolpersteine in der Tübinger Südstadt verlegt worden waren, setzte sich 2016 eine private Initiative für die Verlegung von weiteren Stolpersteinen in der Tübinger Innenstadt ein, hinter deren Forderungen sich im Juni 2017 die Arbeitsgemeinschaft Christlicher Kirchen (ACK) „einstimmig und mit Nachdruck“ gestellt hat. Der Kulturausschuss der Stadt Tübingen stimmte im September 2017 einem Antrag auf Stolpersteinverlegung mit großer Mehrheit zu.
Die 29 Stolpersteine wurden am 10. Juli 2018 an acht Orten von dem Kölner Künstler Gunter Demnig in der Tübinger Innenstadt verlegt. Dazu waren für drei Tage 23 Nachkommen der Tübinger Juden aus England, Frankreich, Israel und den USA angereist. Die aufgeführte Reihenfolge entspricht der Verlegung und kann so auch durch die Stadt erwandert werden.
Weitere Stolpersteine wurden von Gunter Demnig am 13. Juli 2020 (hier ab Uhlandstraße aufgeführt)
und am 24. Juni 2022 (hier am Schluss aufgeführt) in der Tübinger Innenstadt verlegt – coronabedingt ohne Beteiligung von Nachkommen.
Mit Abschluss der Verlegung im Jahre 2020 wird dann an fast alle jene ehemaligen Tübinger Juden, Jüdinnen und jüdische Kindern mit einem Stolperstein erinnert sein, deren Namen auf dem Denkmal Synagogenplatz Tübingen am Synagogenplatz stehen.
Jugendliche der Klassen 5 bis 12 der Geschwister-Scholl-Schule Tübingen haben sich vor dieser Stolpersteinverlegung ein ganzes Schuljahr mit der Tübinger Vergangenheit während der NS-Diktatur beschäftigt und bei den Lebensbeschreibungen, die hier Grundlage der Texte sind, mitgewirkt.

## Ecke Holzmarkt/Neue Straße

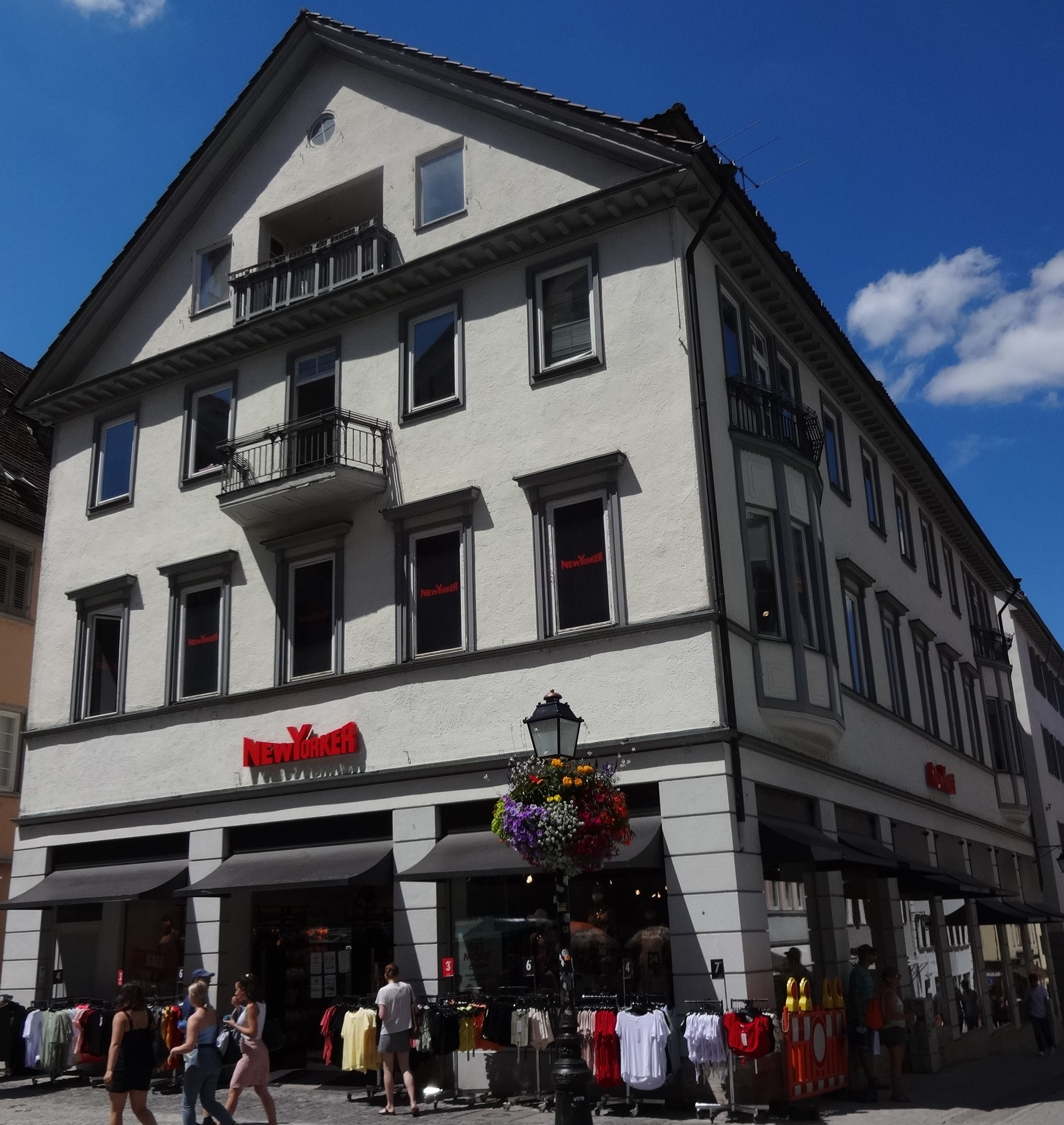
Ecke Neue Straße Holzmarkt

### Jakob Oppenheim
Ecke Holzmarkt/Neue Straße (Karte)
HIER WOHNTE
JAKOB OPPENHEIM
JG. 1874

"SCHUTZHAFT" 1938
GESTAPOZENTRALE
FLUCHT 1940
USA
Jakob Oppenheim wurde am 27. April 1874 in Bebra/Hessen geboren und kam 1905 nach Tübingen. Er war verheiratet mit Karoline Oppenheim, geb. Seemann aus dem fränkischen Aschbach. In Tübingen kamen 1907 sein Sohn Heinz und 1911 seine Tochter Gertrud zur Welt.
Jakob Oppenheim war einer der erfolgreichsten und angesehensten Kaufleute in Tübingen. Er übernahm 1906 das Damenkonfektions- und Aussteuergeschäft „Eduard Degginger u. Co.“ in der Neuen Straße 16; der Name wurde abgeändert in „Eduard Degginger Nachfolger“.
Später kaufte er von der Stadt Tübingen das frühere Offizierskasino Neue Straße 1, ließ es großzügig umbauen und verlegte sein Geschäft dorthin. Gesellschafter wurde sein Schwager Albert Schäfer, der 1911 nach Tübingen kam. Die Firma war für eine Stadt wie Tübingen in dieser Branche ein ungewöhnlich großes und repräsentatives Geschäft. Nach großen Einbußen während des Ersten Weltkrieges kam es Mitte der zwanziger Jahre zu einem erheblichen Aufschwung; entsprechend stiegen der Umfang des Geschäftes und das Ansehen seiner Inhaber.
Von 1914 bis 1925 war Jakob Oppenheim Synagogenvorsteher und von 1925 bis 1934 Gemeinde- und Stiftungspfleger der Tübinger jüdischen Gemeinde. Schon ab 1930 machte sich der zunächst schleichende, später offene Boykott jüdischer Geschäfte, flankiert von SA-Posten vor dem Geschäftshaus bemerkbar und brachte erhebliche Einbußen, die seiner Firma sehr schadeten und schließlich die Firma in den Ruin trieben. Unter enormem politischen Druck vermietete er zunächst sein Geschäft an den NSDAP-Stadtrat Karl Haidt und 1937 wurde bereits der Name „Eduard Degginger Nachfolger“ im Handelsregister gelöscht.
Wiederholt fanden Verhöre durch die Gestapo in Stuttgart statt und machten die Ausreise aus Deutschland unvermeidlich. Ihm und seiner Frau Karoline gelang 1940 als letzten der Tübinger Juden die Flucht über Genua in die USA. Der als Fracht aufgegebene Hausrat kam nie am Bestimmungsort an. Jakob Oppenheim lebte in Cleveland/Ohio mit gebrochenem Herzen, wie sein Sohn Heinz schreibt. Er starb dort am 5. März 1947.

### Karoline Oppenheim, geb. Seemann
Ecke Holzmarkt/Neue Straße (Karte)
HIER WOHNTE
KAROLINE OPPENHEIM
GEB. SEEMANN
JG. 1883

Flucht 1940
USA
TOT 7.11.1944
Karoline Oppenheim, geb. Seemann wurde am 28. Mai 1883 in Aschbach bei Bamberg geboren. Sie war die Ehefrau des Textilkaufmanns Jakob Oppenheim und kam mit ihm 1905 nach Tübingen. Dort wurden 1907 ihr Sohn Heinz und 1911 ihre Tochter Gertrud geboren.
Karoline Oppenheim war sozial sehr engagiert, sie war Mitbegründerin des Jüdischen Frauenchores und war im Jüdischen Frauenverein tätig, in dem alle jüdischen Frauen Tübingens organisiert waren. Die Vereinsaufgaben umfassten ein breites Spektrum von Bildungsarbeit über karitative Tätigkeiten bis hin zur gesellschaftlichen Standortbestimmung jüdischer Frauen. Karoline Oppenheim flüchtete 1940 mit ihrem Mann in die USA, zunächst nach Cleveland/Ohio, und zog später zu ihrer Tochter Gertrud nach Pennsylvania. In Philadelphia starb sie am 7. November 1944.

### Dr. Heinz Oppenheim
Ecke Holzmarkt/Neue Straße (Karte)
HIER WOHNTE
DR. HEINZ OPPENHEIM
JG. 1907

Flucht 1936
USA
Heinz Oppenheim wurde am 25. April 1907 in Tübingen geboren. Dort machte er 1925 sein Abitur und studierte anschließend Medizin in Tübingen, München und Wien. 1930 promovierte er. Von 1931 bis Ende April 1933 arbeitete er als Assistenzarzt an der Tübinger Universitätsklinik für Hals-, Nasen- und Ohrenkrankheiten. Ab Mai 1933 konnte er wegen eines inzwischen geltenden Erlasses des Reichsarbeitsministeriums seine Arbeit als Assistenzarzt in Deutschland nicht fortsetzen und bekam als Jude keine Kassenzulassung.
Deshalb ging er für ein halbes Jahr nach Straßburg und anschließend in die Schweiz an das Klinisch-Therapeutische Institut in Arlesheim. Da auch in Frankreich und der Schweiz keine Aussicht auf eine erfolgreiche berufliche Tätigkeit bestand, kehrte er nach Tübingen zurück und versuchte, sich in der Neuen Straße 1 eine Privatpraxis als praktischer Arzt aufzubauen. Auch dies erwies sich als aussichtslos, da er als Jude keine Kassenzulassung bekam und weil Privatpatienten nicht wagten, einen jüdischen Arzt zu nehmen.
1935 heiratete er Dorothee Hayum aus der Rechtsanwaltsfamilie Hayum und emigrierte mit ihr 1936 in die USA. Im Jahre 1945 wurde ihre Tochter Lilian geboren. Von 1943 bis 1945 diente Heinz Oppenheim in der Sanitätsabteilung der amerikanischen Armee.
In den USA arbeitete Heinz Oppenheim als sehr angesehener Chefarzt und Professor der Hals-, Nasen- und Ohrenheilkunde und war Mitglied verschiedener wissenschaftlicher Vereinigungen. Er war in New York, in West-Virginia und in Kentucky als HNO-Spezialist zugelassen. Heinz Oppenheim war Mitglied der jüdischen Gemeinde „Adath Israel Congregation“. Er verstarb plötzlich am 23. September 1969 in seinem Büro in Louisville/Kentucky.

### Dorothee Oppenheim, geb. Hayum
Ecke Holzmarkt/Neue Straße (Karte)
HIER WOHNTE
DOROTHEE OPPENHEIM
GEB. HAYUM
JG. 1912

Flucht 1936
USA
Dorothee Hayum wurde am 28. April 1912 in Tübingen geboren als einzige Tochter des Rechtsanwaltes und liberalen (DDP-)Stadtrats Simon Hayum und seiner Ehefrau Hermine, geborene Weil. Sie besuchte das humanistische Gymnasium (heute Uhland-Gymnasium) in Tübingen und legte dort das Abitur ab. Anschließend studierte sie Rechtswissenschaften in München, Freiburg und Tübingen. Dort schloss sie 1934 ihr Studium mit der Promotion ab.
1935 heiratete sie Dr. Heinz Oppenheim. Da die Nationalsozialisten durch Gesetze vom 07.04.1933 Berufsverbote gegen jüdische Beamte und Rechtsanwälte verhängt hatten, hatte sie keine Chance auf eine Zulassung als Rechtsanwältin und musste auf eine juristische Laufbahn verzichten. 1936 flüchtete sie mit ihrem Mann in die USA. 1945 wurde dort ihre Tochter Lilian geboren, die in Indiana studierte und Stand 2018 in Louisville/Kentucky lebt. Dorothee Oppenheim verstarb 1950.

### Gertrud Oppenheim, verh. Adler
Ecke Holzmarkt/Neue Straße (Karte)
HIER WOHNTE
GERTRUD OPPENHEIM
VERH. ADLER
JG. 1911

Flucht 1938
USA
Gertrud Oppenheim wurde am 17. November 1911 als Tochter von Jakob Oppenheim und seiner Ehefrau Karoline Oppenheim, geb. Seemann in Tübingen geboren. Sie besuchte die Mädchen-Oberrealschule in Tübingen (heute Wildermuth Gymnasium) und anschließend ein Mädchenpensionat in der französischen Schweiz. Danach half sie im florierenden Textilgeschäft ihres Vaters mit.
In Frankfurt am Main heiratete sie 1935 den Juristen Dr. Otto Adler. Mit ihm flüchtete sie 1938 in die USA und lebte in Philadelphia/Pennsylvania. 1940 nahm sie ihre Eltern Jakob und Karoline Oppenheim bei sich auf und bestritt gemeinsam mit ihrem Bruder Heinz Oppenheim ihren Unterhalt.

### Albert Schäfer
Ecke Holzmarkt/Neue Straße (Karte)
HIER WOHNTE
ALBERT SCHÄFER
JG. 1878

„Schutzhaft“ 1938
Dachau
Gefoltert
Tot an den Haftfolgen
4.5.1941
Albert Schäfer wurde am 26. August 1878 in Hainsfarth/Bayern geboren. Nach der höheren Schule und einer kaufmännischen Ausbildung war er über längere Zeit bei größeren Textilfirmen in Nürnberg, Würzburg und München tätig.
1911 kam er nach Tübingen und übernahm dort zusammen mit seinem Schwager Jakob Oppenheim die Geschäftsführung des Konfektionshauses „Eduard Degginger Nachfolger“. Sie erwarben das ehemalige Offizierskasino in der Neuen Straße 1 und bauten es um zu einem repräsentativen Geschäfts- und Wohnhaus. Schon bald galt es als das renommierteste Konfektionshaus in Tübingen.
Von 1913 bis 1933 war „Eduard Degginger Nachfolger“ marktführend in Tübingen, aber bereits 1931 begann zunächst schleichend, dann ab 1. April 1933 auf staatliche Initiative ein Boykott aller jüdischen Geschäfte (Judenboykott). Infolgedessen kam es zu rapiden Gewinneinbrüchen; nur wenige treue Kunden blieben. Am Morgen nach der Reichspogromnacht im November 1938 wurde auch Albert Schäfer verhaftet und ins KZ Dachau deportiert. Er wurde am Monatsende aus dem KZ Dachau entlassen unter der Auflage, Deutschland sofort zu verlassen, und mit dem erzwungenen Versprechen, niemandem von seinen Erlebnissen im KZ zu erzählen.
Im Januar 1939 mussten Albert Schäfer und Jakob Oppenheim das seit 1935 an den NSDAP-Stadtrat Karl Haidt vermietete Geschäftshaus weit unter dem tatsächlichen Wert an ihn verkaufen. Im März 1939 beraubte die neu eingeführte sogenannte Silberabgabe die Familie Schäfer fast aller ihrer Wertsachen. Vom Erlös des Hauses ging die Judenvermögensabgabe an den NS-Staat. Für Jakob Oppenheim und Albert Schäfer blieben jeweils nur 10.000 Reichsmark übrig, auf die sie keinen Zugriff mehr hatten.
Albert Schäfer litt physisch und psychisch schwer an den Folgen der KZ-Haft und starb am 4. Mai 1941 in Tübingen. Da die jüdische Gemeinde bereits aufgelöst war, fand sich niemand, der sich um die Beerdigung kümmern wollte. Ein unerschrockener Pferdekutscher versteckte seine Leiche unter einer Plane und brachte diese auf den Jüdischen Friedhof Wankheim. Dort wurde er im Beisein seiner Frau und weniger verbliebener Freunde bestattet. Es war die letzte Bestattung auf diesem kleinen jüdischen Friedhof. Beiden Töchtern war die Flucht aus Deutschland gelungen.
(Quellen: Lit. 1,2,3 Interview Barbara Zumbroich mit Gisela Förster, Zeitzeugin Tübingen 15.6.2018)

### Selma Schäfer, geb. Seemann
Ecke Holzmarkt/Neue Straße (Karte)
HIER WOHNTE
SELMA SCHÄFER
geb. Seemann
JG. 1887

DEPORTIERT 1941
RIGA

ERMORDET 23.3.1942
Selma Schäfer wurde am 14. März 1887  als jüngere Schwester von Karoline Oppenheim, geb. Seemann, in Aschbach bei Bamberg geboren und kam zusammen mit ihrem Mann Albert Schäfer 1911 nach Tübingen. Das Ehepaar hatte zwei Töchter, Herta und Liselotte. Selma Schäfer arbeitete im Geschäft ihres Mannes und ihres Schwagers mit. Daneben war sie stadtbekannt für ihr großes soziales Engagement für arme Menschen in Tübingen. Selma Schäfer war Mitglied im Jüdischen Frauenverein Tübingen, der 1924 gegründet wurde und sich im sozialen und kulturellen Bereich betätigte.
Nach dem Tode ihres Mannes 1941 wurde Selma Schäfer nach Haigerloch zwangsumgesiedelt. Im November wurde sie von Haigerloch zu der Sammelstelle am Nordbahnhof Stuttgart gebracht und von dort mit vielen anderen am 01.12.1941 in ungeheizten Güterwagen über drei Tage nach Riga deportiert. Am 26. März 1942 fiel sie dort einem Massaker zum Opfer. Sie hat kein Grab an der Seite ihres Mannes erhalten, aber ihr Name steht auf dem Sammelgedenkstein für die ermordeten Juden aus Tübingen, den Victor Marx nach dem Krieg auf dem Wankheimer Friedhof aufstellen ließ.
(Quellen: Lit. 1,2,3 Interview Barbara Zumbroich mit Gisela Förster, Zeitzeugin Tübingen 15.6.2018)

### Herta Schäfer, verh. Meinhardt
Ecke Holzmarkt/Neue Straße (Karte)
HIER WOHNTE
HERTA SCHÄFER
VERH. MEINHARD
JG. 1911

FLUCHT 1937
USA
Herta Schäfer wurde am 27. Oktober 1911 in Tübingen als erste Tochter des Textilhändlers Albert Schäfer und seiner Ehefrau Selma geboren. Sie besuchte die Oberrealschule für Mädchen, (heute Wildermuth-Gymnasium) in Tübingen und danach ein Mädchenpensionat in der französischen Schweiz.
1935 heiratete sie Gustav Meinhardt, der in Nürnberg ein Textilgeschäft hatte, und zog zu ihm. Unter dem ständig zunehmenden Druck der Nationalsozialisten entschlossen sie sich 1937 zur Flucht nach New York. Bis zu ihrem Tode 1989 lebte sie in Florida. Auf Einladung der Stadt kam sie noch einmal zu Besuch nach Tübingen.
(Quellen: Lit. 1,2,3 Interview Barbara Zumbroich mit Gisela Förster, Zeitzeugin Tübingen 15.6.2018)

### Liselotte/Michal Schäfer, verh. Wager
Ecke Holzmarkt/Neue Straße (Karte)
HIER WOHNTE
Liselotte SCHÄFER
VERH. WAGER 
JG. 1921

FLUCHT 1937
PALÄSTINA
Liselotte Schäfer kam als zweite Tochter von Albert und Selma Schäfer am 22. Juni 1921 in Tübingen zur Welt. Sie besuchte die Oberrealschule für Mädchen (heute Wildermuth-Gymnasium) in Tübingen. Auf Befragen erinnerte sie sich an keine Diskriminierungen durch Mitschülerinnen oder Lehrerinnen, außer dass sie bei den vielen BDM-Veranstaltungen nie dabei sein durfte und sich insofern oft allein fühlte.
Als einzige Tübinger Jüdin schloss sie sich der zionistischen Jugendbewegung an, nachdem sie in einer Zeitung von der organisierten Auswanderung nach Palästina gelesen hatte. Bei München besuchte sie einen sechswöchigen Vorbereitungskurs, in dem man Hebräisch und landwirtschaftliches Arbeiten lernte. 1937 fuhr sie mit dem Zug nach Triest. Zusammen mit anderen Jugendlichen kam sie mit dem Schiff in Palästina an und es gelang ihr schnell, im Kibbuz-Leben Fuß zu fassen. Sie legte ihren deutschen Vornamen Liselotte ab und nahm den hebräischen Vornamen Michal an zur Identifikation mit der neuen Heimat.
1940 gab sie das Kibbuz-Leben auf, um in Tel Aviv Geld zu verdienen für die Flucht ihrer Eltern, zu der es jedoch nicht mehr kam. 1946 heiratete sie Eliahu Wager, dessen Familie aus Odessa kam. Mit ihm hat sie zwei Söhne, eine Tochter und vier Enkel. Mit anderen Familien gründeten sie den Kibbuz Ginnossar am See Genezareth. 1960 zogen sie zunächst nach Haifa, 1971 nach Jerusalem. Dort arbeitete Michal Wager noch viele Jahre ehrenamtlich als Übersetzerin im Archiv der Gedenkstätte Yad Vashem.
(Quellen: Lit. 1,2,3 Interview Barbara Zumbroich mit Gisela Förster, Zeitzeugin Tübingen 15.6.2018)

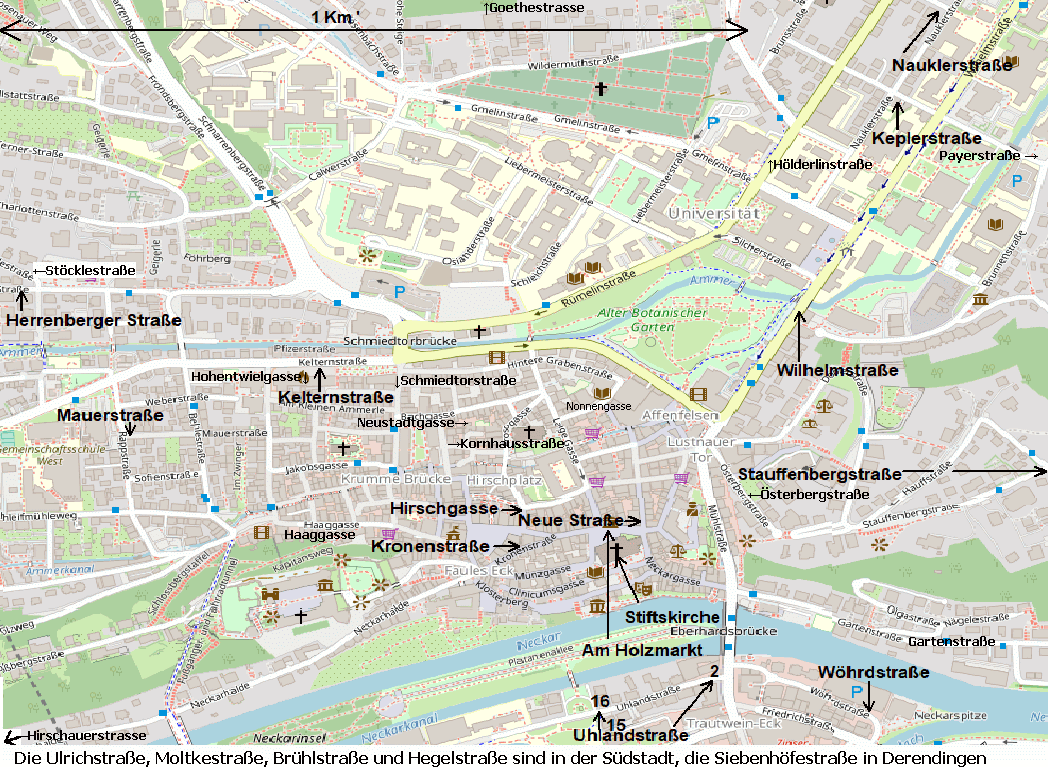

## Hirschgasse

### Rosalie Weil, geb. Herrmann "AKTION T4"

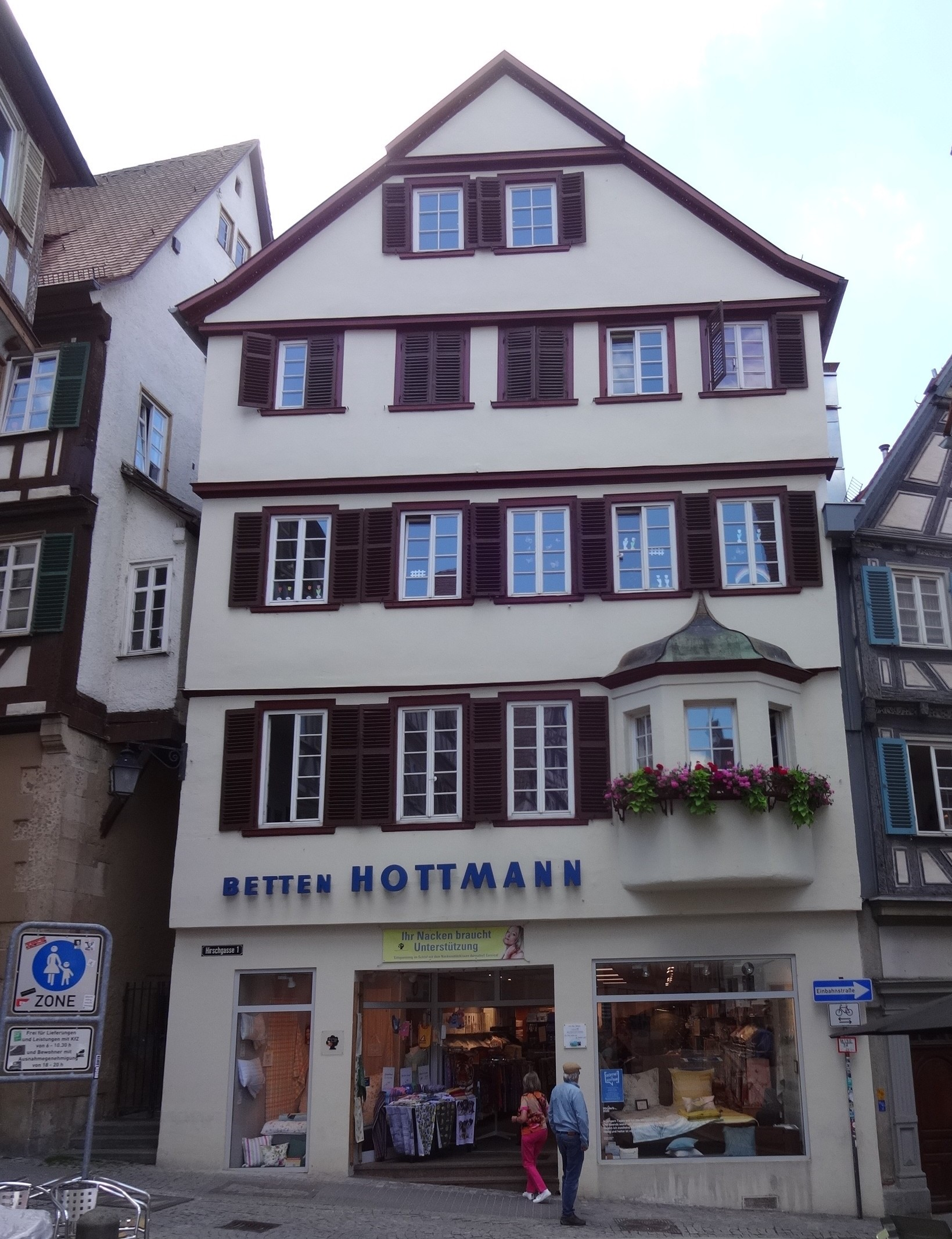
Hirschgasse 1

Hirschgasse 1 (Karte)
HIER WOHNTE
ROSALIE WEIL
GEB: HERRMANN
JG. 1871

EINGEWIESEN 1903
HEILANSTALT SCHUSSENRIED
"VERLEGT" 9.7.1940
GRAFENECK
ERMORDET 9.7.1940
"AKTION T4"
Rosalie Herrmann wurde am 20. August 1871 in Stuttgart in einer jüdischen Familie geboren.
Am 9. April 1896 heiratete sie in Stuttgart Sigmund Weil und zog mit ihm am 26. Januar 1903 nach Tübingen. Dort wurde Sigmund Weil zusammen mit seinem Bruder Albert Teilhaber am Verlag der „Tübinger Chronik“.
Heimwehkrank nach Stuttgart, wurde sie bereits am 13. November 1903 in die Heil- und Pflegeanstalt Schussenried eingeliefert; die Ehe wurde am 1. Mai 1907 geschieden. Am 9. Juli 1940 wurde sie mit einem Transport von 75 Patienten aus Schussenried in die Tötungsanstalt Grafeneck gebracht, wo sie der „Euthanasie“-Aktion „T4“ zum Opfer fiel.

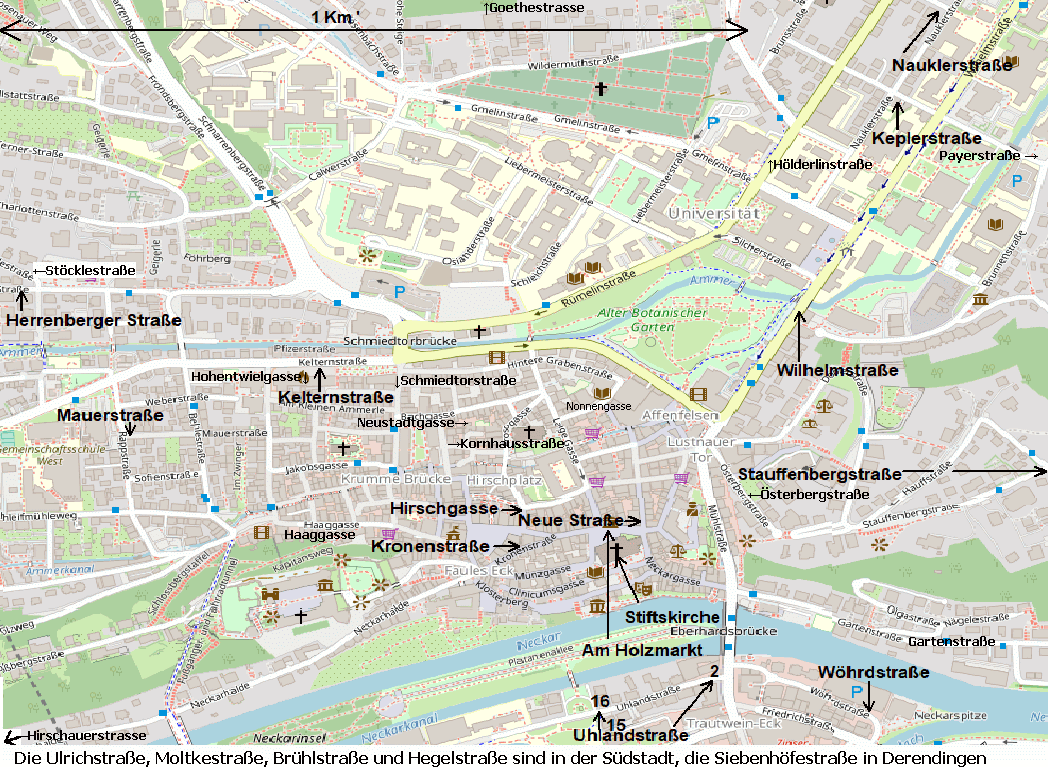

## Mauerstraße

### Philippine Reinauer

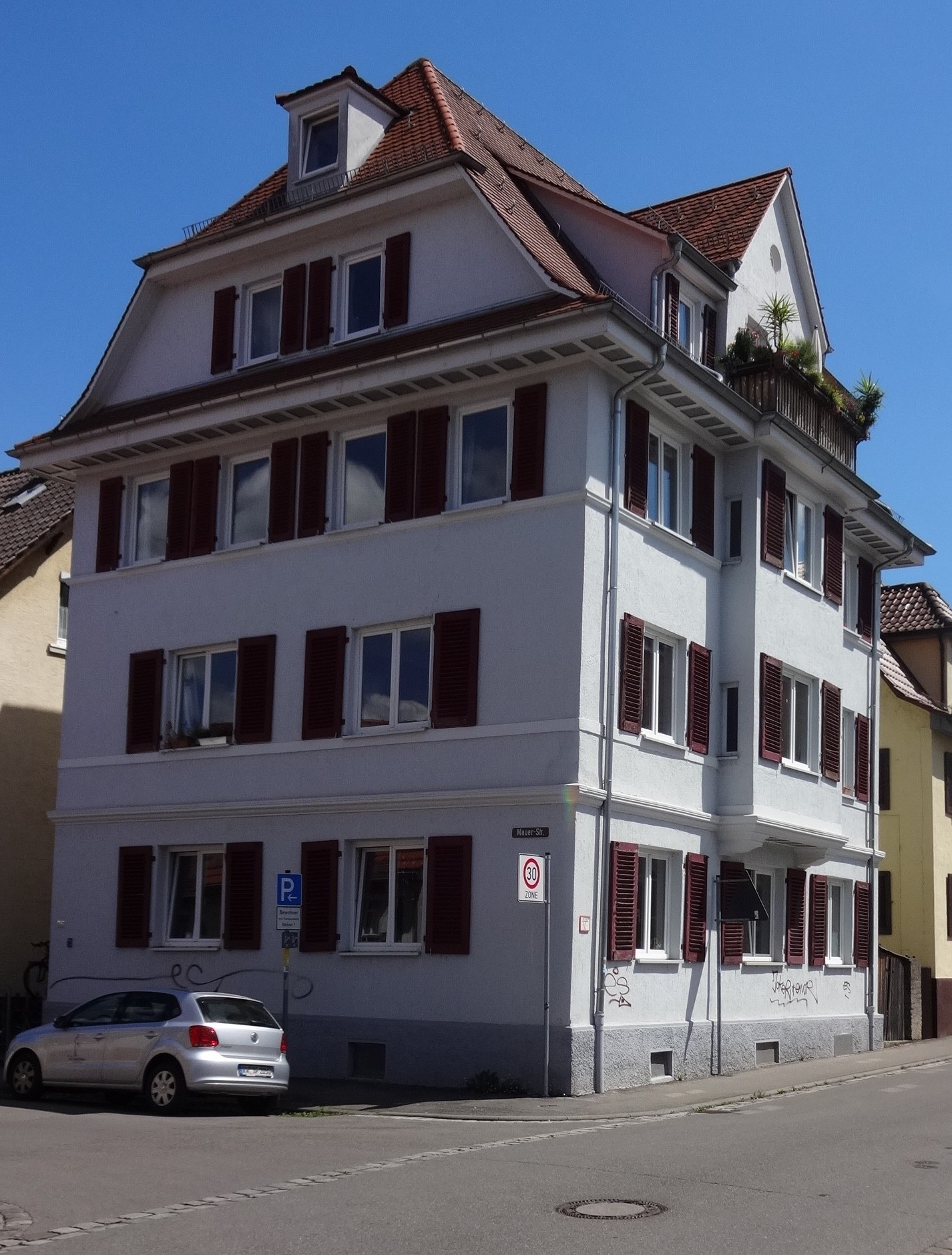
Mauerstrasse 25

Mauerstraße 25 (Karte)
HIER WOHNTE
PHILIPPINE REINAUER
JG. 1860

EINGEWIESEN 1941
HEILANSTALT HEGGBACH
DEPORTIERT 1942
ERMORDET IN
AUSCHWITZ
Philippine Reinauer wurde am 15. Juli 1860 in Mühringen/Horb geboren als erste Tochter von Marx Reinauer und seiner Ehefrau Fanny Reinauer, geb. Reinauer. Am 22. August 1872 zogen sie nach Tübingen in die Kirchgasse 13. Im Oktober meldete der Vater einen Betrieb als Optiker und Graveur an. (Sein Schwager Leopold Reinauer lebte in der Collegiumsgasse 6 und hatte ein Geschäft mit Landesprodukten.) Er starb bereits am 23.03.1881. Seine Frau Fanny lebte ab 1906 in der Kirchgasse 8 und ab 1909 in der Rappstraße 46. Sie starb am 19. März 1919 (Lit. 3).
Philippine Reinauer lebte ab 1909 in der Mauerstraße 25 zusammen mit ihrer Schwester Sofie. Von ihrem beruflichen Werdegang ist nichts bekannt, als Berufsbezeichnung wurde „Privatière“ angegeben.
Am 26. März 1941 wurde sie zusammen mit ihrer Schwester Sofie in die Pflegeanstalt Heggbach/Laupheim eingeliefert. In dieser Anstalt wurden Juden oft für wenige Monate untergebracht, um anschließend deportiert zu werden. Philippine Reinauer wurde am 11. Juli 1942 in Heggbach abgemeldet und in das Sammellager Stuttgart „verbracht“. Von dort aus ging der Todestransport nach Auschwitz am 13. Juli 1942, wo sich ihre Spur verliert. Vermutlich wurde sie dort ermordet. (Stadtarchiv Tübingen, Adressbuch 1877)
(Quellen: Lit. 1,2,3,7)

### Sofie Reinauer
Mauerstraße 25 (Karte)
HIER WOHNTE
SOFIE REINAUER
JG. 1864

EINGEWIESEN 1941
HEILANSTALT HEGGBACH
ERMORDET 11.1.1942
Sofie Reinauer wurde am 6. Februar 1864 als drittes Kind der Eheleute Marx und Fanny Reinauer in Mühringen/Horb geboren. Ab 1909 lebte sie in Tübingen zusammen mit ihrer Schwester Philippine in der Mauerstraße 25. Sofie arbeitete von 1922 bis 1937 als Stickerin. Sie hatte dafür einen Gewerbeschein, erzielte aber nur ein sehr bescheidenes Einkommen.
Am 26. März 1941 wurde sie zusammen mit ihrer Schwester Philippine in die Pflegeanstalt Heggbach/Laupheim transportiert. Dort soll Sofie am 11. Januar 1942 an Altersgebrechen gestorben sein. Ihr Grab liegt auf dem Laupheimer jüdischen Friedhof.
Von den vier weiteren Geschwistern der beiden Schwestern Philippine und Sofie Reinauer hat nur der letzte Sohn Bernhard Reinauer überlebt, der am 5. Februar 1872 ebenfalls in Mühringen geboren wurde. Bernhard wanderte 16-jährig 1888 in die USA aus. Er lebte in Cook/Illinois und starb 1952. Er hinterließ zwei Söhne.
Der ältere, Max Lincoln Reinauer, lebte von 1915 bis 1990 in Los Angeles/Kalifornien und hatte ebenfalls zwei Söhne. Der jüngere, Robert Louis Reinauer, ist 1920 in Chicago/Illinois geboren und 2010 in Kitsap/Washington gestorben, wo er ab 1940 lebte.
Er hatte zwei Kinder, Dirk, geb. 1960, und Deonne Roberta, geb. 1961.

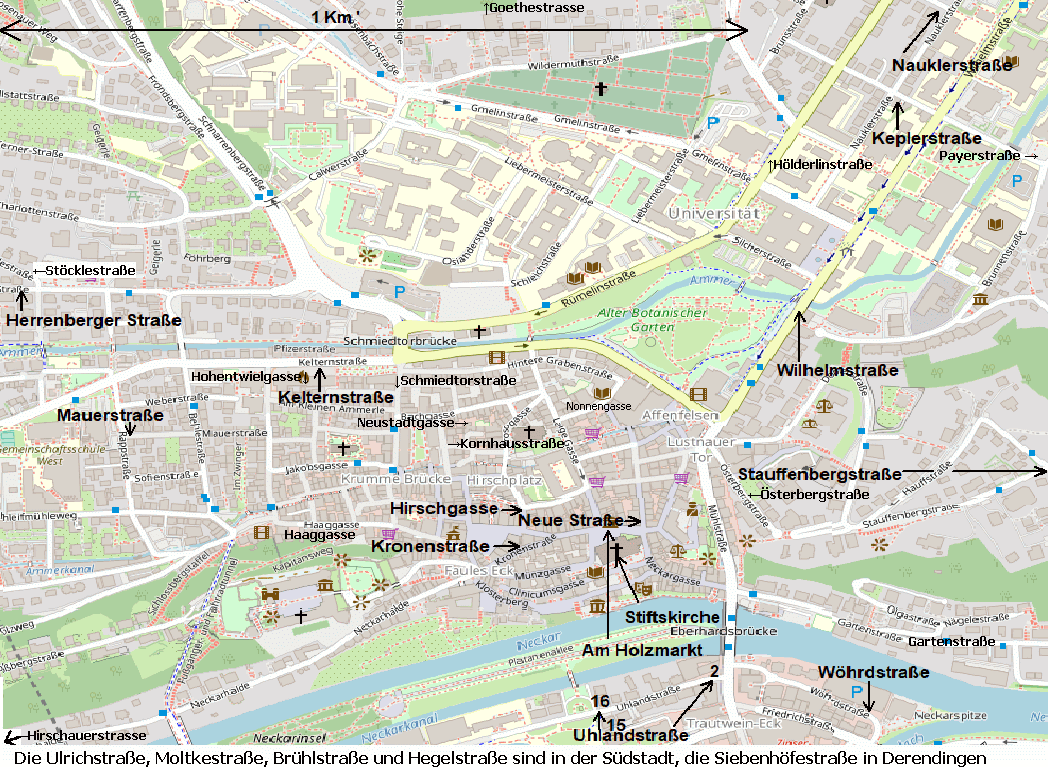

(Quellen: Lit. 1,2,3,11)

## Kelternstraße

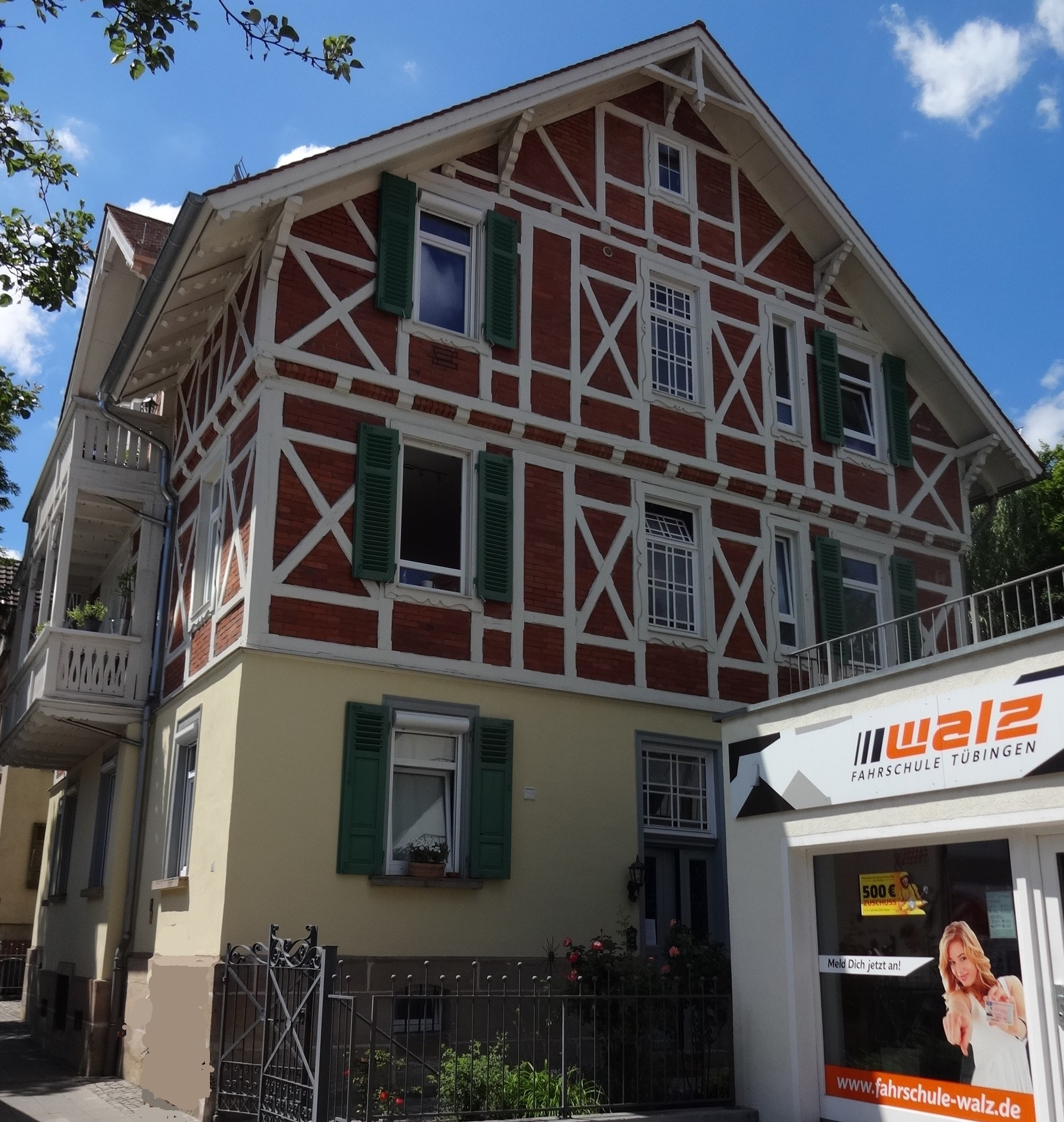
Kelternstraße 8

### Dr. Albert Pagel
Kelternstraße 8 (Karte)
HIER WOHNTE
DR. ALBERT PAGEL
JG.1885

DEPORTIERT 1942
THERESIENSTADT
1943 AUSCHWITZ
ERMORDET
Albert Pagel wurde am 3. Dezember 1885 als Sohn des bekannten Medizinhistorikers Julius Leopold Pagel und seiner Frau Marie, geb. Labaschin, in Berlin geboren. Er besuchte das humanistische Lessing-Gymnasium in Berlin und legte dort das Abitur ab. Danach studierte er Jura und Philosophie in Berlin mit dem Schwerpunkt Rechtsphilosophie.
1907 wurde Albert Pagel Rechtsreferendar und 1911 Assessor und promovierte 1909 an der Universität Gießen. Von 1912 bis 1914 war er Assistent an der juristischen Fakultät der Universität Berlin. Im Ersten Weltkrieg leistete er Kriegsdienst als Richter an verschiedenen Orten. Da Albert Pagel unter einer chronischen Krankheit litt, die sich unter den Kriegsbedingungen sehr verschlechtert hatte, kam er in desolatem Gesundheitszustand aus dem Krieg zurück. An eine Laufbahn an der Universität oder in der Justiz war nicht mehr zu denken.
Da seine Eltern schon 1909 und 1912 verstorben waren, wurde Albrecht Pagel von seiner jüngeren Schwester Charlotte versorgt und gepflegt. Er arbeitete als Privatgelehrter wissenschaftlich weiter, war Mitglied der (von Hans Vaihinger gegründeten) Kant-Gesellschaft und veröffentlichte Arbeiten zu rechtsphilosophischen und juristischen Themen.
Am 21. August 1927 zogen Charlotte und Albert Pagel nach Tübingen in die Kelternstraße 8, wohl weil sein jüngerer Bruder Walter von 1926 bis 1928 als Assistent am Pathologischen Institut arbeitete. Albert hatte auch dort gute Kontakte zur philosophischen und juristischen Fakultät und nahm am Universitätsleben teil.
Dr. Walter Pagel, geb. 12. November 1898, habilitierte sich 1930/31 an der Universität Heidelberg mit der Arbeit „Virchow und die Grundlagen der Medizin des XIX. Jahrhunderts“. Er emigrierte mit seiner Ehefrau Dr. Magda Pagel, geb. Koll, und seinem dreijährigen Sohn Bernard 1933 nach Großbritannien. Dort lebte er als angesehener Professor für Pathologie und Medizingeschichte in London. Er starb am 25. März 1983 in Mill Hill (England).
Dr. Albert Pagel und seine Schwester Charlotte wohnten, inzwischen beide krank, weiter in der Kelternstraße 8, bis sie beide am 20. August 1942 abgeholt wurden. Am 22. August wurden sie von Stuttgart aus nach Theresienstadt deportiert, am 23. Januar 1943 weiter nach Auschwitz, wo sie ermordet wurden.

### Charlotte Pagel
Kelternstraße 8 (Karte)
HIER WOHNTE
CHARLOTTE PAGEL
JG. 1894

DEPORTIERT 1942
THERESIENSTADT
ERMORDET IN
AUSCHWITZ
Charlotte Pagel wurde am 29. September 1894 als Tochter des bekannten Medizinhistorikers Julius Leopold Pagel und seiner Frau Marie, geb. Labaschin, in Berlin geboren. Sie war die Schwester von Dr. Albert und Dr. Walter Pagel.
Da ihr jüngerer Bruder Walter 1926 in Tübingen eine Assistenzarztstelle als Prosektor am Anatomischen Institut der Universität annahm, kam Charlotte Pagel mit ihrem kranken Bruder Albert 1927 nach Tübingen; sie wohnten in der Kelternstraße 8. Charlotte Pagel versorgte und pflegte ihren Bruder, der an einer chronischen Krankheit litt.
Zeitzeugen haben die Geschwister Pagel als liebenswürdige Nachbarn in Erinnerung behalten und erzählen, wie Charlotte arme Kinder in der Hölderlinschule mit Vesperbroten versorgte. Ihr Bruder Walter schreibt, sie sei der beste und liebevollste Mensch gewesen, sehr schön und von großer Musikalität; auf eine Karriere als Sängerin und auf eine eigene Familie habe sie verzichtet, um ihren hilflosen Bruder zu versorgen.
Beide Geschwister wurden am 20. August 1942 in der Kelternstraße abgeholt und am 23. August von Stuttgart aus nach Theresienstadt deportiert, am 23. Januar 1943 weiter nach Auschwitz, wo sie ermordet wurden.

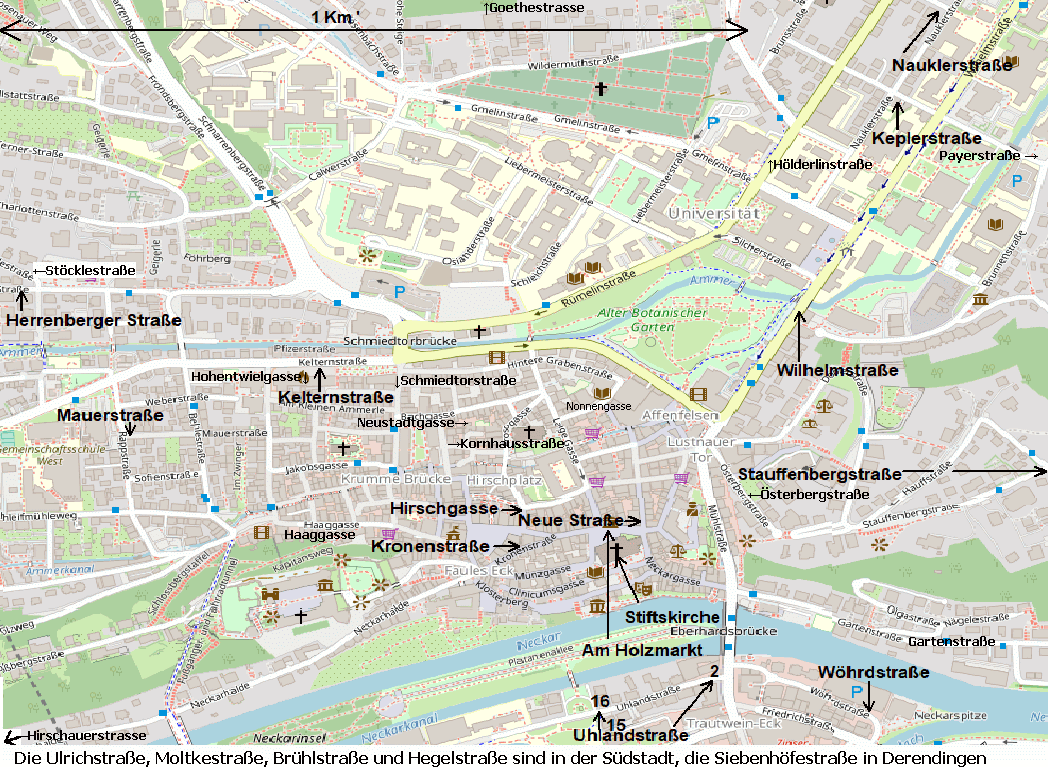

(Quellen: Lit. 1)

## Wöhrdstraße

### Dr. phil. Josef Wochenmark und Bella Wochenmark, geb. Freudenthal
Wöhrdstraße 23 (Karte) (heute abgerissen)
HIER WOHNTE
RABBINER
DR. JOSEF
WOCHENMARK
JG. 1880

VOR DER DEPORTATION
FLUCHT IN DEN TOD
8.3.1943
HIER WOHNTE
BELLA
WOCHENMARK
GEB. FREUDENTHAL
JG. 1887

DEPORTIERT 1943
THERESIENSTADT
1944 AUSCHWITZ
ERMORDET
Im Haus Wöhrdstraße 23 wohnte in einer Sechszimmerwohnung im zweiten Stock seit Oktober 1925 der Vorsänger und Lehrer Dr. Josef Wochenmark mit seiner Frau Bella und den beiden Söhnen Alfred und Arnold.
Der Vater der Familie war (wie sein Sohn Arnold schreibt) „akademisch gesinnt“ (Lit. 5, S.321), gebildet, belesen, fleißig und sehr bemüht, eine Identität als gebildeter, deutscher Jude auszubilden. Er nahm viele Aufgaben der geistlichen Versorgung und der Betreuung der jüdischen Gemeinde wahr, Schul- und Talmudunterricht der Kinder sowie Krankenbesuche in den Kliniken, und verbrachte lange Stunden in seiner Bibliothek mit der Arbeit an seiner Dissertation; er schloss sie noch 1933 bei Jakob Wilhelm Hauer (dem Begründer der „Deutschen Glaubensbewegung“) ab.
Josef Wochenmark wurde 1880 in Rozwadow/Galizien geboren in einem der Kronlande der Habsburger Monarchie und musste 1918 wie viele Juden wegen antisemitischer Übergriffe das Land verlassen. Er kannte sehr wohl die starke Ablehnung in der nichtjüdischen deutschen Öffentlichkeit gegenüber den „Ostjuden“, aber auch die Vorbehalte des inzwischen sei der Gleichstellung 1864 integrierten, z. T. assimilierten jüdischen Bürgertums.

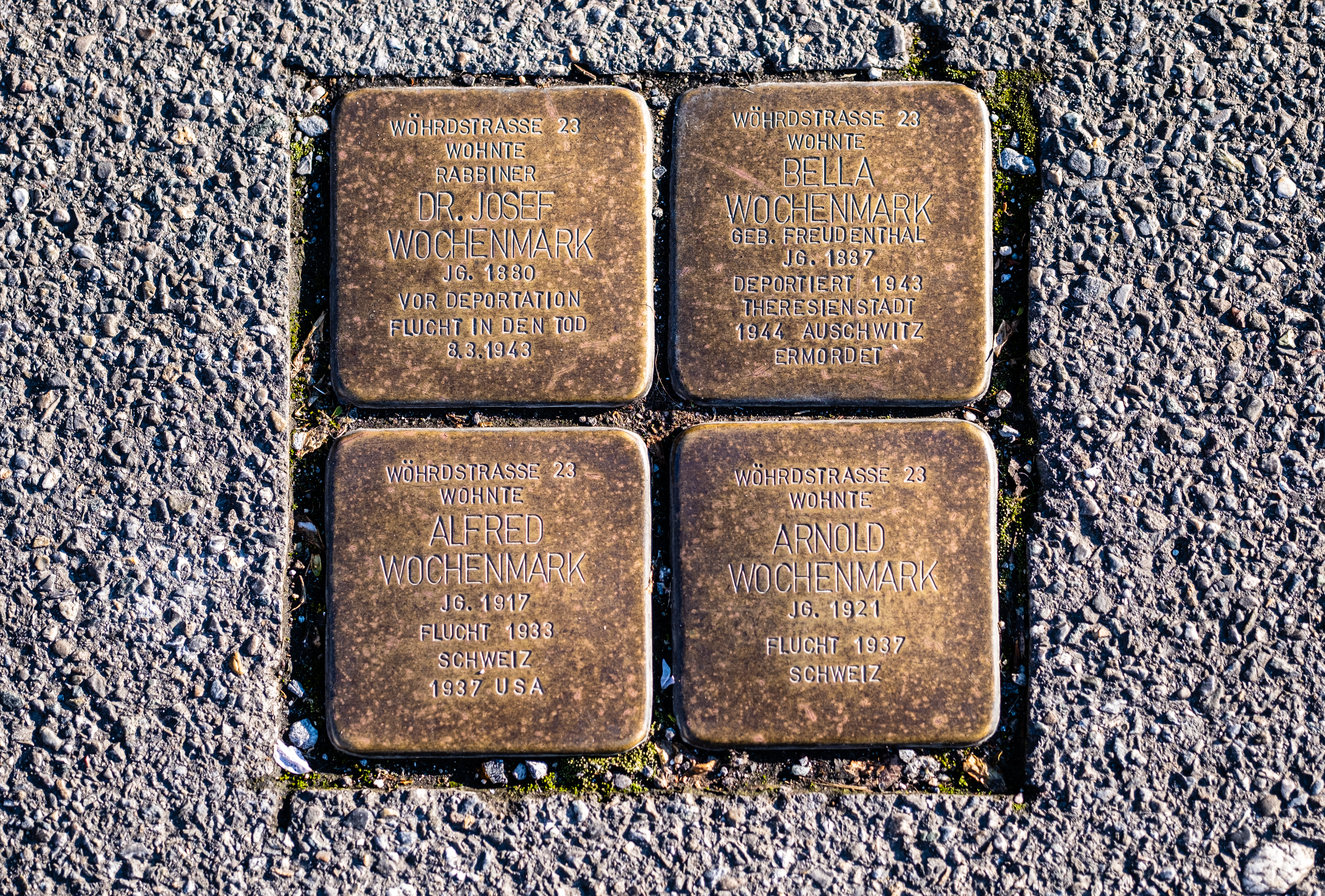

Obwohl er aus einem orthodoxen Umfeld kam, war Josef Wochenmark innerhalb der Gemeinde betont liberal und innovativ, denn in Tübingen war die Ausübung der jüdischen Religion eher Privatsache. Zu Angehörigen der fast durchgehend nichtjüdischen Universität gab es nur wenige Kontakte, so zum Seminar und Kolloquium seines Doktorvaters und zu den jüdischen Studierenden, die am koscheren Mittagstisch teilnahmen, den seine Frau Bella zusammen mit einer kleinen Pension betrieb.
In den täglichen, lebhaften Diskussionen äußerte er offen seine Meinung. Sein Sohn Arnold meinte, sein Vater „hatte das Vertrauen in das deutsche Volk, dass sie zu zivilisiert, zu gescheit sind, um auf einen solchen Halunken wie Hitler einzugehen (Lit. 6, S. 96). Er meinte, wenn man nicht im Kaftan herumlaufe und jiddisch spräche, sondern sich gebildet und angepasst verhalte, würde man auch nicht diskriminiert werden (Lit. 2, S. 96).“
Durch die Auswanderung bzw. Flucht vieler Mitglieder verkleinerte sich Josef Wochenmarks Gemeinde erheblich, weshalb ihn der jüdische Oberrat 1934 nach Schwäbisch Gmünd versetzte. Die beiden Söhne Arnold und Alfred waren inzwischen in die Schweiz emigriert, die Eltern erwogen eine Auswanderung in die USA. Die Verfolgung nahm zu und die Wochenmarks wurden nach Stuttgart versetzt. Dort erreichte Josef Wochenmark mit 61 Jahren noch sein Lebensziel: Er wurde im März 1941 orthodoxer Rabbiner, der letzte Rabbiner von Stuttgart. Auch hier und trotz widriger Umstände bildete er sich weiter. Seine Frau Bella arbeitete in Stuttgart als Hilfsarbeiterin. Beide wurden in einem „Judenhaus“ interniert. Not, Isolation, Kontrolle, Ausgehverbote und das Tragen des Judensterns bestimmten ihren Alltag. Es blieben nur noch verzweifelte Briefe: „Wir machen hier weiter, solange es geht und hoffentlich seid ihr gesund und verliere nicht deinen Gottesglauben“ (Lit. 5, S. 96).
Vor der Deportation versuchten Josef und Bella Wochenmark sich das Leben zu nehmen; Josef Wochenmark starb am 8. März 1943, doch seine Frau Bella überlebte schwer verletzt und kam im April 1943 nach Theresienstadt, von dort aus am 16. Oktober 1944 nach Auschwitz, wo sie ermordet wurde.
(Quellen: Lit. 2 S. 319–344, Lit.5 S.321 und S. 326 Lit.6 S.326)

### Alfred Wochenmark/Alfred W. Mark
Wöhrdstraße 23 (Karte)
HIER WOHNTE
ALFRED
WOCHENMARK
JG. 1917

FLUCHT 1933
SCHWEIZ
1937 USA
Alfred, der ältere Sohn der Familie Wochenmark, wurde am 20. Juni 1917 in Freudental bei Ludwigsburg geboren. 1925 zog die Familie nach Tübingen um. Wie sein jüngerer Bruder Arnold besuchte er die Grundschule und danach das humanistische Gymnasium (heute Uhland-Gymnasium) in Tübingen. In der Schule waren beide antisemitischen Anfeindungen ausgesetzt.
1932 hatte Alfred ein besonders schlimmes Erlebnis. Er war, als Hitler durch Tübingen fuhr*, aus Neugierde zur Neckarbrücke gegangen und mischte sich unter die jubelnde Menge. Als er zurückkehrte, fragte ihn die Nachbarin aus dem Parterre: „Na, hast Du den Führer gesehen?“ Alfred antwortete: „Ja, Götz von Berlichingen habe ich auch gesehen“. Hinter ihm stand der SA-Mann, der oben im Haus wohnte. Dieser schlug Alfred blutig und sagte: „Du hast den Führer beleidigt.“ (Anmerkung: Allgemein geht man davon aus, dass Adolf Hitler niemals in Tübingen gewesen ist (was sonst dokumentiert wäre). Womöglich ist er von Stuttgart aus mit dem Auto über Lustnau (Stuttgarter Straße) zu einer Großveranstaltung nach Reutlingen gereist.)
Danach wollte Alfred nicht mehr in Deutschland bleiben und nutzte in den Sommerferien 1933 die Gelegenheit, mit dem Fahrrad zum Bruder seines Vaters nach Basel zu fahren, der dort eine koschere Bäckerei betrieb. Der 16-Jährige war einer der ersten Juden, die 1933 ins Ausland flohen. Die Eltern wollten unbedingt, dass Alfred zurückkommen und in Tübingen das Abitur machen sollte, doch Alfred widersetzte sich. Da er, wie alle Geflohenen, in der Schweiz keine Arbeitserlaubnis bekam, machte er von 1933 bis 1937 eine Lehre als Möbel- und Bauschreiner. Doch mit dem Abschluss seiner Lehre endete seine Aufenthaltserlaubnis.
Mit großer Energie schaffte der 20-Jährige die Einwanderung in die USA: Er wandte sich in Basel an die Heilsarmee, die ihm den Kontakt zu einem Verwandten mütterlicherseits namens Sol Freudental in Baltimore/Maryland vermittelte. In den USA angekommen fand er als gelernter Möbelschreiner schnell Arbeit in New York. Dort heiratete er 1940 die jüdische US-Amerikanerin Edith Schulman, mit der er zwei Söhne bekam, Kenneth und Lance. 1941 meldete er sich freiwillig für fünf Jahre zum Militär, um „Deutschland zu besiegen“. Seinen Namen änderte er in Alfred W. Mark.
1958 übernahm er eine Möbelfirma in Manhattan, in der sein Sohn Kenneth mitarbeitete. Lance studierte Jura. 1987 besuchten Alfred W. und Edith Mark Tübingen von ihrem damaligen Wohnsitz in Florida. 1998 starb Alfred W. Mark.

### Arnold Wochenmark/Arnold Marque
Wöhrdstraße 23 (Karte)
HIER WOHNTE
ARNOLD
WOCHENMARK
JG. 1921

FLUCHT 1937
SCHWEIZ
Arnold Wochenmark wurde am 31. März 1921 in Crailsheim geboren und kam mit vier Jahren nach Tübingen, wo er die Grundschule und das humanistische Gymnasium (heute Uhland-Gymnasium) besuchte. Seine Erinnerungen an Tübingen waren später sehr ambivalent: auf der einen Seite die Kinderwelt mit Schlittenfahren auf dem Österberg, Spielen mit der elektrischen Eisenbahn und den herrlichen Sommerferien im Schwarzwald, wo die Familie in einem Ferienhäuschen wohnte und der Vater entspannt war… Die Eltern waren betont „seriös“, es gab wenig Spaß, der Vater schaute streng nach den Hausaufgaben und Arnold musste sich heimlich zum Spielen auf der Straße davonschleichen.
Doch im Gymnasium endete diese sorglose Zeit abrupt. Schon vor 1933 waren jüdische Schüler antisemitischen Anfeindungen ausgesetzt, ab 1933 wurde es richtig schlimm: Kein Mitschüler gab ihm mehr die Hand, am Schulausflug wollte keiner neben ihm gehen, niemand sprach mit ihm, auch kein Lehrer, er fühlte sich völlig isoliert. In der Pause wurde er einmal symbolisch gekreuzigt, indem man ihn auf einem Brett festband, die Lehrer schritten nicht ein. Die Freude an der Schule wurde zum Horror, seine Leistungen ließen nach, so dass er in die Realschule versetzt wurde. Sein bester Freund aus der Wöhrdstraße kannte ihn plötzlich nicht mehr und erklärte ihm heimlich, er dürfe ihn nicht mehr grüßen, die Hitlerjugend habe es ihm verboten; eigentlich habe er gar nichts gegen ihn, aber er müsse die Freundschaft beenden. Arnold verstand nichts mehr. Nach dem Umzug der Familie 1934 nach Schwäbisch Gmünd gab es ausschließlich Kontakte zu Juden, sie mussten ihr Radio abgeben und hatten kein Telefon mehr. Auch das öffentliche Schwimmbad durfte er nicht mehr besuchen, „man hatte keine Freude mehr am Leben“, es war deprimierend, doch die Familie hielt zusammen.
1937 schrieb Alfred aus Basel den Eltern, sein Onkel hätte einen Platz für einen Bäckerlehrling frei. Diesen Brief verheimlichten seine Eltern Arnold, weil sie andere Pläne mit ihm hatten. Doch Arnold rief seinen Bruder in der Schweiz vom Postamt aus an und erfuhr von der Lehrstelle und dass er sich sofort entschließen müsse. Arnold stellte seine Eltern vor vollendete Tatsachen und rettete so sein Leben. Seine Aufenthaltserlaubnis war an die dreijährige Lehre gebunden, danach wurde er nur noch als Volontär befristet geduldet. Ab 1940 musste sich Arnold beim Schweizer Arbeitsdienst melden, wo harte Arbeit beim Straßenbau und in der Landwirtschaft die Flüchtlinge zur Weiterreise bewegen sollte. Mit dem Kriegseintritt der USA 1941 war es ihm jedoch nicht mehr möglich, zum Bruder in die USA auszureisen; seine Eltern konnte er trotz aller Bemühungen nicht mehr in die Schweiz holen. Von der Einwanderungsbehörde bekam er die lapidare Antwort: „Die Einwanderung ihrer Eltern ist unerwünscht.“ 1938 hatte die Schweiz die Visumpflicht für Juden eingeführt und lehnte Einwanderungsgesuche bis auf wenige Ausnahmen prinzipiell ab.
In der Schweiz herrschte ein fremdenfeindliches Klima und so war das Zusammenkommen mit anderen jungen Juden am Sabbat und in der Synagoge sehr wichtig, um sich gegenseitig unterstützen zu können, Arnold besuchte regelmäßig den English Club, um sich auf seine Auswanderung vorzubereiten. Am 18. März 1945 heiratete er in Basel die 1942 mit 17 Jahren aus Frankreich geflüchtete Johanna Braunschweig. Alfred half dem jungen Paar bei der Besorgung der Auswanderungspapiere für die USA und so verließen Arnold und Johanna Wochenmark 1946 die Schweiz. Nach einigen Monaten in New York, wo im Juni ihre Tochter Linda geboren wurde, zogen sie um nach San Francisco/Kalifornien. Dort arbeitete Arnold zunächst in einer Pralinenfabrik und stieg rasch ins Management auf. 1949 wurde der Sohn Jeffrey geboren, 1951 der Sohn Bernard.
1951 nahm die Familie den Namen Marque an. Linda, die eine Ausbildung zur Dolmetscherin gemacht hatte, starb mit nur 22 Jahren in Genf bei einem Unfall. Jeffrey studierte Biophysik und heiratete die Japanerin Myako, hat mit ihr zwei Kinder und lebt in San Francisco. Bernard wurde Fotograf und Versicherungskaufmann, heiratete die Deutsch-Engländerin Carol und lebt mit seiner Familie ebenfalls in San Francisco.
Arnold Marque legte noch siebzigjährig im Heimstudium ein Diplom als Versicherungskaufmann ab und betrieb eine Versicherungsagentur. Er war der Sprecher der ehemaligen Tübinger Juden, er besuchte 1981 und 1987 Tübingen. Seine Frau und er lebten bis ins hohe Alter in der Nähe von San Francisco ein sehr erfülltes und aktives Leben. Arnold Marque starb am 10. Oktober 2016 mit 95 Jahren einen friedlichen Tod.

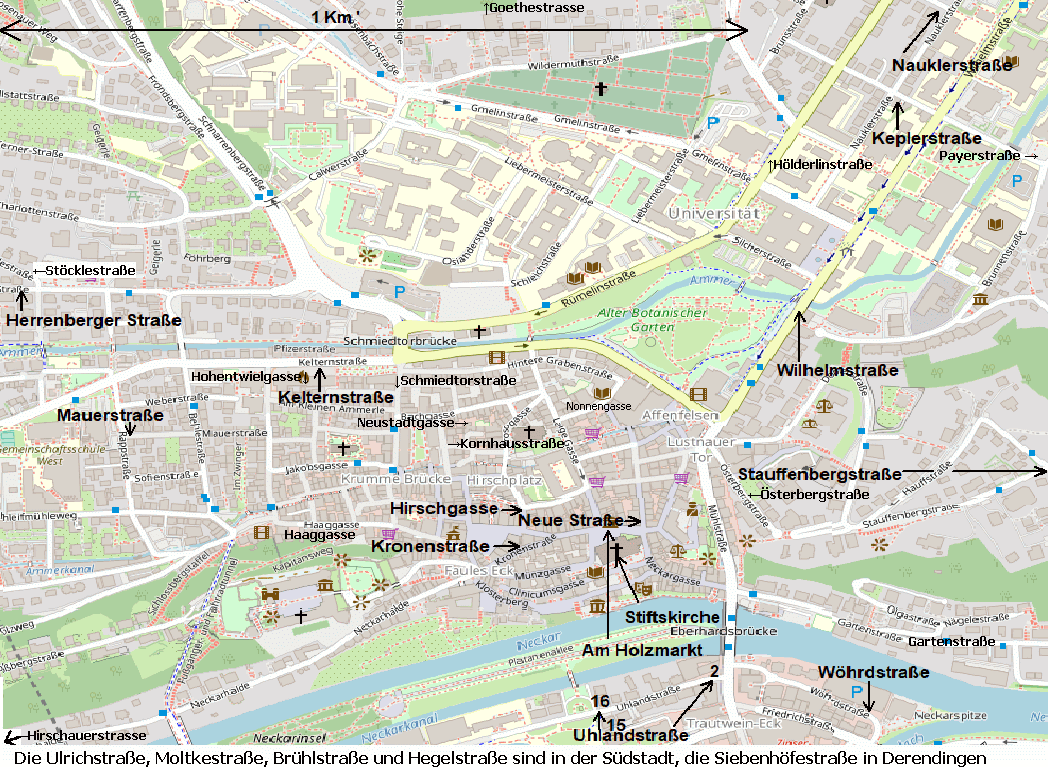

## Stauffenbergstraße

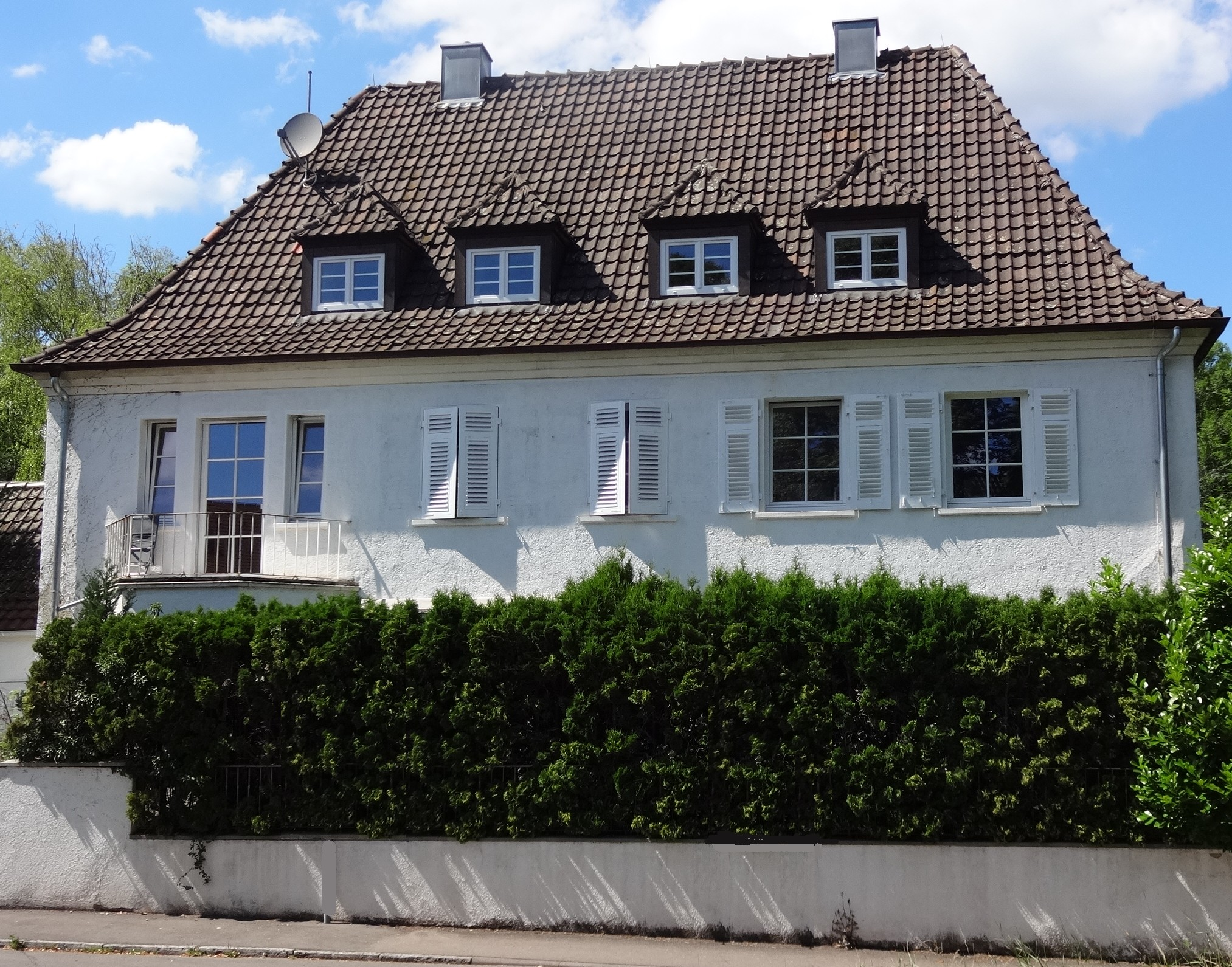
Stauffenbergstraße 27

### Adolph Bernheim
Stauffenbergstraße 27 (Karte)
HIER WOHNTE
ADOLPH BERNHEIM
JG. 1880

FLUCHT 1939
USA
Adolph Bernheim, geboren am 11. Juli 1880 in Hechingen, war mit zwei Brüdern Teilhaber einer mechanischen Buntweberei in Bronnweiler bei Reutlingen, die ihr Vater 1874 gegründet hatte. Dies war ein solider mittelständischer Betrieb. Adolph Bernheim war Kriegsteilnehmer im Ersten Weltkrieg und Träger des Eisernen Kreuzes 2. Klasse.
Nach seiner Heirat 1921 mit Hanna Bach aus Augsburg wohnten sie mit ihren beiden Kindern Doris und Hans bis 1930 im Dorf Bronnweiler. Dann zog die Familie nach Tübingen, um den Kindern eine gute Ausbildung zu ermöglichen. Sie kauften eine stattliche Villa in der Staufenstraße (seit 1945: Stauffenbergstraße) 27.
Die Bernheims fühlten sich vom intellektuellen Leben in der Universitätsstadt angezogen. Sie lebten in vorsichtiger Zurückhaltung. Zu einigen nichtjüdischen Nachbarn auf dem Österberg entwickelten sich aber freundschaftliche Beziehungen aufgrund gemeinsamer intellektueller Interessen, z. B. in nachbarschaftlichen Musik- und Literaturkreisen.
Adolph blieb aktiver Teilhaber der Fabrik in Bronnweiler. Als „arische“ Spinnereien gezwungen wurden, an „jüdische“ Fabriken kein Garn mehr zu verkaufen, musste 1938 die Fabrik verkauft werden – die Villa ebenfalls. Die Familie zog zunächst nach Stuttgart.
Nach vielen Schikanen gelang ihnen im Juli 1939 noch die Auswanderung in die USA nach Cincinnati/Ohio. Hanna Bernheim schreibt darüber: „Wir konnten über unser Bankkonto nicht frei verfügen, sondern nur einen bestimmten Betrag monatlich abheben. Für die Auswanderung mussten wir die Juden-Abgabe in Höhe von 25% des Vermögens bezahlen, außerdem 5 % Sühneabgabe wegen des Pariser Attentats. Die Zollfahndungsstelle schickte zwei Leute ins Haus. Sie sahen alle bereits verpackten Kleidungsstücke durch. Silber und Schmuck mussten wir schon im Frühjahr 1939 abliefern. Schließlich konnten wir nur mit Handgepäck, ohne Winterausrüstung, ohne Bett- und Tischwäsche, ohne Möbel und sonstigen Hausrat abreisen... Ich konnte nur 10 Mark mitnehmen“ (Lit. 1,S. 126).
Teile des Mobiliars wurden in Container gepackt, von einer Spedition über Stuttgart nach Hamburg verfrachtet und dort im Hafen eingelagert, um in die USA verschifft zu werden – aber 1940 wurde das Umzugsgut von der Gestapo beschlagnahmt und versteigert. Davon erfuhren die Bernheims erst nach dem Krieg.
Das Einleben in den USA war für alle Familienmitglieder sehr schwer. Für Arbeiten in der Textilindustrie wurde Adolph mit 60 als zu alt abgelehnt. Er arbeitete als Vertreter für Papierwaren und für Textilien und fünf Jahre als Fabrikarbeiter. 1952 wurde der erzwungene Hausverkauf in Tübingen rückgängig gemacht und sie konnten ihre Villa 1954 verkaufen. Danach konnte er erst mit 75 Jahren in den Ruhestand gehen. Eine monatliche Rente von 800 DM erhielt er ab 1958. Am 19. März 1966 starb Adolph Bernheim mit 86 Jahren in Cincinnati.

### Hanna Bernheim, geb. Bach
Stauffenbergstraße 27 (Karte)
HIER WOHNTE
HANNA BERNHEIM
GEB. BACH
JG: 1895

FLUCHT 1939
USA
Hanna Bernheim, geb. Bach wurde am 11. November 1895 in Augsburg geboren und wuchs mit drei Geschwistern auf. Ihr Vater Max Bach war ein wohlhabender Großhändler. Die Familie praktizierte den jüdischen Glauben und die Eltern lehrten die Kinder, stolz darauf zu sein. Hanna studierte in einer Frauenschule Pädagogik, Psychologie und Kunstgeschichte.
Während des Ersten Weltkriegs half sie bei der Jugendfürsorge und der Volksspeisung. Sie absolvierte eine Ausbildung in Sozialfürsorge und arbeitete in der städtischen Fürsorgestelle bis zur Hochzeit mit Adolf Bernheim 1921. Dann zogen sie nach Bronnweiler und 1930 nach Tübingen.
Hanna bekannte sich zum aufgeklärten Reformjudentum. Sie engagierte sich in der jüdischen Gemeinde und unterstützte in Tübingen jahrzehntelang Juden und Christen generös. In ihrer Autobiographie „History of my Life“ beschreibt sie lebendig ihr Leben im Dorf Bronnweiler, wo sie einen einfachen Lebensstil pflegte, um nicht als Kapitalistenfrau aufzufallen. Sie lebte aber modern und konnte z. B. autofahren. Ganz unsentimental und ohne Anklage beschreibt Hanna die kleinen Schritte der Ausgrenzung ab 1933.
Von 1936 bis 1938 war sie die letzte Vorsitzende des jüdischen Frauenvereins in Tübingen, der oft in ihrer Villa in der Staufenstraße (seit 1945: Stauffenbergstraße) 27 tagte. Sie war für die kulturelle Betreuung der jüdischen Kleingemeinden auf dem Lande aktiv. Im 1924 von Karoline Löwenstein gegründeten Frauenverein waren alle jüdischen Frauen Tübingens organisiert. Er bildete ein Netz wohltätiger Fürsorge mit vielfältigen karitativen Aktivitäten, aber auch gesellschaftspolitischen Diskussionen und kulturellen Vorträgen. Die Frauen übernahmen Besuchsdienste bei Kranken und im Altersheim. Sie nähten, strickten und häkelten für Bedürftige – was auch Christen sowie Menschen außerhalb
Tübingens zugutekam.
Zum Schluss ihres Berichts beschreibt Hanna Bernheim die bürokratischen Schikanen und die ökonomische Ausplünderung ihrer Familie. Ihr Mann und Sohn verließen Deutschland mit dem Schiff, sie mit dem Flugzeug, um bei ihrer Tochter in London zwischenzulanden: „Und so flog ich aus der Hölle direkt in den Himmel.“(Hanna Bernheim (1895–1990) „History of my Life“, Konrad Theiss-Verlag, Darmstadt 2014. S. 186)
Dort begann aber kein leichtes Leben. Die 45-jährige Hanna, zu deren Lebensstandard in Deutschland ein Kindermädchen und eine Köchin gehört hatten, musste nun kochen lernen und dazuverdienen. Sie hat in den USA als Pflegerin, als Verkäuferin in der Konfektionsbranche und als Chauffeurin sowie als Verkaufshilfe für ihren Mann gearbeitet.
Die Emigration in die USA wurde durch die Bürgschaft einer Cousine ihres Mannes ermöglicht, die ihnen durch freundliche Aufnahme die Eingewöhnung im „Exil“ erleichterte. Hanna schreibt in einem Brief: „Wir wohnten zwar sehr bescheiden, aber doch gemütlich. Natürlich arbeiteten wir viele Jahre hart, genossen aber alle Feiertage, oft mit den Verwandten.“(Quelle: Hanna Bernheim (1895–1990) "History of my life", Konrad Theiss-Verlag, Darmstadt 2014 S. 26) Hanna Bernheim starb 1990 hochbetagt.

### Doris Bernheim, verh. Doctor
Stauffenbergstraße 27 (Karte)
HIER WOHNTE
DORIS BERNHEIM
VERH. DOCTOR
JG 1923

KINDERTRANSPORT 1938
ENGLAND
1939 USA
Doris Bernheim, geboren am 11. April 1923 in Tübingen, besuchte dort die Oberrealschule für Mädchen (heute Wildermuth-Gymnasium). Anfang der 30er Jahre war sie noch keinen Diskriminierungen ausgesetzt. Ihre Lehrerinnen waren zum Glück unvoreingenommen und demokratisch gesinnt. Noch 1934 durfte sie an einem von der NS-Volkswohlfahrt organisierten Ferienaufenthalt teilnehmen.
Ihre Mutter Hanna schreibt: „Unsere Kinder litten natürlich sehr unter den Diffamierungen, obwohl ihre Lehrer und die meisten Mitschüler sich weit weniger feindselig verhielten als in anderen Städten. Dass im Schwimmbad ‚Hunden und Juden der Zutritt verboten‘ war, ließ tiefe Spuren im Kindergemüt zurück.“(Lit. 1 S. 127)
1938 kam Doris Bernheim mit einem Kindertransport nach England, war dort Internatsschülerin und besuchte kurz eine Haushaltungsschule. Von London aus emigrierte sie 1939 nach New York und zog dann zu ihren Eltern nach Cincinnati/Ohio. Ein Studium war nicht zu finanzieren. Um rasch Geld zu verdienen, absolvierte sie eine sechsmonatige Ausbildung zur Kosmetikerin, besuchte aber Weiterbildungskurse in den Abendstunden.
1947 heiratete sie den Ingenieur Bernard H. Doctor, bekam zwei Töchter, Linda-Jo und Ruth-Diane, und hat vier Enkel. Heute (2018) lebt sie verwitwet in Israel.
Doris Bernheim war 2018 mit ihrem Ehemann und ihrer Tochter Ruth bei der Stolpersteinverlegung anwesend.

### Hans Bernheim/John Bernheim
Stauffenbergstraße 27 (Karte)
HIER WOHNTE
HANS BERNHEIM
JG. 1924

FLUCHT 1939
USA
Hans Bernheim, wurde am 5. August 1924 in Tübingen geboren und besuchte dort das humanistische Gymnasium (seit 1937 Uhland-Gymnasium). Ab 1935 gab es nur noch nichtjüdische Freunde, und er wurde zunehmend ausgegrenzt. In der Klasse und in der Fußballmannschaft wurde er noch geduldet, durfte sogar noch 1937 an einer Klassenfahrt teilnehmen. Seine zu absolut zurückhaltendem Auftreten als Jüdin erzogene Mutter erlaubte ihrem Sohn gleichwohl, einen Hitlerjungen jedes Mal zu verprügeln, wenn er ihn als Jude beschimpfte.
Im Frühjahr 1938 ging er nach Berlin an eine private jüdische Schule. Rückblickend sagt er: „Wenn man nicht mehr akzeptiert wird, geht man leichter fort. In Berlin konnte ich bei einer Tante wohnen, die auch schulpflichtige Kinder hatte“ (Lit. 2, S.307). Mit seinen Eltern emigrierte er dann 1939 nach Cincinnati/Ohio.
Als 15-Jähriger verkaufte er morgens vor dem Schulbesuch Zeitungen. 1943 wurde er zur US-Armee einberufen (Lit. 2). Im Zweiten Weltkrieg diente er als „Technical Sergeant“ in einer Panzerdivision, die 1945 bis nach Pilsen in der Tschechoslowakei vorrückte. Danach war er kurzfristig in Stuttgart stationiert, von wo aus er mit dem Jeep und in Uniform die alte Heimat in Tübingen und in Bronnweiler besuchte.
Im Frühjahr 1946 kehrte er nach Cincinnati zurück, wo er als Automechaniker arbeitete. 1949 heiratete er dort Jeanne Glaab. Sie bekamen drei Kinder, John-Rudolph, Sue-Ellen und Robert, sowie vier Enkel. Hans (John) Bernheim starb am 27. August 2014 in Cincinnati.

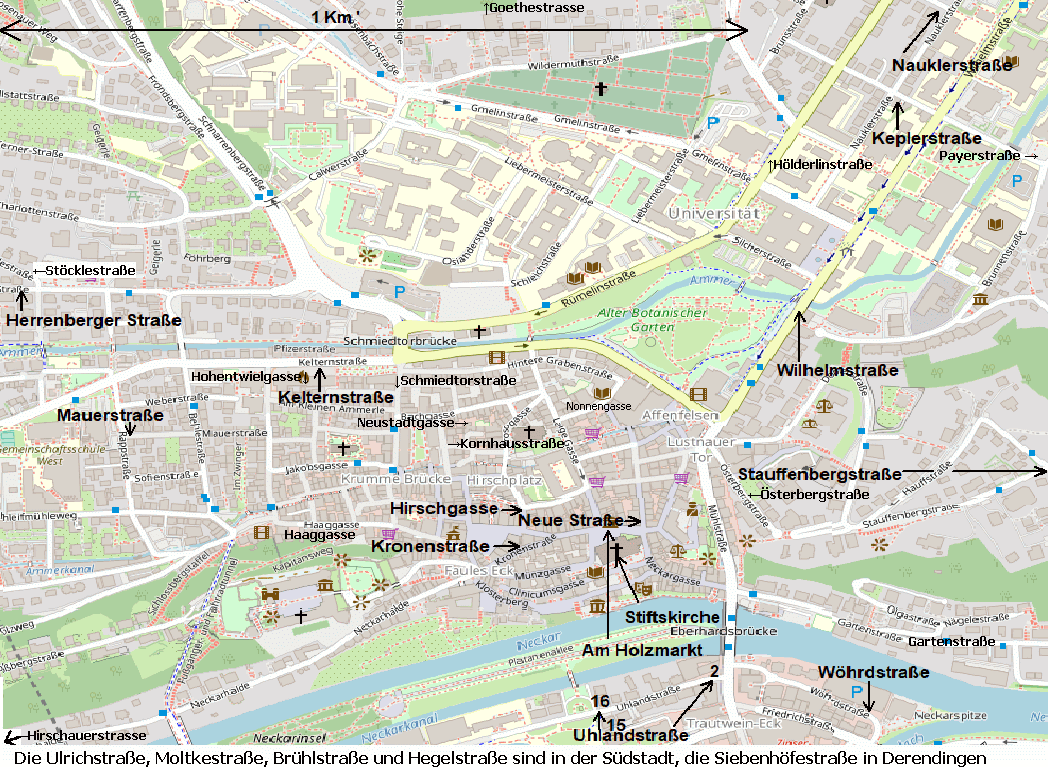

## Keplerstraße

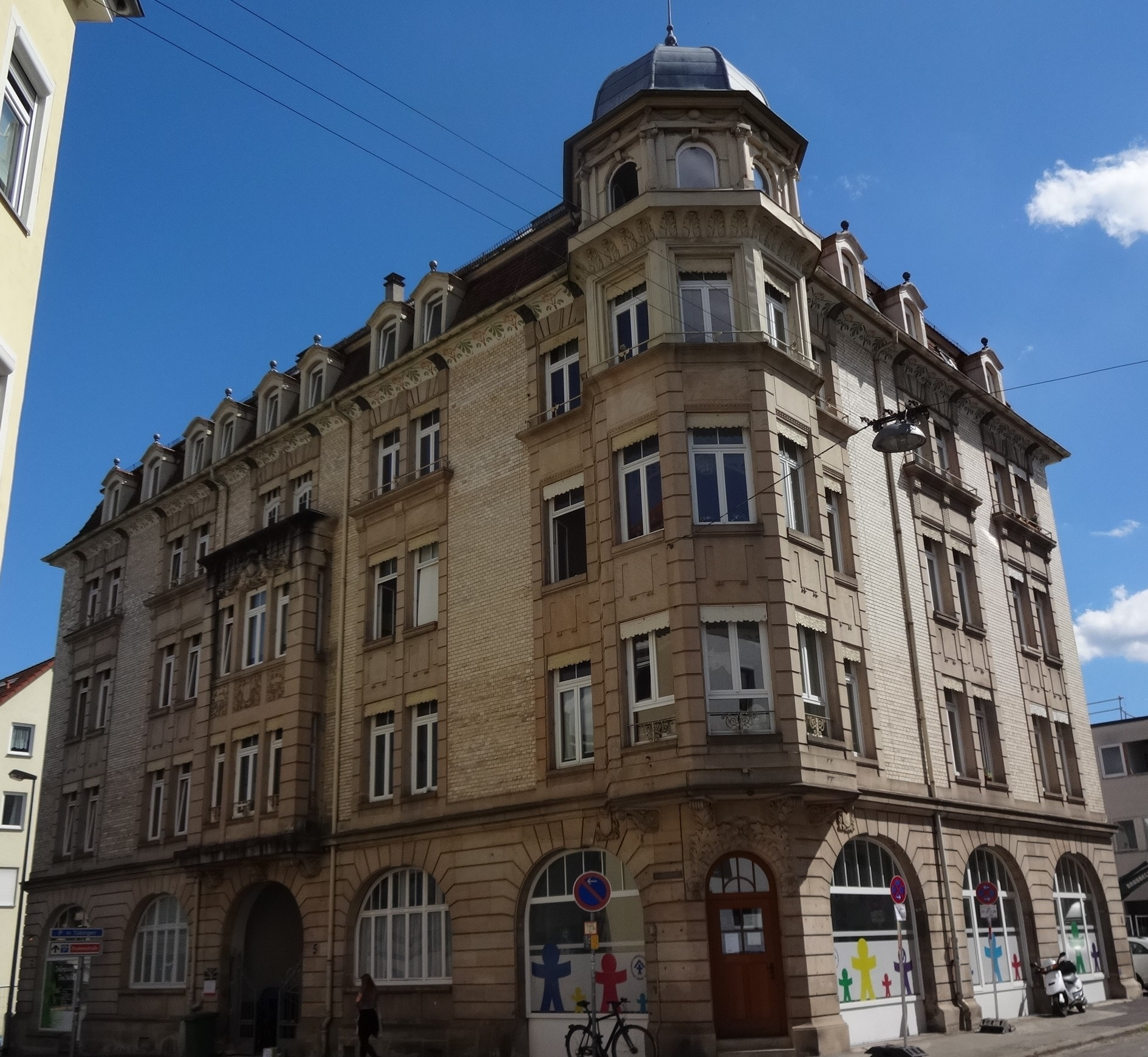
Keplerstraße 5

### Pauline Pollak, geb. Heidelberger
Keplerstraße 5 (Karte)
HIER WOHNTE
PAULINE POLLAK

GEB. HEIDELBERGER
JG. 1868

DEPORTIERT 1942
THERESIENSTADT
BEFREIT
Pauline Pollak, geb. Heidelberger, wurde am 28. Mai 1868 in Markelsheim bei Mergentheim/Hohenlohe geboren. 1892 heiratete sie Leopold Pollak, der in Olnhausen an der Jagst 26 Jahre lang Lehrer und Kantor war. Dort wurden zwischen 1895 und 1906 sechs Töchter geboren: Recha, Martha, Rosa, Clara, Mathilde und Selma.
Die zweitälteste, Martha, wanderte bereits 1912 als 15-Jährige in die USA aus und heiratete dort Justin Loewenberger. 1914 siedelte die Familie nach Tübingen um, in die Rümelinstraße 2. Bevor sie Olnhausen verließen, machte der damalige Götz von Berlichingen dem Kantor Pollak einen Abschiedsbesuch. Die Kinder der beiden hatten oft miteinander gespielt.
Auch in Tübingen arbeitete Leopold Pollak als Lehrer und Kantor bis zu seinem Tod 1923. Er wurde auf dem Wankheimer Friedhof beerdigt.
Die Witwe zog mit ihren noch drei unverheirateten Töchtern in die Keplerstraße 5 um. Hier lebte sie von 1925 bis 1935, seit 1931 auch mit ihrer Enkelin Therese. Als die zwei zuletzt noch bei ihr lebenden Töchter aus Deutschland fliehen mussten, zog sie 1935 nach Karlsruhe zu ihrer Tochter Clara. Doch während eines Besuchs 1940 bei ihrer in Würzburg verheirateten Tochter Mathilde wurde Clara mit ihrer Familie deportiert. So musste Pauline Pollak bei Mathilde bleiben.
Am 22. September 1942 wurde sie mit der Familie ihrer Tochter, die zwei Kinder hatte, nach Theresienstadt deportiert. 1945 wurden sie alle durch die Rote Armee befreit und emigrierten ein Jahr später nach New York. Dort starb sie 1951, nachdem sich ihr Wunsch erfüllt hatte, alle ihre noch lebenden Töchter nochmals zu sehen.
(Quellen: Lit. 1,2)

### Rosa Pollak, verh. Kappenmacher, verh. Strauss
Keplerstraße 5 (Karte)
HIER WOHNTE
ROSA
KAPPENMACHER
 GEB. POLLAK
JG. 1898

FLUCHT 1935
PALÄSTINA
Rosa Pollak wurde am 30. Juni 1898 in Olnhausen an der Jagst als dritte von sechs Schwestern geboren. Sie verbrachte ihre Jugendjahre in Tübingen in der Rümelinstraße 2. Darüber schreibt ihre Schwester Recha rückblickend: „Aber Tübingen war für uns junge Mädchen ein Paradies und wir hatten eine wundervolle Jugendzeit“(Lit. 1, S. 59).
1922 heiratete Rosa den jüdischen Haigerlocher Kaufmann Benno Kappenmacher. In Haigerloch kam drei Jahre später auch ihre Tochter Therese zur Welt. Nach neun Jahren Ehe verunglückte Rosas Mann tödlich und sie zog mit ihrer Tochter zurück nach Tübingen zu ihrer verwitweten Mutter und ihrer ledigen Schwester in die Keplerstraße 5. 1935 zog Rosa Kappenmacher weiter zu ihrer Schwester Clara nach Karlsruhe.
Von dort floh sie zusammen mit ihrer 10-jährigen Tochter noch im selben Jahr nach Palästina. Als erste der Schwestern verließ sie ihr Heimatland unfreiwillig.
1951 emigrierte sie mit ihrer Tochter und ihrer Schwester Selma aus Israel nach New York, um ihre Mutter Pauline nochmals zu sehen, die bald darauf starb. Rosa Pollak heiratete ein zweites Mal, den aus Lohr am Main stammenden A. Strauss.
(Quellen: Lit. 1,2)

### Therese Kappenmacher, verh. Stern
Keplerstraße 5 (Karte)
HIER WOHNTE
THERESE
KAPPENMACHER
JG. 1925

FLUCHT 1935
PALÄSTINA
Therese Kappenmacher wurde am 11. April 1925 in Haigerloch geboren. Sie war die Tochter von Rosa, geb. Pollak, die dort den Kaufmann Benno Kappenmacher geheiratet hatte.
Nachdem ihr Vater tödlich verunglückt war, zog ihre Mutter 1931 mit der Sechsjährigen zurück nach Tübingen zur Großmutter Pauline Pollak in die Keplerstraße 5, wo auch ihre Tante Selma noch wohnte.
In der Grundschule machte Therese schlechte Erfahrungen. Als einziges jüdisches Kind in der Klasse wurde sie schon vor 1933 schikaniert. Ihre Lehrerin, Fräulein Merz, eine Pfarrerstochter, war Antisemitin. Nachdem die Klasse 1933 die erste Führerrede hatte gemeinsam anhören müssen, begann die Lehrerin, Therese zu schlagen und auch ihre Klassenkameraden dazu anzuhalten.
Therese war die erste jüdische Schülerin in Tübingen, die körperlich angegriffen wurde. Bald traute sie sich gar nicht mehr zur Schule. So sah ihre Mutter Rosa sich gezwungen, Tübingen zu verlassen, und zog mit der 10-Jährigen zunächst zu ihrer Schwester Clara nach Karlsruhe. Noch im selben Jahr flohen die beiden nach Palästina.
1951 verließen sie Israel und zogen zur Familie ihrer Tante Recha in den USA. Wahrscheinlich hat sie dort noch einmal ihre Großmutter Pauline Pollak sehen können, kurz bevor diese starb. Später heiratete Therese Kappenmacher und lebte in Minneapolis/Minnesota.
(Quellen: Lit. 1,2)

### Clara Pollak, verh. Dreyfuss
Keplerstraße 5 (Karte)
HIER WOHNTE
CLARA POLLAK
JG. 1900

DEPORTIERT 1940
GURS
INTERNIERT DRANCY
1942 AUSCHWITZ
ERMORDET
Clara Pollak wurde am 17. Februar 1900 als vierte von sechs Schwestern in Olnhausen an der Jagst geboren. Sie lebte von 1914 bis 1931 in Tübingen zuerst in der Rümelinstraße 2, dann nach dem Tod ihres Vaters ab 1925 in der Keplerstraße 5 zusammen mit ihrer Mutter und den Schwestern Mathilde und Selma.
1931 heiratete sie Wilhelm Dreyfuss in Karlsruhe. Mit ihm hatte sie eine Tochter, Bertha, und einen Sohn, Leo. Seit 1935 lebte bei ihnen auch ihre Mutter Pauline Pollak. Während diese zu Besuch bei ihrer anderen Tochter Mathilde in Würzburg war, wurde Clara 1940 mit ihrem Mann und den beiden Kindern in das südfranzösische Internierungslager Gurs deportiert. 1942 wurden Clara und ihr Mann von Gurs weiter nach Auschwitz verschleppt. Beide wurden dort ermordet.
Ihre beiden vier- und sechsjährigen Kinder kamen aber nicht nach Auschwitz, sondern konnten in Frankreich mithilfe der OSE (Œuvre de Secours aux Enfants) untertauchen und später in die Schweiz geschmuggelt werden. Die beiden Waisenkinder emigrierten 1946 in die USA zu ihrer Tante Recha, der ältesten der Schwestern, welche schon 1940 aus Emmendingen bei Freiburg über die Schweiz nach New York geflohen war, kinderlos geblieben und seit 1945 verwitwet war.
(Quellen: Lit. 1,2 und Mail from Bertha Dreyfuss an Günter Häfelinger vom 6.6.2018)

### Mathilde Pollak, verh. Fechenbach
Keplerstraße 5 (Karte)
HIER WOHNTE
MATHILDE POLLAK
VERH. FECHENBACH
JG. 1901

DEPORTIERT 1942
THERESIENSTADT
BEFREIT
Mathilde Pollak wurde am 17. September 1901 in Olnhausen an der Jagst als fünfte von sechs Töchtern geboren. Sie lebte von 1914 bis 1929 in Tübingen, zuerst in der Rümelinstraße 2, dann nach dem Tod ihres Vaters ab 1925 in der Keplerstraße 5 zusammen mit ihrer Mutter und ihrer jüngsten Schwester Selma, die ersten zwei Jahre auch noch mit Clara.
1929 heiratete sie in Würzburg Max Fechenbach, mit dem sie zwei Kinder hatte, Susan und Walter. Außerdem wohnte seit 1940 ihre Mutter Pauline bei ihr in Würzburg, weil ihre Schwester Clara von Karlsruhe aus nach Gurs deportiert worden war und die Mutter deshalb dort nicht mehr wohnen konnte.
Aber am 22. September 1942 wurde auch Mathilde mit ihrer ganzen Familie und der Mutter nach Theresienstadt deportiert. Mathilde berichtet später: „Zweimal im Jahr kam Eichmann und hat die Einwohnerlisten durchgesehen. Sofort nach seinem Weggang gingen dann Transporte mit Tausenden von Menschen in die Vernichtungslager ab (Lit. 1, S.167).“
Im Frühjahr 1945 wurde Theresienstadt durch die Rote Armee befreit und sie kehrten zunächst alle zurück nach Würzburg, außer ihrem Sohn Walter, der schon 1944 weiter nach Auschwitz deportiert worden war. Auf einem der Todesmärsche nach der Räumung von Auschwitz konnte er fliehen, erkrankte schwer und kämpfte sich schließlich zu Fuß nach Würzburg durch.
1946 wanderten alle Fechenbachs mit der Mutter Pollak nach New York aus, wo Mathildes Schwester Martha lebte und die Schwester Recha mit den Waisenkindern von Clara. Susan Fechenbach heiratete dort Gary Loewenberg aus Berlin, und Walter Fechenbach heiratete Gerda Prifer aus Wien. 2007 starb Walter Fechenbach in New York.
(Quellen: Lit. 1,2)

### Selma Pollak
Keplerstraße 5 (Karte)
      HIER WOHNTE      
SELMA POLLAK
JG.1903

FLUCHT 1936
PALÄSTINA
Selma Pollak wurde am 26. Oktober 1903 als jüngste von sechs Schwestern in Olnhausen an der Jagst geboren.
Sie erlebte ihre Jugendjahre in Tübingen in der Rümelinstraße 2, nach dem Tod ihres Vaters ab 1925 mit der Mutter und ihren Schwestern Clara und Mathilde in der Keplerstraße 5. Nachdem diese beiden Schwestern geheiratet hatten, zog 1931 ihre verwitwete Schwester Rosa mit der sechsjährigen Tochter Therese wieder ein.
Selma blieb ledig. Ab 1933 wohnte sie bei ihrer ältesten Schwester Recha und deren Mann in Emmendingen bei Freiburg. 1936 floh Selma aus Deutschland nach Palästina zu ihrer Schwester Rosa.
1951 zog Selma von Israel nach New York. Sie folgte damit dem Wunsch ihrer Mutter Pauline, die 1946 in die USA gezogen war und dort nochmals alle ihre vier noch lebenden Töchter zu sehen wünschte. In New York wohnte Selma bei ihrer Schwester Rosa.
(Quellen: Lit. 1,2 und Mail from Bertha Dreyfuss an Günter Häfelinger vom 6. Juni 2018)

### Klara Wallensteiner, geb. Reichenbach
Keplerstraße 5 (Karte)
HIER WOHNTE
KLARA
WALLENSTEINER
GEB. REICHENBACH
JG. 1869

VOR DEPORTATION
FLUCHT IN DEN TOD
19.8.1942
Klara (oder auch Clara) Wallensteiner wurde am 18. Oktober 1869 in Hohenems (Oberamt Feldkirch/Vorarlberg) geboren als drittes und letztes Kind des Weinhändlers und Branntweinfabrikanten Karl Reichenbach und seiner Frau Helene Karoline Lotte, geb. Nathan (aus Laupheim/Württemberg). Die Reichenbachs waren eine alteingesessene, hochangesehene jüdische Familie. 1875 emigrierte Karl Reichenbach mit seiner Ehefrau und den beiden Kindern Hermann und Klara (das älteste, ein Mädchen, war bereits bei der Geburt gestorben) nach Zürich/Schweiz; 1881 wurden sie naturalisiert und blieben in Zürich, wo Karl Reichenbach schon mit 45 Jahren 1885 starb. Seine Frau übersiedelte nach Ulm und starb dort 1923.
Was aus Hermann Reichenbach wurde, ist nicht bekannt.
Die Tochter Klara heiratete 1894 Julius Wallensteiner aus Ravensburg (geboren am 10. August 1858), ebenfalls aus alteingesessener, angesehener jüdischer Familie. Er war Chemiker in einer Rottweiler Pulverwarenfabrik und trat 1911 zum evangelischen Glauben über. 1912 starb er in Rottweil, vielleicht bei einem chemischen Versuch. Aus der Ehe ging eine Tochter hervor.
Klara Wallensteiner muss sich vor 1920 in Tübingen niedergelassen haben. (Auskunft des Stadtarchivs Tübingen: Der Zuzug ist nicht genauer zu ermitteln, da die Zuzüge nach Tübingen erst ab 1920 archiviert vorliegen.) Sicher ist, dass auch Klara Wallensteiner zum Zeitpunkt ihres Todes der evangelischen Kirche angehörte. Sie wohnte in der Keplerstraße 9.
Klara Wallensteiner stand bereits im Mai 1942 auf der Deportationsliste. Auf Fürsprache des Tübinger Polizeiamtsvorstands Friedrich Bücheler konnte sie zunächst bleiben. Er hatte darauf hingewiesen, dass die 72-Jährige bettlägerig war und liegend transportiert werden müsste; außerdem könne sie nie mehr am öffentlichen Leben teilnehmen und wohne in einem anderweitig nicht vermietbaren Hinterzimmer.
Im August erfuhr sie jedoch vermutlich, dass die Stadt „judenfrei“ gemacht werden sollte. Daraufhin ließ sie sich kurzfristig nach Ludwigsburg verlegen und beging dort am 19.08.1942 Suizid durch Tabletteneinnahme – einen Tag vor der Tübinger Deportation. (Quelle: Lit. 2, dort Beitrag Ravensburg: Jüdische Geschichte, Familie Wallensteiner, Julius Wallensteiner")

## Stiftskirche

### Richard Gölz
Stiftskirche Am Holzmarkt 1) (Karte)
      HIER VERHAFTET      
      KMD PFARRER      
RICHARD GÖLZ
JG.1887

IM CHRISTLICHEN WIDERSTAND
VERHAFTET 23.12.1944
SCHUTZHAFTLAGER WELZHEIM
BEFREIT 19.1.1945

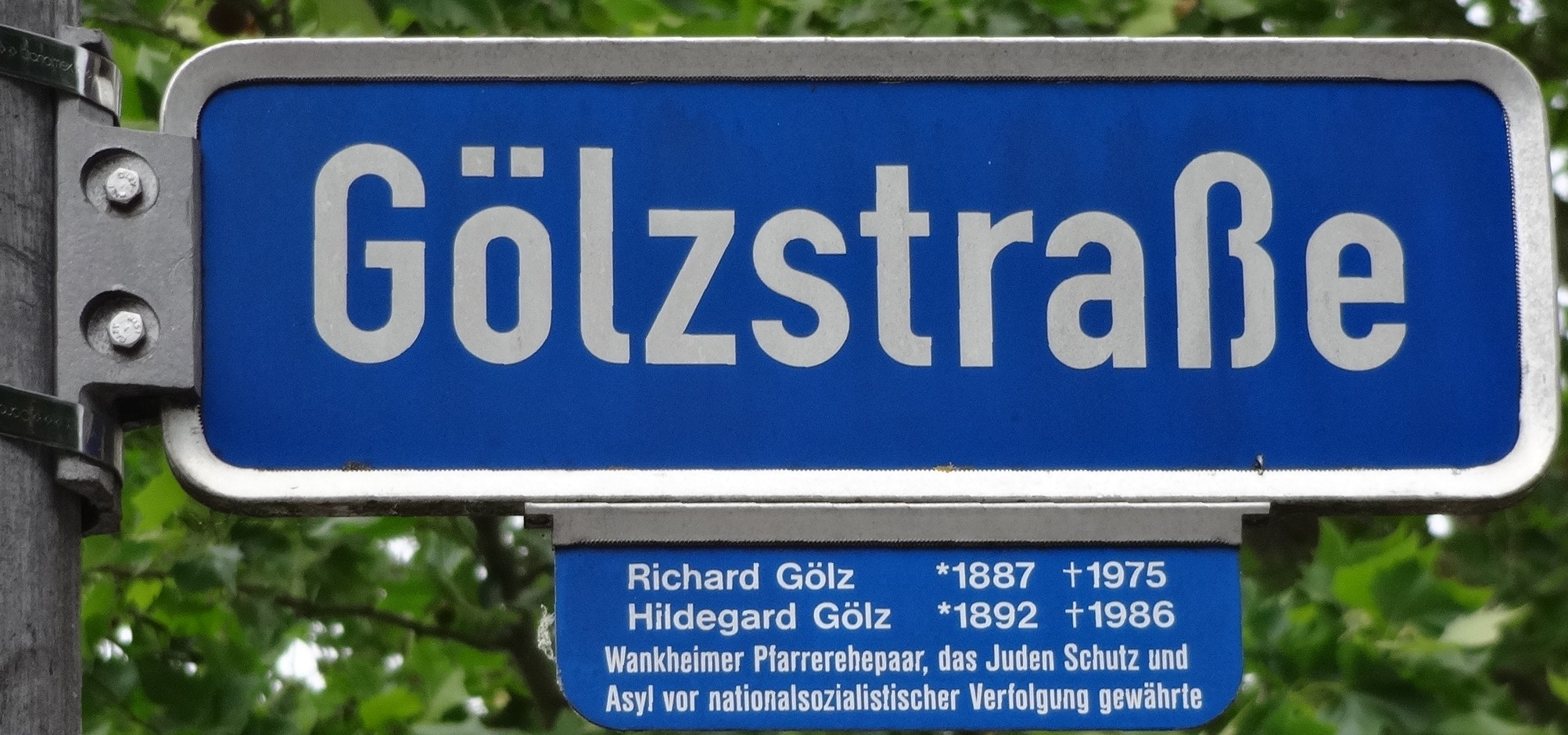
Straßenschild [https://www.openstreetmap.org/#map=17/48.51019/9.05991 Gölzstraße

In der Tübinger Stiftskirche weist ein Stolperstein im Boden der Vorhalle darauf hin, dass der Stifts- und Stiftskirchenmusiker sowie Wankheimer Pfarrer Richard Gölz hier am 23. Dezember 1944 verhaftet und ins KZ Welzheim gebracht wurde, nachdem er 1943/44 im Wankheimer Pfarrhaus wiederholt untergetauchte Juden versteckt hatte.
Dieser Stolperstein wurde schon am 31. Oktober 2012 aufgrund eines Beschlusses des Stiftskirchengemeinderats verlegt.
In der Tübinger Südstadt ist eine Straße nach dem Pfarrersehepaar Richard und Hildegard Gölz benannt mit der Erläuterung Wankheimer Pfarrerehepaar, das Juden Schutz und Asyl vor nationalsozialistischer Verfolgung gewährte.

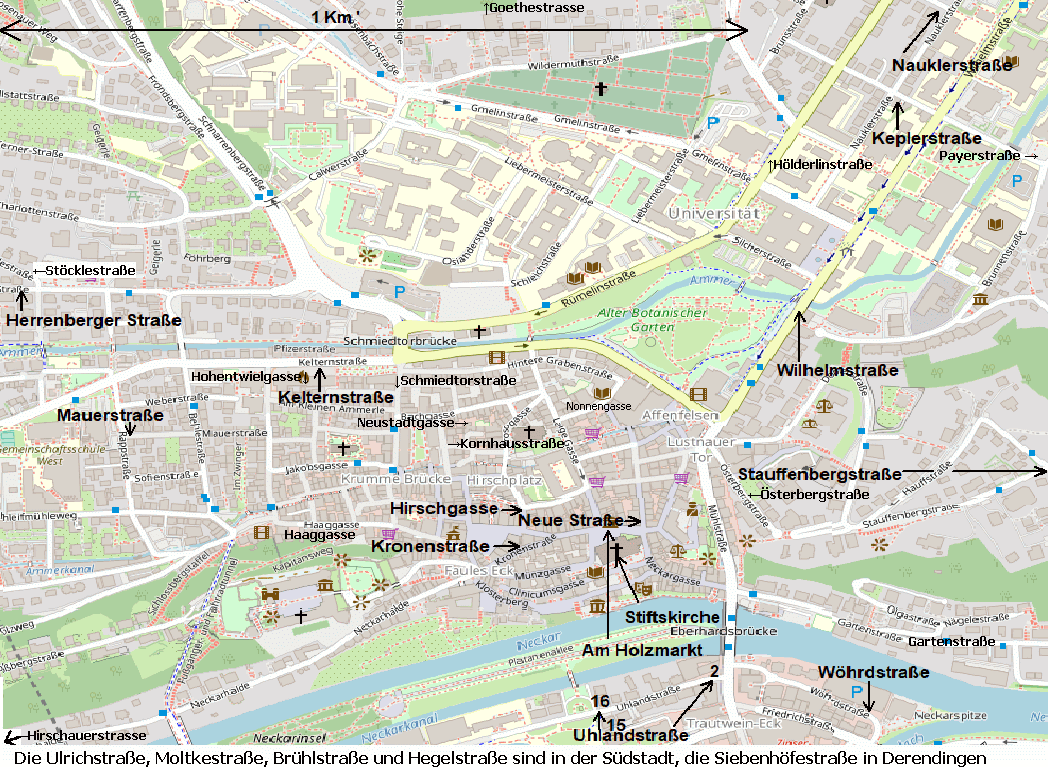

## Uhlandstraße

### Adolf Dessauer
Uhlandstraße 16 (Karte)
HIER WOHNTE
ADOLF DESSAUER
JG. 1852

GEDEMÜTIGT/ENTRECHTET
TOT 30.11.1939

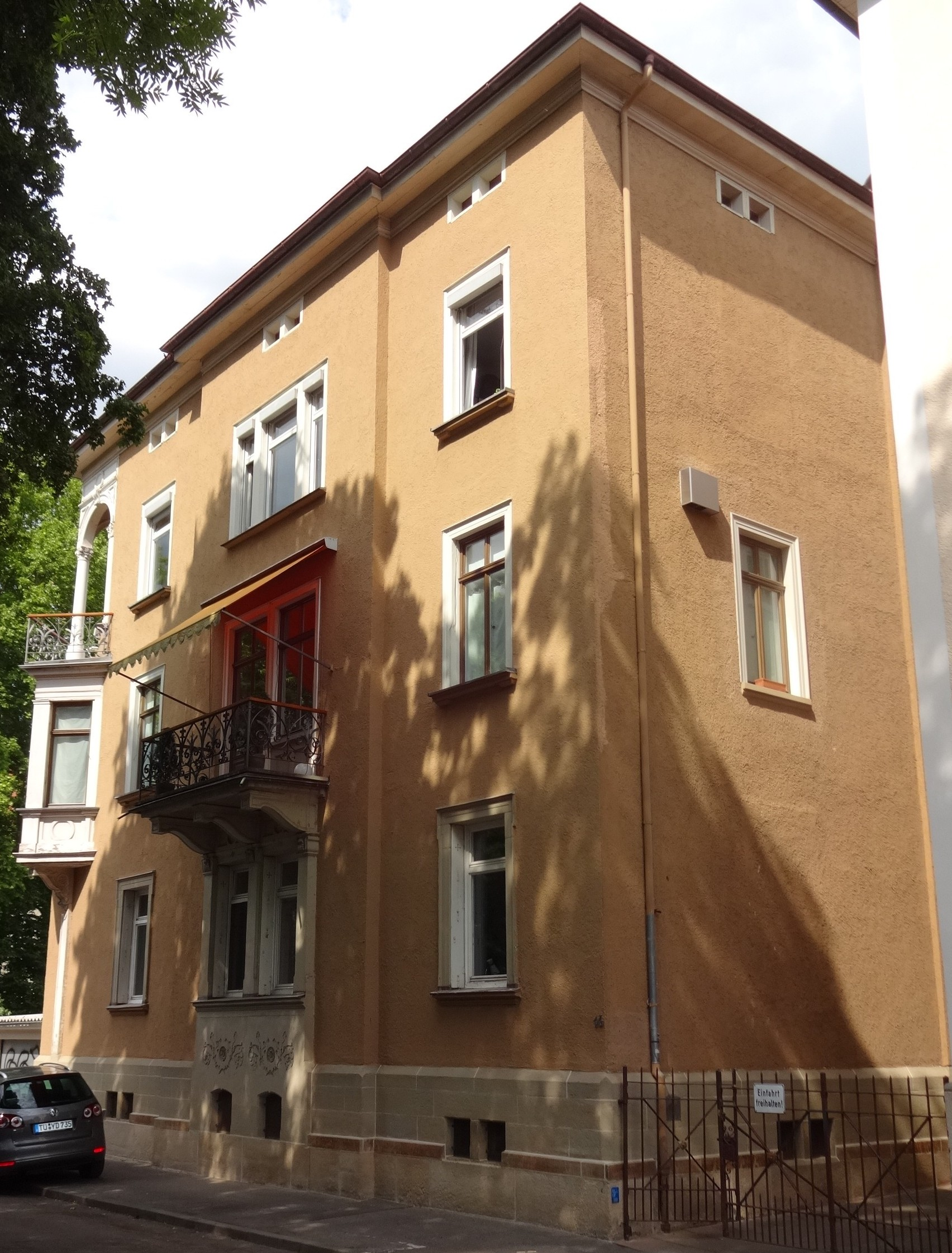
Uhlandstraße 16

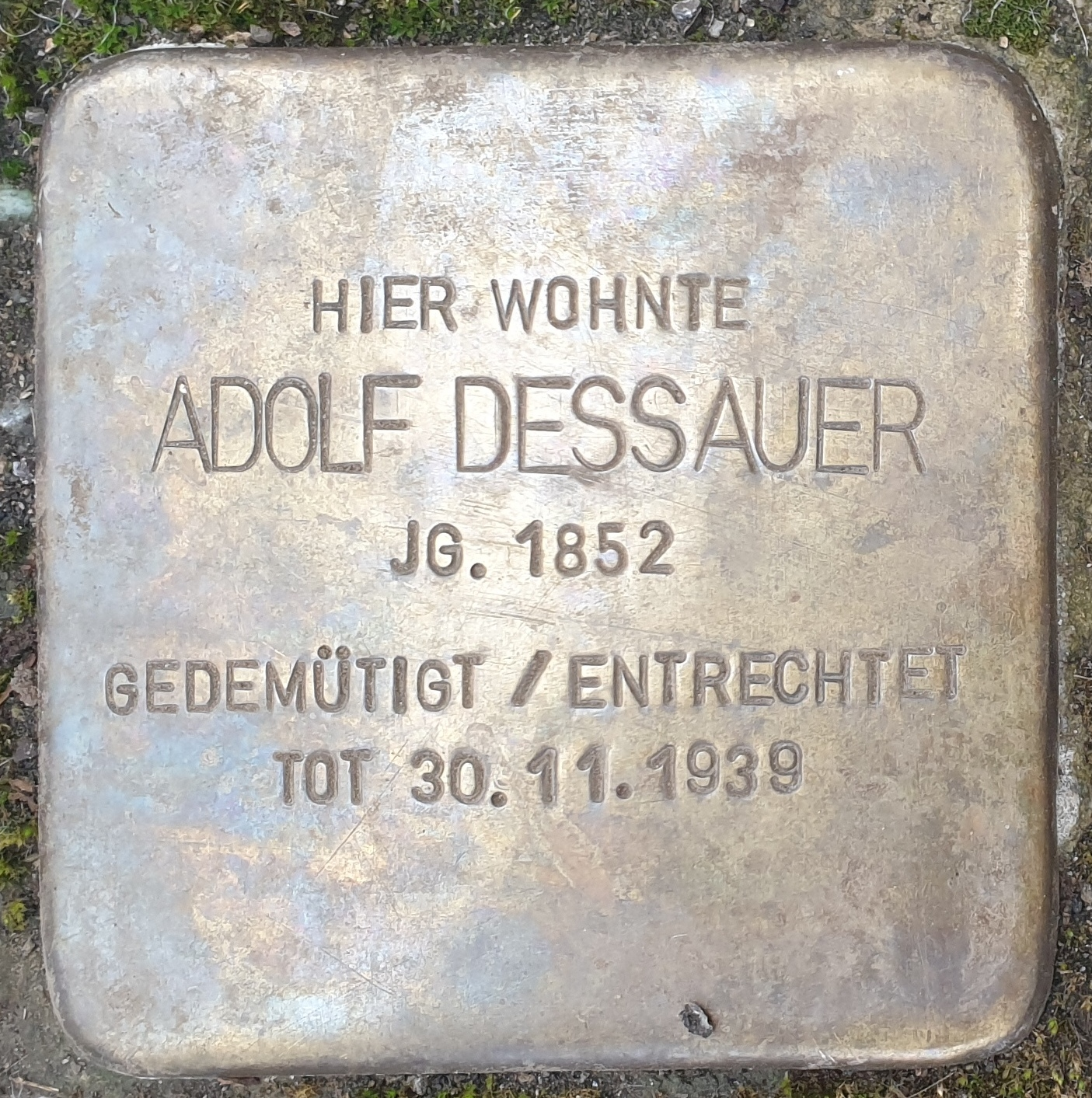

Am 20. Mai 1852 wurde Adolf Dessauer in Wankheim als Sohn von Leopold und Clara Dessauer geboren. Seine Eltern bekamen insgesamt neun Kinder, von denen aber vier frühzeitig gestorben waren. Im Jahr 1875 zog er zusammen mit seinem Bruder Jakob Dessauer nach Tübingen, und sie gründeten dort ihr gemeinsames Optiker- und Gravurgeschäft. Dieses Geschäft half ihm unter anderem dabei, Teil der wohlhabenden Mittelschicht zu werden.
Adolf heiratete am 1. Mai 1881 Lina Halle, welche am 26. März 1857 in Hockenheim geboren wurde. Ihre Eltern waren Moses Halle und Babette Halle, geborene Feinemann. Über Lina ist außer ihren Lebensdaten wenig bekannt. Lina starb am 21. September 1928 in Tübingen.
Das Paar Adolf und Lina bekam zusammen fünf Kinder. Ernst Nathan, Anne, Julie, Erich und Lucie Dessauer. Die Familie hatte ihren Wohnsitz in der Uhlandstraße 16. Das Erdgeschoss war der Optikerfirma zugewiesen. Im 1. Stockwerk wohnte die Familie Jakob Dessauer und im 2. Stockwerk die Familie Adolf Dessauer.
Adolf war ein sehr angesehenes Mitglied der Stadt Tübingen. Zwei Ehrenämter machen das deutlich: Zum einen hatte er eine herausragende Stellung innerhalb der jüdischen Gemeinde in Tübingen. Von 1900 bis 1914 war er Vorsteher der Synagoge. Dieses Amt wurde beendet als die jüdische Gemeinde Tübingen 1939 aufgelöst wurde.
Zum anderen war Adolf ebenfalls Mitglied des Schöffengerichts. Schöffen entscheiden gemeinsam mit Berufsrichtern über Schuld und Strafe – kein ganz einfaches Ehrenamt. Nach seiner Arbeit für die Gemeinde übernahm er als einer der wenigen Juden im Tübinger Vereinsleben der Weimarer Zeit eine Aufgabe als Funktionär – 1919 wurde Adolf zum Stellvertretenden Vorstandsmitglied des gemeinnützigen Wohnungsvereins gewählt.
Am 16. Januar 1927 wurde er in den Ausschuss des Centralvereins deutscher Staatsbürger jüdischen Glaubens gewählt, dort wurde er als Privatier beschrieben. Ein Privatier ist eine Person, die finanziell so gut versorgt ist, dass sie keiner Berufstätigkeit nachgehen muss. Man sieht also, dass die Familie Adolf Dessauer zur wohlhabenden Oberschicht der Stadt Tübingen gehört hat. Solche Familien haben in der 1. Hälfte des 20. Jahrhunderts in zahlreichen deutschen Städten das gesellschaftliche Leben geprägt und bereichert – auch weil die jüdische Religion es wohlhabenden Familien vorschreibt, sich wohltätig für ihr Lebensumfeld zu engagieren. Die Herrschaft der Nationalsozialisten hat – neben den grausamen Verbrechen gegen die Menschlichkeit – damit auch eine kulturelle Vielfalt und Blütezeit in Deutschland jäh abgebrochen.
Adolf war – wie alle deutschen Juden – betroffen von der Namensänderungsverordnung, welche im Januar 1939 in Kraft trat. Am 13. Januar 1940 finden wir im Tübinger Stadtarchiv erstmals Aufzeichnungen, die seinen neuen Namen bestätigten: Adolf Israel. Deutsche Juden, die bislang andere Vornamen getragen hatten, wurden verpflichtet, zusätzlich Israel beziehungsweise Sara als Vornamen zu führen. Der Hintergedanke der Nationalsozialisten war, dass Juden ihre Identität durch diese Namensänderung nicht mehr länger verbergen konnten. Dies war eine zusätzliche Diskriminierung der Juden. Diese Zwangs-Vornamen wurden am 30. Oktober 1947, zwei Jahre nach Ende der Schreckensherrschaft der Nazis, offiziell wieder annulliert.
Adolf wurde nach der Pogromnacht in anonymen Drohbriefen massiv unter Druck gesetzt, das Haus in der Uhlandstraße zu verkaufen. Schließlich musste er sein Optiker- und Gravurgeschäft am 28. Januar 1939 an Anton Brick zwangsverkaufen und eine hohe „Judenvermögensabgabe“ zahlen.
Kurze Zeit später starb Adolf Dessauer im Alter von 87 Jahren am 30. November 1939 in Tübingen. Zu seinem Glück, so könnte man sagen, starb er, bevor die Deportationen 1940 eingeleitet wurden. Somit entkam er dem Schicksal einer Deportation, welches viele Juden erleiden mussten, unter anderem auch einige seiner Kinder: Ernst Nathan Dessauer, Anne Dessauer, Julie Dessauer und Erich Dessauer.
(Quellen: Lit. 1,2,3. Schwäbisches Tagblatt vom Samstag, 9. November 1996 – Artikel von Martin Ulmer „Station der fragilen Existenz“. E-Mail von Edna Klagsbrun an Leonie Löffler am 10. Oktober 2019)

### Anne Theresia Dessauer, verheiratete Erlanger

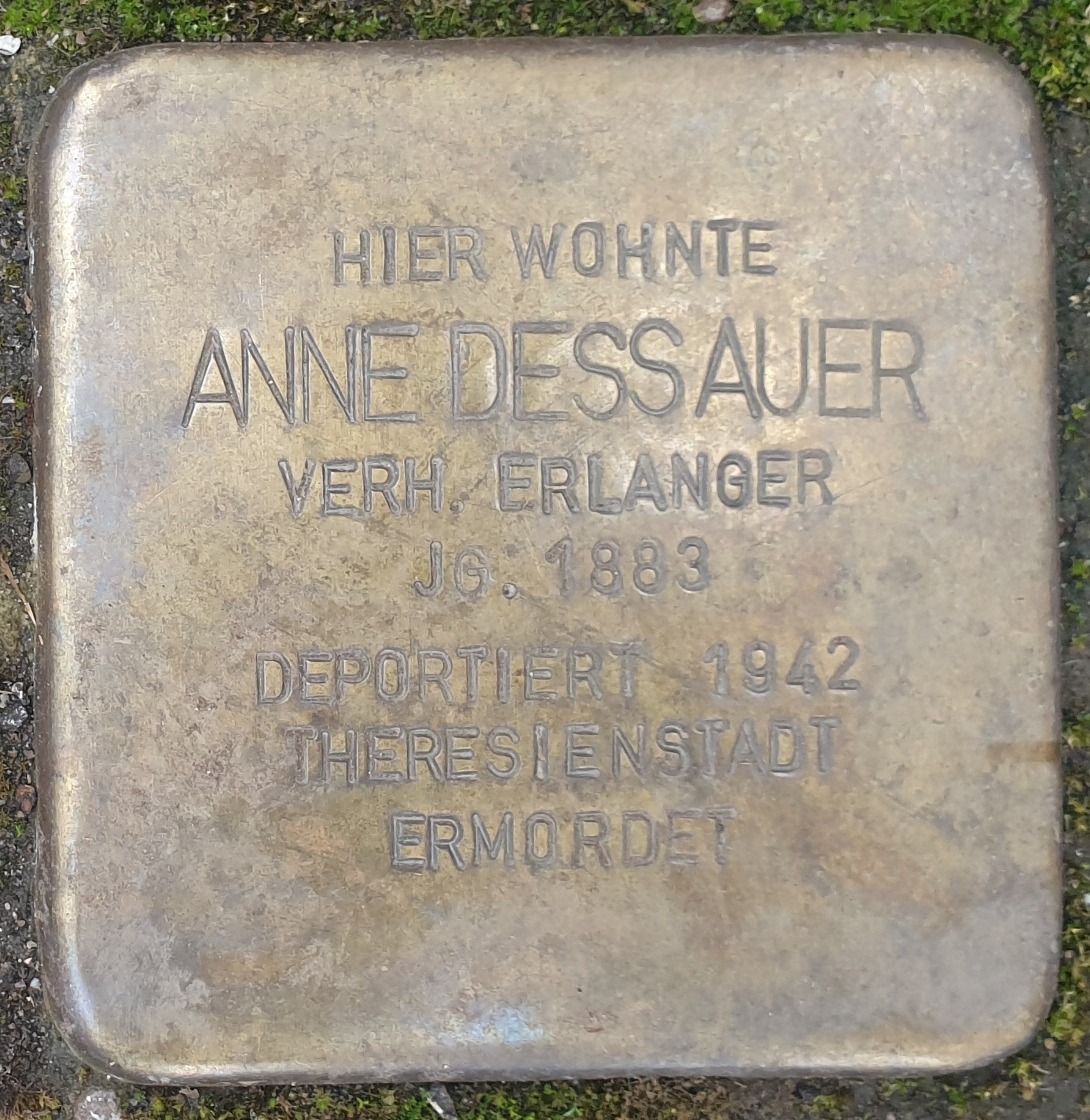

Uhlandstraße 16 (Karte)
HIER WOHNTE
ANNE DESSAUER
VERH. ERLANGER
JG. 1883

DEPORTIERT 1942
THERESIENSTADT
ERMORDET
Anne Theresia Dessauer (verheiratete Erlanger) wurde am 29. Mai 1883 in Tübingen geboren. Sie war die Zwillingsschwester von Julie Babette Dessauer (verheiratete Berger). Ihre Eltern waren der Optiker Adolf Dessauer und seine Ehefrau Lenchen Dessauer (geborene Halle). Anne wuchs ab 1903 mit ihren Geschwistern in der Uhlandstraße 16 in Tübingen auf. Sie wuchs in einer wohlhabenden traditionsreichen Familie auf, die in Tübingen bekannt war. Annes Familie bekannte sich ausdrücklich zum jüdischen Glauben. Über Annes Kindheit und ihr Leben vor ihrer Hochzeit ist nichts bekannt.
Sie heiratete am 20. Februar 1906 Hugo Erlanger (11.10.1879– 31.1.1937), einen Ulmer Kaufmann. Getraut wurden die beiden durch Dr. Jonas Laupheimer in Buchau. Das junge Paar zog gemeinsam an Hugos Geburtsort Pfarrkirchen in Niederbayern. Hier bekamen sie am 31. März 1913 ihren ersten Sohn Fritz Max, der später Lehrer wurde. (Fritz Max wohnte 1933 kurze Zeit bei seiner Mutter in Tübingen). Auch er blieb von den Nazis nicht verschont und wurde am 12. November 1938 in das Konzentrationslager Dachau deportiert bis zum 15. Dezember 1938. Am 1. Dezember 1941 wurde er in das KZ Riga deportiert. Wo er sich zwischen 1938 und 1941 befand, ist nicht bekannt. Fritz Max soll auf dem Rücktransport vom Kz Riga vermutlich Anfang 1945 gestorben sein; die Todesumstände sind unklar. Wohin er transportiert werden sollte, ist unbekannt.
Seine Eltern Anne und Hugo trennten sich fast 20 Jahre nach ihrer Hochzeit im Jahr 1925, was damals sehr ungewöhnlich war. Anne zog nach dieser Trennung wieder zurück in ihr Elternhaus in die Uhlandstraße 16 zu ihrem Vater, wo sie bis zum 30. Januar 1933 wohnen blieb. Bekannt ist, dass Anne und ihr Vater ein sehr gutes Verhältnis hatten.
Anne wurde gezwungen in die Hechinger Straße 9 umziehen, wo sie bis zum 24. Oktober 1941 lebte. (In der Hechinger Straße lebten bereits mehrere Juden wie auch Selma Schäfer). Dass die Nationalsozialisten immer mehr in das Privatleben jüdischer Menschen eindrangen und alles taten, um Juden zu stigmatisieren, zeigt neben vielen anderen Repressalien das Gesetz über die Änderung von Familiennamen und Vornamen vom 5. Januar 1938: alle Juden brauchten demnach einen Vornamen, der ihre jüdische Herkunft sofort zeigte (Artikel 13). Die Männer erhielten den Namen Israel und die Frauen Sara. Anne musste diesen Vornamen am 17. Dezember 1938 annehmen. Von dort an hieß sie Sara Anne Theresia Erlanger. Am 24. Oktober 1941 wurde sie von der Gestapo gezwungen, Tübingen zu verlassen und nach Haigerloch zu ziehen. Viele Tübinger Juden kamen nach Haigerloch; es war eine Vorstufe der Deportation und eine Art Sammelstelle der Nazis für die Juden, um sie danach besser zu transportieren. Dies war eine Zwangshaft, wo sie die Juden ghettoisierten. Sie wurden dort in Ghettos konzentriert, wo sie auf engstem Raum zusammen lebten, bis die Gestapo sie in ein KZ deportierte. In Haigerloch lebte damals eine große jüdische Gemeinde.
Bekannt ist eine Krebserkrankung Annes, mit der sie sehr zu kämpfen hatte. Unter welchem Krebs Anne gelitten hat, ist unklar. Schwer krebskrank kam Anne von Haigerloch aus in eine Klinik nach Fürth. Wer Annes Umzug in eine Klinik veranlasst hat, ist nicht bekannt. Trotz ihres schlechten Gesundheitszustands hatten die Nazis kein Erbarmen:
Anne wurde am 10. September 1942 von Nürnberg in das KZ Theresienstadt deportiert, wo sie am 30. September 1942 verhungerte.

### Fritz Max Erlanger
Uhlandstraße 16 (Karte)
Kein Stolperstein in Tübingen, da sein letzter freiwilliger Aufenthalt in Göppingen war.
Fritz Max Erlanger wurde am 31. März 1913 im Niederbayrischen Pfarrkirchen geboren. Seine Eltern, Anne Therese, geb. Dessauer, und sein Vater Hugo Erlanger trennten sich, als Fritz, ihr einziges Kind, elf Jahre alt war.
Nach der Trennung der Eltern wurde Fritz auf das Internat „Wilhelmspflege“ in Esslingen geschickt. Seine Eltern verließen das niederbayerische Pfarrkirchen und kehrten in ihre Geburtsorte zurück. Vater Hugo zog zurück nach Buchau am Federsee, wo er Textil- und Tabakwaren vertrieb. Er verstarb
relativ jung in einem Ulmer Hospital im Januar 1937. Anne Erlanger zog wieder zu ihren Eltern nach Tübingen, wo Fritz sie öfters besuchen kam.
Nach der Schule und der dreijährigen Ausbildung zum Lehrer an der Esslinger Wilhelmspflege folgten zunächst kürzere Anstellungen in Tübingen und Rottweil, bis Fritz am 1. September 1936 das Amt des Vorbeters und Lehrers in der frisch gegründeten jüdischen Schule bei der israelitischen Gemeinde
in Göppingen antrat.
Jüdischen Kindern wurde offiziell ab dem 15. November 1938 der Zutritt zu den allgemeinen Schulen verboten. Doch hatten jüdische Eltern lange vorher schon große Sorge, ihre Kinder weiterhin auf die allgemeine Schule zu schicken. „Ich konnte nicht mit ansehen, wie meine Kinder in der Schule behandelt wurden“, so ein jüdischer Vater. Denn der Besuch der Schule glich oft mehr einem Spießrutenlaufen. Andere Kinder warfen auf dem Schulweg Steine nach den jüdischen Kindern, beschimpften und drangsalierten sie. Meist gebot ihnen der Lehrer keinen Einhalt. So sollte die Schulgründung der jüdischen Gemeinde 1936 auch dem Schutz der eigenen Kinder dienen.
Fritz Erlanger muss, so die wenigen überlieferten Erinnerungen seiner Schüler, ein begabter Pädagoge gewesen sein. Es war sicherlich nicht einfach, 20 bis 30 Kinder im Alter von 6–14 Jahren gleichzeitig in einem Raum zu unterrichten. Durch die Flucht jüdischer Familien reduzierte sich die Schülerschaft fortlaufend. Spätestens vor dem 9. Juni 1939 wurde der Schulbetrieb im Rabbinerhaus eingestellt, denn da erwarb die Stadt Göppingen das Gebäude und ließ es leer stehen.
Fritz Max Erlanger lebte noch bis Mitte 1941 in Göppingen. Vermutlich wurde er in dieser Zeit als Zwangsarbeiter verpflichtet. Nach seinem Wegzug von Göppingen im Juli 1941 war Fritz einen Monat lang bei seiner Mutter in Tübingen in der Uhlandstraße 16 gemeldet. Ab dem 12. August 1941 wohnte Fritz Erlanger in Hannover, wo er für wenige Monate nochmals als Lehrer an der israelitischen Gartenbauschule arbeitete. Diese Schule war eine der letzten Jüdischen Erziehungseinrichtungen auf deutschem Boden.
Ende Oktober 1941 lernte Fritz Erlanger in Hannover Edeltraud Lapidas kennen und lieben. Sie heirateten nach einer sehr kurzen Kennenlernzeit von nur drei Wochen. Anfang Dezember 1941 wurden Fritz und seine Frau genau von dieser Gartenbauschule (sie diente als Sammellager für 1000 Jüdinnen und Juden aus dem Raum Hannover) ins Jüdische Ghetto nach Riga verschleppt. Dort wohnten sie in den fluchtartig verlassenen Wohnungen ihrer lettischen Glaubensgenossen, die kurz zuvor erschossen worden waren. (Ende November und Anfang Dezember 1941 waren 27.000 lettische Jüdinnen und Juden durch deutsche Sicherheitspolizei und der SD Einsatzgruppe A im Massaker von Rumbula bei Riga erschossen worden. So wurde „Platz“ geschaffen für Juden, die aus dem „Reich“ verschleppt werden sollten. Die Neuankömmlinge wohnten demnach in den gerade erst, oft fluchtartig verlassenen Wohnungen ihrer lettischen Glaubensgenossen und waren somit ständig mit deren Ermordung konfrontiert.)
Das Ghetto in Riga wurde ab Sommer 1943 aufgelöst, die noch lebenden Bewohner wurden in das KZ Kaiserwald verschoben. Ab August 1944 wurden die gequälten Häftlinge vor den herannahenden sowjetischen Truppen erneut verschoben, jetzt in das KZ Stutthof bei Danzig.
Hier trafen am 1. Oktober 1944 auch Edeltraud und Fritz Max Erlanger ein, der Häftlingspersonalbogen von Edeltraud ist ein letztes gesichertes Lebenszeichen des Ehepaars. Es grenzt schon an ein Wunder, dass beide noch am Leben waren, denn von dem Transport aus Hannover überlebten das Kriegsende gerade 86 von den ursprünglich 1001 Menschen. Unbekannt ist, ob Edeltraud und Fritz in Riga oder Kaiserwald Kontakt zueinander hatten, die Hoffnung auf ein gemeinsames Überleben dürfte ihnen Kraft gegeben haben. Es ist überliefert, dass die Häftlinge aus dem KZ Stutthof auf Todesmärsche geschickt wurden. Vermutlich gelang Fritz Erlanger dabei die Flucht. Überlebt hat er diese Flucht nicht. Laut Aussagen eines Leidensgenossen wurde er – wohl versehentlich – von russischen Soldaten erschossen, als er zusammen mit anderen Flüchtenden bei Bauern um Lebensmittel bat. Lothar Dessauer, ein Cousin von Fritz Mutter gab 1971 zu Protokoll: „Ich erinnere mich, dass mein verstorbener Vetter Hermann Levi mir vor vielen Jahren gesprächsweise mitteilte, dass Fritz Erlanger versehentlich von den Russen erschossen worden sei, als er sich mit Kameraden um Lebensmittel bei Bauern bemühte. Angeblich stammt diese Mitteilung von einem Leidensgenossen von Fritz Erlanger, dessen Namen ich begreiflicherweise nicht kenne.“

### Ernst Nathan Dessauer
Uhlandstraße 16 (Karte)
In Hamburg, seinem letzten freiwilligen Aufenthalt, liegt zu seinem Gedenken ein Stolperstein.
Ernst Nathan Dessauer wurde am 20. Januar 1882 geboren. Am 25. Oktober 1941 wurde er nach Lodz deportiert und starb am 12. Januar 1942 im Ghetto Litzmannstadt. Er war zu diesem Zeitpunkt 59 Jahre alt.
Geboren wurde Nathan Dessauer in Tübingen, er stammte aus der traditionsreichen jüdischen Familie Dessauer, die über Tübingen hinaus sehr bekannt war. Nathan Dessauer wurde nach seinem Urgroßvater benannt. er war das älteste der fünf Kinder von Adolf und Lenchen Dessauer.
1922 zog Nathan Dessauer nach Hamburg, zu diesem Zeitpunkt war er 40 Jahre alt. Gewohnt hat Nathan Dessauer in der Von-Sauer-Straße 1b (Altona, Bahrenfeld) in Hamburg. Da Nathan in Hamburg einen Reisepass beantragte, wissen wir aus dieser Quelle etwas über sein Aussehen: Vom Meldeamt
wird er als Mann mittlerer Statur mit dunkelblondem Haar mit einem ovalen Gesicht und graublauen Augen beschrieben.
Nathan bekannte sich, wie auch der Rest seiner Familie, ausdrücklich zum jüdischen Glauben und trat am 10. Oktober 1928 der Deutsch-Israelischen Gemeinde Hamburg bei. Schon zu diesem Zeitpunkt galt die Deutsch-Israelische Gemeinde Hamburg zu den größten jüdischen Gemeinden in ganz Deutschland. Heute zählt sie mit über 3500 Mitgliedern immer noch zu den Größten.
Zu diesem Zeitpunkt wohnte Nathan Dessauer zur Untermiete in einem Hinterhaus in der Nähe vom Altonaer Hafen. Nach der nationalsozialistischen Machtübernahme am 30. Januar 1933 zog Nathan Dessauer ins „jüdische“ Grindelviertel, dort wohnte er von 1934 bis 1939, ebenfalls zur Untermiete. Er wechselte seine Wohnungen generell des Öfteren: Im November 1940 wohnte er bei dem jüdischen Ehepaar Jacob und Helene Wertheimer in Bahrenfeld, heute ist das ein Stadtteil im westlichen Teil Hamburgs.
Nach dem Tod seines Vaters Adolf Dessauer im Jahr 1939 erbte Nathan einige Wertpapiere und circa 1500 Reichsmark. Das war zu dem Zeitpunkt sehr viel Geld, was also bedeutet, dass er ein sehr wohlhabender Mensch war, was zu dieser zeit eher ungewöhnlich für Juden war.
Trotz der für deutsche Juden immer schwieriger werdenden Lebensbedingungen unternahm Nathan Dessauer keinen Migrationsversuch nach Palästina, wie Lucie, seine 12 Jahre jüngere Schwester, es tat. Wir wissen nicht, warum er keinen Migrationsversuch unternahm, vielleicht weil er hoffte, dass das Elend in Deutschland bald vorbei sein würde und er so nicht seine Heimat verlassen müsste.
Nathan wurde am 26. September 1941 von Beamten des „Judenreferats“ als Häftling der Gestapo Hamburg in das Polizeigefängnis Hamburg-Fuhlsbüttel gebracht. Ein „Judenreferat“ ist eine Gestapoeinheit, die extra für die Ermordung von Juden ins Leben gerufen wurde. Diese beschäftigt sich nur damit, Menschen mit jüdischem Glauben zu finden und sie dann zu ermorden.
Der Anlass für die Verhaftung ist nicht bekannt, aber es gab viele Verhaftungsgründe für Nichtarier. Sprich, es war egal, was man getan hatte! Die Tatsache, dass man nicht komplett arisch war, das heißt, dass man nicht dem Idealbild der Nazis entsprach (groß, blond, blaue Augen, tatkräftig und
treu) reichte aus, um von den Nationalsozialisten verhaftet zu werden.
Nathan Dessauer blieb bis zum 16. Oktober im Konzentrationslager Fuhlsbüttel und wurde dann ins Stadthaus überstellt. Das Stadthaus war zu dem Zeitpunkt von der Gestapo besetzt und dort wurden sehr viele Menschen misshandelt, gefoltert oder sogar getötet.
Wir wissen nicht, warum Nathan noch einmal aus der Haft entlassen wurde, um in das Stadthaus gebracht zu werden, aber eine Woche später, am 25. Oktober 1941, kam der Deportationsbefehl. Wenige Wochen später der für das Ehepaar Westheimer, bei denen Nathan Dessauer zur Untermiete gewohnt hatte, Nathan Dessauer wurde unter der Nummer 184 für „Judentransport 1“ ins Ghetto „Litzmannstadt“ gebracht. Heute ist das die polnische Stadt Lodz. In diesem Ghetto überlebte Nathan den zweiten Winter nicht und starb im Alter von 59 Jahren.
Sein Eigentum wurde in Deutschland versteigert und die 691 Reichsmark plus sein Erbe wurde „zu Gunsten des Reichs“ an die Reichskasse überwiesen. Die Nationalsozialisten schreckten also weder vor Mord zurück, noch hatten sie irgendwelche Skrupel, daraus den größtmöglichen Profit zu ziehen.
(Quellen: Lit. 1,2,7.)

### Julie Babette Dessauer, verheiratete Berger
Uhlandstraße 16 (Karte)
Kein Stolperstein in Tübingen, da ihr letzter freiwilliger Aufenthalt in Berlin war.
Julie Babette Dessauer (verheiratete Berger) wurde am 29. Mai 1883 in Tübingen als Zwillingsschwester von Anne Dessauer (verheiratete Erlanger) geboren. Ihre Eltern waren der Optiker Adolf und seine Ehefrau Lenchen Dessauer. Aufgewachsen ist sie zu Beginn ihrer Kindheit in einer Mietwohnung in der Neckargasse. Diese Wohnung ist aber nach einiger Zeit zu eng für die Familie Dessauer geworden, deshalb kauften Julies Vater Adolf und sein Bruder Jakob 1903 ein Haus und zogen gemeinsam mit ihren Familien in die Uhlandstraße 16. Weiter aufgewachsen ist sie dann dort mit ihren vier Geschwistern. Darüber, wie Julie ihre Kindheit und Jugend verbrachte, gibt es keine Überlieferungen.
Am 28. Mai 1909 heiratete sie den Berliner Kaufmann Theodor Berger in Tübingen und zog daraufhin zu ihm nach Berlin. Sie arbeitete dort als Lebensmittelhändlerin. Gemeinsam mit ihrem Mann hatte sie zwei Kinder, einen Sohn Hans und eine Tochter Ines. Über Julies Leben in
Berlin konnten wir keine näheren Informationen ausfindig machen. Es lässt sich vermuten, dass sie hauptsächlich ihre Kinder Hans und Ines großgezogen hat.
Auch über ihren Mann lässt sich nichts Genaueres finden. Es ist wahrscheinlich, dass die beiden zu Beginn ihrer Ehe ein gutes und weitgehend friedliches Leben geführt haben, da Juden zu dieser Zeit einen großen Teil der Bevölkerung in Berlin ausgemacht und daher eine wichtige Rolle im Stadtleben gespielt haben.
Julies Sohn Hans Berger wurde 1910 geboren. Im Erwachsenenalter emigrierte er nach Palästina und wurde dort in einem Kibbuz aufgenommen. Jahreszahlen sind hierbei keine bekannt. Seine Emigration lässt vermuten, dass es Juden zunehmend schwer gemacht wurde, in Deutschland ein sorgenfreies Leben zu führen. Vermutlich war Hans ein weit blickender, vorsichtiger Mensch, der früh genug erkannte, dass ihm als Juden keine Zukunft in Deutschland möglich sein würde. Er hatte aber auch als Emigrant kein Glück: er verunglückt 1936 bei der Arbeit in einem Steinbruch und hinterließ eine schwangere Frau, die einige Zeit später, seinen Sohn Yoram zur Welt brachte. Als Julie von ihrem neugeborenen Enkel erfuhr, machte sie sich um 1937 auf den Weg nach Palästina, um Yoram mit sich nach Deutschland zu nehmen. Sie war der Überzeugung, dass in Palästina zu schlechte Bedingungen herrschten, um Kinder aufzuziehen. Die Mutter des kleinen Yorams ließ dies aber nicht zu.
Julies jüngere Tochter Ines wurde 1912 geboren. Sie kam Anfang der 50er Jahre nach Israel und zog mit ihrem Mann ebenfalls in einen Kibbuz. Dort starb sie dann 1954 an Malaria.
Julie selbst wurde am 14. Dezember 1942 von der Geheimen Staatspolizei Berlin mit dem 25. Ortstransport in das Vernichtungslager Auschwitz deportiert und dort ermordet. Was mit ihrem Mann geschah, oder wie viel Zeit sie im Lager verbracht hat, überliefern Quellen nicht.
Für Julie ist in Tübingen kein Stolperstein verlegt, da ein Stolperstein an dem letzten freiwilligen Wohnort der betroffenen Person verlegt wird, welcher in Julies Fall in Berlin ist.

### Dr. Erich Dessauer
Uhlandstraße 16 (Karte)
Kein Stolperstein in Tübingen, da sein letzter freiwilliger Aufenthalt in Stuttgart war.
Erich Dessauer wurde am 13. November 1887 In Tübingen geboren. er war eines von fünf Kindern der Familie Dessauer und ging in Tübingen zur Schule. Nach dem Schulabschluss studierte er Jura an der Eberhard-Karls-Universität Tübingen und promovierte auch zum Doktor der Rechtswissenschaft.
Er war also ein Anwalt mit Doktortitel und damit ein hochspezialisierter, auch wissenschaftlich gebildeter Akademiker. Da Juden ja bereits seit dem Mittelalter insofern diskriminiert worden waren, dass sie aus den Zünften ausgeschlossen waren und damit keine Handwerksberufe erlernen konnten, ist
eine solche akademische Biografie für deutsche Juden durchaus nicht unüblich.
Im September 1917 heirateten Erich Dessauer und Emma Levy und wohnten daraufhin in der Uhlandstraße 21 in Stuttgart-Bad Cannstatt. Erich Dessauer wurde schnell einer der angesehensten Anwälte Stuttgarts, seine Kanzlei, die er mit zwei Kollegen führte, war die wohl wichtigste in Bad Cannstatt. Dies geht aus Wiedergutmachungsakten des Staatsarchivs Ludwigsburg hervor.
Das kinderlose Ehepaar Dessauer führte ein kultiviertes leben. Erichs Frau Emma war eine professionelle Musikerin, so spielte sie zum Beispiel Geige im Orchester von Radio Stuttgart. Beide genossen Kunst und Kultur so sehr, dass sie wohl bekannt in Stuttgarts bürgerlicher Gesellschaft waren. Man kann es daraus ableiten, dass sie sogar als Beispiel im Buch „Stuttgarter Kunst“ aufgeführt waren.
1936 wurde das „Gesetz zur Wiederherstellung des deutschen Berufsbeamtentums“ erlassen. Daraufhin musste Erich Dessauer als Jude aus seiner Kanzlei ausscheiden, und er musste sich fortan „Rechtskonsulent“ nennen, was so viel wie Rechtsberater bedeutet. Seine Expertise im Rechtsbereich wurde ihm und allen anderen jüdischen Anwälten also von den Nationalsozialisten abgesprochen.
Erich Dessauer ließ sich trotz dieser Diskriminierung noch nicht entmutigen und eröffnete in Stuttgart eine „Rechtskonsulentenpraxis“ – und da Bürger jüdischen Glaubens nur noch rechtlichen Beistand von jüdischen Rechtskonsulenten erhalten durften, hatte Erich Dessauer mehr denn je zu arbeiten. Dies wurde durch den Umstand verstärkt, dass immer mehr jüdische Rechtskonsulenten in derselben Lebenssituation aus Deutschland auswanderten.
Am 3. September 1942 wurde Erich Dessauer festgenommen, und Mitte Juni 1943 wurden Erich und Emma auf Anordnung der Gestapo ins Ghetto Theresienstadt deportiert. Aus Theresienstadt ist überliefert, dass es eine starke Verbundenheit unter den schwäbischen Häftlingen gab, so wurde sich kräftig auf schwäbisch gegrüßt und unterhalten. Erich Dessauer soll mit „hie gut Württemberg allewege“ gegrüßt haben, was so viel wie „hier ist es so gut wie in Württemberg“ bedeutet.
Dr. Erich Dessauer wurde von Theresienstadt nach Auschwitz transportiert und wurde dort am 16. Oktober 1944 in den Gaskammern des Konzentrationslagers ermordet.
Erichs Frau Emma überlebte den Holocaust und eröffnete später in Stuttgart eine Buchhandlung und einen Vertrieb für Zeitungen und Zeitschriften. Sie starb am 27. Januar 1975 einen natürlichen Tod.

### Lucie Clara Dessauer, verheiratete Levi
Uhlandstraße 16 (Karte)
Kein Stolperstein in Tübingen, da Stuttgart ihr letzter deutscher Wohnort war.
Lucie Clara wurde am 1. Februar 1894 in Tübingen geboren. Sie erlebte eine schöne und unbeschwerte Kindheit mit ihren vier älteren Geschwistern und ihren Eltern, Adolf und Lenchen Dessauer in der Neckargasse und ab 1903 in der Uhlandstraße 16. Ihre Familie war gutbürgerlich, was gut an ihrem damaligen Wohnsitz zu erkennen ist, nämlich ein Haus in der Uhlandstraße, das sehr groß und zentral gelegen ist. Das Haus steht heute noch immer.
Adolf Dessauer war Optiker und Graveur und sehr engagiert in der jüdischen Gemeinde Tübingen, wie auch als ehrenamtlicher Richter beim Amts- und Landgericht. Die Familie war also sowohl in jüdischen Kreisen als auch in nicht-jüdische Kreisen sehr hoch angesehen. Vor allem Lucies Vater lebte sehr streng religiös, was sich natürlich auch auf die Familie übertrug und sie deshalb augenscheinlich als sehr traditionsreich und religiös galten. Jude und Tübinger Bürger zu sein war in dieser zeit offenbar kein Widerspruch. Durch diesen traditionsbewussten Hintergrund gehörten vermutlich viele jüdische Feste und Traditionen schon sehr früh zu Lucie Claras Leben. Wahrscheinlich trafen die judenfeindlichen Gesetze der Nationalsozialisten die Familie Dessauer besonders, auch in ihrer Lebensweise.
Lucie lernte in ihrer Kindheit Klavier spielen und erhielt Gesangsunterricht. Außerdem sang sie gerne und mit viel Begeisterung in einem Chor mit. Musik war von Anfang an ein großer Teil ihres Lebens. Später machte sie eine Ausbildung als Kinderbetreuerin und arbeitete in einem Kinderhort.
Als Lucie 24 Jahre alt war, lernte sie ihren zukünftigen Ehemann kennen, der ein sehr entfernter Verwandter war. Sie heirateten am 12. Juni 1919. Hermann Levi, ihr Ehemann, war Buchhändler und Antiquar aus Stuttgart. Dort übernahm er die Familienbuchhandlung R. Levi, und das frisch verheiratete Ehepaar lebte fortan in Stuttgart. 1920 erblickte die Tochter Suse das Licht der Welt und vier Jahre später, 1924, ihre kleine Schwester Agathe. Die junge Familie wohnte weiterhin in Stuttgart in der Werastraße. Lucie Levi wurde nach ihrer Heirat und der Geburt der beiden Kinder Hausfrau. Sie wirkte allerdings in vielen Wohltätigkeitsbereichen mit, weswegen sie hoch angesehen war. Eben weil ihre Familie so religiös war, hatte sie auch Anschluss zum jüdischen Frauenverein und beteiligte sich mit regem Engagement.
Als 1933 mit der Machtergreifung Hitlers die Lage für jüdische Familien in Deutschland immer gefährlicher wurde, wanderten die beiden Töchter der Familie zwischen 1933 und 1939 nach Palästina aus. Dass Lucie und Hermann noch rechtzeitig fliehen konnten, lag nur an einem glücklichen Zufall. Lucie war nämlich in ihrer Jugend mit einer jungen Frau befreundet gewesen, die später Eberhart Stähle heiratete. Dieser Herr Stähle bekleidete eine hohe Stelle in der nationalsozialistischen Partei.
Die alte Freundin von Lucie, deren Name nicht bekannt ist, ließ durch ihren Mann eine Nachricht senden, dass das Ehepaar Levi sofort aus Deutschland ausreisen müsse, denn sonst würde ihnen Schlimmes widerfahren. Lucie und Hermann hörten auf die Freundin und verließen Deutschland in Richtung Palästina im Frühjahr 1939. Nach wenigen Wochen erreichten die beiden Haifa und reisten von dort aus nach Tel Aviv. Die Töchter stießen hier wieder zur Familie dazu. Da Hermann Levi keine feste Stelle in Tel Aviv finden konnte, zog die Familie auf das Land. In der Zwischenzeit heiratete Suse, und 1944 wurde Lucies erstes Enkelkind Edna geboren. Lucie und Hermann lebten in einem kleinen Haus, umgeben von Obstbäumen und Gemüsebeeten für den Eigenbedarf. Ihren Lebensunterhalt verdienten sie nun, anders als in Stuttgart, mit Musikunterricht. Lucie gab Klavierstunden und Hermann Geigenunterricht. Die Umstellung von einem bürgerlichen Leben in Deutschland zu einem Leben in einem kleinen Haus in Palästina war sicherlich nicht einfach für die beiden. Aber augenscheinlich haben sie es gut geschafft. Ihre Enkelin Edna erzählt immer noch von wunderschönen und unbeschwerten Schulferien auf dem Land bei ihren Großeltern und von den leckeren deutschen Gerichten, die Lucie zubereitete. Nach dem Krieg erfuhr Lucie, dass keiner ihrer Geschwister die NS-Zeit und die Konzentrationslager überlebt hatte. Dies muss eine schwere Zeit für sie gewesen sein. Gott sei Dank hatte sie ihre Familie, die ihr wahrscheinlich in dieser schweren Zeit zur Seite gestanden ist.
1957 wurde Lucie zum zweiten Mal Großmutter, als Ariel, Suses Sohn geboren wurde. Zwischen 1955 und 1965 reisten Lucie und Hermann jeden Sommer in die Schweiz und nach Deutschland, um dort lebende Verwandte und Freunde zu besuchen. Lucie Levi starb 1969 mit 75 Jahren in Karkur-Tel Schalom in Israel in einem Pflegeheim. Ihre letzten drei Jahre waren von schwerer Krankheit gezeichnet.
Sie hinterließ ihren Mann, zwei Töchter, einen Schwiegersohn und zwei Enkel. Ihre Enkelin Edna Klagsbrunn lebt bis heute (2020) in Israel und freut sich sehr, dass an ihre Großmutter Lucie erinnert wird.
(Quellen: Lit. 2,3 E-Mail Korrespondenz Leonie Löffler mit Edna Klagsbrunn am 10.01.2020)

### Dr. Simon Hayum
Uhlandstraße 15 (Karte)
HIER WOHNTE
DR. SIMON HAYUM
JG. 1867

BERUFSVERBOT 1934
FLUCHT 1939
1941 USA

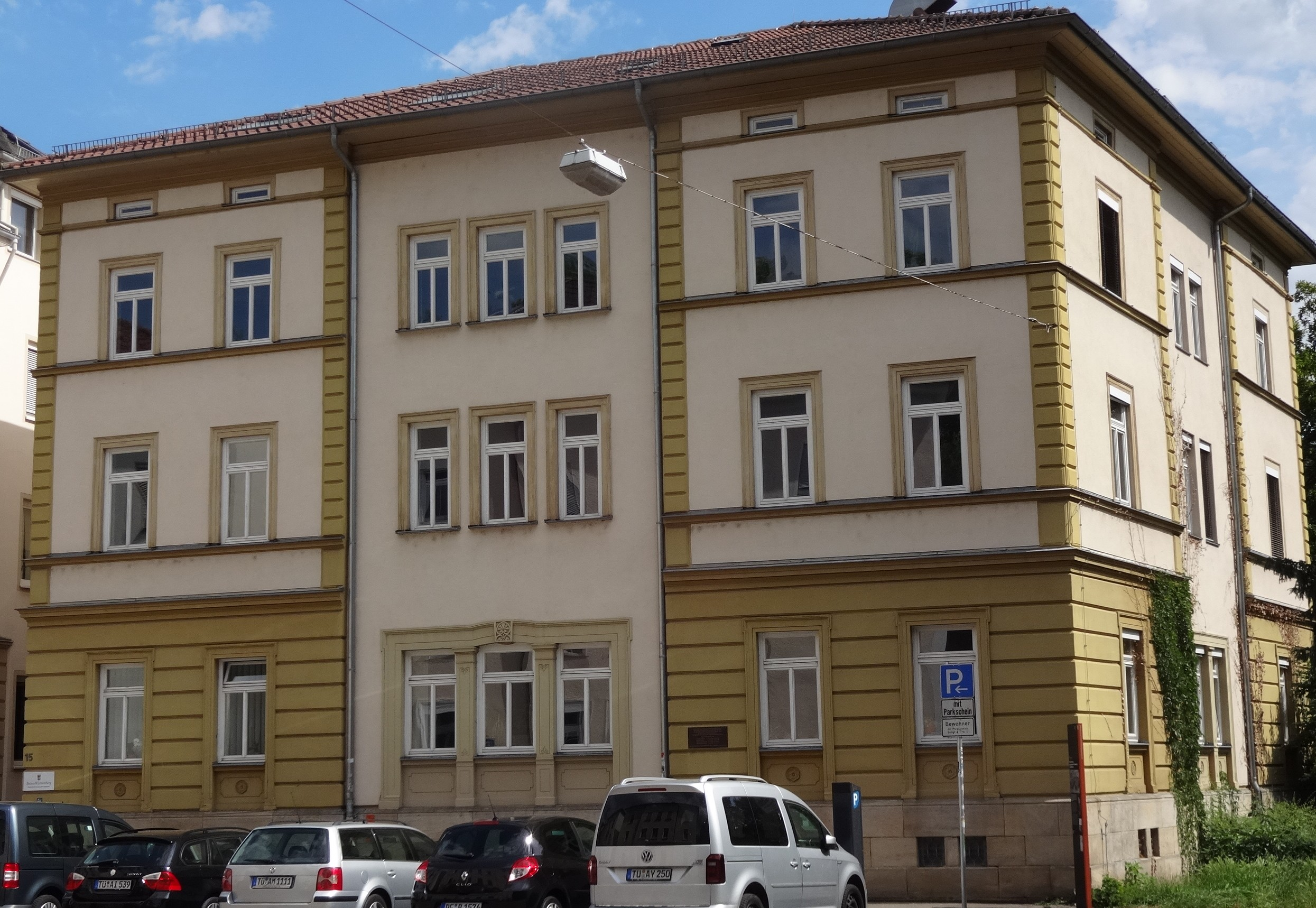
Uhlandstraße 15

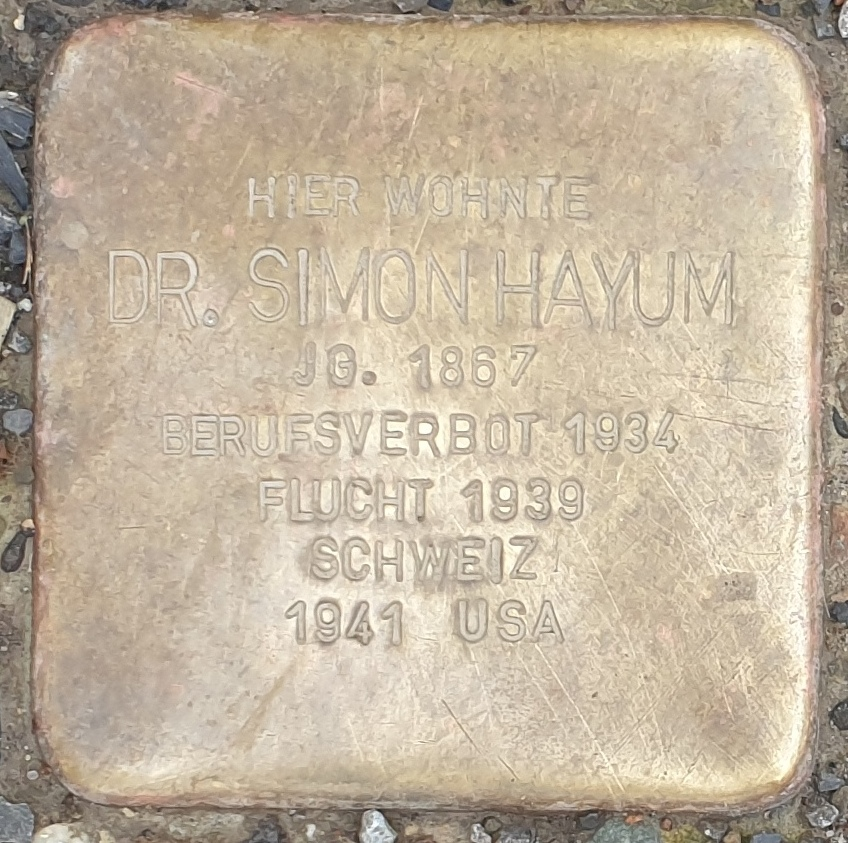

Simon Hayum wurde am 27. Januar 1867 in der Goldschmiedstraße, nahe der Synagoge, im alten, jüdischen Teil Hechingens geboren als sechstes und jüngstes Kind der Eheleute Heinrich und Auguste Hayum, geborene Freiburger. Die Familie entstammte seit Generationen dem kleinbürgerlichen Milieu jüdischer Kleinhändler. Simon Hayum hat sich dazu zeitlebens bekannt.
Vier Jahre nach Simons Geburt wurden die deutschen Juden gleichgestellte Staatsbürger mit allen Rechten. So wuchs das Kind einerseits im Bewusstsein moderner Emanzipationsbestrebungen auf, andererseits befolgten die Hechinger Juden sehr streng die Sabbatruhe, das Thora-Studium und die koscheren Speiseregeln. Das Elternhaus stellte eine enge Verknüpfung dar von familiärer Verbundenheit, religiöser Moral und Tradition, die zum aufrichtigen Leben und zur Toleranz anhielt.
Simon besuchte nach Volks- und Realschule in Hechingen, unterstützt von Verwandten, das Gymnasium in Stuttgart. Er studierte dann in Berlin, Leipzig und Tübingen Jura und ließ sich schließlich 1892 als Rechtsanwalt in Tübingen nieder, zuerst in der Kronen-, dann, ab 1905, in der Uhlandstraße 15. Die Emanzipation schien gelungen. Das zeigt auch 1897 die Heirat mit Hermine Weil, Tochter einer Bankiersfamilie ebenfalls aus Hechingen.
Er war erfolgreich im Beruf, sah sich als Vertreter der „kleinen Leute“ und ihrer Rechte. 1913 war Julius Katz, der Sohn seiner Schwester Johanna, als Kompagnon der Kanzlei beigetreten, 1929 auch Simons Sohn Heinz. Sie waren die größte Kanzlei Tübingens mit hohem Ansehen. Politisch gehörte sein Engagement seit seiner Studienzeit der Freisinnigen Volkspartei, der späteren DDP mit dem Ziel weiterer Demokratisierung. Die Partei war linksliberal. Gesellschaftlich integrierte sich der humanistisch gebildete Mann, der täglich auch lateinische Zitate verwendete, immer mehr. Er wurde Mitte der 1890er Jahre Mitglied der Museumsgesellschaft, 1898 des Bürgervereins, war als Obmann des Bürgerausschusses bis 1912 befasst mit der Haushaltsführung der Stadt. In dieser Funktion stieß er unter anderem den Bau des Uhlandbades an. 1919 wurde er Gemeinderat.
Simon Hayum gehörte so der Gründergeneration an, die erst nach der Jahrhundertwende in führende Positionen aufrückte und das öffentliche Leben mitbestimmte. Er kämpfte für eine demokratische Republik, für volle politische Gleichberechtigung, für die Wahrung des Friedens und für eine Sozialpolitik mit sozialliberalem Akzent.
Simon Hayum blieb zeitlebens seinem Glauben treu, las oftmals abends im Talmud. Er prägte auch von den Anfängen der Republik bis in die zeit des NS die jüdische Landesvertretung Württemberg als Vizepräsident, dann als Präsident bis 1935.
Es gab auch schon vor 1933 antisemitische Vorfälle in Tübingen, und Hayum, als Vorsitzender des Centralvereins deutscher Staatsbürger jüdischen Glaubens, setzte sich mit diesen sozusagen qua Amtes auseinander. Aber in seinem Rückblick von 1939 schienen sie ihm marginal, man hatte immerhin noch die Möglichkeit gehabt, rechtlich dagegen vorzugehen.
1929/30 destabilisierte sich die Welt und mit ihr die junge Demokratie. Die Stunde der militanten Rechten war gekommen, und ab 1933 wurde es auch für Leute wie ihn existentiell bedrohlich. Seine Situation veränderte sich schlagartig. Als Gemeinderat trat er selbst am 31. März 1933 zurück, um dem Ausschluss zuvorzukommen. Bereits einen Tag später, am 1. April 1933 wurde Hayums Kanzlei boykottiert. Die aufgepflanzten SA-Posten brandmarkten seine Kanzlei als jüdisch. Er bemerkte: „es kann uns nichts mehr passieren, wir sind bewacht.“ Nach einer Stunde zogen die SA-Leute ab und man konnte wieder normal arbeiten. Es blieb noch ruhig in Tübingen, aber dies war auch die einzige jüdische Kanzlei.
Es folgte kurz danach das „Gesetz zur Wiederherstellung des Berufsbeamtentums“ am 7. April 1933, das die Entlassung jüdischer Beamter, das Gesetz über „die Zulassung zur Rechtsanwaltschaft“, das die Entziehung der Zulassung für Rechtsanwälte ermöglichte. Simon Hayum trat 1934 zugunsten seines Sohnes von seiner Zulassung zurück, und die Auftragslage der als jüdisch stigmatisierten Kanzlei wurde immer prekärer, so dass schließlich Simons Neffe und Partner Julius Katz 1935 in die Schweiz auswanderte und 1938 sein Sohn Heinz mit Familie in die USA emigrierte, trotz immer noch vorhandener Zulassung.
Lange jedoch zögerten Simon Hayum und seine Frau, trotz konkreter Bedrohung zum Beispiel seines Schwiegersohns Louis Koppel in Dortmund, das Land zu verlassen, das ihnen in Tübingen „Heimat“ war und wo in Hechingen noch die alte Mutter wohnte. Sie lebten zurückgezogen und kapselten sich ein. Erst nach dem Novemberpogrom 1938 wurde ihnen deutlich, dass ein Verbleiben nicht mehr möglich war. Bereits kurz danach, Mitte Dezember, hatte Julius Katz die Einreisevisa für die Schweiz besorgt. Bruder Joseph, dort längst ansässig, stellte die notwendige Bürgschaft. Gewarnt durch einen anonymen Anruf entschied sich schließlich das Ehepaar Hayum am 2. Februar 1939 zur Flucht in die Schweiz und entzog sich damit der angekündigten Verhaftung.
Sie lebten zwei Jahre in Zürich, nach Erhalt eines Visums bis 1947 in Queens (New York), schließlich bei ihrer Tochter Edith, die mit ihrem Mann in Cleveland lebte.
(Quellen: Lit. 2, Heft 29 Simon Hayum: Erinnerungen aus dem Exil, 2005 und Heft 39, 2013.)

### Hermine Hayum, geborene Weil
Uhlandstraße 15 (Karte)
HIER WOHNTE
Hermine Hayum,
geborene Weil
JG. 1875

Flucht 1939
Schweiz
1941 USA

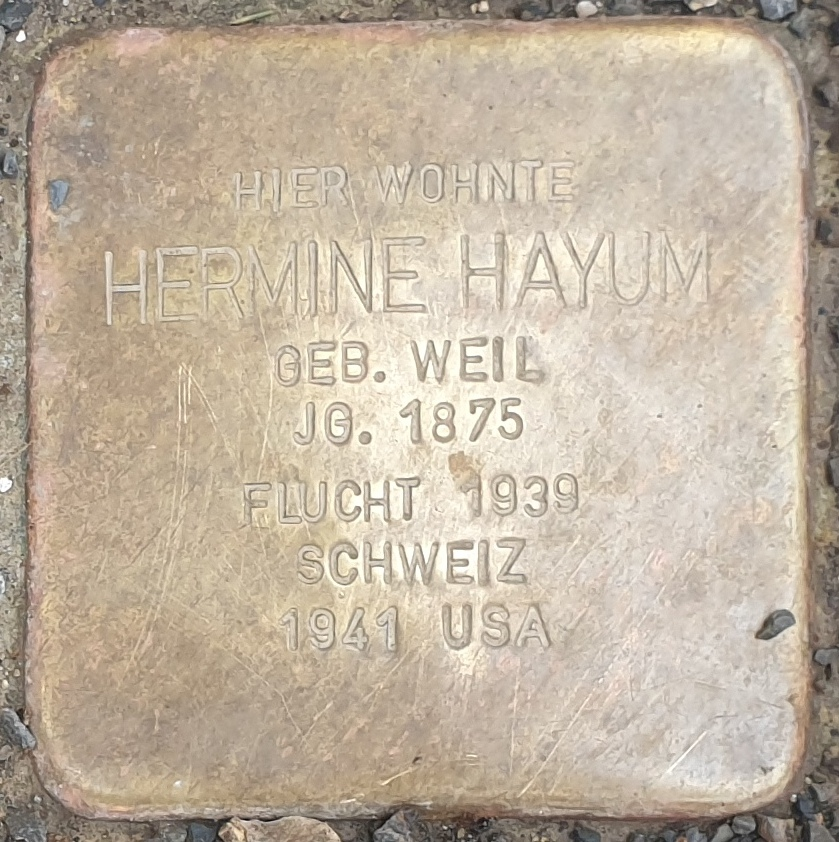

Hermine Hayum wurde am 8. Februar 1875 in Hechingen geboren. Dort wuchs sie auf, bis sie in ein Genfer Pensionat eintrat. Simon Hayum kannte sie vom Sehen, in der Synagoge und auf der Straße. „Wir interessierten uns aber gegenseitig“, bemerkt er. Er charakterisierte die Situation so: „Die Kreise der Meinen schnitten sich nicht mit denjenigen der Ihrigen. Dem alteingesessenen Bankhaus M. I. Weil und Söhne angehörend, zählte sie zu den in der jüdischen Gemeinde führenden und reichen Familien… Unsere Familien gingen eigene Wege.“ Eine Verbindung der beiden war eben nur denkbar durch die Emanzipation, die Simon sein Jurastudium und die Niederlassung als Rechtsanwalt ermöglichte.
Beim Schlittschuhlaufen auf dem Anlagensee kamen sie sich näher und heirateten schließlich am 3. Mai 1897. „Es waren ganz andere Verhältnisse, in die sie durch unsere Ehe kam, auch die Lebensanschauung war in vielem anders“, doch sie habe sich „schnell und leicht hineingefunden“, vergisst Simon nicht zu betonen. Es wurde eine gute Ehe. Sie war ihm eine gute, zuverlässige, kluge und humorvolle Partnerin, seiner und ihrer Mutter gegenüber eine fürsorgliche Schwiegertochter und Tochter. Sechs Kinder hat sie geboren. Sie bildeten eine Großfamilie nach alter Art, während die großbürgerlichen jüdischen Familien nur noch ein bis zwei Kinder großzogen.
Zuerst, 1898, kam Luise, das Sorgenkind, das nach einem Jahr verstarb. Dann, am 1. Mai 1900, Margarete, die Grete, wie sie zu Hause genannt wurde. Am 25. März 1902 folgte ihr Edith, am 10. August 1904 dann Heinz, am 20. Mai 1906 Julius und schließlich am 28. April 1912 Dorothee.
Hermine war eine liebevolle, verständnisvolle Mutter, fortschrittlich, was die Zukunftsplanung ihrer Kinder betraf. Es wurden in jüdischen Familien moderne Erziehungsideale wie Selbstständigkeit und Eigenverantwortung gefördert. Drei von Hermines Kindern, Margarete, Heinz und Dorothee studierten Jura und Dorothee schloss auch ihr Studium erfolgreich ab, selbst noch 1934. Sie besuchte dann eine jüdische Haushaltsschule in Berlin und arbeitete danach in einer Anwaltskanzlei bis zu ihrer Eheschließung mit Dr. med. Heinz Oppenheim. Edith, die im Unterschied zu ihren Geschwistern die Mädchenrealschule besuchte, da sie längere Zeit krank und nicht sehr kräftig war, war anschließend als Stenotypistin in Vaters Kanzlei, als Kindergärtnerin und als Krankenschwester beschäftigt, bis sie schließlich Dr. med. Siegfried Koppel heiratete. Auch Margarete hatte ihr Jurastudium, in dem sie bis dahin sehr erfolgreich war, wegen ihrer Eheschließung mit Dr. jur. Louis Koppel beendet. Julius verließ das Gymnasium und machte eine Ausbildung zuerst im Bankfach bei Siegmund Weil, seinem Onkel, dann bei Banken in Frankfurt und schließlich in Hechingen und Sigmaringen als Leiter der dortigen Filialen. Heinz, schon jung sehr erfolgreich, arbeitete als Sozius seines Vaters in der Kanzlei. Eine gute Ausbildung der Kinder war für jüdische Eltern ein Muss, eine Überlebensstrategie, davon waren Simon und Hermine überzeugt.
Im außerfamiliären Bereich war Hermine Hayum von einer freudigen Pflicht zur Wohltätigkeit erfüllt, die innerhalb der mosaischen Religion einen hohen Stellenwert besitzt. Es entwickelte sich ein feinmaschiges Netzwerk sozialer Fürsorge für Kranke, Bedürftige und Arme. So wurde für Waisen und Witwen gesorgt. Hermine engagierte sich in Tübingen im jüdischen Frauenverein und unterstützte ideell und finanziell die Armen. Simon und sie verteilten Lebensmittel und unterstützten das Sozialamt finanziell. Ihr Haus in der Uhlandstraße 15 hatte unten neben dem Büro ein Bügelzimmer, das in kalten Wintern geheizt und wo für Bedürftige eine heiße Suppe ausgegeben wurde. Doch während des NS-Regimes mussten die sozialen Tätigkeiten des jüdischen Frauenvereins eingestellt werden.
Hermine und ihr Mann dachten bereits 1935 an Auswanderung in die Schweiz, zusammen mit ihrem Enkel Ulrich, dem Sohn von Margarete und Louis. Ziel war es, dem Jungen eine ungestörte höhere Schulbildung zu ermöglichen. Dies gelang aus verschiedenen Gründen nicht. Es war nämlich keineswegs nur die Liebe zur Heimat, die die beiden abhielt. Hermines alte Mutter in Hechingen, zwar gut versorgt von einem alten Dienstmädchen, sollte eben nicht allein gelassen werden. Die Verschickung der Kinder von Margarete nach England in Internate musste nach dem Berufsverbot ihres Vaters als Anwalt in die Wege geleitet werden. Heinz’ neu erkämpfte Erlaubnis, weiterzuarbeiten, sollte nicht in Frage gestellt werden.
So wollten Simon und Hermine zuerst die Sicherheit ihrer Kinder erreichen. Andererseits fürchteten sie, dass sowohl für den Sohn Heinz mit seiner Frau Ellen und Tochter Renate, als auch für die beiden Familien Koppel schwerste Nachteile entstehen könnten, wenn sie vor ihnen Deutschland verlassen würden.
1936 verließen Dorothee und Heinz Oppenheim, der als Arzt nicht arbeiten konnte, Deutschland in Richtung USA. Heinz und Ellen, zusammen mit Renate, folgten 1938. nach der Pogromnacht im November 1938 waren beide Familien der Töchter in Dortmund und Köln in große Not geraten. Die beiden Männer Siegfried und Louis Koppel wurden verhaftet. Siegfried, der Arzt, kam nach Dachau, Louis, der Rechtsanwalt, ins Gestapogefängnis. Die NS-Horden kamen in die Wohnungen, Eigentum wurde zerstört, sie wurden erniedrigt, und nach der Entlassung aus der Haft musste schnellstens, innerhalb von drei Wochen, die Ausreise organisiert und finanziert werden. Die Eltern in der Uhlandstraße telefonierten täglich mit Köln und Dortmund. Die Hilferufe wurden immer verzweifelter. Mit Hilfe von Freunden gelang es Margarete, das Permit für England zu erreichen, wo ihre älteren Kinder bereits lebten, um dort die Einreiseerlaubnis für die USA abzuwarten. So gingen Margarete und Louis zusammen mit Reinhardt 1938 nach England. Edith und Siegfried hatten beide bis Mitte 1939 das Affidavit für die USA. Erst als das alles geregelt war, zum Teil auch mit Simons Geld, und mit Unterstützung des in der Schweiz lebenden Joseph, der dem Bruder eine Leibrente aussetzte, entschieden sich die beiden selbst zur Flucht. Wie schwer muss es vor allem für Hermine gewesen sein, sich von den Dingen, die, wie ihr Mann schreibt, „so lange zu unserem Leben gehört hatten“ zu trennen… „es war ein Jammer.“ Das Haus musste weit unter Wert verkauft werden, es zog gleich darauf die SA Standarte ein. Im Januar/Februar 1939 fand schließlich im Haus selber die Zwangsversteigerung des Hausrats statt und es kamen auch sofort gierige Interessenten. Aus dem Erlös mussten die Zwangsabgaben für Juden, die „Judenvermögens- und Sühneabgaben“ und die „Reichsfluchtsteuer“ bezahlt werden. Wertpapiere, Juwelen, Schmuck und Kunstgegenstände mussten deponiert werden. Da Hermine und Simon am 2. Februar 1939 fliehen konnten, blieb ihnen die sogenannte „Silberabgabe“ vom März 1939 erspart, bei der sie ihren ganzen persönlichen Schmuck mit Ausnahme des Eherings und ihr Tafelsilber hätten bei der Pfandleihanstalt Stuttgart abgeben müssen. Trotzdem kamen sie persönlich so gut wie mittellos in der Schweiz an, deren „freie Luft“ sie jenseits der Grenze empfing.
(Quellen: Lit. 2, Heft 29 Simon Hayum: Erinnerungen aus dem Exil, 2005 und Heft 39, 2013.)

### Dr. jur. Heinz Hayum, Ehefrau Ellen Hayum und Tochter Renate Hayum
Uhlandstraße 15 (Karte)
HIER WOHNTE
Dr. jur. Heinz Hayum
JG. 1904

Berufsverbot 1938
Flucht 1938
USA
HIER WOHNTE
Ellen Hayum
JG. 1908

Flucht 1938
USA

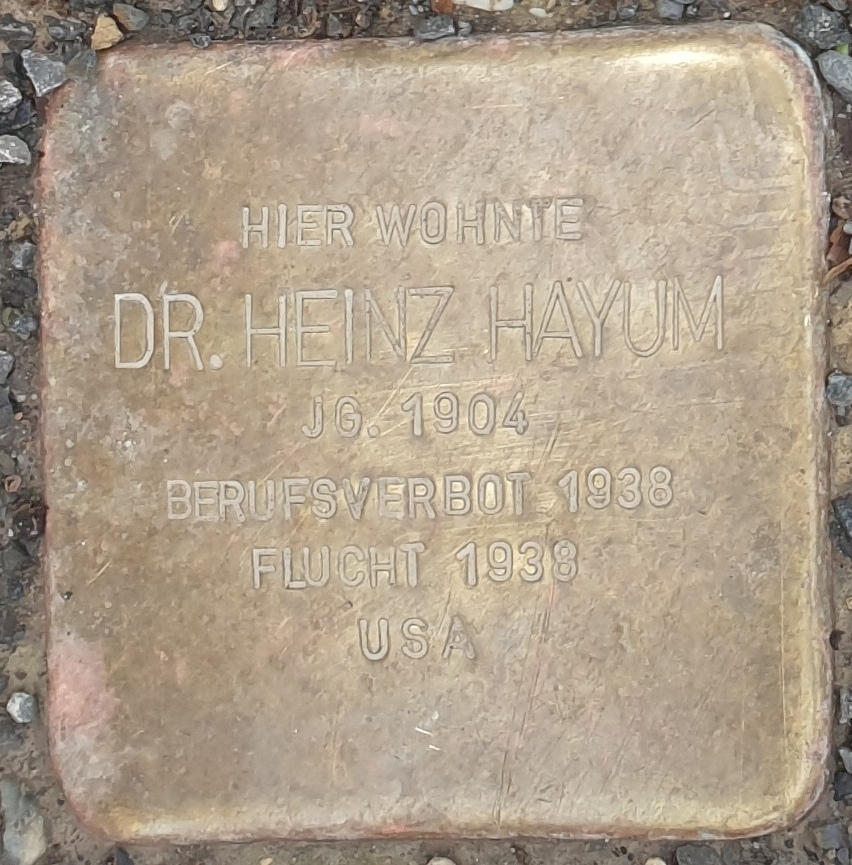

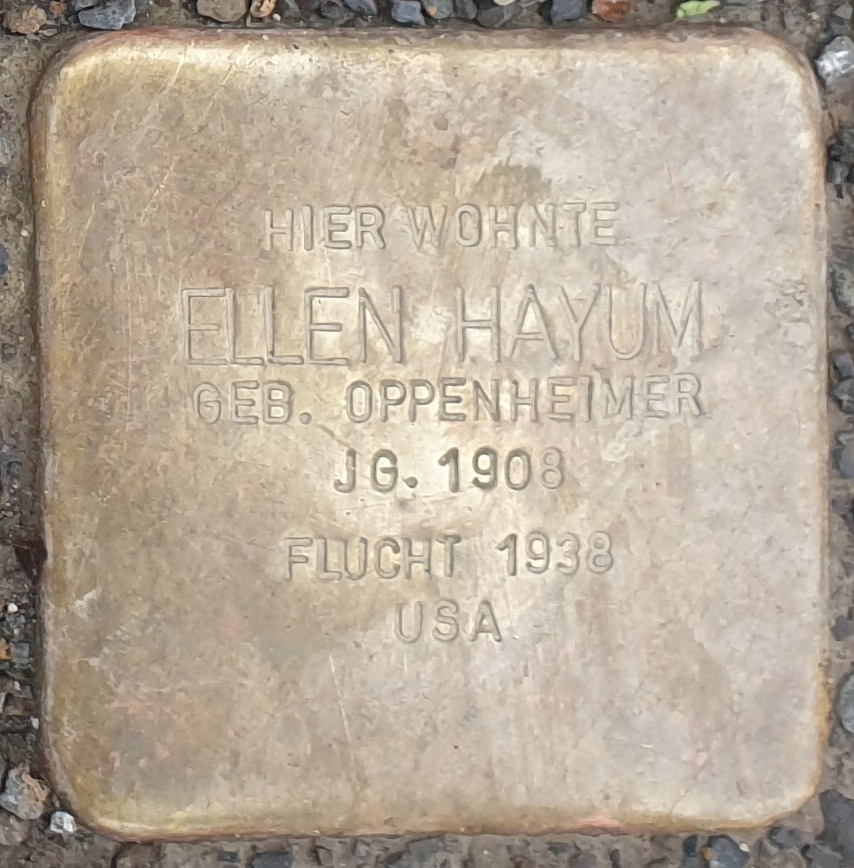

Heinz Hayum wurde am 10. August 1904 als viertes von sechs Kindern des Rechtsanwalts Simon Hayum und seiner Ehefrau Hermine, geborene Weil, in Tübingen geboren. Ihm gehörte als erstem Sohn die besondere Aufmerksamkeit seiner Eltern. Er besuchte, wie vier seiner Geschwister, das Uhland-Gymnasium, das er mit gutem Erfolg beendete. Er hatte, „nach frühzeitiger Erlangung der Universitätsreife“, wie es sein Vater beschreibt, begonnen, Jura zu studieren und hat die Prüfungen erfolgreich abgelegt.
Frühzeitig hatte er sich schon für den Beruf seines Vaters interessiert und war immer in der Kanzlei zugegen gewesen. Auch gesellschaftlich orientierte sich Heinz ganz am Vater. Er wurde, wie dieser, Mitglied der Museumsgesellschaft und gründete zu Studienzeiten einen Ableger des Zentralvereins deutscher Staatsbürger jüdischen Glaubens, eine akademische Ortsgruppe, die sich „Verein Studierender jüdischen Glaubens“ nannte. Mit diesem Gremium versuchte Heinz, Aufklärungsarbeit an der Universität zu leisten. Im November 1925 löste er den Verein auf.
Seine Doktorarbeit widmete er am 27. Januar 1927 seinem Vater Simon zu dessen sechzigsten Geburtstag. Nach dem Examen heiratete er im April 1929 Ellen Oppenheimer, geboren 1908 in Heilbronn, die, wie ihr Schwiegervater schreibt, „uns eine liebe Tochter und ihrem Manne eine liebevolle, treu seine Freuden und Sorgen teilende, tüchtige Lebensgefährtin geworden“ sei.
Heinz trat nun als dritter Rechtsanwalt in die Kanzlei seines Vaters ein. Durch seine großen Fähigkeiten, seine gewissenhafte Arbeit und durch sein Verständnis gegenüber den Klienten, erwarb er sich sowohl bei diesen als auch beim Gericht große Anerkennung.
HIER WOHNTE
Renate Hayum
JG. 1930

Flucht 1938
USA

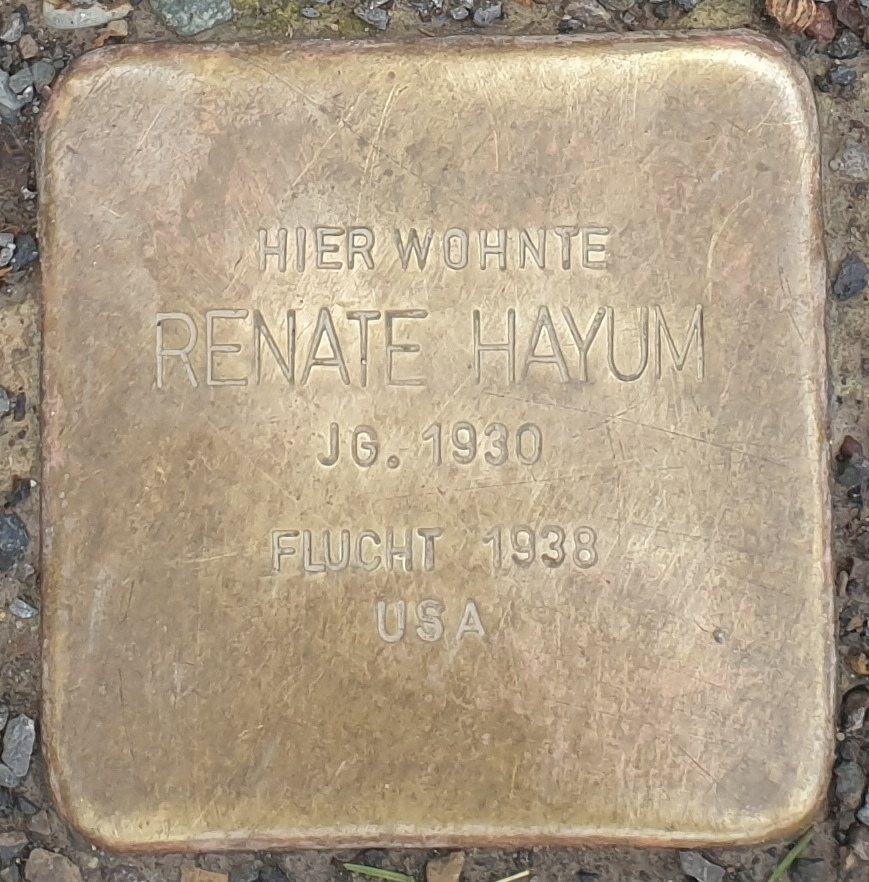

1930 wurde seine Tochter Renate geboren, das einzige Enkelkind seiner Eltern, das diese ganz in Tübingen aufwachsen sehen konnten.
Als sein Vater und er selbst im Juli 1932 durch Schüler des Uhland-Gymnasiums antisemitisch beschimpft und beleidigt wurden, war es Heinz, der in seine ehemalige Schule ging, beim Rektor vorsprach und die Bestrafung der Schüler, von denen er einige erkannt hatte, einforderte. Sein Gerechtigkeitssinn ließ ihn so unerschrocken handeln – das können wir aus diesem Vorfall herauslesen. Wenig später, ab 1. April 1933 häuften sich solche Vorfälle. zudem begannen die Attacken gegen jüdische Rechtsanwälte. Als erste erreichte sie eine Anfrage des württembergischen Justizministeriums, ob die Rechtsanwaltsväter von jungen Anwälten bereit wären, auf ihre Zulassung zu verzichten. Kurz darauf wurde bekannt, dass bereits einen Tag zuvor, am 7. April ein Gesetz reichsweit erlassen worden war, das die Rücknahme der Zulassung aller jüdischen Anwälte anordnete, ausgenommen jener, die schon vor dem 1. August 1914 zugelassen oder Kriegsteilnehmer gewesen waren. Am 29. Mai 1933 mit Wirkung bis 1. September 1933 wurde Heinz die Zulassung entzogen. Die Württembergische Anwaltskammer präzisiert in einem Schreiben vom 15. Juli 1933: „Unzulässig ist jede irgendwie geartete berufliche Verbindung mit einem ‚Rechtskundigen‘(…), dessen Zulassung nicht-arische Abstammung oder kommunistische Betätigung entgegensteht.“ Auch eine Bürogemeinschaft wurde untersagt.
Was sollte nun mit Heinz, seiner Frau und dem Kind geschehen? Die Familie schaute sich um. Man fragte an beim Cousin der Großmutter Jules Dreyfus, Bankier in Basel, bei befreundeten Anwälten, die bereits früher ausgewandert waren, beim Schwiegervater Henry Oppenheimer in Heilbronn, alles ohne brauchbare Ergebnisse. Zusammen mit seinem Cousin Alfred unternahm Heinz eine Erkundungsreise nach Palästina, aber auch daraus ergab sich keine Chance für sich und die seinen.
Im September 1933 wurde Heinz Mitglied im Aufsichtsrat der Württembergisch-hohenzoller’schen Privatbank AG, der Nachfolgeeinrichtung der Bankkommandite Siegmund Weil, also der Bank seines Onkels. Es handelte sich dabei um eine sogenannte „diskrete Firmenverbindung“. 1934 wurde die Bank allerdings zur Selbstgleichschaltung gezwungen, und die jüdischen Aufsichtsratsmitglieder verloren ihre Mandate. Vater und Sohn versuchten die Wiederzulassung in Stuttgart zu erreichen, solange arbeitete er heimlich in der Kanzlei. Das ging nicht lange gut. Heinz wurde denunziert und sein Vater daraufhin durch die Anwaltskammer angegriffen, man drohte ihm mit einem ehrengerichtlichen Verfahren.
Die Anzeige kam vom Nachbarn Schoffer, gleichfalls Rechtsanwalt und mit Simon von Jugend auf vertraut und verbunden. Hintergrund war, dass dieser hoffte, es liefe mit seiner Kanzlei besser, „wenn die jüdische Concurrenz nicht mehr bestehe.“
Die Beschwerde wurde durch Verbindungen in Berlin und Stuttgart eingestellt. Besonders beachtlich war, dass es Simon Hayum 1934 gelang, mit Unterstützung des Landgerichtspräsidenten Landerer, seinem Sohn die Wiederzulassung zu erkämpfen, allerdings auf Kosten seines eigenen Rücktritts. Landerer hatte sich direkt an den Landesjustizminister gewandt und die gesamte Tübinger Richterschaft einschließlich der Staatsanwaltschaft mit eingeschlossen. Ihrer aller Gerechtigkeitssinn verlange anzumerken, „dass Rechtsanwalt Hayum II an gewissenhafter Berufsauffassung, Sachkunde und Kollegialität keinem deutschen (sic) Rechtsanwalt nachstehe.“ Heinz Hayum wurde wieder als Rechtsanwalt zugelassen und blieb es bis zu seiner Emigration 1938. Sein Vater trat zurück. Allerdings blieben der Kanzlei Klienten weg. So viel jüdische Klientel gab es nicht mehr und diese waren auch inzwischen verarmt. So ging es mit der Kanzlei in der Uhlandstraße schließlich doch bergab.
1935 emigrierte Simons Neffe und langjähriger Teilhaber Julius Katz in die Schweiz. Dann gab auch Heinz auf und war gezwungen, im Herbst 1936 eine Stellung in der Berliner Filiale des Bankhauses Warburg einzunehmen. Das Büro in der Uhlandstraße überließ er dem Rechtsanwalt Erich Dessauer. Es zeigte sich allerdings im Sommer 1938, dass sein Verbleiben in dem Berliner Geschäft nicht mehr möglich war. Er gab seine Rechtsanwaltszulassung in Tübingen zurück, transferierte einen Teil von Ellens Vermögen und schiffte sich Anfang November 1938, wenige Tage vor der Reichspogromnacht in Rotterdam mit seiner Familie in Richtung USA ein. Er wurde in Seattle, Washington ein sehr erfolgreicher Teilhaber einer Bücherrevisionsfirma.
Seine Tochter Renate promovierte 1952. Heinz starb 1962 mit 58 Jahren schon sehr früh an Krebs.
(Quellen: Lit. 2, Heft 29 Simon Hayum: Erinnerungen aus dem Exil, 2005 und Heft 39, 2013.)

### Albert Weil
Uhlandstraße 2 (Karte)

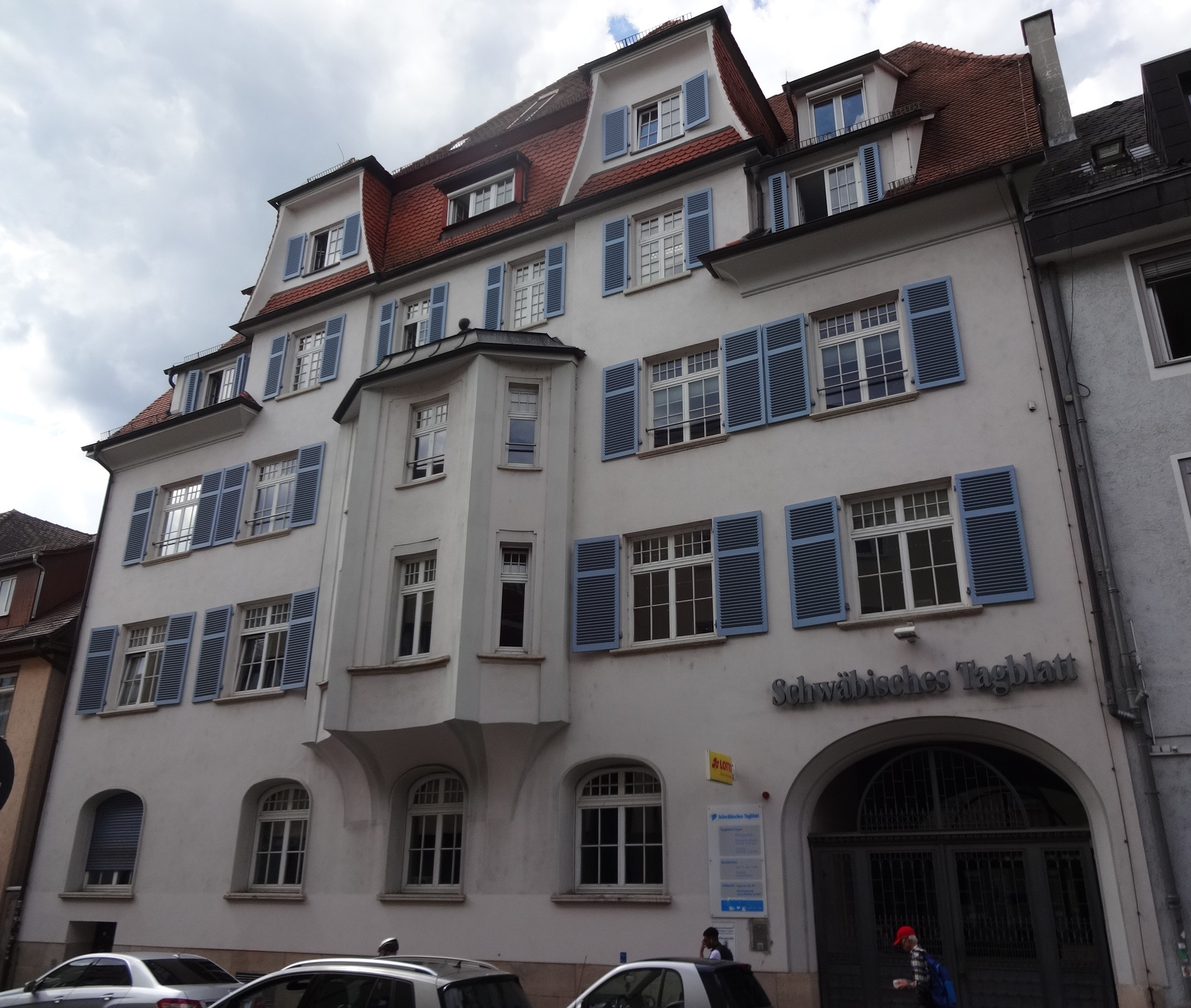
Uhlandstraße 2

Kein Stolperstein in Tübingen, da Flucht in die Schweiz schon im Jahr 1931.
Will man eine Biografie Albert Weils schreiben, so kommt man nicht daran vorbei, sich mit der Geschichte der Tübinger Chronik zu befassen. Fast 30 Jahre war Albert Weil der Besitzer der Zeitung und hat sie in dieser Zeit maßgeblich geprägt. Da er selbst nicht als Redakteur tätig war und zurückhaltend lebte, gibt es kaum Quellen zu seiner Person. Und dennoch war die Tübinger Zeit für seinen Lebensweg entscheidend.
Albert Weil wurde am 22. Januar 1862 in Ellwangen geboren. Durch den väterlichen Betrieb – sein Vater Leopold war der Gründer der „Jagstzeitung“ in Ellwangen – wurden er und sein um ein Jahr jüngerer Bruder Sigmund schon früh mit der Führung einer Zeitung vertraut. Nach Tübingen kamen die Brüder Weil, als in Ellwangen die Konkurrenz gegen die Jagstzeitung zu groß wurde und gleichzeitig der erkrankte Verleger der „Tübinger Chronik“ einen Nachfolger suchte. Gemeinsam kauften die Brüder, nachdem sie die Ellwanger Zeitung verkauft hatten, das Tübinger Geschäft im Jahr 1903.
Das genaue Datum der Eheschließung wissen wir nicht, es muss um 1890 gewesen sein, als er die Bad Buchauer Fabrikantentochter Frieda Moos heiratete. Im Jahr 1892 wurde die älteste Tochter Martha des Paares geboren. Vier weitere Töchter folgten.
Im Sommer 1903 zog Albert Weil mit seiner Frau Frieda und den fünf Töchtern nach Tübingen. Kurz darauf kam das sechste Kind des Ehepaares, der Sohn Hermann, in Tübingen zur Welt. Albert Weil machte sich sogleich daran, in die Tübinger Chronik, die zu der Zeit noch in der Hirschgasse 1 (heute Betten-Hottmann) ihre Verlagsräume hatte, zu investieren, um die Auflage der Zeitung zu erhöhen. Die räumliche Enge der Altstadt setzte hier allerdings schnell Grenzen und zwang ihn dazu, nach einem neuen Firmengebäude Ausschau zu halten. Nach mehreren Standortwechseln sollte es nun ein endgültiger Umzug werden. Albert Weil kaufte das Grundstück in der Uhlandstraße. Bereits im Frühjahr 1905 konnte mit dem Neubau begonnen werden und im Herbst des gleichen Jahres fand der Umzug statt. Die Familie zog in den zweiten Stock ein.
Albert Weil zeichnete sich durch eine am Fortschritt orientierte Verlagsführung aus. Neben Setzmaschinen wurde auch eine neue Rotationsmaschine in Betrieb genommen. Die Zahl der Abonnenten stieg kontinuierlich und bereits 1930 erfolgte der Anbau auf der Neckarseite. Inhaltlich orientierte sich die Chronik an der Mittelschicht Tübingens und vermied es, über das jüdische Gemeindeleben zu berichten. Lediglich Berichte über Personen (Geburtstage usw.) waren in der Zeitung zu finden. Sowohl der politisch Linke als auch der rechte Flügel wurden von der Berichterstattung ausgeblendet. Die liberale Mitte bestimme die Berichterstattung.
Diese inhaltliche Ausrichtung zeigt, wie wenig sich Albert Weil über sein Jüdischsein definierte, stattdessen war er ein assimilierter Tübinger Bürger. Die Absurdität der nationalsozialistischen Rassenpolitik, die diese Assimilation gezielt und brutal zerstörte, zeigt sich in diesem Beispiel ganz besonders.
Bereits zum Richtfest des Neubaus in der Uhlandstraße bezeichnete der Architekt Fischer das Gebäude als ein solches, „in dem täglich ein beträchtliches Stück Arbeit für das Gemeinwohl, für die Verbreitung der Volksbildung geleistet würde.“ (Tübinger Chronik, 17. Juli 1905). Der Verleger fühlte sich in der Pflicht, den Leser so zu informieren, dass er „stets auf der Höhe der Zeit“ war, so wurde es in einer Eigenwerbung formuliert. Neue Abonnenten wurden mit der Möglichkeit geworben, eine sogenannte„Abonnentenversicherung“ abzuschließen. es handelte sich dabei um eine Art Lebensversicherung, die bei tödlichem Unfall 3000 Reichsmark zahlte. Trotz seiner zentralen Rolle innerhalb der Tübinger Bürgergesellschaft mehrten sich seit dem Jahr 1929 die antisemitischen Angriffe auf Albert Weil. Er wurde als jüdische Person, aber auch als Verantwortlicher der „Tübinger Chronik“ diffamiert. Vor allem von den Tübinger Burschenschaften wurden Verunglimpfungen gegen Albert Weil verbreitet. Diese Angriffe wurden im Lokalteil der Zeitung ebenso ignoriert wie die zunehmenden Auftritte der Nationalsozialisten.
Als die Nationalsozialisten 1930 bei den Reichstagswahlen hohe Gewinne erzielten und der antisemitische Druck auf den Verleger zunahm, entschloss er sich zum Verkauf der Zeitung. „Ich warte nicht, bis mir die Nazis alles wegstehlen“, so wird er aus der Erinnerung zitiert. Jetzt konnte er noch einen guten Verkaufspreis aushandeln und dafür Sorge tragen, dass sein Sohn Hermann zu seinem Nachfolger eingesetzt wurde. Albert Weil zog im Juli 1931 mit seiner Frau Frieda und seiner zweitältesten Tochter Fanny in die Schweiz nach Baden bei Zürich. Hier wollte er, der seit Jahren an einem schwachen Herzen litt, seinen ruhigen Lebensabend verbringen. Sein „schwaches Herz“ mag sich durch den stetig wachsenden antisemitischen Druck verschlechtert haben – wenn diese Hetze nicht überhaupt als Ursache für den schlechten Gesundheitszustand Albert Weils gesehen werden kann. Hermann Weil musste schließlich im Frühjahr 1933 dem Druck der Nazis weichen und seine Arbeit in der Chronik aufgeben.
Allen sechs Kindern des Ehepaares Weil gelang die rechtzeitige Flucht. Sie konnten in diesen Jahren durch ihren Vater finanziell unterstützt werden und so die schwierige Zeit auf verschiedenen Kontinenten überleben. Allerdings mussten die beiden Enkelkinder aus der ersten Ehe der ältesten Tochter Martha als Opfer beklagt werden. Werner starb nach dem Todesmarsch nach Groß-Rosen, Margarethe ging mit der Familie ihres Mannes nach Holland, wurde gemeinsam mit Mann und Schwiegereltern nach Auschwitz deportiert und dort ermordet. Albert Weil starb vier Jahre nach seiner Frau am 29. Juni 1946 im Israelischen Altersasyl in Lengnau in der Schweiz. Ihm blieb es erspart, von den Nazis ermordet zu werden. Seinen Lebensweg haben sie dennoch zerstört, indem sie ihm seine weitere Berufsausübung als kritischer, engagierter Verleger unmöglich machten.
(Quellen: Lit. 1,2,12)

### Frieda Weil, geborene Moos
Uhlandstraße 2 (Karte)
Kein Stolperstein in Tübingen, da Flucht in die Schweiz schon im Jahr 1931.
Frieda Weil wurde am 20. Juni 1872 als Frieda Moos in Bad Buchau am Federsee geboren. Sie stammte aus einer wohlhabenden Fabrikantenfamilie. Um 1890 heiratete sie Albert Weil aus Ellwangen. 1892 wurde die älteste Tochter geboren. Als sie 1903 mit ihrem Ehemann nach Tübingen zog, hatte die Einunddreißigjährige bereits fünf Töchter geboren. Ihr sechstes Kind, der Sohn Hermann, kam nur ein paar Wochen nach dem Umzug in Tübingen zur Welt.
Über ihre Kindheit und Jugend ist nichts bekannt. In Tübingen gehörte Frieda Weil als Ehefrau des Gründers der Tübinger Chronik sicherlich zur oberen Schicht der jüdischen Familien. Somit kann man davon ausgehen, dass auch sie Mitglied des Jüdischen Frauenvereins war, der sich 1924 ebenso wie in Berlin auch in Tübingen gründete und 1938 von der Gestapo aufgelöst wurde. In Tübingen, ebenso wie an anderen Orten, verstand sich der Verein als eine karitative Einrichtung, die Bedürftigen half, um sie nicht der öffentlichen Wohlfahrtspflege zu überlassen. Außerdem war Frieda Weil sicherlich mit dem großen Haushalt beschäftigt, war es doch in den jüdischen Familien den Frauen überlassen, die Kinder zu erziehen und das Haus gesellschaftlich zu führen.
Im Juni 1931 zogen Frieda und Albert Weil begleitet von der letzten noch unverheirateten Tochter Fanny ins Exil nach Baden/Ch. Hier starb Frieda am 17. Dezember 1942 im israelitischen Altersheim in Lengnau/Ch. Einzig ihr Mann und ihre Tochter Fanny waren noch in ihrer Nähe. Was mag sie zu dieser Zeit bereits erfahren haben von den schwierigen Lebenswegen der Verfolgung ihrer Kinder?
Wir wissen heute, dass eine Enkelin und ein Schwiegersohn in Auschwitz ermordet wurden und ein Enkelsohn im KZ Groß-Rosen. Die Tochter Martha überlebte in Belgien in einem Versteck. Die Tochter Vera konnte aus dem Lager Gurs/Frankreich fliehen und überleben. Die Töchter Hedwig und Else im Exil in USA und Israel überlebten und der einzige Sohn Hermann die schwere Zeit im afrikanischen Exil überstanden hat.
(Quellen: Lit. 1,2)

### Fanny Weil
Uhlandstraße 2 (Karte)
Kein Stolperstein in Tübingen, da Flucht in die Schweiz schon im Jahr 1931.
Fanny Weil wurde am 20. Dezember 1895 als drittes von sechs Kindern des Ehepaares Albert und Frieda Weil in Ellwangen geboren. 1903 zog die Familie nach Tübingen. Hier verlebte Fanny Weil ihre Kindheit und Jugend, über deren Einzelheiten nichts bekannt ist. Auf Fotos ist sie immer wieder im Familienverbund abgelichtet, häufig auch mit ihrer Nichte Ingeborg (Measures), deren Lieblingstante sie war.
Als die Eltern sich wegen zunehmender antisemitischer Übergriffe 1931 zur Emigration in die Schweiz entschlossen, ging sie mit ihnen und blieb bis zum Tod des Vaters 1946 dort. Danach zog sie zu ihrer Schwester Hedwig in die USA (new York).
Lilli Zapf (Lit. 1) berichtet, ohne genauere Quellen zu nennen, dass sie dort nach Jahren schwerer Tätigkeit starb. Sie blieb unverheiratet.
(Quellen: Lit. 1,2)

### Hermann Weil
Uhlandstraße 2 (Karte)
HIER WOHNTE
Hermann Weil
JG. 1903

Flucht 1934
 Tansania

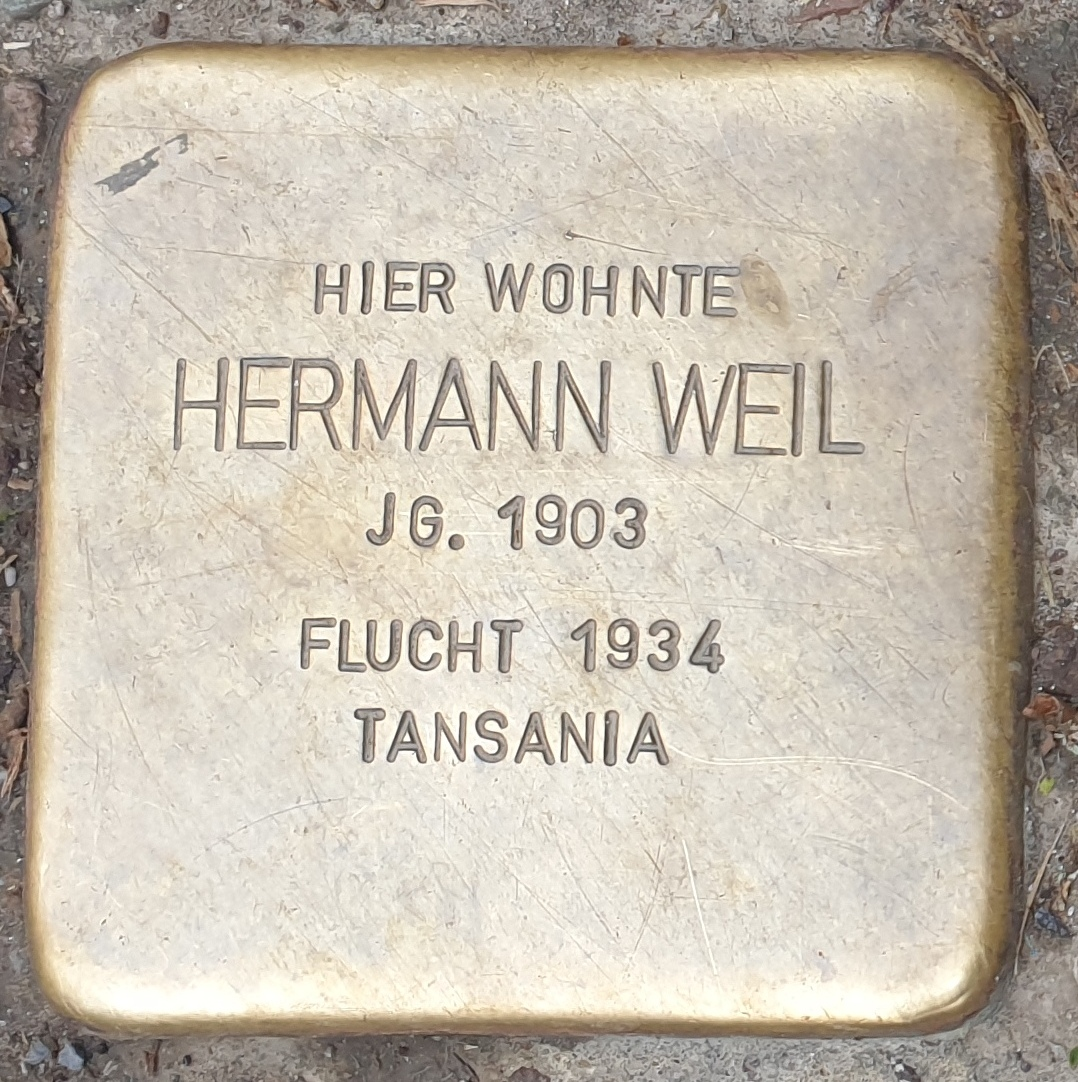

Hermann Weil, geboren am 11. Juli 1903 war das sechste Kind des Ehepaares Albert und Frieda Weil. Da er der einzige Sohn der Familie war, führte er traditionsgemäß das Werk seines Vaters fort und übernahm die Tübinger Chronik nach dem Ausscheiden des Vaters. Nach der Schulzeit in Tübingen lebte Hermann zunächst einige Jahre in Köln, wo er auch seine Frau Luise, geb. Chur, eine Nichtjüdin heiratete und wo die gemeinsame Tochter Ingeborg geboren wurde. Nach der Rückkehr nach Tübingen in den späten zwanziger Jahren arbeitete er zunächst gemeinsam mit dem Vater im Unternehmen und wurde nach dem Verkauf 1930 für zehn Jahre als Geschäftsführer eingesetzt. Allerdings bereitete der Druck der nationalsozialistischen Konkurrenz und das „Gesetz zur Gleichschaltung der Presse“ Hermann Weils Tätigkeit ein schnelles Ende. Bereits 1931 nahmen die Angriffe auf die Familie und auf die Zeitung stark zu.
Der Name Hermann Weils war sicher deshalb bereits seit November 1930 gänzlich aus dem Impressum gestrichen und er selbst 1933 aus dem Unternehmen entlassen. Auch die Wohnung über der Zeitung musste die Familie unverzüglich räumen. Da Hermann Weil als ortsbekannter Bürger auch auf der Straße Anfeindungen ausgesetzt war, zog er über eine kurze Zwischenstation in Stuttgart-Sillenbuch mit seiner Familie zu den Eltern in die Schweiz. Hab und Gut mussten in Tübingen weit unter Wert verkauft werden.
In der Schweiz stieß Hermann Weil auf eine Anzeige einer Schweizer Familie, die einen Partner für einen Landkauf in Arusha/Tanganjika (dem heutigen Tansania) suchte. Albert Weil wollte seinem Sohn einen Neustart in Afrika ermöglichen und stellte das Kaufgeld zur Verfügung. So kam es, dass Hermann Weil mit Frau und Kind bereits 1933 aufbrach, um sich in Tanganjika mit dem Bau und der Anlage einer Farm/Kaffeeplantage eine neue Existenz aufzubauen.
Harte Anfangsjahre waren zu überstehen, tragen doch gepflanzte Kaffeepflanzen erst nach vier Jahren die ersten Früchte. Unsichere finanzielle Zukunft und wiederkehrende Malariaerkrankungen setzten der Familie schwer zu. Als sich dann die ersten Erfolge abzeichneten, war in Europa der 2. Weltkrieg ausgebrochen. Im englischen Mandatsgebiet Tanganjika wurden alle Deutschen interniert, die Farm als feindliches Auslandsvermögen enteignet. obwohl Hermann Weil nach einer Woche als inzwischen staatenloser Jude wieder entlassen wurde, erhielt er seine Farm erst nach Kriegsende in einem völlig verwahrlosten Zustand zurück.
Zum zweiten Mal stand die Familie vor dem wirtschaftlichen Aus. Die Ländereien wurden verkauft und Hermann Weil nahm eine leitende Stelle bei einer englischen Kaffeefirma an, die er bis 1963 innehatte. Nachdem seine Frau Luise 1959 starb, heiratete er 1960 eine Cousine seiner Frau. Mit ihr zog er 1963 zurück nach Deutschland. In Köln fand er nun zum letzten Mal wieder eine Heimat. Er nahm wieder die deutsche Staatsbürgerschaft an und erhielt eine kleine Rente. Sein schlechter Gesundheitszustand wurde allerdings nicht als „verfolgungsbedingt“ anerkannt. In einem Vergleich wurde der Verlust des Tübinger Hausrates entschädigt und eine einmalige Rentennachzahlung gewährt.
Hermann Weil starb am 13. Februar 1973 in Burscheid bei Köln.
In einem Brief an Lilli Zapf schrieb Hermann Weil 1964: „Sie werden verstehen, dass ich über mein persönliches Ergehen innerhalb meines Vaterlandes und über mein außergewöhnliches Schicksal während der dreißig Jahre in Afrika vor der Öffentlichkeit schweigen möchte. Die Erlebnisse dieser Jahre würden ohnehin Bände füllen, und es ist unmöglich, auch nur den Versuch zu machen, sie in Kürze zu schildern.“ (Lit. 1 S. 173)
(Quellen: Lit. 1,2,12)

### Luise Weil, geborene Chur
Uhlandstraße 2 (Karte)
HIER WOHNTE
Luise Weil
geb. Chur
JG. 1902

Flucht 1934

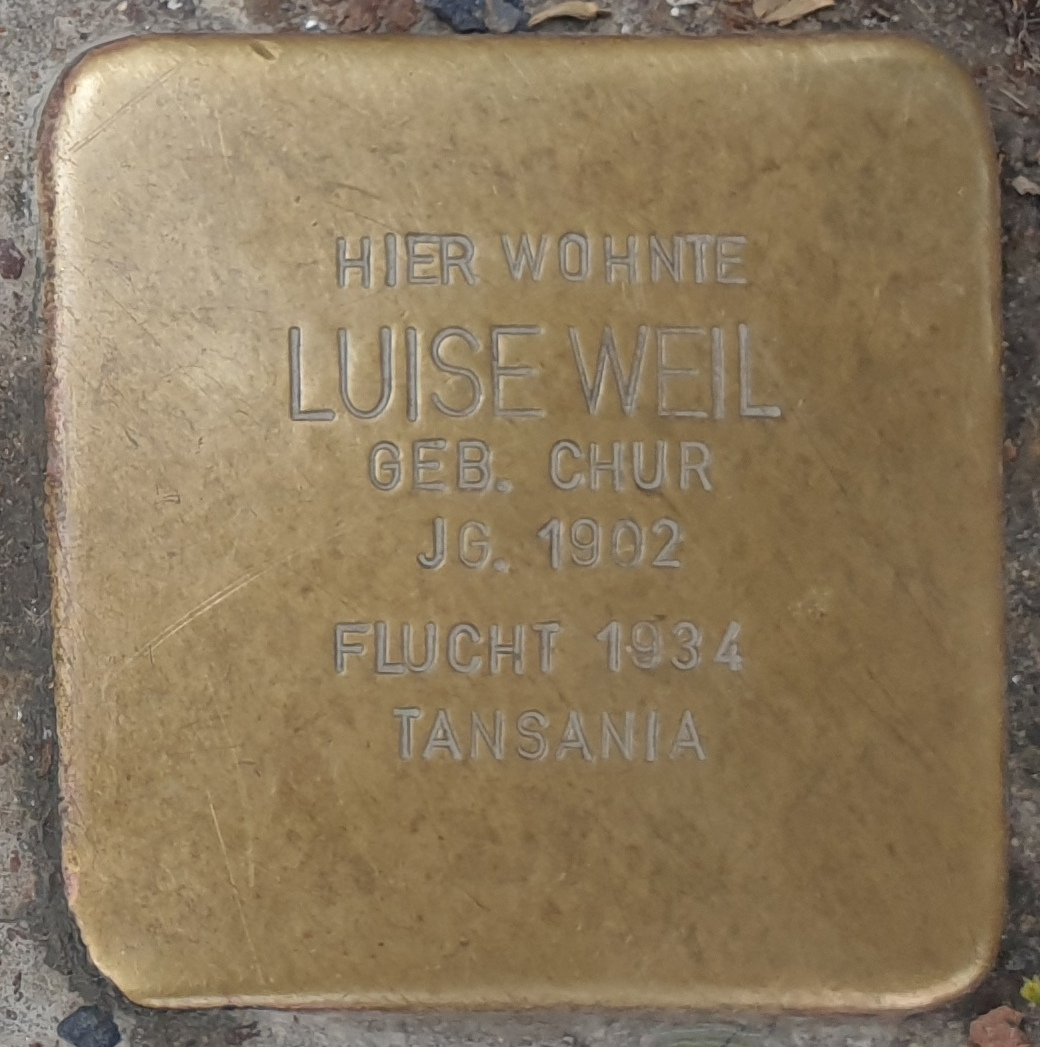

Luise Weil, geborene Chur, wurde 1902 in Köln geboren. Sie war Christin und heiratete in den frühen zwanziger Jahren Hermann Weil, den Sohn des Tübinger Verlegers Albert Weil. Die Tochter Ingeborg wurde 1925 in Köln geboren. Seit den späten zwanziger Jahren lebte die Familie in Tübingen.
Über die Tübinger Jahre Luise Weils ist wenig bekannt. Fotos zeigen sie mehrfach mit ihrer Tochter Inge im Kreise der Schwestern Hermann Weils. Die Bilder erwecken den Eindruck, dass Luise Weil herzlich in der Familie ihres Mannes aufgenommen war.
1933 hat sie es abgelehnt, sich als Christin von ihrem Mann und ihrem Kind zu trennen. Man hätte ihr als Protestantin den weiteren Aufenthalt in Tübingen ermöglicht. Als sich die An- und Übergriffe auf jüdische Mitbürger auch in Tübingen häuften, ihr Mann Hermann als Geschäftsführer der Tübinger Chronik entlassen und der Familie damit die Existenzgrundlage entzogen war, emigrierte sie mit Mann und Kind zunächst zu den Schwiegereltern in die Schweiz und von dort nach Arusha/Tanganjika, wo die Eheleute mit Unterstützung von Albert Weil Land für eine Farm kauften. Die Anfangsjahre waren sehr schwierig. Haus und Stallungen mussten gebaut werden und dem Land Gemüse sowohl für den Eigenbedarf als auch für den Verkauf abgetrotzt werden. Die Tochter Inge erzählte viele Jahre später, dass die Mutter es gelernt hatte, Butter und Wurst herzustellen, das Haus zu leiten und die Familien der Angestellten bei Krankheiten und Unfällen zu unterstützen.
Nach der ersten großen Kaffeeernte schien man sich dem Ziel einer neuen gesicherten Existenz zu nähern. Als jedoch Luise 1939 ihr zweites Kind, den Sohn Klaus geboren hatte, brach in Europa der 2. Weltkrieg aus und die Farm wurde als feindliches Auslandsvermögen enteignet. Die Familie wurde auf eine Farm 100 km nördlich von Arusha geschickt. Sie mussten sich wöchentlich bei der Polizei melden. Seit dieser Zeit litt Luise Weil verstärkt an Malariaanfällen und einem schweren Augenleiden, das zur Erblindung auf einem Auge führte.
1942 wurde die Familie wieder weitergeschickt, diesmal auf eine Farm im Hochland. Das milde Klima bewog Luise dazu, englische Pensionsgäste bei sich aufzunehmen, die sich im Hochland von dem ungesunden Klima in den tieferen lagen erholen wollten.
Nach Kriegsende folgte Luise ihrem Mann zurück auf die völlig verwilderte Plantage und von hier weiter an seinen neuen Arbeitsplatz, einer Kaffeeplantage an den Füßen des Kilimandscharo. Die harte Arbeit und das für eine Europäerin ungesunde Klima zehrten an der Gesundheit. Luise Weil sehnte sich nach einer Rückkehr nach Europa aus einem Land, das ihr nicht wirklich Heimat werden konnte, so erinnert sich ihre Tochter. 1959 starb Luise Weil an den Folgen einer Operation. Sie wurde in Tanganjika beigesetzt.
(Quellen: Lit. 2,12)

### Ingeborg Weil, verheiratete Measures
Uhlandstraße 2 (Karte)
HIER WOHNTE
Ingeborg Weil
 verheiratete Measures
JG. 1925

Flucht 1934
Tansania

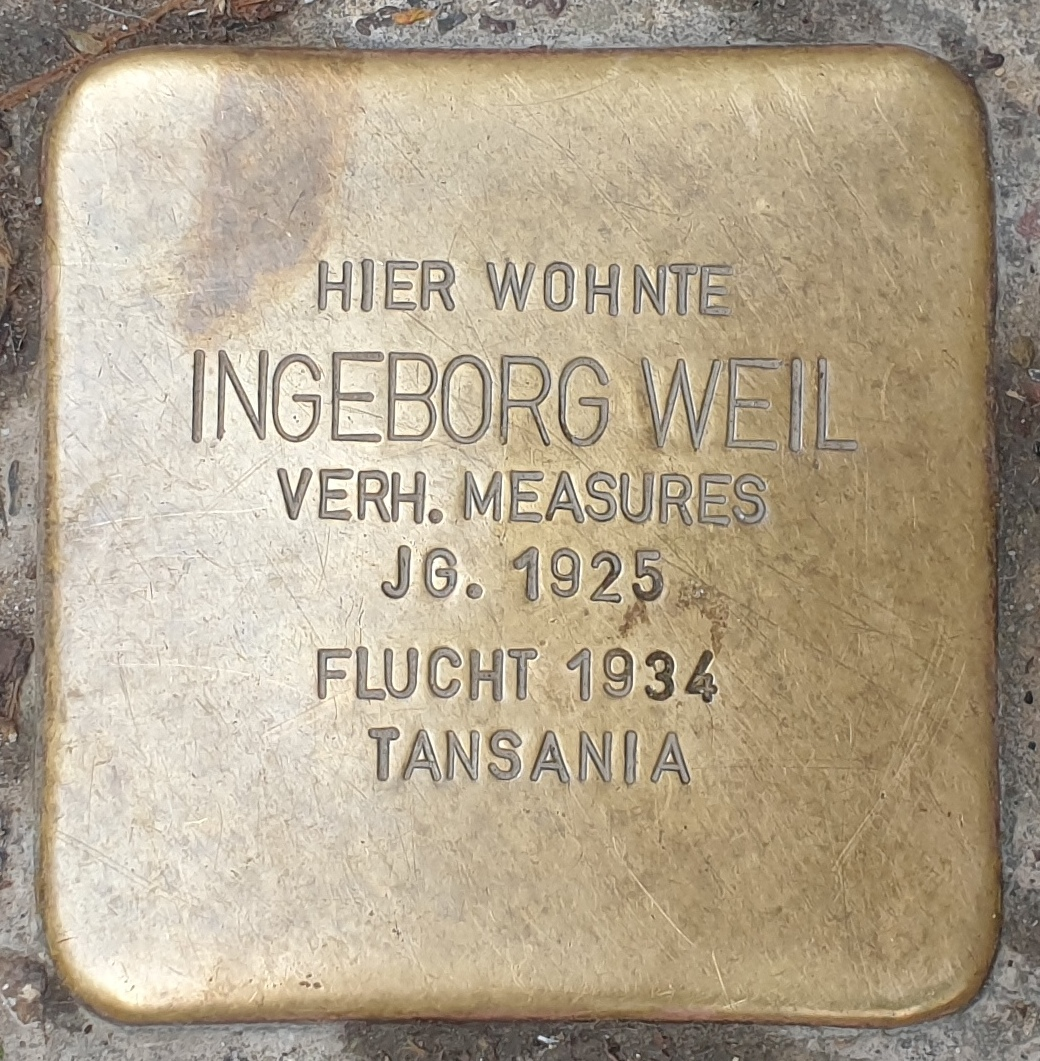

Ingeborg Weil, verheiratete Measures, wurde am 2. April 1925 in Köln geboren. Wenig später (genaues Datum nicht bekannt) zogen die Eltern Hermann Weil und Luise Weil, geborene Chur, mit ihrer kleinen Tochter zur Familie des Vaters nach Tübingen. Hier verlebte Inge, wie sie genannt wurde, im Kreise der Großfamilie glückliche Jahre, von den Schwestern des Vaters, der Großmutter und der Mutter liebevoll umsorgt.
Auch die Auflösung des Hausstandes 1933, die überstürzte Flucht in die Schweiz und kurz darauf die Weiterreise nach Tanganjika waren für die Siebenjährige nach eigenen Aussagen „sehr aufregend und abenteuerlich (…), aber da meine Eltern dabei waren, war ich sehr glücklich.“
Nachdem die Familie ihre erste Bleibe auf der Farm nahe Arusha gefunden hatte, ging Ingeborg Weil in eine kleine Dorfschule, die von einer südafrikanischen Lehrerin geleitet wurde. Afrikaans war hier Unterrichtssprache und für Inge war es dadurch schwierig, dem Unterricht zu folgen. Stattdessen lernte sie hier sehr schnell Suaheli, die Sprache der Bewohner der Gegend. Hermann Weil und seiner Frau war die schulische Bildung ihrer Tochter wichtig und so schickten sie sie nach Ablauf eines Jahres auf eine deutsche Schule mit Internat nach Oldeani, 100 km von Arusha entfernt. Für Inge begann hier eine schwere zeit. Sie selbst bezeichnete sie später als die schlimmsten Jahre ihres Lebens. Sie hatte unter besonders schweren Malariaanfällen zu leiden, und zusätzlich wurde sie wegen ihres jüdischen Vaters von ihren deutschen Mitschülern diskriminiert und ausgegrenzt. Die deutschen Lehrer schwiegen, wohl aus Angst vor Repressalien nach ihrer Rückkehr ins nationalsozialistische Deutschland. Erst als nach ungefähr fünf Jahren ein Lehrer den Mut fand, Inges Eltern von den Schwierigkeiten zu berichten, holten diese sie sofort heim. Für Ingeborg Weil war damit im Alter von 14 Jahren die schulische Bildung beendet.
Im September 1939 schien sich die wirtschaftliche Lage der Familie zu stabilisieren. Die erste Kaffeeernte konnte erfolgreich eingebracht werden. Inges Bruder Klaus wurde geboren. Mit dem Überfall der Nationalsozialisten auf Polen und dem Beginn des 2. Weltkrieges zogen aber wieder dunkle Wolken auf. Tanganjika war englisches Hoheitsgebiet und somit wurden alle Deutschen interniert. zwar wurde Hermann Weil als inzwischen Staatenloser nach einer Woche wieder aus dem Lager entlassen, vor der Beschlagnahmung ihrer Farm waren allerdings auch sie nicht geschützt. Die Familie wurde nach Oldeani geschickt, um dort auf einer Farm zu arbeiten. Zuvor wurde der Bruder Klaus noch in der Kirche in Arusha getauft. Auch Inge war getauft, weil ihr Vater kein praktizierender Jude und die Mutter evangelisch war. Später wurden beide Kinder auch konfirmiert. Von Oldeani aus wurde Inge zu einer befreundeten englischen Familie geschickt. Hier betreute sie das Kind der Familie und erhielt Unterricht in englischer Sprache. Seit dieser Zeit wurde englisch zu ihrer Alltagssprache. Auch in der eigenen Familie wurde zunehmend englisch gesprochen. 1943, Inge Weil war 18 Jahre alt, lernte sie einen Hauptmann der englischen Armee kennen. Mit ihm zog sie nach Kriegsende nach England. Dort wurde auch ihr Sohn Peter Measures geboren.
Erst im September 1961, also nach 28 Jahren kam Ingeborg Measures zum ersten Mal wieder nach Tübingen, besuchte die Stätten ihrer Kindheit und traf alte Freunde der Familie. Bei einem späteren Besuch 1995 kam es auch zu einem Wiedersehen mit ihrem Freund aus Kindertagen, dem Schauspieler Walter Schultheiß. Bei diesem Besuch stellte Ingeborg Measures sich auch einem Interview mit der Tübinger Geschichtswerkstatt.
Ingeborg Measures, geborene Weil, starb 2019 in London.

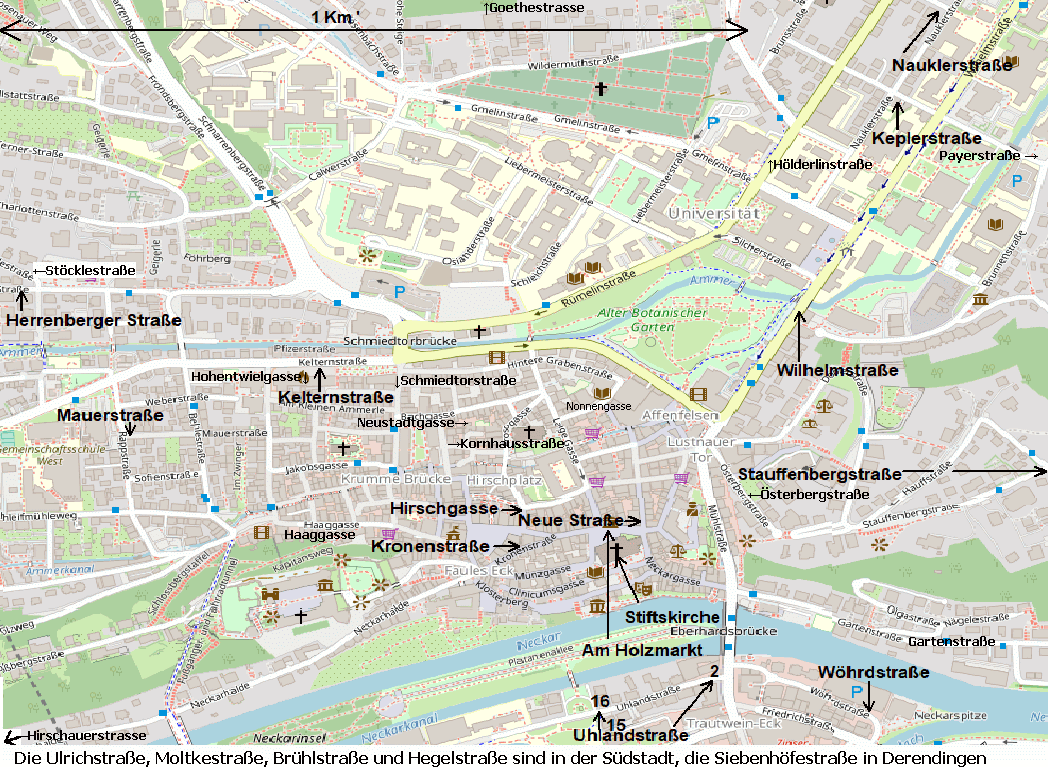

(Quellen: Lit. 1,2)

## Am Holzmarkt

### Johanna Katz
Am Holzmarkt 2 (Karte)
Verlegung des Stolpersteins am 24. Juni 2022
30px;">
HIER WOHNTE
Johanna Katz
GEB. Hayum 
 JG. 1862

Unfreiwillig verzogen
1935 Heilbronn

Flucht 193
Schweiz
TOT 14.2,1939
Johanna Katz, geb. Hayum, wurde am 5.10.1862 in Hechingen
als viertes von sechs Kindern geboren. Sie wuchs dort in einem frommen, gleichwohl liberalen Elternhaus mit einem fürsorglichen Vater und einer liebevollen Mutter auf. Täglich ging
diese mit ihren Kindern zur Synagoge. Sie feierten den Sabbat
im Kreise der Familie und erlebten dort viel Schutz und Geborgenheit. Johannas Eltern führten einen kleinen Handel, da das
Gewerbegesetz ein Handwerk für Juden ja nicht erlaubte.
Später war Johanna besonders verbunden mit ihrem Bruder
Simon, der aus Berlin nach Tübingen zurückkehrte und von
dem dortigen kleinbürgerlichen und antisemitischen Klima enttäuscht war.
Um 1883 ging Johanna nach Stuttgart, um in der Textilfirma ihres anderen Bruders, Adolf Hayum, F. A. Hayum & Schwarz zu arbeiten. Zu dieser Zeit lebte sie in der Olgastraße 69, wo auch ihr Bruder Adolf wohnte. Am 22. März 1886 heiratete sie Max Katz in Bad Cannstatt. Er ist 1850 geboren, stammte aus Unterschwandorf bei Nagold und wohnte bereits seit 1877 in Tübingen am Holzmarkt 2. Dort führte er zusammen mit seinem Bruder Heinrich bis ca. 1912 ein namhaftes Geschäft für Weißwaren. Der Erfolg machte sie zu wohlhabenden Kaufleuten. Max Katz war darüber hinaus gesellschaftlich engagiert. Er gründete die Katz’sche Stiftung, die der jüdischen Wohlfahrtspflege diente, und leitete von 1909 bis zu seinem Tod 1917 die Synagoge in der liberal ausgerichteten jüdischen Gemeinde.
Am Holzmarkt kam 1887 Johannas Sohn Julius Katz zur Welt. Er wurde später Anwalt und mit ihm zusammen brachte Johannas Bruder Simon die Kanzlei Hayum/Katz in der Uhlandstraße 15 überregional zu hoher Wertschätzung. 1890 wurde Johannas Tochter Thelma/Selma Katz drei Jahre nach ihrem Bruder und ebenfalls in Tübingen geboren.
Nach vielen Jahren am Tübinger Holzmarkt zog die Familie Katz zwischen 1909 und 1912 um in die damalige Kaiserstraße 6,
heute Doblerstraße. Dabei lösten sie auch das Geschäft am Holzmarkt auf. Wenige Jahre später starb Max Katz am 1. September 1917 mit 67 Jahren. Er liegt auf dem
Jüdischen Friedhof Wankheim begraben. Johanna lebte mit 55 Jahren dann als Witwe noch weitere 18 Jahre in der Kaiserstraße in Tübingen.
Ihre Kinder, Julius und Thelma, heirateten beide in die Familie Schloss aus Heilbronn ein. Thelma heiratete 1914 Wilhelm Schloss und Julius 1919 Wilma Schloss.
Durch Boykott der jüdischen Kanzlei geriet Johannas Sohn Julius in Existenznot und floh im Oktober 1935 in die Schweiz. Daraufhin verließ auch sie am 14.12.1935 mit 73 Jahren Tübingen und fand bei ihrer Tochter Thelma Schloss in Heilbronn Unterkunft. Doch kam ihr Leben in keine ruhigere Bahn. Bald schon, 1938, wurde ihr Schwiegersohn Wilhelm Schloss in das KZ Dachau eingeliefert und dort misshandelt.
Diese Erfahrung veranlasste sie, noch im selben Jahr aus Heilbronn weiter in die Schweiz zu fliehen, um bei ihrem Sohn Julius und ihrer Schwiegertochter Wilma familiären Schutz zu suchen. Sie war 76 Jahre alt. Schon im nächsten Jahr, am 14.2.1939 starb sie in Zürich.
Ihre Tochter Thelma floh mit ihrem Mann Wilhelm, nachdem er aus dem KZ entlassen war, 1939 nach Australien. Dort starb er acht Jahre später an den Folgen seiner KZ-Inhaftierung. Johannas Sohn Julius und seine Frau blieben nicht in der Schweiz. Sie flohen 1941 weiter in die USA. Johanna und Max Katz hatten keine Enkel, denn beide, Julius und Thelma, blieben ohne Kinder.

### Dr. Julius Katz

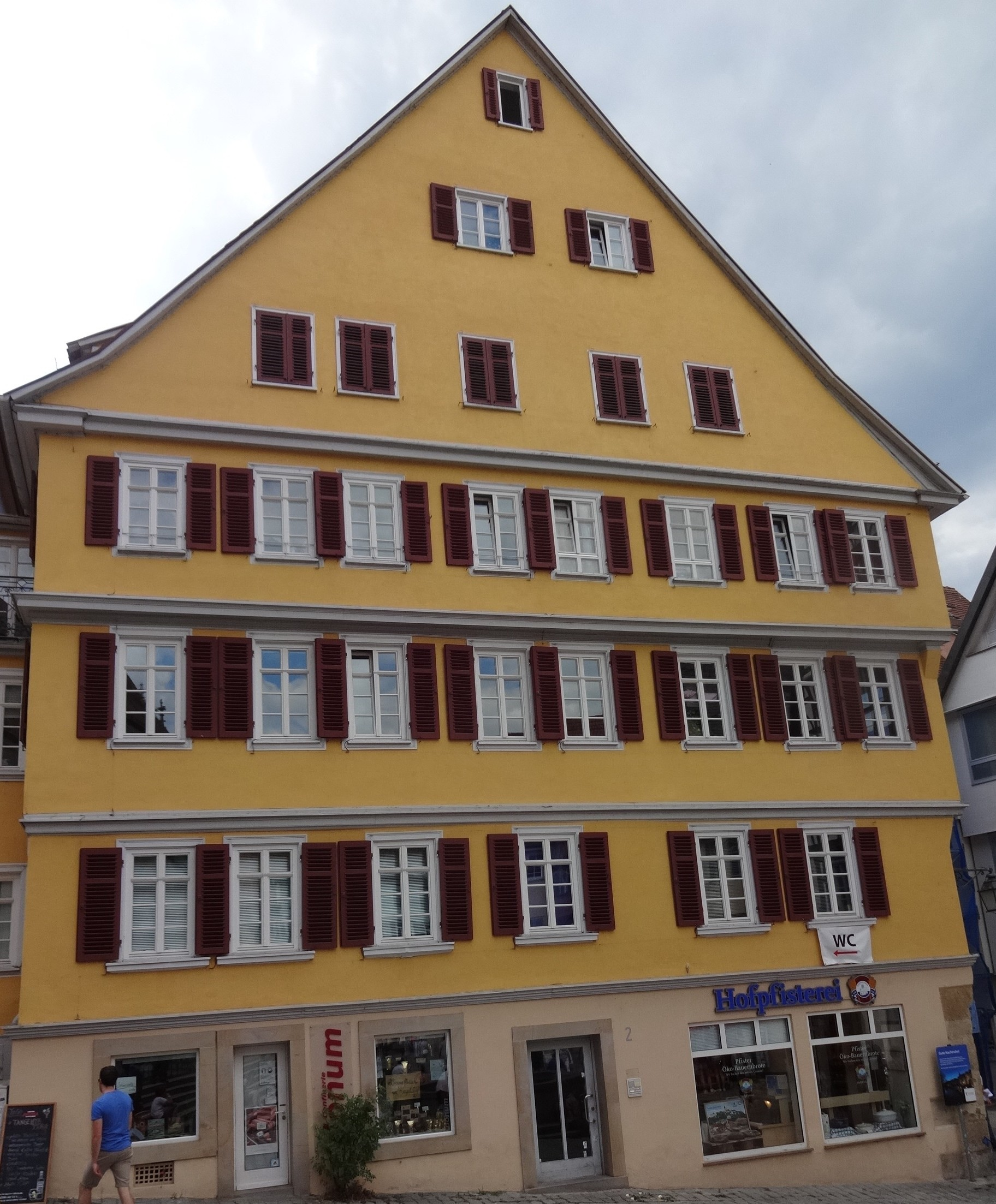
Am Holzmarkt 2

Am Holzmarkt 2 (Karte)
HIER WOHNTE
Dr. Julius Katz
JG. 1887

Berufsverbot
Flucht 1935
Schweiz
1941 USA
Julius Katz war der Sohn von Max Katz (1850–1917) und dessen Ehefrau Johanna Katz, geborene Hayum (1862–1939). Max Katz war Kaufmann in seinem Weißwarengeschäft am Tübinger Holzmarkt 2. „Weißware“ war eine ehemals weit verbreitete Bezeichnung für Unterwäsche.
Max Katz war ein angesehener Tübinger Bürger, was sich unter anderem daraus ableiten lässt, dass er von 1909 bis 1917 auch Synagogenvorsteher war.
Julius Katz, geboren am 11. Mai 1887 in Tübingen, besuchte die Grundschule in Tübingen und danach das Uhland-Gymnasium. Anschließend studierte er Jura in Berlin, Heidelberg und Tübingen. Ab 1913 war er am Tübinger Landgericht tätig. Er wohnte zu der Zeit in der Kaiserstraße 6, heute ist es das Haus Doblerstraße 6.
Julius Katz war der Neffe vom Anwalt Dr. Simon Hayum und hat mit diesem zusammen in der Kanzlei in der Uhlandstraße 15 gearbeitet, als er seine Zulassung 1913 erhalten hatte.
Nachdem Julius Katz „freiwillig“ seine Zulassung beim Landgericht aufgegeben hatte, wurde er am 12. Dezember 1935 aus der Liste der Rechtsanwälte beim Landgericht Tübingen gelöscht. Das Wort „freiwillig“ ist hier sehr zwiespältig zu sehen: zwar gab der jüdische Jurist Katz die Zulassung auf eigenes Betreiben zurück – Hintergrund war aber selbstverständlich der zunehmende Druck, den die Nationalsozialisten auf Juden ausübten. Bis zu einem Berufsverbot für jüdische Anwälte war es nicht weit – das wusste Julius Katz und kam ihnen somit aktiv zuvor. In humaneren Zeiten hätte ein erfolgreicher Jurist jedoch niemals „freiwillig“ eine Zulassung abgegeben.
Dass sein Lebenswille dadurch jedoch nicht gebrochen wurde, zeigt seine Emigration in die Schweiz (Oktober 1935), gemeinsam mit seiner Frau Wilma, geborene Schloss. Hier studierte Julius Katz das Schweizer Recht, machte noch einmal ein juristisches Examen und wurde 1938 als Rechtsanwalt in Zürich zugelassen. Dennoch schien er sich selbst in der neutralen Schweiz nicht sicher zu fühlen. 1941 emigrierte er weiter nach Los Angeles in die USA. nach Aneignung der nötigen Sprachkenntnisse konnte er als einfacher Buchhalter und Buchrevisor tätig sein. Am 18. März 1948 ist er dort an einer unheilbaren Krankheit gestorben.
Seine Frau Wilma lebte noch bis in den 1970er Jahren und korrespondierte noch 1974 mit Lilli Zapf.

### Wilma Katz, geborene Schloss
Am Holzmarkt 2 (Karte)
HIER WOHNTE
Wilma Katz
 geborene Schloss
JG. 1894

Flucht 1935
Schweiz
1941 USA
Wilma Katz, geborene Schloss, wurde am 17. August 1894 in Heilbronn geboren. Sie war die Tochter des ehemaligen Kaufmanns Isidor Schloss. Dieser war Inhaber der Woll- und Garngroßhandlung L. & I. Schloss AG in Heilbronn. Über Wilmas Kindheit überliefern die Quellen uns keine Informationen.
Als junge Frau heiratete sie den Juristen Dr. jur. Julius Katz. Dieser war als Rechtsanwalt beim Tübinger Landgericht tätig. Bereits im Jahr 1933 fassten Wilma und Julius den Plan, in die Schweiz zu emigrieren. Die age für Juden war auch in Tübingen inzwischen so schwierig, dass sie offensichtlich keinen anderen Weg sahen, als ihre Heimatstadt Tübingen, in der sie beruflich erfolgreich und gesellschaftlich integriert waren, zu verlassen. So zogen sie im Frühjahr 1935 nach Zürich.
Julius Katz studierte das Schweizer Recht und wurde nach nochmaligem Examen 1938 als Rechtsanwalt zugelassen. obwohl sie in der Folge vermutlich einige ruhige Jahre in der Schweiz verlebten, trauten sie der politischen Lage in Europa nicht. Wilma schrieb dazu später „Wir wurden nicht behelligt; doch sah mein Mann die Ereignisse kommen, und fasste den entsprechenden Beschluss, nach Kalifornien zu emigrieren.“ Diese Auswanderung scheint für das Paar erfolgreich gewesen zu sein: Wilma Katz war gerne in Kalifornien, sie hatten eine neue Heimat gefunden, wie sie schrieb. Die verbleibende gemeinsame Zeit war jedoch kurz: Bereits 1948 starb Julius Katz an einer unheilbaren Krankheit.
Wilma dagegen lebte noch bis Mitte der 70er Jahre zuletzt in Los Angeles in einem Heim.

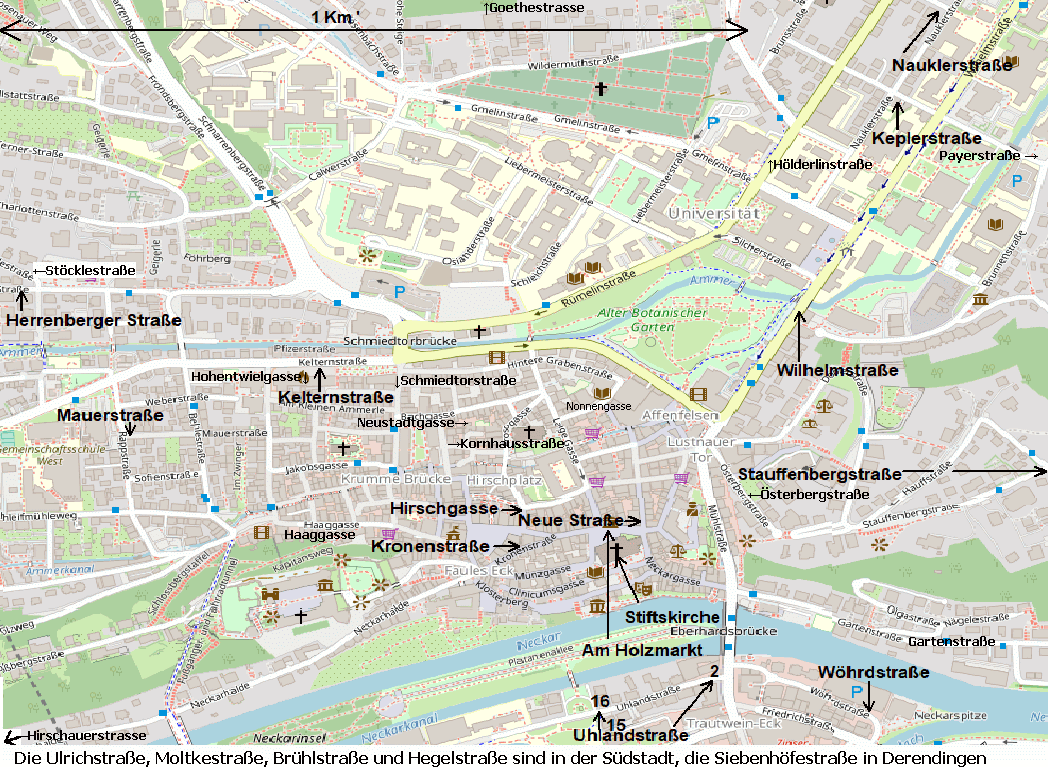

(Quelle: Lit. 1)

## Kronenstraße

### Leopold (jun.) Hirsch
Kronenstraße 6 (Karte)
HIER WOHNTE
Leopold Hirsch
JG. 1876

Flucht 1939
 Südafrika

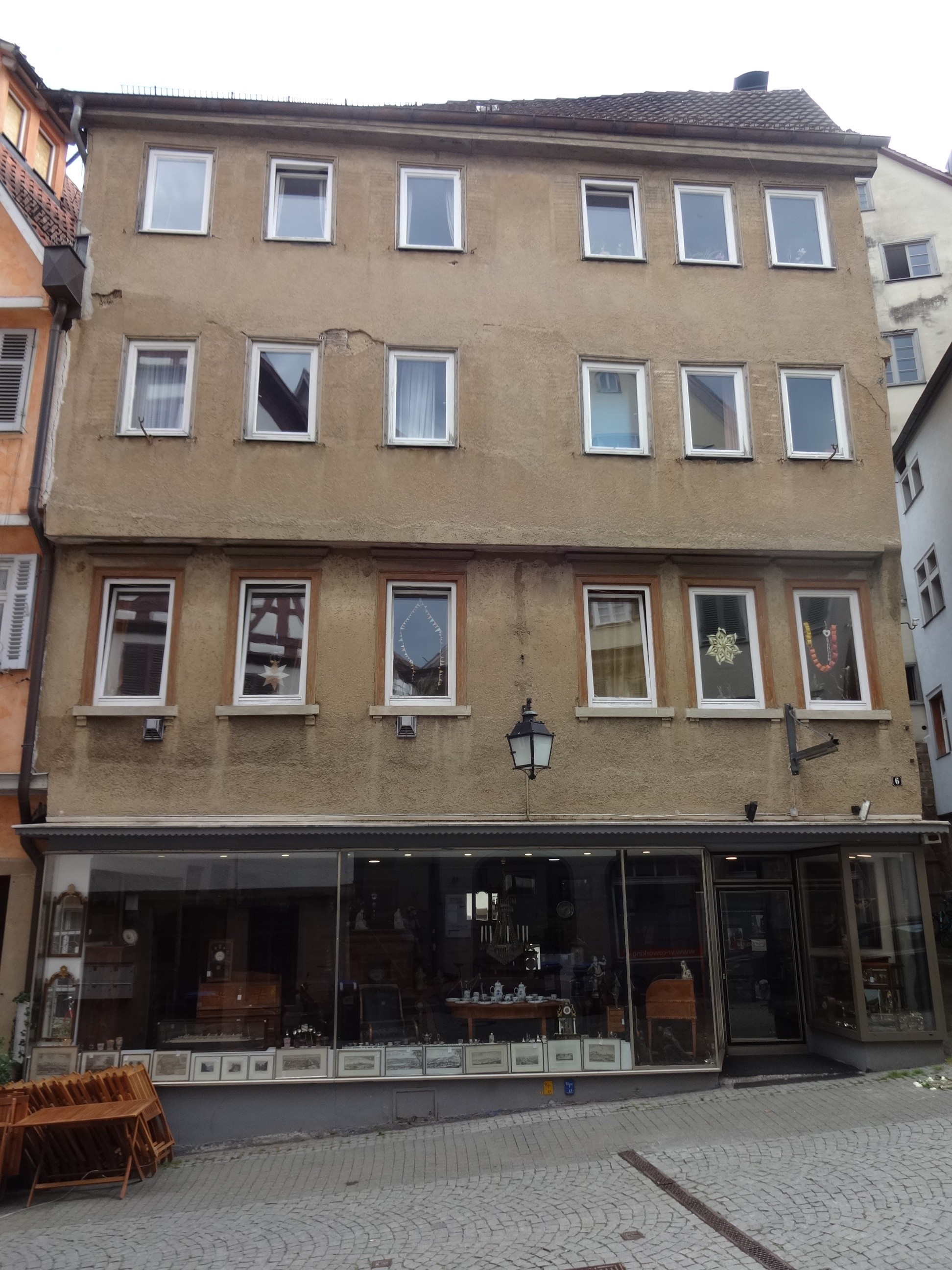
Kronenstraße 6

Das ehemalige Geschäfts- und Wohnhaus der Familie Hirsch hinter dem Marktplatz symbolisiert den Aufstieg und Niedergang der geschäftlich erfolgreichen sowie sozial engagierten und angesehenen jüdischen Bürger von Tübingen.
Über Leopolds (jun.) Großvater Leopold (sen.) Hirsch ist zu berichten:
Im Jahr 1855 zog Leopold Hirsch, der Synagogenvorsteher von Wankheim, hier ein, nachdem er sich fünf Jahre davor das Bürger- und Wohnrecht in Tübingen gegen den hartnäckigen Widerstand des Gemeinderats erstritten hatte. 1859 eröffnete er hier in der Kronenstr. 6 ein Herrenkonfektionsgeschäft, das noch weiteren zwei Generationen eine Existenzgrundlage bot.
Leopold Hirsch war wie die meisten Juden damals, religiös orthodox eingestellt, sozial engagiert und in seiner politischen Haltung ein deutscher Patriot, was ihm im konservativen Bürgertum weitere Sympathien einbrachte. Man kann ihn als Beispiel eines voll assimilierten jüdischen Deutschen sehen. Er hatte insgesamt 14 Kinder. Als Leopold Hirsch 1875 starb, übernahm sein 1848 noch in Wankheim geborener Sohn Gustav das Herrenbekleidungsgeschäft.
Auch Gustav Hirsch, Leopolds (jun.) Vater, war in der jüdischen Gemeinde immer aktiv, 25 Jahre lang war er Synagogenvorsteher und Stiftungspfleger. Außerdem betätigte er sich bis Mitte der 20er Jahre im gemeinnützigen Bürgerverein. Er starb 1933 und wurde wie sein Vater auf dem jüdischen Friedhof in Wankheim beerdigt.
Sein ältester Sohn wiederum, der 1876 geborene Leopold (jun. Hirsch), hatte den Familienbetrieb bereits ab 1910 übernommen und führte ihn erfolgreich weiter. Leopold Hirsch junior war bei seiner Kundschaft, die großenteils aus der Unterstadt kam, außerordentlich beliebt. Er war umgänglich, freundlich und hilfsbereit. Er legte großen Wert auf Qualitätsware. Armen Kunden gewährte er immer wieder mal Ratenkredite, bot ihnen verbilligte Waren an und verschenkte auch einiges. In der Lokalzeitung, der damaligen „Tübinger Chronik“, empfahl er sich öfters mit Kleinanzeigen („gut und billig“, „große Auswahl zu billigsten Preisen in nur besten Stoffen“). So florierte das Geschäft über lange Zeit und überstand auch schwierigere Jahre wie das Inflationsjahr 1923/24 und das Boykottjahr 1933 („Kauft nicht bei Juden“). Dass die Hirschs allseits beliebte Geschäftsleute waren, bestätigten später noch viele Zeitzeugen. Eine Kundin umschrieb das gute Image des Betriebs treffend mit dem Satz: „Beim Jud’ Hirsch haben alle gekauft, weil er ein guter Mann war.“
Politisch stand Leopold Hirsch der SPD nahe, im Ersten Weltkrieg diente er als Soldat an der Front. Auch dies zeigt die Assimilation der Juden in der deutschen Gesellschaft zu Beginn des 20. Jahrhunderts. Viele von ihnen fühlten sich zuerst als deutsche Bürger, die Religion war kein zentrales Unterscheidungsmerkmal zu anderen Deutschen. Dass ihre patriotischen Dienste an ihrem Land nicht wertgeschätzt wurden, muss viele deutsche Juden gekränkt haben. So klagte auch Hirsch viele Jahre später (1964) in einem Brief: „Den Ersten Weltkrieg habe ich mitgemacht, verwundet war ich nicht. Trotzdem kam ich 1938 nach Dachau. Ich war Mitglied der Tübinger Stadtgarde zu Pferd und habe an der 400-Jahrfeier als Stadtreiter mitgemacht.“
Wie sein Vater zuvor hatte auch Leopold Hirsch jun. in der jüdischen Gemeinde das Amt des Synagogenvorstehers (1925–1934) inne. Nach dem Machtantritt der Nationalsozialisten wurde es für den bisher erfolgreichen Textilkaufmann Leopold Hirsch immer schwieriger, geschäftlich über die Runden zu kommen. Nach einer willkürlich angesetzten Betriebsprüfung beschuldigte ihn 1938 das Tübinger Finanzamt, Steuern hinterzogen zu haben und verurteilte ihn zu einer Steuernachzahlung und einer Strafe. Dadurch kam er in Zahlungsschwierigkeiten und entschied sich zur Geschäftsaufgabe. 1938 war er gezwungen, sein Geschäft und Grundstück weit unter Wert zu verkaufen. Er verkaufte es an den Bierlinger Kaufmann Josef Tressel, der von 1926 bis 1928 bei Leopold Hirsch gearbeitet hatte und Mitglied in der NSDAP und der SA war.
Nach der Reichspogromnacht vom 9. auf den 10. November 1938 wurde Leopold Hirsch mit vier anderen jüdischen Tübingern ins Konzentrationslager Dachau deportiert. Am Jahresende wurde er entlassen, weil er die Ausreise zu seinem Sohn Walter bereits beantragt hatte. Walter Hirsch war schon 1935 nach Johannesburg emigriert.
Im April 1939 gelang Leopold Hirsch mit seiner Frau Johanna gerade noch die Flucht nach Südafrika. Rückblickend schrieb er in einem Brief vom 4. Februar 1964: „Als ich 1939 Tübingen verließ, war meine Firma 80 Jahre alt. Meine Frau und ich durften nur je 10 Mark mitnehmen, aber mein Sohn hat in Johannesburg für uns gesorgt.“ (Lit. 1, S. 139)
Leopold hatte vertraglich auf alle Ansprüche auf Haus und Grundstück verzichtet, weshalb in dem Restitutionsverfahren, das sich vom Kriegsende bis Ende der 60er Jahre hinzog, seine Rückforderungen abgelehnt wurden.
Am 8. Oktober 1966 ist er 90-jährig in einem von deutschen Juden gegründeten Altersheim in Johannesburg gestorben.
(Quellen: Lit. 1,2)

### Johanna Hirsch, geborene Rothschild
Kronenstraße 6 (Karte)
HIER WOHNTE
Johanna Hirsch
 geborene Rothschild
JG. 1884

Flucht 1939
Südafrika
„Johanna Hirsch war eine geborene Rothschild aus Nordstetten bei Horb, wo sie am 19. November 1884 geboren wurde. Sie emigrierte 1939 mit ihrem Mann nach Johannesburg. Am 20. Juni 1942 ist sie dort gestorben und ruht auf dem jüdischen Friedhof Westpark.“ (Lit. 1, S. 140)
Mit diesen wenigen Zeilen umschreibt Lilli Zapf in ihrem Buch das Leben von Johanna Hirsch.
Geheiratet haben Leopold Hirsch und Johanna Rothschild im Jahre 1907. Der Sohn Walter wurde 1908 und die Tochter Eleonore 1915 geboren.
Neben der Kindererziehung und der Führung des Geschäftshaushalts war Johanna Hirsch wie die meisten jüdischen Frauen in der Wohlfahrtspflege und Sozialfürsorge tätig. Sie arbeitete in dem von Karoline Löwenstein geleiteten Jüdischen Frauenverein (JFV) mit, in dem alle jüdischen Frauen organisiert waren.
Sie gehörte der vor der Jahrhundertwende geborenen Generation von Tübinger Jüdinnen an, für die es selbstverständlich war, sich in der Wohlfahrtspflege zu engagieren. Die Wohlfahrtspflege bildete in den 20er Jahren ein Netz von wohltätiger Fürsorge in allen gesellschaftlichen Bereichen und Schichten. Auf Reichsebene spielte der von der Sozialarbeiterin Berta Pappenheimer 1904 gegründete Jüdische Frauenbund (JFB) eine führende Rolle. Sein Ziel war es, die Sozialarbeit der Frauen zu professionalisieren und die gesellschaftliche Gleichberechtigung der Frauen durchzusetzen. Die zunehmende Radikalisierung der Gesellschaft in den 20er und 30er Jahren machte auch vor der Frauenpolitik nicht halt. Im nichtjüdischen „Bund Deutscher Frauen“ (BDF) wurden jüdische Frauenrechtlerinnen bereits 1933 ausgeschlossen. Er wurde wie andere Organisationen und Institutionen „judenfrei“. Insbesondere nach der Einführung der „Nürnberger Gesetze“ (1935) und dem Ausschluss aus dem „Winterhilfswerk des deutschen Volkes“ hatten deutsche Jüdinnen keine Chance mehr, sich in der allgemeinen Sozialarbeit zu engagieren. Ihnen war es nur noch möglich, in ihren eigenen Organisationen karitativ zu arbeiten.
(Quellen: Lit. 1,2)

### Walter Hirsch
Kronenstraße 6 (Karte)
HIER WOHNTE
Walter Hirsch
JG. 1908

Flucht 1935
Südafrika
„Walter Hirsch wurde am 20. Dezember 1908 in Tübingen geboren. Er besuchte das humanistische Gymnasium und später die Oberrealschule“, berichtet Lilly Zapf. Das waren die Vorgängerschulen des heutigen Uhland- und Kepler-Gymnasiums. Als er in die Volksschule kam, das war zu Beginn des Ersten Weltkrieges, wurde sein Vater sogleich zum Militär eingezogen. In seinen Jugendjahren erlebte Walter das Nachkriegschaos, das soziale Elend und bekam die zunehmende soziale Ausgrenzung und Diskriminierung auch am eigenen Leib zu spüren.
Unter halbwegs normalen Umständen hätte er sicherlich das Herrenkonfektionsgeschäft der Hirsch-Familie, das seit drei Generationen bestand, eines Tages übernommen. Aber es kam nicht so weit. Er qualifizierte sich zwar im väterlichen Geschäft noch als Textilkaufmann, aber anschließend musste er mit 21 Jahren in die Fremde gehen. Von 1929 an war er in verschiedenen Firmen tätig: in Frankfurt am Main, Berlin, Breslau und in Aschaffenburg als Verkäufer und als Prokurist, bekam aber aufgrund des schleichenden Boykotts der jüdischen Textilwirtschaft keine Anstellung mehr, nachdem sein letzter Arbeitgeber 1934 Konkurs angemeldet hatte. Zurück nach Tübingen, arbeitete er noch kurze Zeit im Geschäft seines Vaters, hatte aber auch da keine Perspektive mehr, weil der ihm, bedingt durch den herannahenden Ruin, kein festes Gehalt bezahlen konnte.
Völlig mittellos machte sich Walter Hirsch 1935 auf den Weg nach Südafrika. Die Fahrt- und Auswanderungskosten dazu musste er sich ausleihen. ohne Startkapital hatte er jahrelang große Schwierigkeiten, seine Existenz zu sichern. Rückblickend schrieb er 1957 über die Anfangsjahre in Johannesburg: „In den ersten Jahren meines Aufenthalts hatte ich einen Lesezirkel, das heißt ich ließ Journale bei meinen Abonnenten zirkulieren. Dann eröffnete ich ein Damenkleidergeschäft, welches ich etwa vor einem Jahr aufgeben musste, da es von Anfang an unterkapitalisiert war. Seit einem Jahr bin ich Reisevertreter hiesiger Fabrikanten.“ Est in den 60er Jahren, als er selber fast 60 Jahre alt war, gelang es ihm dann doch noch, ein eigenes Geschäft aufzubauen. (Zerstörte Hoffnungen, S. 289)
Er ist 1975 in Johannesburg gestorben.
(Quellen: Lit. 1,2)

### Lore Hirsch, verheiratete Silbermann
Kronenstraße 6 (Karte)
HIER WOHNTE
Lore Hirsch
 verheiratete Silbermann
JG. 1915

Flucht 1938
Südafrika
Lore Hirsch wurde am 23. November 1915 als zweites Kind von Leopold und Johanna Hirsch in Tübingen geboren. Wie die meisten jüdischen Töchter besuchte sie die Mädchenoberrealschule, das heutige Wildermuth-Gymnasium. In den jüdischen Familien herrschte allgemein ein großes Bildungsinteresse: Die Kinder sollten eine höhere Schule besuchen, eine gute Ausbildung bekommen und, wenn möglich, auch studieren. Über zwei Drittel der jüdischen Familien gehörten dem mittleren und höheren Bürgertum an. Allgemein gesprochen waren sie „integriert“, aber genauer genommen, waren sie „akkulturiert“, denn ihre Sozialbeziehungen gingen über geschäftliche, einzelne nachbarschaftliche Kontakte und der Mitgliedschaft in einzelnen Vereinen kaum hinaus. Die meisten Tübinger Juden hatten „insgesamt nur wenige nichtjüdische Freunde“ und blieben eher unter sich. Sogar unter jüdischen und nichtjüdischen Schulkindern herrschte eine gewisse „soziale Distanz“, wie Zeitzeuginnen in den 80er Jahren rückblickend berichteten. (Lit. 2, S. 46).
In den 30er Jahren verschärfte sich die politische Diskriminierung durch den wachsenden Antisemitismus, Verbote für die Nutzung öffentlicher Einrichtungen, zum Beispiel das Berufs- und Studierverbot an der Universität, Freibadverbot 1933 und die Einführung der Rassengesetze (1935). Für die meisten jüdischen jungen Erwachsenen gab es nur noch eins, so schnell wie möglich ins Nichtfaschistische Ausland zu fliehen.
Nachdem ihr älterer und einziger Bruder Walter 1935 nach Südafrika ausgewandert war, folgte ihm Lore drei Jahre später. Da Walter keine Einreiseerlaubnis nach Südafrika für sie bekommen konnte, stieß sie über den Umweg über Rhodesien zu ihm nach Johannesburg. Dort heiratete sie den ebenfalls geflüchteten jüdischen Kaufmann Arno Silbermann aus Berlin. Die beiden bekamen zwei Kinder, Jeanette und Martin. Martin lebte mit seiner Familie lange Zeit in Australien. Inzwischen lebt er in Jerusalem. Er hat auf Einladung der Stadt Tübingen und der Geschichtswerkstatt mit seinem Sohn Ari – zurzeit Rabbiner in Manchester – Tübingen im November 2019 besucht. In der abendlichen Gedenkfeier am 9. November zelebrierten beide das Ende des Schabbats und den Beginn der neuen Woche.
(Quellen: Lit. 1,2)

### Paula Hirsch
Kronenstraße 6 (Karte)
HIER WOHNTE
Paula Hirsch
JG. 1897

Deportiert 1941
Riga
Ermordet 26.3.1942
Paula Hirsch war die jüngste Tochter von Gustav Hirsch und eine Schwester von Leopold Hirsch, dem Platzhalter des traditionsreichen Herrenkonfektionsgeschäfts in der Kronenstraße 6. Sie wurde 1897 dort geboren, wuchs im elterlichen Wohn- und Geschäftshaus auf und wohnte dort bis 1933 bei ihrem Vater, Gustav Hirsch, den sie nach dem Tod ihrer Mutter (1915) umsorgte. Nach dem Tod ihres Vaters wohnte sie für kurze zeit bei ihrem Bruder Leopold am Holzmarkt 1. Beruflich war sie in der Pflege tätig. Ab Sommer 1934 war sie ein halbes Jahr Pflegerin in Heidelberg. 1934 war sie für kurze Zeit bei ihrem Schwager Ludwig Bauer, dem Vater von Fritz Bauer, in Stuttgart wohnhaft. Nach einem kurzen Aufenthalt bei Verwandten in Ladenburg bei Mannheim wurde sie in das Landheim für Frauen und Mädchen in Reichenberg/Murr eingewiesen und lebte dort bis 1941. Das Landheim gehörte der evangelischen Gesellschaft. Der Grund ihrer Heimeinweisung bestand darin, dass sie ledige und alleinerziehende Mutter war. Sie hatte 1925 den unehelichen Sohn Erich bekommen.
Beide wurden am 27. November 1941 zunächst nach Stuttgart-Killesberg und dann am 1. Dezember 1941 in einem Transport von 1000 jüdischen Menschen nach Riga deportiert. Alle Frauen mit Kindern wurden dort im Hochwald am 26. März 1942 ermordet. 1965, auf die späteren Nachfragen von Lilli Zapf hin ließ das Polizeipräsidium nur lapidar verlauten, die Meldeunterlagen seien im Jahr 1944 „durch Kriegseinwirkung zerstört“ worden. Mit Sicherheit muss man davon ausgehen, dass wie in anderen Fällen auch die Akten und Unterlagen vernichtet worden waren, um die Spuren der Deportation und Ermordung zu verwischen. 1965 war über eine Mitteilung des Pfarrers Majer-Leonhard, dem Leiter der Hilfsstelle für rassenverfolgte bei der evangelischen Gesellschaft in Stuttgart weiter zu erfahren: „Fräulein Paula Hirsch war im Landheim Reichenberg der evangelischen Gesellschaft bis 1941 untergebracht. Fräulein Anne Hahn (jetzt im Ruhestand) kann sich noch daran erinnern, dass Fräulein Hirsch über die Gendarmeriestation Oppenweiler die Aufforderung erhalten hat, sich mit ihrem etwa 16-jährigen Sohn Erich in Stuttgart einzufinden. Aus den Akten ist zu entnehmen, dass sich Fräulein Hirsch am 27. November 1941 im Judensammellager Killesberg einfinden musste. Dieser Transport ging nach Riga.“ (Lit. 1, S. 199f.)
(Quellen: Lit. 1,2)

### Erich Hirsch
Kronenstraße 6 (Karte)
HIER WOHNTE
Erich Hirsch
JG. 1924

Deportiert 1941
Riga
Ermordet 26.3.1942
Erich Hirsch wurde als uneheliches Kind von Paula Hirsch, der jüngsten Tochter von Gustav und Emma Hirsch 1925 in Karlsruhe geboren. Er ist im großväterlichen Haus, in der Kronenstraße 6 in Tübingen, aufgewachsen. er lebte dort mit seiner Mutter bis 1933.
Lilli Zapf (Lit. 1) berichtet: „Seine Jugend und Schulzeit verbrachte er im Jüdischen Waisenhaus „Wilhelmspflege“ in Esslingen. Am 9. November 1938 wurde das Waisenhaus von den Nationalsozialisten besetzt und geplündert. Die Kinder wurden vertrieben. Viele von ihnen kamen nachts zu Fuß in Stuttgart an, wo sie von Verwandten aufgenommen wurden.“ (S. 201)
Mit Sicherheit hat sich der 14-jährige Erich nach der traumatischen Erfahrung der Reichspogromnacht zu seinem Onkel Ludwig Bauer in Stuttgart durchgeschlagen. Wie Fritz Bauer, der Sohn von Ludwig und Vetter von Erich, 1965 als Generalstaatsanwalt schrieb, hatte er ihn selber bis 1935 mehrmals im Esslinger jüdischen Waisenhaus besucht. Und Erich war auch öfters in Stuttgart bei den Eltern von Fritz Bauer zu Besuch.
Nach 1938 machte er eine Gärtnerlehre in Hamburg-Rissen, die wohl bis zum Schicksalsjahr 1941 ging. Dort wurde er aufgefordert, zu seiner Mutter, die im Landheim für Frauen und Mädchen in Reichenberg bei Backnang seit 1934 untergebracht war, zu kommen. „Vor seiner Deportation durfte er noch einige Wochen bei seiner Mutter im Landheim für Frauen und Mädchen in Reichenberg verbringen. Am 1. Dezember 1941 wurde er mit ihr von Stuttgart aus nach Riga deportiert und dort wahrscheinlich am 26. März 1942 im Hochwald bei Riga erschossen.“ (Lit. 1, S. 201)
(Quellen: Lit. 1,2)

### Arthur Hirsch
Kronenstraße 6 (Karte)
Für Arthur Hirsch wurde bereits 2009 ein Stolperstein in Stuttgart in der Hospitalstraße verlegt
Arthur Hirsch, Gustav Hirschs zweiter Sohn, wurde 1886 in Tübingen geboren. Er wuchs zwar in der Kronenstraße 6 auf, zog jedoch bald zu seinen Verwandten in Stuttgart. In den Quellen von Lilli Zapf (Lit. 1) und der Geschichtswerkstatt (Lit. 1) Tübingen taucht sein Name nicht auf.
In der Reichspogromnacht von 1938 wurde er von Stuttgart nach Dachau deportiert und dort am 8. Dezember ermordet.

## Herrenberger Straße

### Johanna Hilb
Herrenberger Straße 11 1/2 (Karte)
Verlegung des Stolpersteins am 24. Juni 2022
HIER WOHNTE
Johanna Hilb
geb. Jakobi
JG. 1861

Unfreiwillig verzogen
1937 Berlin

Flucht 1939 England
Johanna Hilb ist am 17. September 1861 in Haigerloch als erstes Kind der Familie Jacobi geboren. Sie hatte drei Schwestern und drei Brüder. Ihr Vater Maier Jacobi war 21 Jahre lang Lehrer an der jüdischen Schule in Haigerloch. Diese war so berühmt für ihr hohes Niveau, dass ihre Schüler, wenn sie an ein Stuttgarter Gymnasium wechselten, dort keine Aufnahmeprüfung zu absolvieren hatten. Der Vater unterstützte, obwohl durchaus orthodox, als erster Haigerlocher Jude seine Frau darin, nicht die übliche Perücke zu tragen. Nach der Pensionierung ihres Vaters, Johanna war 17 Jahre alt, zog die Familie 1878 nach Tübingen in die Neckargasse 2, dem Rupff’schen Haus, wo ihr Vater nun ein Tabakgeschäft führte.
Noch heute zeigt die Bemalung des Hauses den Schriftzug „Rupff Cigarren“. Später zogen sie in die Neckargasse 11 und betrieben dort ein Textilwarengeschäft. Die Familie galt als wohlhabend. Johannas Vater war Gründer einer der jüdischen Tübinger Stiftungen, der sogenannten Jacobi-Stiftung, die caritativen Zwecken diente.
In Tübingen heiratete Johanna am 8.7.1889 den Kaufmann Josef Hilb, der ebenfalls aus Haigerloch stammte. Danach wohnten sie vermutlich in Ludwigsburg. Ihr Mann war dort Inhaber eines Geschäftes für Weiß- und Handarbeitswaren, zunächst in der Poststraße 14, dann in der Wilhelmstraße 20. Johanna und Josef Hilb bekamen keine Kinder.
Josef Hilb verstarb bereits am 13. Januar 1900 mit 48 Jahren und ist in Ludwigsburg auf dem Alten Jüdischen Friedhof begraben. Ein halbes Jahr lang führte Johanna Hilb das Geschäft weiter, bis sie es im August 1900 an Josef Eßlinger verkaufte. Danach zog sie zurück nach Tübingen zu ihren Eltern. Im Jahr darauf starb auch Johannas Vater. Danach wohnte sie 24 Jahre lang mit ihrer Mutter
Friederike in der Herrenberger Straße 11 ½, bis zu deren Tod 1925. Beide Eltern liegen auf dem jüdischen Friedhof
in Wankheim begraben. Am 26. August 1937 verkaufte Johanna im Zuge der Zwangsenteignungen ihr Haus an den Tübinger Kaufmann Georg Hoffmann und floh nach 58 Tübinger Jahren am 10. Oktober 1937 zunächst zu ihrer Schwester Jeanette Lewysohn nach Berlin. Von dort aus flohen beide im Mai 1939 weiter nach London.
Um sie bei Kriegsausbruch in Sicherheit zu bringen, wurden sie von ihrer Nichte nach Buckland Common geholt. Dort lebten die beiden Schwestern zusammen in einem kleinen Haus, das sie Hedgerose nannten. Johanna starb mit 84 Jahren am 5. Oktober 1945, sie hat also den Zusammenbruch des Hitlerregimes noch erlebt. Ihre Schwester Jeanette starb acht Jahre später.

### Blanda Marx, geb. Schwarz
Herrenberger Straße 46 (Karte)

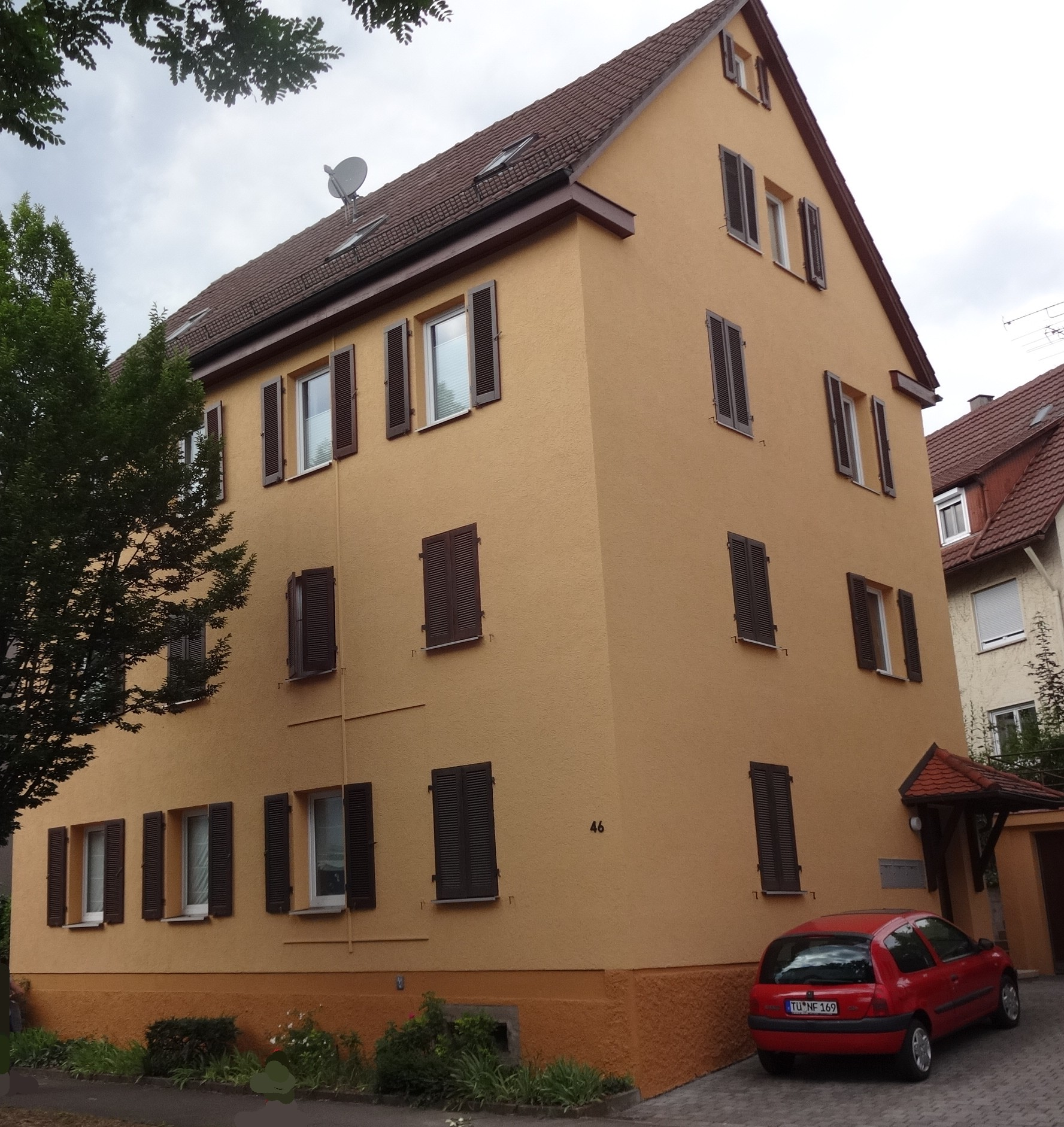
Herrenberger Straßde 46

Blanda Marx, geborene Schwarz, wurde am 8. Dezember 1878 in Rexingen geboren. Ihr Vater, Hermann Schwarz, war vom Beruf ein Handelsmann und ihre Mutter Ernestine, geborene Löwengart, war Hausfrau (Lit. 3 S. 230). Blanda heiratete in Rexingen am 26. November 1902 den Viehhändler Liebmann Marx, der am 16. Februar 1870 in Baisingen bei Rottenburg geboren wurde. 1906 zog er nach Tübingen und kaufte ein Ziegelei-Anwesen in der Herrenberger Straße 46, um dort einen Viehhandel zu betreiben.
Blanda und Liebmann hatten zwei Söhne: Victor wurde am 10. Juli 1903 und Egon am 26. Februar 1904, beide in Baisingen geboren. Das dritte Kind des Ehepaars, die Tochter Meda Marx, wurde nur wenige Wochen alt. Sie wurde am 11. Januar 1906 in Baisingen geboren und starb bereits kurz nach der Geburt am 16. Februar 1906. Auch der Vater Liebmann Marx wurde nicht sehr alt: er verstarb am 10. September 1923 in Tübingen im Alter von 53 Jahren. Er ist auf dem Wankheimer Friedhof beerdigt (Grabstein Nr. 121 Lit. 3, S. 209).
Über Blandas Leben ist uns nichts berichtet. Als Beruf ist Hausfrau angegeben. Es ist daher anzunehmen, dass sie das typische Leben einer jüdischen Mutter und Hausfrau der damaligen Zeit führte. Das heißt, sie führte den Haushalt und kümmerte sich um die Erziehung und Bildung ihrer Söhne. Nach dem Gymnasialbesuch erlernten Victor und Egon den Beruf des Textilkaufmanns.
Blanda lebte nach dem frühen Tod ihres Mannes zunächst weiter in der Herrenberger Straße 46, bis sie am 3. Februar 1934 zu ihrem zweiten Sohn Egon nach Héricourt im Elsass flüchtete. Dort wurde sie im Oktober 1942 verhaftet und kam in die französischen Gefängnisse Lure und Drancy. Am 6. November 1942 wurde sie nach Auschwitz deportiert und dort ermordet (Lit. 2, S. 57).
Für Blanda Marx´ ersten Sohn Victor Marx, seine Frau Marga Marx, geborene Rosenfeld, und ihre Tochter Ruth Marx wurden bereits im Jahr 2011 Stolpersteine in Tübingen vor ihrem Wohnhaus in der Hechinger Straße 9 in der Südstadt verlegt.
(Quellen: Lit. 1,3)

### Victor Nathan Marx
Herrenberger Straße 46 (Karte)
Bereits 2011 wurde der Stolperstein in Tübingen in der Hechinger Straße 9 verlegt.
Victor Nathan Marx, der erste Sohn von Blanda Marx und Liebmann Marx, wurde am 10. Juli 1903 in Baisingen geboren. Mit seinen Eltern zog er 1906 nach Tübingen in die Herrenberger Straße 46. Nach der Grundschule besuchte er die ersten beiden Klassen des Gymnasiums und dann die Oberrealschule. Von 1928 bis 1938 war er in Tübingen als Textilkaufmann tätig.

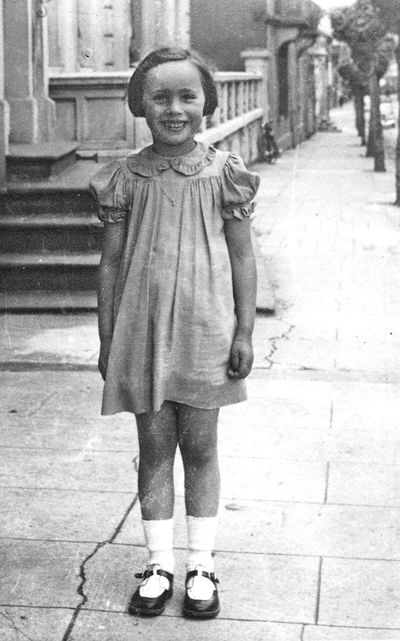
Ruth Marx (* 1933; † 1942)
Sie war ein echter Sonnenschein für die ganze Familie

Victor Marx heiratete in Würzburg am 29. Januar 1932 Marga Rosenfeld, die am 13. Mai 1909 in Aub bei Ochsenfurt geboren wurde. Am 12. Juli 1933 kam in Tübingen ihre Tochter Ruth zur Welt. Sie war „ein echter Sonnenschein für die ganze Familie“ (Lit. 4) in Zeiten, die alles andere als leicht gewesen sind.
Da Victor ab September 1938 in Tübingen nicht mehr als Textilkaufmann arbeiten konnte, zog er mit seiner Frau nach Stuttgart zu seinem Vetter Lothar Marx, in eine Wohnung direkt neben der Synagoge. Seine Tochter Ruth hatte er schon früher zu seiner Mutter Blanda Marx nach Héricourt im Elsass in Sicherheit gebracht.
Nach der Pogromnacht am 9. November 1938 und dem Brand der Stuttgarter Synagoge wurde Victor verhaftet und war im KZ Welzheim bis zum 8. Januar 1939 inhaftiert. Nach seiner Entlassung war er bei einer Baufirma im Auftrag der NS-Behörden mit dem Abbruch der Stuttgarter Synagoge bis zum 15. Oktober 1941 beschäftigt. Ab Sommer 1939 lebte die Familie wieder gemeinsam in Stuttgart. Victor, Marga und Ruth wurden am 27. November 1941 mit weiteren 1050 Juden aus ganz Württemberg auf dem Stuttgarter Killesberg versammelt. Von dort aus wurden sie am 1. Dezember 1941 in drei qualvollen Tagen im Güterzug nach Riga transportiert. Die Familie Marx wurde dort im Lager Jungfernhof untergebracht.
Victor schreibt (Lit. 1 S. 210):

„„So kam der 26. März 1942. Im Lager wurde uns gesagt, dass alle Frauen mit Kindern vom Jungfernhof wegkämen, und zwar nach Dünamünde. Dort seien Krankenhäuser, Schulen und massiv gebaute Steinhäuser, wo sie wohnen könnten. Ich bat den Kommandanten, auch mich zu verschicken, was er jedoch ablehnte, da ich ein zu guter Arbeiter sei. Erst Monate später haben wir erfahren, was mit unseren Angehörigen geschah. Ersparen Sie mir, darüber zu berichten.“ (Sie wurden noch am selben Tag im Hochwald von Riga erschossen.)“

Victor blieb im Lager Jungfernhof bis zu dessen Auflösung im August 1944. Von dort führte ihn sein Leidensweg zunächst per Schiff in das KZ Stutthof bei Danzig. Danach kam er im Viehwagen in das überfüllte KZ Buchenwald für kurze Zeit und weiter in dessen Nebenlager Rhemsdorf. Unter unsagbaren Leiden wurden sie per Fußmarsch, bei dem über tausend Häftlinge starben, in ein Vernichtungslager in Leitmeritz getrieben und zuletzt weiter nach Theresienstadt. Dort wurde Victor am 10. Mai 1945 von den Russen befreit. Victor schreibt (Lit. 3, S. 211):

„„Anfang Juli 1945 kamen wir mit einem Omnibus nach Stuttgart. Im Oktober 1945 kam auch meine jetzige Frau, Hannelore Kahn, geboren am 19. August 1922 in Stuttgart, zu mir. Wir haben am 25. November 1945 in Stuttgart geheiratet und sind sehr glücklich geworden. 1946 emigrierten wir nach den USA, und sind am 20. Mai 1946 in New York angekommen. Wir haben einen Sohn, Larry, der 18 Jahre alt ist und die Universität besucht. Ich war immer ein guter Jude mit starkem Gottvertrauen, ohne das ich diese schweren Jahre nicht überstanden hätte.““

Bevor Victor Marx Deutschland verließ, ließ er Ende 1945 auf dem Wankheimer Friedhof der Tübinger Juden einen ersten Gedenkstein für 14 Opfer anbringen. Die Inschrift lautet: „Dies sind die Opfer der Gemeinde Tübingen welche von den Nazi gemordet wurden.“ (Lit. 3, S. 229)
Victors zweite Frau, Hannelore Kahn, die eine entfernte Verwandte aus Stuttgart war, hatte ebenfalls eine furchtbare Zeit in Riga im Lager Jungfernhof überlebt. Sie hat ihr ganzes Leben „von Verzweiflung zum Glück“ in einem berührenden Buch beschrieben, das ihr Sohn Larry Marx 2014 herausgegeben hat (Lit. 4). In diesem Buch beschreibt Victors zweite Frau im ersten Teil ihre zunächst glückliche Kindheit in Stuttgart, die in einer liebevollen Familie behütet war. Doch mit den zunehmenden Schikanen nach der Machtübernahme der Nazis 1933 wurde ihre Jugend zerstört. Sie beschreibt ausführlich ihre Deportation nach Riga, wo auch ihre Eltern umkamen. Es folgt die Schilderung der Qualen eines schrecklichen Lagerlebens über mehrere Jahre und Stationen, bis sie nach einem Todesmarsch in Köslin in Pommern durch die Russen am 10. Mai 1945 befreit wurde. Sie musste aber noch bis Anfang Oktober für die Russen arbeiten und kam erst am 10. Oktober 1945 nach Stuttgart zurück, wo sie ihren Mann Victor Marx schon am 25. November 1945 heiratete (Lit. 1, S. 212). Ihr Ehemann Victor hat im lager Jungfernhof dasselbe Schicksal erlebt, aber sie sind sich in dieser Zeit nie begegnet.
Im zweiten Teil des Buches von Hannelore werden die Schwierigkeiten eines Neuanfangs in den USA thematisiert. Aber es gelang Hannelore sich des neuen Lebens in Freiheit zu erfreuen. Sie erlebte das Glück ihrer Ehe und ihres erfüllten Familienlebens nach der Geburt ihres Sohnes Larry 1946 und später eines Enkels Evan Marx. Die Familie lebte in New York nicht allein, sondern hatte vielfältige Kontakte zu ihren jüdischen Verwandten in den USA.

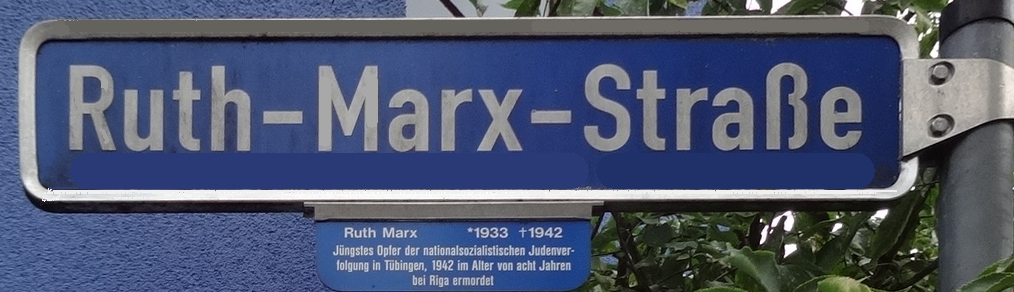
Ruth Marx (* 1933; † 1942)
Jüngstes Opfer der nationalsozialistischen Judenverfolgung in Tübingen, 1942 im Alter von acht Jahren bei Riga ermordet.

Victor starb am 25. April 1982 mit 79 Jahren in New York. Seine zweite Frau Hannelore hat ihn lange überlebt. Sie feierte 2014 mit ihrer Familie ihren 92. Geburtstag und ist erst vor kurzem gestorben (Stand 2020).
Victor Marx hat über sein leben in mehreren Briefen berichtet: In Lit. 4, sowie an Lilly Zapf am 7. Dezember 1964 (Lit. 1, S. 209–211) und am 22. April 1973 (Lit. 1, S. 211–212).
Für Victor, Marga und Ruth Marx wurden in Tübingen bereits im Jahr 2011 Stolpersteine vor ihrem Wohnhaus in der Hechinger Straße 9 in der Südstadt verlegt. Biographien dieser drei Personen sind im Abschnitt Liste der Stolpersteine in der Tübinger Südstadt zu finden. Im Loretto Areal gibt es eine Ruth-Marx-Straße, welche an die achtjährige Ruth Marx erinnert, den „Sonnenschein“.
(Quellen: Lit. 1,3,4. Hannelore Marx: „From Despair to Happiness. A Jewish girl´s memoir: My journey from Germany and the Holocaust to Liberation and Life in America.“ HLM Publishing Inc., 2014. Liste der Stolpersteine in Stuttgart)

### Egon Marx
Herrenberger Straße 46 (Karte)
HIER WOHNTE
Egon Marx
JG. 1904

Flucht 1933
Frankreich
Mit Hilfe überlebt
Egon Elajahu Marx wurde am 26. November 1904 in Baisingen geboren. Er ist der zweite Sohn von Blanda Marx und der jüngere Bruder von Victor Marx. Die Familie lebte ab 1906 in Tübingen in der Herrenberger Straße 46.
Egon und Victor besuchten in Tübingen die Realschule (heute Kepler-Gymnasium). Sie absolvierten in Stuttgart und Offenbach eine kaufmännische Lehre. Danach betrieben sie in dem elterlichen Haus in der Herrenberger Straße 46 gemeinsam ein eigenes Geschäft für Aussteuerware, speziell für Federbetten. (Lit. 2)
Außerdem engagierte sich Egon Marx politisch: Ab 1926 war er Mitglied der SPD. zusätzlich war er Gründungsmitglied und Bannerträger beim Reichsbanner Schwarz-Rot-Gold. Bei der Tübinger Arbeiterwohlfahrt war er ebenfalls Gründungsmitglied und wirkte dort als Schriftführer.
Im Juni 1933 konnte Egon Marx mit Hilfe des Tübinger Polizeidirektors einen Pass und eine reguläre Auswanderungsgenehmigung für das Oberelsass erhalten. Er wurde von einem Flüchtlingskomitee in Mulhouse aufgenommen und musste nun erst die französische Sprache erlernen. Arbeit fand er als Vertreter in Belfort, sein Wohnsitz war im 10 km entfernten Héricourt. Dorthin folgte ihm am 3. Februar 1934 seine Mutter Blanda Marx. Die erhoffte Rettung wurde das für sie nicht: Sie wurde dort im Oktober 1942 verhaftet und am 6. November 1942 nach Auschwitz deportiert und ermordet. Die Hochzeit ihres Sohnes hatte sie jedoch mitfeiern können: Egon Marx heiratete am 4. Juni 1939 die französische Jüdin Odette Weiler aus Genf.
Als ehemaliger Deutscher wurde Egon nach Kriegsbeginn interniert, er konnte sich jedoch 1940 als Kriegsfreiwilliger für die Fremdenlegion melden. Am 4. Januar 1941 wurde er aus dem Kriegsdienst nach Lyon entlassen. Seine Frau Odette war schon am 14. Juli 1940 aus dem Elsass ausgewiesen worden und zu ihren Eltern nach Genf gezogen. Dort lebte Egon mit falschen Papieren, bis er 1943 verhaftet wurde. Dieser Verhaftung konnte er aber entkommen. Bis Kriegsende lebte er versteckt im Untergrund und war aktiv in der französischen Widerstandsbewegung (Maquis) tätig. 1945 kehrte er mit seiner Familie und
seinen Schwiegereltern nach Héricourt in seine, längst von den Deutschen geplünderte Wohnung, zurück. Dort konnte er 1951 als einziger aus Deutschland stammender Jude ein eigenes Textilgeschäft eröffnen.
Egon und Odette hatten zwei Söhne: Alain Marx, geboren am 12. Oktober 1943, und Yves Marx, geboren am 14. Dezember 1945. Alain studierte politische Wissenschaft und Yves war im Textilwarengeschäft seines Vaters tätig. Er sollte der Nachfolger seines Vaters in diesem Geschäft werden, war aber um 1965, beim Militär eingezogen als der Vater völlig unerwartet am 28. Oktober 1965 in Héricourt gestorben ist. Mit seiner Ehefrau Odette ist er im jüdischen Friedhof von Belfort beerdigt (mündliche Auskunft). Sein Geschäft (unter der Adresse: Etablissement E. Marx, 16, Vaubourg de Besançon Héricourt) existiert heute nicht mehr.

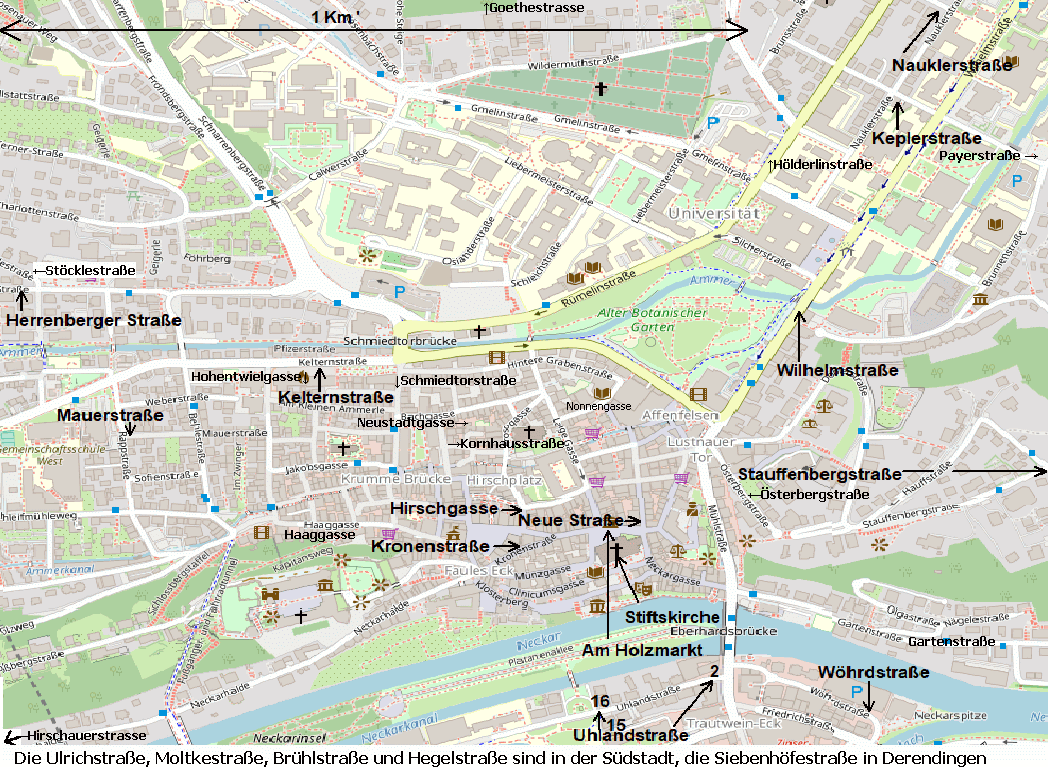

(Quellen: Lit. 1,2,4)

## Wilhelmstraße

### Siegmund Weil
Wilhelmstraße 22 (Karte)
HIER WOHNTE
Siegmund Weil
JG. 1871

Flucht 1933
Schweiz
1941 USA

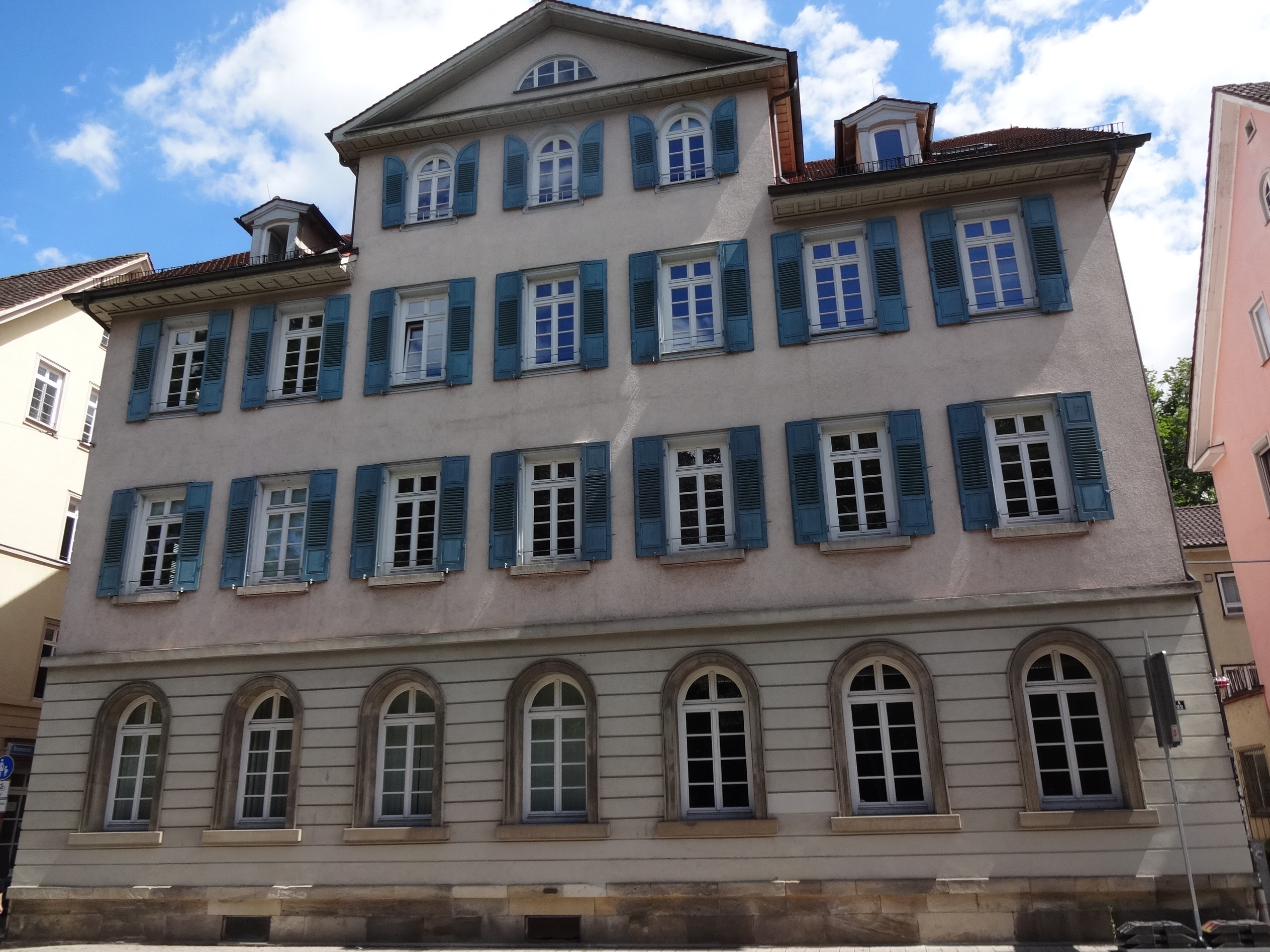
Wilhelmstraße 22

Siegmund Weil wurde am 2. Oktober 1871 in Hechingen als Sohn des Julius Weil und der Mathilde Weil, geborene Wolf in eine traditionsreiche Bankiersfamilie hinein geboren. In Hechingen besuchte er die Grundschule, in Wien und Stuttgart die Realschule. 1899 heiratete er Paula Lyon aus Saarbrücken, sie zogen nach Tübingen in die Karlstrasse 3, später in die Karlstrasse 11. Im Jahr 1900 wurde ihr Sohn Georg geboren.
1899 trat Siegmund Weil als Teilhaber in das Familienunternehmen als Bankier ein. Mit seinem Onkel Friedrich Weil, einem Bruder seines Vaters, des Hechinger Bankiers Julius Weil, leitete er die Tübinger Niederlassung des Hechinger Bankhauses M. J. Weil & Söhne in der Grabenstraße 1. 1910 kam es zum Bruch zwischen den beiden Teilhabern und zur Trennung der Partner, da unterschiedliche Vorstellungen über den künftigen Kurs der Bank bestanden.
Siegmund Weil kaufte daraufhin von der Stadt Tübingen das ehemalige Landgerichtsgebäude in der Wilhelmstrasse 22, er verfolgte das Ziel einer selbstständigen Regionalbank. Hier in der Wilhelmstrasse 22 startete er als Kommandite der Mitteldeutschen Kreditbank Frankfurt/Main-Berlin die Bankkommandite Siegmund Weil, deren persönlich haftender Gesellschafter er war und zu der auch das Stammhaus in Hechingen gehörte.
Er war ein erfolgreicher Geschäftsmann und allseits geschätzter deutscher Bürger. Das können wir unter anderem daran ablesen, dass vom Württembergischen König er 1918 das Verdienstkreuz für Kriegshilfe verliehen erhielt.
Das Bankhaus expandierte, Filialen in Sigmaringen und Stuttgart folgten und im Laufe der Jahre wurden zwanzig Agenturen eröffnet. In den 1920er Jahren war die Bank auf Wachstumskurs und beschäftigte mehr als 40 Personen in Stammhaus, Filialen und Agenturen. Dem Erfolg des Bankhaus Siegmund Weil lag eine sehr moderne Geschäftsstrategie zugrunde: Es hatte eine große Angebotsvielfalt im Kredit- und Sparbereich und zur Kapitalbildung; Es zeichnete sich durch eine hohe Dienstleistungskultur aus und gab attraktive Sonderangebote an Großkunden. Auf ein weltoffenes und flexibles Image der Bankkommandite wurde großer Wert gelegt.
Die Bankkommandite Siegmund Weil wurde eine der wenigen führenden Regionalbanken Württemberg-Hohenzollerns und genoss großes Ansehen und das uneingeschränkte Vertrauen ihrer Kundschaft. Die Bank verzeichnete in den Jahren 1926 bis 1929 ihren wirtschaftlichen Höhepunkt, seit 1930 wirkte sich die Weltwirtschaftskrise durch Rückgang der Gewinne aus.
Siegmund Weil war eine beliebte und hochgeschätzte Persönlichkeit in Tübingen und war jahrelang am Tübinger Landgericht als Handelsrichter tätig und er war Vorstandsmitglied des Württembergischen Bankierverbands in Stuttgart. Zu seinem 60. Geburtstag im Jahre 1931 wurde er vielfältig geehrt, auch von Seiten der Stadt.
Aber die Zeichen der Zeit änderten sich, der Antisemitismus in der Weimarer Republik wirkte sich zunächst schleichend, ab 1933 nach der Machtübernahme der Nationalsozialisten offen aus. So kam es zu öffentlichen Diffamierungen und Hetzkampagnen und auf starken Druck der Nationalsozialistischen Fraktion des Gemeinderats in Tübingen und des Wirtschaftsministeriums schon 1933 zur „Gleichschaltung“ des Bankhauses.
Siegmund Weil war zu dieser Zeit schon herzkrank und reiste nach Zürich, um sich dort im Krankenhaus behandeln zu lassen. Im November verließ er Tübingen endgültig mit seiner Familie und emigrierte zunächst in die Schweiz, 1941 in die USA nach Kew Gardens/Brooklyn N.Y. Im Jahr 1942 erlag er in Kew Gardens seinem schweren Herzleiden und ruht dort auf dem Friedhof in Kew Gardens.

### Paula Weil, geborene Lyon
Wilhelmstraße 22 (Karte)
HIER WOHNTE
Paula Weil
 geborene Lyon
JG. 1877

Flucht 1933
Schweiz
1941 USA
Paula Weil, geborene Lyon wurde am 1. Juli 1877 in Saarbrücken als Tochter des angesehenen Kaufmanns Adolf Lyon und seiner Ehefrau geboren. Sie besuchte in Saarbrücken die höhere Mädchenschule und heiratete zweiundzwanzigjährig den Bankier Siegmund Weil aus Hechingen. Die junge Familie zog nach Tübingen, wo Siegmund Weil 1899 als Teilhaber in die Filiale des Hechinger Bankhauses einstieg. 1900 kam der Sohn Georg zur Welt. Paula Weil war in vielfältiger Weise karitativ tätig in konfessionell unabhängigen Bereichen. So sorgte sie während des Ersten Weltkrieges für die Speisung Tübinger Volksschulkinder, organisatorisch und finanziell, sie organisierte Blindennachmittage und arbeitete für das rote Kreuz. Die Armen der Stadt holten sich jeden Samstag auf Kosten der Bank ihr Brot beim Bäcker und an Weihnachten wurden mittellose Bürger mit Weihnachtsgeschenken bedacht. Paula Weil war im besten Sinne eine Wohltäterin der Stadt und wurde in vielfältiger Weise vom württembergischen König und von der Stadt Tübingen geehrt. Trotz der damals bestimmt ehrlich gemeinten Anerkennung der persönlichen Leistungen und dem unermüdlichen Wohlfahrtsengagement vor allem jüdischer Frauen, keimte in den zwanziger Jahren nach dem Ersten Weltkrieg wieder der Antisemitismus des Kaiserreiches auf, mit zunehmenden Vorbehalten gegenüber Juden bis zu Diffamierungen und Hetzkampagnen und schließlich dem Boykott jüdischer Geschäfte.
Die Übernahme und Enteignung des Bankhauses Weil war eines der ersten Ziele der Nationalsozialisten nach der Machtübernahme in Tübingen, unterstützt vom Wirtschaftsministerium. Noch im Jahr 1933 wurde die Privatbank Weil in Tübingen „gleichgeschaltet“ und praktisch enteignet.
Im November 1933 emigrierte Paula Weil mit ihrer Familie in die Schweiz und von dort 1941 in die USA nach Kew Gardens/Brooklyn N.Y. Nach dem Tod ihres Mannes lebte sie bei ihrem Sohn Georg. 1953 kehrte sie mit ihm zurück in die Schweiz und wohnte in Basel. Von dort zog sie später um nach Vaduz im Fürstentum Liechtenstein. In dieser Zeit kam sie im Zusammenhang mit der Rückgabe der Bank häufiger nach Tübingen und übernachtete im Gasthof Lamm. Häufig und gerne besuchte sie Freudenstadt. Dort ist sie am 2. Januar 1965 im Kreiskrankenhaus verstorben. Ihre Asche wurde auf dem Friedhof Kew Gardens/Brooklyn N.Y. im Familiengrab beigesetzt.

### Dr. Georg Weil
Wilhelmstraße 22 (Karte)
HIER WOHNTE
Dr. Georg Weil
JG. 1900

Flucht 1933
Schweiz
1941 USA
Georg Weil wurde am 1. April 1900 als Sohn des Bankiers Siegmund Weil und seiner Frau Paula in Tübingen geboren. Nach der Elementarschule besuchte er das humanistische Uhland-Gymnasium in Tübingen und schloss 1918 mit dem Abitur ab. Für kurze Zeit wurde er zum Wehrdienst eingezogen und studierte nach der Entlassung vom Wehrdienst in Tübingen und Heidelberg zunächst einige Semester Medizin, danach Staatswissenschaften in Freiburg und Tübingen.
Während des Studiums bereitete er sich auf seinen Beruf als Bankier vor und volontierte zunächst in der Firma seines Vaters, später bei Jakob S. H. Stern in Frankfurt am Main und bei der Reichskreditgesellschaft in Berlin. 1927 schloss er sein Studium mit der Dissertation: „Über das Wesen der Wirtschaftsstufen“ ab und promovierte an der Tübinger Universität sehr erfolgreich zum Dr. rer. pol.
1928 wurde Dr. Georg Weil offiziell Generalbevollmächtigter der Bankkommandite Siegmund Weil in Tübingen. Die große Bankkrise der dreißiger Jahre sah er kommen und verstand es, mit seinem Vater Siegmund Weil klug und voraussehend, die Bank über die schwierigen Zeiten hinweg zu retten. Genauso vorausschauend und umsichtig handelte er später bei der „Gleichschaltung“ der Bank Ende 1933.
Nach der Machtübernahme der Nationalsozialisten in Tübingen im Frühjahr 1933 gehörte die sehr angesehene, jüdische Privatbank zu den ersten Opfern wirtschaftlicher Vernichtung in Tübingen. Öffentliche Diffamierungen und Hetzkampagnen gegen die Integrität der Inhaber, sowie der Druck des Gemeinderats zur „Arisierung“ der Bank, führten zur Auflösung der gesamten städtischen Geschäftsverbindungen der Stadt Tübingen zum Bankhaus Weil.
Um die Bank zu retten, wurde die Bankkommandite Weil mit dem Tübinger Stammhaus und der Filiale in Hechingen von Georg Weil in eine Aktiengesellschaft umgewandelt mit dem Namen „Württembergisch-Hohenzollerische Privatbank A.G“, die bewusst die Tradition der Regionalbank fortsetzen sollte. Der neu angestellte Bankdirektor Richard Beck und andere Teilhaber hatten die Aktienmehrheit und bildeten auch den Vorstand des neuen Bankunternehmens. Die früheren Firmenchefs Siegmund Weil und Georg Weil mussten auf ihre Vorstandsposten verzichten und waren aber noch im Aufsichtsrat vertreten. Trotz vieler Zugeständnisse hatte die Bank für die Familie Weil keine Zukunft, alle vertraglich vereinbarten Verpflichtungen gegenüber Siegmund und Georg Weil wurden nicht eingehalten.
Georg Weil emigrierte 1933 zunächst in die Schweiz und von dort nach Kew Gardens/Brooklyn, N.Y./USA. 1948 strengte Georg Weil ein Restitutionsverfahren an, um die Zwangsarisierung des Bankhauses Weil rückgängig zu machen. Es kam 1953 zum Vergleich zwischen Georg und Paula Weil einerseits und den angeklagten Aktionären, das Bankhaus wurde zurückgegeben. Georg Weil war nun wieder Mehrheitsaktionär und im Aufsichtsrat der Bank.
1953 kehrte er zurück in die Schweiz, wo er in Basel, später in Zürich als Präsident der Schweizer Niederlassung einer amerikanischen Brokerfirma tätig war und versuchte, mit der Bank in Tübingen wieder Fuß zu fassen, was sich aufgrund verschiedener, ungünstiger Umstände schwierig gestaltete.
1955 entschloss er sich, seine Aktienmehrheit an die Frankfurter Großbank „Commerz- und Creditbank“ zu verkaufen. 1958 wurde die Privatbank von der Commerz- und Creditbank AG. ganz übernommen, als Tübinger Filiale geführt und von der Wilhelmstrasse 22 in die Poststraße 4 verlegt.
1967 siedelte Georg Weil endgültig in die USA über und wählte Piedmont in Kalifornien als Domizil. Georg Weil verstarb dort am 28. September 1972 an einem Herzleiden. Er war mit einer Amerikanerin verheiratet, die nach dem Tode ihres Mannes Piedmont verließ und nach South Carolina umzog.

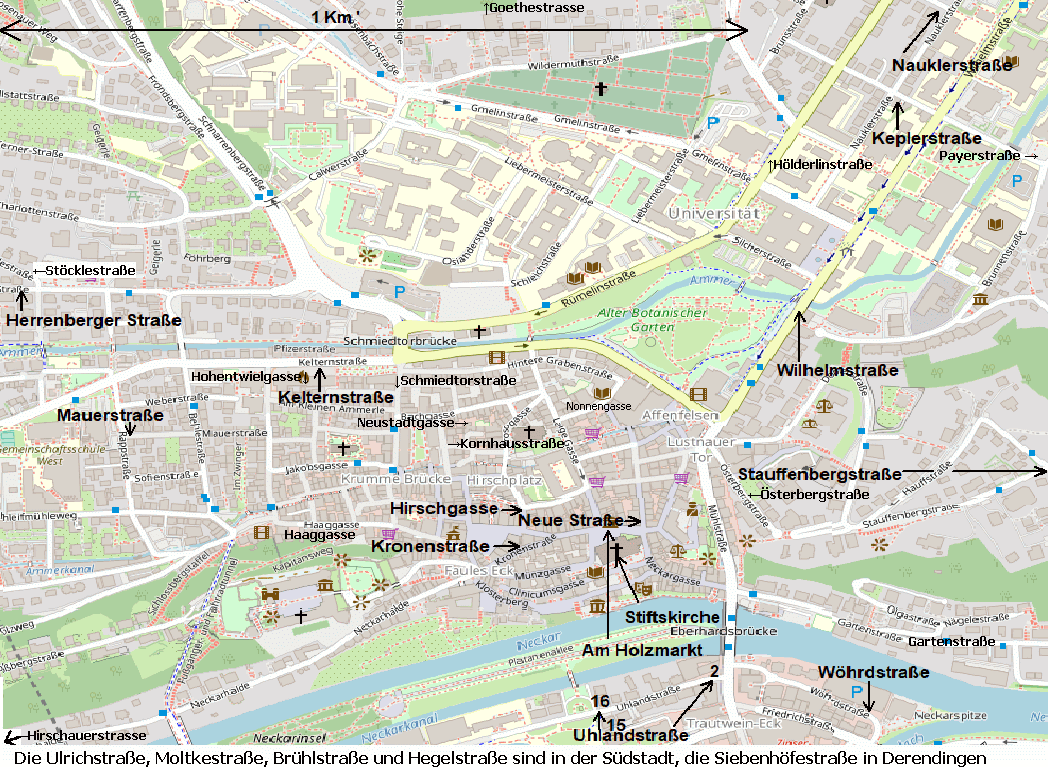
Naukler Str. rechts oben

## Nauklerstraße

### Sofie Weil, geborene Mayer

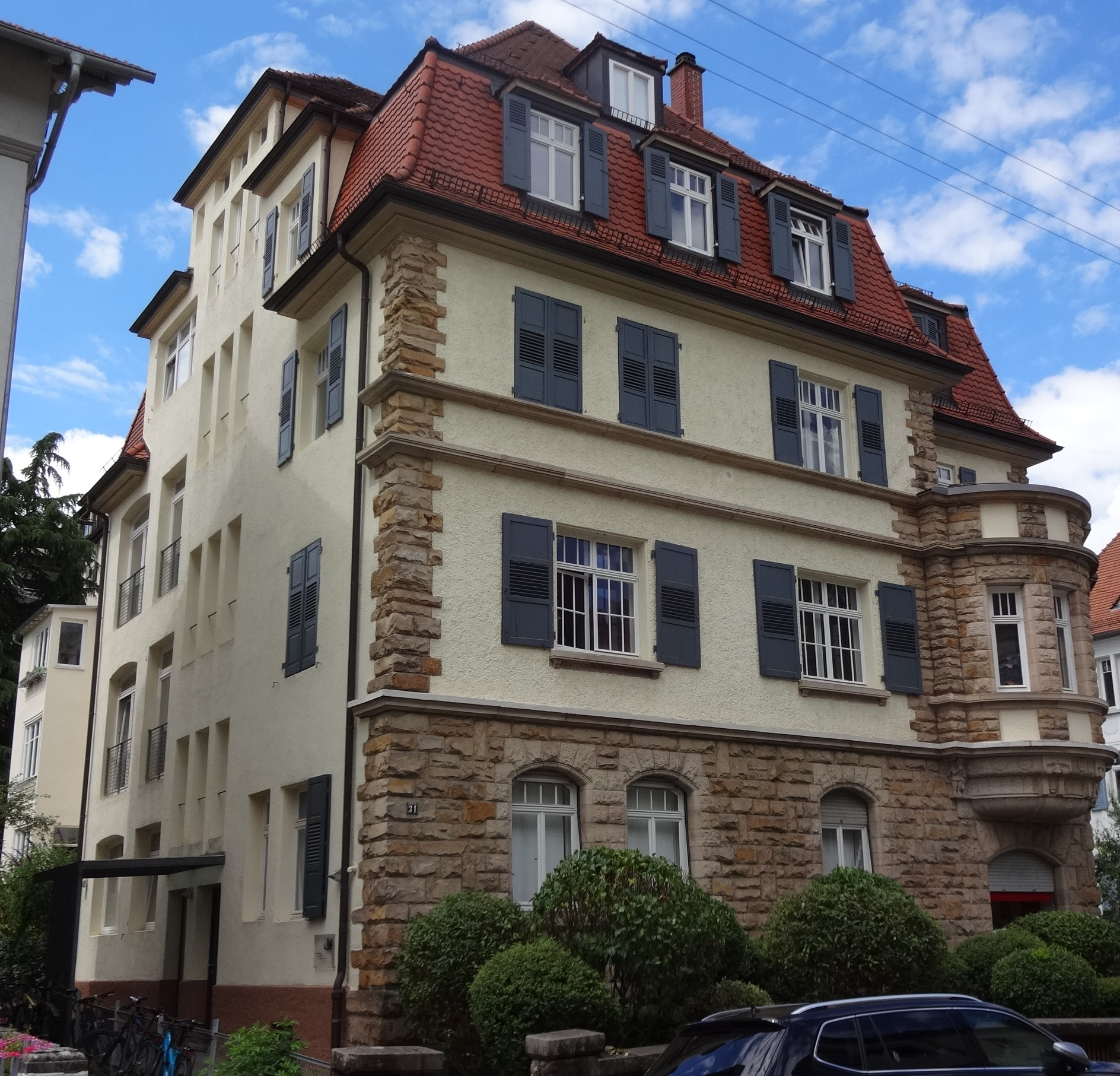
Nauklerstraße 31

Nauklerstraße 31 (Karte)
HIER WOHNTE
Sofie Weil
 geborene Mayer
JG. 1852

Deportiert
Theresienstadt
Ermordet 8.12.1942
Sofie Weil wurde am 27. Juni 1852 in Mainz geboren. Wir wissen insgesamt wenig von ihrem Leben. Wer waren ihre Eltern? Welches ihre Geschwister? Wo ging sie zur Schule und welche Ausbildung genoss sie?
Mit 23 Jahren heiratete sie hier in Tübingen, 1875, das war sieben Jahre vor dem Bau der Synagoge. Ihr Mann, Friedrich Weil, entstammte einer Bankiersfamilie aus Hechingen.
Um ein wenig über das soziale Milieu zu erfahren, in dem Sofie Weil hier in Tübingen lebte, sollen hier einige Informationen zu ihrem Mann Friedrich ergänzt werden:
Er war 1872 zusammen mit seinen Brüdern nach Tübingen gezogen, weil sein Vater Julius Weil in der Grabenstrasse 1 eine Zweigstelle seiner Hechinger Bank eröffnet hatte. Das Gebäude stand damals zwischen der heutigen Firma Schimpf und dem jetzigen Nonnenhaus. Es wurde später abgerissen für den Bau des Nonnenhauses. Die Geschäftsführung übernahm weitgehend Friedrich Weil. Lange galt diese Bank als Rückgrat der örtlichen Wirtschaft, als führende Industrie- und Gewerbebank. Die Universitätskasse und die Oberamtskasse zählten zu ihren offenbar hochzufriedenen Kunden. Friedrich Weil war der Onkel und Sofie also die Tante von Siegmund Weil, der später in der Wilhelmstraße 22 die ebenfalls sehr angesehene Bankkommandite Siegmund Weil gründete.
Friedrich Weil war außerdem Mitglied des Tübinger Bürgervereins und der Tübinger Museumsgesellschaft, die er großzügig unterstützte.
Das Bankhaus an der Grabenstraße war zugleich Sofie und Friedrich Weils Wohnhaus. Sie bekamen in den folgenden Jahren zwei Kinder. 1877 wurde zuerst die Tochter Mina Weil geboren, 1879 dann ihr Sohn Carl Weil.
Nach 47 Jahren Ehe verstarb Sofie Weils Mann im April 1923 mit 76 Jahren. Sie blieb weitere sieben Jahre, bis 1930, in der Grabenstraße wohnen. Ihre Tochter Mina, auch bereits verwitwet, zog zu ihr. Wir nehmen an, dass auch Sofie Weil, wie die meisten jüdischen Frauen in Tübingen, dem Jüdischen Frauenverein angehörte. Er wurde im Jahr nach dem Tode ihres Mannes gegründet und bemühte sich um das Wohlfahrtswesen für jüdische als auch für christliche Belange. Dabei ging es, entsprechend der Konventionen der jüdischen Religion, nicht nur um Almosen, sondern damals schon auch um das Ziel der „Hilfe zur Selbsthilfe“. (Lit. 2., S. 67)
1930 zogen Sofie und ihre Tochter Mina in die Nauklerstraße 31.
Nachdem Sofie Weils Sohn Carl im Oktober 1935 wegen unglücklicher Umstände und übelster propagandistischer Diffamierungen für circa dreieinhalb Jahre ins Gefängnis musste, verließen auch Sofie Weil und Mina Tübingen. Sie zogen in die Geburtsstadt Sofies, zurück nach Mainz.
War es ein Umzug oder eher eine Flucht? Die Erlebnisse rund um das Schicksal ihres Sohnes und Bruders konnten für die beiden schockierend gewesen sein.
In Mainz lebten sie mindestens noch bis September 1939 in der Rheinstraße 79, bis dann ihre Zwangsumsiedelung in ein Mainzer Judenhaus, Gonsenheimerstraße 11 erfolgte. Von dort wurden sie am 27. September 1942 nach Theresienstadt deportiert, wo Sofie Weil gut zwei Monate später, am 8. Dezember 1942 als neunzigjährige ermordet wurde.
(Quellen: Lit. 1,2,7,8)

### Mina Mayer, geborene Weil
Nauklerstraße 31 (Karte)
HIER WOHNTE
Mina Mayer
 geborene Weil
JG. 1877

Deportiert 1942
Theresienstadt
Ermordet 7.12.1942
Mina Mayer wurde am 24. August 1877 in Tübingen als erstes Kind von Sofie und Friedrich Weil geboren. Ihre Mutter stammte aus Mainz, ihr Vater aus Hechingen. Sie wuchs zusammen mit ihrem Bruder im elterlichen Bankhaus „Weil & Söhne“ an der Grabenstraße 1 auf.
Über ihre Kindheit und Jugend wissen wir sehr wenig. Man kann vielleicht davon ausgehen, dass der Wohlstand des Bankhauses der Familie finanziell gesehen eine sorgenfreie Zeit erlaubte – doch der Antisemitismus zeigte sich auch in Tübingen ja keineswegs erst mit dem Machtantritt der nationalsozialistischen Partei.
Am 1. April 1899 heiratete Mina Weil in Tübingen Josef Mayer, einen Bankier aus Mainz, wo die beiden fortan auch lebten. Doch ihr Glück hielt nicht lange an. Nach nur zweijähriger Ehe verstarb ihr Mann bereits. Über die Umstände dieses Todes ist uns nichts bekannt. So lebte Mina Mayer mit ihren 24 Jahren schon seit 1901 als Witwe und ohne Kinder, denn in der nur zweijährigen Ehe hatten die beiden noch keine Kinder bekommen. Als auch Minas Vater, der Bankier Friedrich Weil 1923 in Tübingen starb, zog Mina Mayer zurück zu ihrer Mutter in ihre Geburtsstadt und das Haus ihrer Kindheit nach Tübingen. Sie war jetzt 46 Jahre alt. Bis 1930 lebten beide zusammen also wieder in der Grabenstraße 1 und zogen dann von 1930 bis 1935 in die Nauklerstraße 31.
Dass Minas Bruder Carl Weil 1935 unter großer propagandistischer Aufmerksamkeit verhaftet, seine Tübinger Bankfiliale liquidiert und er zu einer ca. dreieinhalbjährigen Haftstrafe verurteilt worden war, ging gewiss nicht spurlos an seiner Schwester und Mutter vorüber. Gut möglich, dass dies der Grund war, warum im selben Jahr der Verhaftung auch Mina Mayer und ihre Mutter Tübingen verließen. Sie zogen nach Mainz zurück, in die Rheinstraße 79. Hier sollten sie vier Jahre später auch noch ihren Bruder Carl für kurze zeit wiedersehen.
Dann folgte ihre Zwangsumsiedlung in eines der Mainzer Judenhäuser, Gonsenheimer Straße 11, einem jüdischen Alten- bzw. Krankenhaus. Am 27. September 1942 wurden beide nach Theresienstadt deportiert. Mina Mayer wurde dort am 7. Dezember 1942 um ihr Leben gebracht, einen Tag vor ihrer Mutter. Sie war 65 Jahre alt.
(Quellen: Lit. 1,2,7,8)

### Carl Weil
Nauklerstraße 31 (Karte)
HIER WOHNTE
Carl Weil
JG. 1879

Flucht 1940
Jugoslawien
Deportiert 1943
Auschwitz
Ermordet 3.9.1943
Carl Weil wurde am 18. Juni 1879 in Tübingen geboren. Er wuchs auf zusammen mit seiner Schwester Mina im elterlichen Haus in der Grabenstraße 1, in dem sein Vater Friedrich Weil das angesehene Bankhaus „Weil & Söhne“ leitete. Seine Mutter war Sofie Weil, geb. Mayer, aus Mainz.
Carl Weil studierte in Genf das Bankwesen und arbeitete dann als Bankier in Berlin und London. Im Oktober 1909, also mit 30 Jahren, zog er nach Horb am Neckar und gründete dort das Bankhaus Carl Weil & Co. Er war nicht verheiratet und hatte keine Kinder. Im Ersten Weltkrieg diente er als Unteroffizier an der Westfront. Dort erkrankte er und verbrachte die übrigen Kriegsjahre in der Tübinger Garnison.
Nach dem Krieg führte er sein Bankhaus in Horb weiter und war Mitglied der Tübinger Museumsgesellschaft. Als sein Vater 1923 in Tübingen starb, übernahm er zugleich dessen Bankgeschäfte in der Tübinger Grabenstraße 1. Nach einem Jahr, 1924 gab er diese Position jedoch auf und gründete stattdessen in der Tübinger Uhlandstraße 6 eine Filiale seiner Horber Bank.
Sein Hauptwohnort blieb weiterhin Horb. Für seine Tübinger Geschäftstätigkeit wird er wohl in der Wohnung seiner Mutter, in der Graben- und später in der Nauklerstraße 31 mitgewohnt haben.
In den 1920er und 1930er Jahren entwickelte sich das Bankhaus Carl Weil zu einer erfolgreichen Regionalbank. Es gab eine Reihe von Agenturen im weiteren Umland. „In Horb erzählt man sich noch heute, dass der Bankier ein Auto hatte, in dem er seine Kunden herumfuhr und ihnen Zigarren anbot“. (Stadtarchiv Horb, S. 205) Doch der wirtschaftliche Erfolg hielt offenbar nicht an. Er machte Verluste und verschuldete sich. 1935 entdeckte das nationalsozialistische Hetzblatt „Stürmer“ das Thema und blies es zum Skandal auf. Man ließ ihm keine Zeit, die Verluste wieder auszugleichen, obwohl dies sein Ziel gewesen war. Da die Quellen für diese Geschichte allesamt aus nationalsozialistischer Perspektive berichten, lassen sich Mitschuld oder Unschuld Carl Weils heute nicht mehr nachvollziehen. es ist aber anzunehmen, dass die zeitweilige finanzielle Schieflage des Bankhauses den NS-Zeitgenossen sehr willkommen war, um gegen einen jüdischen Bankier vorgehen zu können.
So wurde er im Oktober 1935 in Horb von den NS verhaftet und wegen „betrügerischen Bankrotts“ und „Devisenvergehen“ zu einer Freiheitsstrafe von drei Jahren und drei Monaten verurteilt. Auch seine Tübinger Filiale wurde geschlossen. Die Strafe verbüßte er im Gefängnis in Ludwigsburg.
Direkt nach seiner Entlassung kam er am 14. September 1939 in Mainz bei seiner nun schon neunzigjährigen Mutter Sofie und seiner Schwester Mina in der Rheinstraße 79 unter. Auch diese beiden hatten Tübingen 1935 nach der Stürmer-Skandalgeschichte verlassen.
Vielleicht versuchte Carl Weil 1940 nach Jugoslawien zu flüchten. Über die Umstände und das Ergebnis dieses Versuchs ist nichts weiter bekannt. Gesichert ist ein Fluchtversuch 1943 in die Schweiz, nachdem er im Dezember des Vorjahres die Deportation seiner Mutter und Schwester miterlebt haben musste. An der Schweizer Grenze wurde er aber verhaftet und nach Auschwitz deportiert. Dort kam er am 3. September 1943 im Alter von 64 Jahren um sein Leben. Am Horber jüdischen Friedhof steht sein Name auf einem Gedenkstein der ermordeten Juden.
(Quellen: Lit. 1,2,8,9,10)

## Friedrichstraße
Verlegung der Stolpersteine am 24. Juni 2022

### Ludwig Marx
HIER WOHNTE
Ludwig Marx
JG. 1890

FLUCHT 1933
ELSASS

1934 USA
Ludwig Marx wurde am 25. Dezember 1890 in Freudental, Kreis Ludwigsburg, geboren. Im Ersten Weltkrieg diente er von 1915 bis 1918 als Soldat. 1919 kam er nach Tübingen und führte zusammen mit seinem Kompagnon Lothar Marx einen Holzhandel. Beide wurden bereits 1923 in eine studentische Auseinandersetzung mit rechtsnationalem Hintergrund verwickelt. Ludwig Marx war damals 32 Jahre alt, noch ledig und wohnte in der Kaiserstraße 8, heute Doblerstraße.
Im Gasthaus Ochsen, wo jetzt das Kaufhaus Zinser steht, stimmten Verbindungsstudenten die Nationalhymne an und standen dazu auf. Nicht so Ludwig und Lothar Marx. Nachdem sie der ausdrücklichen Aufforderung, sich ebenfalls zu erheben, widerstanden hatten, wurde Ludwig von ungefähr fünfzig Studenten bedroht. Es kam zu hasserfüllten Handlungen, und begleitet vom Gebrüll „Schlagt den Juden tot“, wurde er vor dem gegenüberliegenden Haus Trautwein brutal niedergeprügelt.
Obwohl der Tübinger Rechtsanwalt Simon Hayum ihn verteidigte und die Täter auf Landfriedensbruch anklagte, kamen diese vor Gericht mit sehr milden Urteilen davon. In der Begründung waren antisemitische Überzeugungen unverkennbar. Hier das Zitat eines Journalisten aus der Tübinger Zeitung, dem offenbar auch dieses Urteil noch zu scharf war: „Wir enthalten uns jeder Kritik des Urteils, halten es aber für angebracht darauf hinzuweisen, dass […] die künftige Rechtsprechung einen Angriff auf die nationalen Interessen für viel strafwürdiger ansehen müsste, als einen Angriff gegen ein Individuum, das bloß als Nutznießer in diesem Staate lebt.“ (in: Zerstörte Hoffnungen, s.u. S. 181)

Ludwig Marx starb am 17. Mai 1966 und wurd in Hillside, Cook Country, Illinois beigesetzt.  

### Paula Marx
HIER WOHNTE
Paula Marx
GEB. Baer
JG. 1900

FLUCHT 1933
ELSASS

1934 USA 
Ludwig Marx lernte Paula Baer kennen. Sie stammte aus Mosbach/Baden und war am 14. Juni 1900 dort geboren. Die beiden heirateten am 4. Oktober 1928 und bekamen am 13. September 1929 eine Tochter mit dem Namen Edith. Ab 1929/30 wohnte die kleine Familie dann in der Friedrichstraße 11. Edith hatte zwar keine Geschwister, spielte aber gerne mit Renate und Inge, den Kindern der Familien Hayum und Weil auf der Platanenallee.
Ende des Jahres 1933, die NSDAP war an die Macht gewählt worden, beschlossen Ludwig und Paula Marx das Land zu verlassen. Die kleine Edith war gerade vier Jahre alt. Am 29. Dezember 1933 flohen sie mit ihrem Töchterchen aus Tübingen zunächst ins Elsass und von dort 1934 weiter in die USA, nach Chicago. Paula Marx starb am 29. Juni 1978.

### Edith Marx
HIER WOHNTE
EDITH MARX
VERH. PELTZ
JG. 1929

FLUCHT 1933
ELSASS

1934 USA
Weitere zweiunddreißig Jahre lebte Ludwig Marx im Exil, leider wissen wir nichts über sein Leben dort. Lilli Zapf bekam auf ihre Anfrage keine Antwort. Im Mai 1966 verstarb er im Alter von 75 Jahren. Über den Tod seiner Frau Paula herrscht Unklarheit.
Sechs Jahre vor seinem Tod, also 1960, heiratete die Tochter Edith den späteren Medienunternehmer Howard Peltz. Aus dieser Ehe gibt es keine Kinder. Edith starb mit 74 Jahren in Illinois, ihr Mann acht Jahre später im Jahr 2011.

## Ulrichstraße 5 (Südstadt)

### Hans-Julius Zydower (Verlegung des Stolpersteins am 24. Juni 2022)
HIER WOHNTE
HANS-JULIUS 
ZYDOWER
JG. 1907

FLUCHT 1935
TSCHECHOSLOWAKEI

1939 PALÄSTINA
Hans-Julius Zydower wurde am 20. Februar 1907 in Berlin geboren. Nach dem Besuch einer dortigen Realschule bildete er sich in Freienwalde/Pommern als Kaufmann und Schaufensterdekorateur aus. 1925 kam er mit 18 Jahren nach Tübingen und arbeitete hier zehn Jahre zunächst im Angestelltenverhältnis, dann als selbstständiger Schaufensterdekorateur im Auftrag vieler Geschäfte, u.a. bei Lion in der Neckargasse, aber auch in Stuttgart und am Bodensee. In seiner Tübinger Zeit wechselte er häufig die Wohnung. Zwischen 1927 und 1933 ist er in der Gewerbeakte als Dekorateur in der Neuen Straße 8 genannt. In den letzten Jahren vor seiner Flucht lebte er in der Ulrichstraße 5, ganz zuletzt noch einige Wochen in der Nägelestraße 20, heute Gartenstraße 37/4.
Vom Boykott der jüdischen Geschäfte 1933 war auch er stark betroffen. Auf persönlichen Informationen Zydowers beruht folgender Bericht bei Lilli Zapf (S. 187f): „[…] die Aufträge gingen stark zurück“.
Auf Anraten eines Tübinger Kaufmanns, der übrigens Mitglied der NSDAP war, reiste er im Juli 1935 für kurze Zeit nach Paris, kehrte am 1. August 1935 zurück und erfuhr am 5. August 1935, dass er wegen der „Nürnberger Gesetze“ von der Geheimen Staatspolizei gesucht wurde. Noch am selben Tag verließ er Tübingen; durch Zufall erfuhr er im D-Zug von der Mustermesse in Prag und beschloss, in die Tschechoslowakei zu fliehen. Dort erhielt er zwar Aufenthaltsrecht, aber als Flüchtling keine Arbeitserlaubnis. Entsprechend schwierig war es für ihn, seinen Lebensunterhalt zu sichern, bis er schließlich in einer Fabrik als Organisator angestellt wurde und so seine Arbeitserlaubnis erhielt.
Er lernte Julie Loew kennen, eine gebürtige Pragerin. Die beiden heirateten im Juni 1939. Da die Tschechoslowakei im selben Jahr von den NS besetzt wurde, war auch hier kein Bleiben mehr für die beiden. Deshalb beschlossen sie noch im selben Jahr zu fliehen. Das Versprechen der Prager Reiseleitung und das Visum für Shanghai entpuppten sich als Täuschung, so dass die Schiffsreise zu einer Odyssee über das Schwarze Meer und schließlich nach Palästina geriet. Drei Monate lang wurden sie auf hoher See auf einem türkischen Kohletanker festgehalten und erlebten mit vielen anderen Flüchtlingen unvorbereitet den Wintereinbruch. Viele erkrankten und überlebten die Strapazen nicht. Schließlich wurde das Schiff durch englisches Militär besetzt, und im Februar 1940 wurden sie als Kriegsgefangene nach Haifa gebracht.
Auch dort war es sehr schwierig, Fuß zu fassen. Zydower war zunächst in der Haganah, einer paramilitärischen jüdischen Organisation während des britischen Mandats. Ab 1945 konnte er dann wieder in seinem Beruf arbeiten. Seine Frau und er pflegten Kontakte zu anderen Tübingern, die ebenfalls in Haifa gelandet waren, z. B. zu Lions und Löwensteins. Doch weder ihr wirtschaftliches, noch das gesundheitliche Befinden stabilisierten sich. So entschieden sie sich 18 Jahre später, nach Tübingen zurückzukehren. Julius Zydower war der Einzige unter den jüdischen Vertriebenen, der diesen Entschluss fasste. Er behielt allerdings seine israelische Staatsangehörigkeit bei.
Seit dem Jahr 1958 war er in Tübingen zunächst Mitinhaber des Großhandels für Raumausstattung „Matthes & Co“ in der Schmiedtorstraße 9. Nach dem Tod von Heinz Matthes und dem Umzug des Geschäfts in die Haaggasse 3 wird er als alleiniger Inhaber genannt.
Wegen finanzieller und auch gesundheitlicher Schwierigkeiten musste Zydower einige Jahre lang bei der Stadt um Teilstundung seiner Steuervorauszahlungen bitten. Diese wurde öfters, aber nicht immer bewilligt. Gegen einen Ablehnungsbescheid formuliert Zydower folgenden Brief:
Ich bin nach 23-jähriger Emigration im September 1958 als Mitbegründer der FA Matthes&Co. wieder nach Tübingen zurückgekehrt. Im August 1935 bin ich wegen rassischer Verfolgung aus Tübingen geflüchtet und besitze den Vertriebenen-Ausweis […], der ausdrücklich zur Inanspruchnahme von Rechten und Vergünstigungen […] berechtigt. […] Deshalb bitte ich höflichst um nochmalige Überprüfung […], den Nachlass von DM 246,– zu gewähren. Ich hoffe, keine Fehlbitte zu tun und sehe Ihrer
wohlwollenden Erledigung entgegen.
Hochachtungsvoll,
Matthes & Co., Julius Zydower (Gewerbesteuerakte 1963)
Im Jahr darauf wurde die Ablehnung begründet mit dem Hinweis auf „gleichmäßige Behandlung aller Steuerpflichtigen“. Man nahm an, er „habe dafür Verständnis“ (Gewerbesteuerakte 1964).
Wie schon vor seiner Flucht, wechselte Zydower auch in den Jahren nach seiner Rückkehr mit seiner Frau Julie häufig die Adresse in Tübingen. Ihr letzter Wohnort hier war die Brückenstraße 2. Dort lebten sie noch 15 Jahre bis zum Tod von Julius Zydower. Er verstarb am 16. Juli 1981 in der Medizinischen Klinik. Da es in Tübingen keine jüdische Gemeinde mehr gab, wurde er auf dem jüdischen Friedhof in Bad Cannstatt beerdigt. Dort ist sein Grab noch erhalten.
Nach dem Tod ihres Mannes lebte Julie Zydower noch ca. acht Jahre in Tübingen, hat also 31 Jahre hier verbracht. Sie zog dann 1989 nach München und verstarb dort am 4. April 1995. Beerdigt wurde sie in der Nähe ihres Mannes, ebenfalls auf dem Bad Cannstatter jüdischen Friedhof.

## Am Nonnenhaus 7

### Eugen Waiblinger "Aktion T4"
HIER WOHNTE
EUGEN WAIBLINGER
JG. 1927

EINGEWIESEN 1933
HEILANSTALT STETTEN
"VERLEGT" 13.9.1940

GRAFENECK
ERMORDET 13.9.1940
"AKTION T4"
Am 2. Juni 1927 kam Eugen Waiblinger als gesundes Baby zur Welt. Er war das dritte von sechs oder sieben Kindern, wurde getauft und wuchs beim Armenhaus 7 in Tübingen auf.
Sein Vater, ebenfalls Eugen Waiblinger war Händler und als Mutter zog ihn Maria, geb. Fink auf. Eugen Waiblinger wuchs in eher ärmlichen und auch schwierigen Verhältnissen auf, mit einem eventuell alkoholabhängigen Vater. Trotz seines schwierigen familiären Hintergrunds konnte zu diesem Zeitpunkt noch keiner erahnen, was Eugen rund 13 Jahre später – gemeinsam mit vielen weiteren behinderten Menschen im Nazi-Deutschland – im Rahmen der „Euthanasie-Aktion T4“ grausames angetan werden würde.
Wie bereits angemerkt, war Eugen ein komplett gesundes Kind, bis ihn mit zwei Monaten ein Schicksalsschlag ereilte. Er erkrankte an einer Hirnhautentzündung, welche bei ihm zu der Nervenkrankheit Epilepsie führte. Ab seinem dritten Lebensjahr hatten er und mit ihm seine ganze Familie mit den Krampfanfällen, welche die Krankheit Epilepsie hervorruft, zu kämpfen. Durch diese Behinderung war Eugen nie in der Lage, eine Schule zu besuchen, jedoch lernte er in gedehnter Aussprache zu sprechen
Im Kindesalter wurde Eugen als gutmütiger Junge beschrieben, „wenn man ihn in Ruhe lässt“. Er spielte mit seinen Bauklötzchen und seinem Ball, wie jedes andere Kind. Da Eugens Krampfanfälle sich jedoch mit der Zeit verschlimmerten und seine Eltern zunehmend überfordert damit waren, ließ das Jugendamt Tübingen einen Bericht von der Universitätsnervenklinik Tübingen über Eugens geistigen Zustand anfertigen. Am 14. April 1933 beschrieben diese den kleinen Eugen Waiblinger in einem Brief an das Jugendamt als schwer eingeschränkt und stellten auch die Schwere seiner Epilepsie fest. Die Universitäts-Nervenklinik Tübingen hielt es aufgrund der genannten Gründe für erforderlich, dass Eugen in einer Anstalt für Nervenkranke untergebracht werde.
Eine Woche später, am 22. April 1933 schrieb die Bezirksfürsorgebehörde Tübingen einen Brief an die Heil- und Pflegeanstalt Stetten, in welcher sie um die Aufnahme Eugen Waiblingers baten. Am 2. Mai 1933 kam dann der erst fünfjährige Eugen nach Stetten. Während seines Aufenthalts in Stetten wurden einige Berichte von Pflegern und Ärzten über Eugen angefertigt. In diesen wird deutlich, dass Eugens Verhalten vielseitig war. Einerseits wurde Eugen als fröhlicher Junge beschrieben, welcher Späße machte und im Garten glücklich in der Erde buddelte. „Am liebsten hält sich Eugen im Park auf, da kann er sich stundenlang damit beschäftigen, in der Erde herumzuwühlen und es ist schade, dass dem Spielplatz des Knabenhauses ein Sandkasten fehlt“. Das schrieb der Arzt Albert Gruppe 1934 über den damals siebenjährigen Eugen. Andererseits hatte er auch eigensinnige, sowie dickköpfige Charaktereigenschaften, welche z.B. beim Wehren gegen das Aufräumen zum Vorschein kamen. Aus dem Pflegepersonal sah Eugen zwei Mitarbeiter als besondere Bezugspersonen, die er als Mama und Papa bezeichnete. Dies ist eine völlig normale Reaktion eines Kindes in Eugens Alter, das von seinen Eltern getrennt lebte und sie nur wenige Male im Jahr sah.
Abgesehen von den sozialen Aspekten hatte Eugen immer wieder unter vielen und auch heftigen epileptischen Anfällen zu leiden, aufgrund derer er auch einige Male ins Krankenhaus musste. Unmittelbar vor den Anfällen rief er die ihm guten vertrauten Pfleger mit Mama und Papa. Nach den Anfällen war Eugen tagelang schwach und war häufig auch nicht in der Lage, Nahrung zu sich zu nehmen. Dann wurde er als schwer pflegebedürftig beschrieben, er nässte sich nachts häufig ein und musste gefüttert werden. Tagsüber machte er sich jedoch bemerkbar, wenn er auf die Toilette musste. Insgesamt wurde Eugen abgesehen von seiner Epilepsie und seinen physischen Beeinträchtigungen charakterlich beschrieben, wie jedes andere in dieser Zeit als normal angesehene Kind. Wie ein ganz normaler Junge, der sein ganzes Leben noch vor sich hatte.
Jedoch wurde Eugen nach sieben Jahren und vier Monaten in Stetten als 13-jähriger Junge am 13. September 1940 im Rahmen der „Euthanasie-Aktion T4“ nach Schloss Grafeneck gebracht. Dort wurde er mit weiteren Bewohnern der Heil- und Pflegeanstalt Stetten noch am selben Tag grausam durch Gas ermordet. Die Familie erfuhr wenige Tage später vom Tod ihres Sohnes, welcher jedoch von den Verantwortlichen aus Grafeneck feige als ein „natürlicher Tod“ vertuscht wurde. Am 9. November 1940 wurde dann eine Urne mit der Asche nicht identifizierbarer verbrannter Leichen, aus dem Krematorium Grafeneck auf dem Stadtfriedhof Tübingen beigesetzt. Die Familie war im festen Glauben, dort ihren Jungen, aufgrund eines natürlichen Todes beerdigt zu haben.

## Mauerstraße 2

### Ferdinant Hartmaier "Aktion T4"
HIER WOHNTE
FERDINANT HARTMAIER
JG. 1919

EINGEWIESEN 1934
HEILANSTALT LIEBENAU
"VERLEGT" 2.10.1940

GRAFENECK
ERMORDET 2.10.1940
"AKTION T4"
Ferdinand Hartmaier wurde am 25.1.1919 in Tübingen geboren. Sein Vater Heinrich Hartmaier (1869–1931) arbeitete als Tagelöhner. Dieser hatte somit kein festes Arbeitsverhältnis, sondern bot seine Arbeitskraft bei unterschiedlichen Arbeitgebern an. Wir können also annehmen, dass die Familie in eher
bescheidenen Verhältnissen lebte – denn Reichtum erwarb man in solchen Arbeitsverhältnissen nicht.
Ferdinands Mutter Maria Hartmaier, geborene Wetzle, war Hausfrau und Mutter. Ferdinand war das fünfte von sechs Geschwistern. Er hatte vier ältere Geschwister, seine Brüder Heinrich, Karl und Wilhelm sowie seine Schwester Maria und ein jüngeres Geschwisterchen. Die Familie lebte gemeinsam
in der Mauerstraße 2 in Tübingen. Über Ferdinands Jugend haben wir keine Quellen. Wie er seine Kindheit verbrachte, welche Schule er besuchte, ob er ein fröhliches oder nachdenkliches Kind war – wir können es nicht nachvollziehen. Aus den Unterlagen geht hervor, dass Ferdinand zeitlebens ledig war.
Allerdings erzählen die Quellen, dass bei ihm mit 16 Jahren – vielleicht auch früher –eine psychische oder geistige Behinderung festgestellt wurde. Zur Zeit des Nationalsozialismus war das gleichbedeutend mit der Verurteilung als „lebensunwert“. Aufgrund der nicht überlieferten Unterlagen wird nicht
ersichtlich, wie sich die „Krankheit“ bei Ferdinand gezeigt haben soll. Am 6.7.1934 wurde er in die Pflegeanstalt Liebenau in Meckenbeuren eingewiesen. Auch aus dieser Zeit haben wir keine Quellen. Nur dass er zeit seines Lebens keine eigene Familie gründete, können wir nachvollziehen.
Ferdinand Hartmaier wurde im Zuge der „Euthanasie-Aktion T4“ am 2.10.1940 ins Schloss Grafeneck verlegt. In Grafeneck wurden Menschen mit körperlichen und geistigen Behinderungen systematisch ermordet. Laut des Melderegisters in Tübingen sei Ferdinand Hartmaier am 17.10.1940 in Sonnenstein (Sachsen) verstorben. Es ist aber davon auszugehen, dass dies eine Lüge darstellte, um die wahren Umstände zu verschleiern. Wahrscheinlich ist, dass Ferdinand bereits am Tage seiner Ankunft in Grafeneck, am 2.10.1940, ermordet wurde. Ferdinand Hartmaier war einer der vielen unschuldigen Menschen, die von den Nationalsozialisten umgebracht wurden, weil sie nicht in ihr Konzept passten.

## Stöcklestraße 22

### Getrud Schaal "Aktion T4"
HIER WOHNTE
GERTRUD SCHAAL
JG. 1900

EINGEWIESEN 1936
ANSTALT WEISSENAU
"VERLEGT" 24.5.1940

GRAFENECK
ERMORDET 24.5.1940
"AKTION T4"
Gertrud Schaal, geb. Mossap (Jg. 1900) in Heidenheim/Benz, verheiratet und Mutter von zwei Kindern wurde 1936 von der Gestapo in „Schutzhaft“ genommen und in das Frauengefängnis Gotteszell eingeliefert. Von dort wurde sie in die Heilanstalt Weißenau eingewiesen. Am 24.05.1940 wurde sie im Rahmen der „Euthanasie-Aktion T4“ mit einem Transport in die Tötungsanstalt Grafeneck verbracht und noch am selben Tag dort ermordet.

## Herrenberger Straße 77

### Gustav Scholz "Aktion T4"
HIER WOHNTE
GUSTAV SCHOLZ
JG. 1916

EINGEWIESEN 1919
HEILANSTALT LIEBENAU
"VERLEGT" 22.7.1940

GRAFENECK
ERMORDET 22.7.1940
"AKTION T4"
Gustav Scholz wurde am 23.06.1916 in Tübingen geboren. Seine Eltern Feodor Scholz und Maria Scholz, die beide Schriftsetzer waren, stammen ursprünglich aus dem Bezirk Breslau. Bis 1921 lebte die Familie zusammen in der Herrenbergerstraße77 in Tübingen; bevor sie 1921 nach Stuttgart zogen, jedoch ohne den fünfjährigen Sohn Gustav Scholz. Dieser lebte zu diesem Zeitpunkt bereits in Schussenried, weil bei ihm die Krankheit Epilepsie diagnostiziert worden war.
Epilepsie ist eine vorübergehende Fehlfunktion des Gehirns mit einem vielfältigen Erscheinungsbild. Bei einem sogenannten epileptischen Anfall geben Nervenzellen zu viele Signale auf einmal ab. Dabei kann es unter anderem zu Störungen des Bewusstseins, von Bewegungen oder Wahrnehmung kommen. Eine solche Diagnose führte in der Zeit des Nationalsozialismus zur Einstufung als „arbeitsunfähig“ und als „lebensunwert“ – unabhängig davon, wie stark ein Betroffener in seinem alltäglichen Leben tatsächlich durch die Krankheit beeinträchtigt wurde.
Mit nur drei Jahren war der kleine Junge Gustav von seiner Familie getrennt und in die Psychiatrie Anstalt Schussenried eingeliefert worden. Was in dieser Zeit mit ihm passierte oder was er machte, ist leider unbekannt. Wir wissen aber, dass es sich der Staat in Württemberg vergleichsweise früh, seit Beginn des 20. Jahrhunderts, zur Aufgabe gemacht hatte, das „Irrenwesen“ neu zu organisieren. Die katholisch und ländlich geprägte Region Oberschwaben wurde zu einem Zentrum der staatlichen Neuordnung der Psychiatrie. Das galt auch für die Anstalt Schussenried. Statt gefängnisähnlicher Behandlungsbedingungen wurden nach und nach Maßnahmen umgesetzt, die die Tage sinnvoll strukturieren sollten. Vielleicht hatte Gustav Scholz gute Kinder- und Jugendjahre in Schussenried.
Am 01.07.1940 wurde Gustav Scholz, der praktisch sein ganzes bisheriges Leben in der Psychiatrischen Anstalt Schussenried verbracht hatte, mit 24 Jahren in die Anstalt Liebenau verlegt. Warum – und was er nach seiner Entlassung machte, ist ungeklärt. Fest steht aber, dass er nun nur noch 21 Tage zu leben hatte. Vermutlich und hoffentlich war ihm das so nicht bewusst.Nun kam der Tag, an dem Gustav Scholz in die Vernichtungsanstalt Grafeneck eingeliefert wurde, er kam am 22.07.1940 an und wurde noch am selben Tag ermordet.

## Hirschauerstraße 2

### Heinrich Finckh "Aktion T4"
HIER WOHNTE
HEINRICH FINCKH
JG. 1903

EINGEWIESEN 1930
ANSTALT CHRISTOPHSBAD

1940 ANSTALT WEISSENAU 
"VERLEGT" 5.12.1940

GRAFENECK
ERMORDET 5.12.1940
"AKTION T4"
Am 7.5.1903 wurde Heinrich Ernst Eugen Finckh in Wiesensteig als Sohn des Forstmeisters Karl Julius Alfred Finckh und Berta Adelheid Finckh, (geb.Knorr) in Tübingen geboren. Heinrich Finckh hatte zwei Brüder und eine Schwester: Heinrich Walter, geboren am 27.12.1900, Max, geboren am 8.12.1909 und Luise, geboren am 4.12.1898. Der Großvater Wilhelm Friedrich Finckh war Obertribunalrat in Tübingen, der Urgroßvater Wilhelm Friedrich Philipp Kuhn Oberjustizrat. Die Familie war also beruflich im Rechtswesen verankert und gehörte damit einem akademischen Milieu an. Die Familie wohnte in der Hirschauerstraße 2 in Tübingen. Von 1909 bis 1917 besuchte Heinrich Finckh die Lateinschule in Gaildorf. Später die Schule in Hall von 1917 bis 1920. Vermutlich ist hierbei die Stadt Schwäbisch Hall gemeint, was aus den Unterlagen allerdings nicht ganz ersichtlich wird.
In persönlichen Aufzeichnungen von 1920 berichtet Heinrich Finckh, dass er an einer „Gemütsverstimmung“ leide. Der Vater stuft dies als Depression ein und weist seinen Sohn vom 12. Juli 1920 bis 7. August 1920, in eine Nervenklinik ein. In handschriftlichen Aufzeichnungen berichtet Heinrich, dass er sich in „hiesiger Nervenklinik“ (den Ort nennt er nicht) erholt habe.
Es existieren handschriftliche Aufzeichnungen, die eventuell aus Heinrichs Tagebuch stammen, nach denen er Ostern 1921 die Matura mit 5,2 bestanden hat. Die Matura entspricht dem heutigen Abitur und stellte die Zugangsberechtigung zur Universität dar. Im damaligen Notensystem von 1–8 (dies war die beste Note) war das eine gute Leistung. Ganz offensichtlich war Finckh ein intelligenter junger Mann. Heinrich Finckh studierte Architektur. In den Aufzeichnungen findet sich ein Vermerk, dass er Diplom-Ingenieur und Architekt war.
Im Tübinger Adressbuch von 1925 ist Heinrich Finckh unter der Adresse seiner Eltern nicht aufgeführt. Laut Unterlagen lebte er dort aber bis 1927. Hier stellt sich die Frage, ob Heinrich von der Familie verleugnet wurde? Kamen sie mit seiner Erkrankung nicht zurecht?
Zwischen den Jahren 1927 bis 1930 findet sich eine Lücke in den Aufzeichnungen. Allerdings gibt es einen Arztbericht, vermutlich einen Nachtwachenbericht, vom 9.9. auf den 10.9.1929. Vermerkt ist hier, dass der Patient sich Gedanken mache, er sei ganz allein und niemand habe ihn gern. Man glaube ihm nicht, und um eine Stelle zu bekommen, müsse er schnell wieder gesund werden. Er höre Stimmen, Menschen die schreien „macht doch den Kerl kaputt“ und er glaube, er wird verfolgt. Heinrich litt anscheinend sehr unter der Erkrankung, bekam aber – zumindest seiner eigenen Wahrnehmung
nach – keine therapeutische Hilfe.
In dieser Notiz findet sich auch ein Vermerk über eine „Zelle“, in der er sich umbringen könne. Unklar ist jedoch, ob er sich eine Zelle wünscht, in der er sich umbringen könne oder, ob die Menschen, die ihn vermeintlich verfolgen, möchten, dass er in eine Zelle gesperrt wird, in der er sich umbringen soll. Fest steht – das waren ängstigende Fantasien, die ihm sehr zugesetzt haben müssen.

## Uhlandstraße 10 B

### Hermine Mayer Aktion T4
HIER WOHNTE
HeRMINE MAYER
JG. 1864

EINGEWIESEN 1936
HEILANSTALT WEISSENAU

"VERLEGT" 24.5.1940

GRAFENECK
ERMORDET 24.5.1940
"AKTION T4"
Hermine Katharine Mayer wurde am 17.11.1864 in Freudenstadt geboren als Tochter von Gottlob Gottfried Mayer (geb. 14.11.1811 in Waiblingen – gest. 31.01.1888) und Katharine Wilhelmine Mayer, geb. Lottenberger (geb. 26.05.1835 in Derendingen, Todesdatum unklar). Hermine Mayer wurde evangelisch getauft. Als Berufsbezeichnung des Vaters wurde Bortenwirker (Hersteller von Borten, Bordüren und Besätzen) vermerkt.
Die Ehe der Eltern wurde am 28.05.1860 in Derendingen geschlossen. Aus dieser Ehe gingen vier Töchter und ein Sohn hervor. Zwei der vier Geschwister von Hermine Mayer verstarben schon im Kindesalter, bekannt ist eine Schwester, Anna Pauline Ottilie, zu der sie ein sehr enges Verhältnis hatte und eine zweite Schwester, Albertina Mayer, später verheiratete Ziegler, die in Karlsruhe lebte.
Über Kindheit und Ausbildung von Hermine Mayer ist wenig bekannt, sie selbst gab an, ein Töchterinstitut in Freudenstadt und später in Reutlingen besucht zu haben. Ab dem 16. Lebensjahr habe sie, ihren eigenen Angaben zufolge, in verschiedenen Familien als Haustochter und als Hausdame gearbeitet und war vor allem in der Kindererziehung tätig, zunächst auf Schloss Ehrenfels bei Zwiefalten im Landkreis Reutlingen.
Von 1882 bis 1884 arbeitete sie in Lausanne, ging dann 1887 nach eigenen Angaben mit 23 Jahren nach England und arbeitete dort lange Jahre zunächst im Haushalt der Admiralsfamilie Cave, später in der Familie des Generals Frotter. Sie sei mit diesen Familien viel auf Reisen innerhalb und außerhalb von England gewesen. Im Jahre 1896 habe sie mit 32 Jahren in eine adelige Familie (Marquise Flori di Geranizzana) nach Italien gewechselt, in der sie lange Jahre gearbeitet habe. Danach ging sie wieder zurück nach England. Zuletzt lebte und arbeitete sie bis 1907 in einer amerikanischen Familie in Baden-Baden. Über die Gründe der häufigen Arbeitswechsel ist nichts bekannt, auch sie selbst äußert sich dazu nicht. Von Baden-Baden siedelte Hermine Mayer 1907 nach Stuttgart über und lebte dort, nach eigenen Angaben, zurückgezogen in einfachen Verhältnissen, glücklich und zufrieden von ihrem bescheidenen Vermögen und ihren Ersparnissen.
1918 erfolgte der Umzug aus unbekannten Gründen nach Tübingen, sie wohnte dort zunächst bei Bekannten in der Steinlachstraße. Da die Verhältnisse schlechter wurden, habe sie Englisch- und Französischunterricht gegeben, um sich ihren Unterhalt zu verdienen. Im Dezember 1923 sei sie innerhalb Tübingens mit Vermittlung des Städtischen Wohnungsamtes in die Köstlinstraße 13 umgezogen.
Von dort wurde sie am 23. Januar 1924 erstmalig und aus akutem Anlass in die Klinik für Gemüts- und Nervenkrankheiten in Tübingen aufgenommen (vermutlich auf Veranlassung einer ihrer Schwestern). Laut ihrer Krankenakte war sie bei der Aufnahme sehr erregt und äußerte unzusammenhängende Gedanken und Wahnideen. Den Nachfragen von Seiten des Arztes sei sie ausgewichen und hätte unpräzise Angaben gemacht. Nachdem sie sich jedoch allmählich beruhigte und wieder klarer sprechen konnte, hätte sie einer stationären Aufnahme in der Klinik zugestimmt. Im weiteren Verlauf habe sich Hermine Mayer schnell in die neue Situation in der Klinik eingefunden, sie sei zeitweise bei klarem Bewusstsein gewesen und wurde als formal gewandt beschrieben. Zeitweise hätten ihre Erzählungen jedoch wahnhafte Züge angenommen, sie habe diffuse Beschuldigungen gegen Freunde und Bekannte, aber auch Mitpatienten geäußert und es seien deutliche Realitätsverkennungen hervorgetreten. Verschiedene Stationsärzte beschrieben sie als immer freundlich, immer höflich, selbstbewusst und sehr vorsichtig in ihren Äußerungen, oft seien diese Äußerungen auch ironischer Art gewesen.
Am 21. März 1924 wurde Hermine Mayer mit dem Vermerk „ungeheilt“ von der Tübinger Nervenklinik verlegt in die Anstalt Weissenau bei Ravensburg. Die Verlegung erfolgte auf amtlichen Beschluss des Oberamtes Tübingen.
In Weissenau war Hermine Mayer vermutlich bis 1932 – es liegen keine Aufzeichnungen über diese Zeit vor – und wurde dann entlassen. Von 1932 bis 1936 lebte sie wieder in Tübingen; es gibt Anhaltspunkte dafür, dass sie einige Zeit im Bürgerheim lebte und von dort aus an verschiedenen Wohnorten in der Stadt. Im Tübinger Adressbuch dieser Zeit ist sie nicht zu finden, die Meldekarte gibt als letzten Wohnort die Uhlandstraße 10B an.
Am 10.01.1936 wurde Hermine Mayer erneut in der Anstalt Weissenau aufgenommen – auf welche Veranlassung hin, bleibt unklar, es stehen hierzu keine Akten zur Verfügung. Am 24.05.1940 wurde Hermine Mayer nach Grafeneck deportiert und am gleichen Tag ermordet.

## Moltkestraße 24

### Kolomann Kollmann "Aktion T4"
HIER WOHNTE
KOLOMANN
KOLLMANN
JG. 1903

DENUNZIERT
EINGEWIESEN 1936
ANSTALT WEISSENAU

"VERLEGT" 9.9.1940

GRAFENECK
ERMORDET 9.9.1940
"AKTION T4"
Kolomann Kollmann wurde am 30.11.1903 in Zogenweiler, Kreis Ravensburg, geboren. Er lebte von 1921 bis 1937 in Tübingen, war von Beruf Gerichtsassessor, seit 1932 jedoch arbeitslos. Kollmann wohnte zuletzt bei seiner Mutter, Josefine Kollmann, einer Hauptschullehrerswitwe, in der Moltkestraße 24. Er hatte einen Bruder, Maximilian, geboren 1902, der seit 1926 in Tuttlingen, später mit seiner Frau in Ravensburg als Obersekretär lebte.
Kolomann Kollmann wurde 1935 von einer Hausmitbewohnerin bei der Polizei denunziert, die behauptete, er würde nicht grüßen (vielleicht war es der Hitlergruß, den er verweigerte). Aufgrund ihrer eigenen Ermittlungen und des Gutachtens des damaligen Psychiatrieprofessors Gaupp sah die Polizei die Unterbringung in der Psychiatrie für unerlässlich an. Der Patient, so die Archiv-Unterlagen, gab an, sehr isoliert gelebt zu haben und im Studium keine Mittel für gesellige Betätigung gehabt zu haben. Er habe immer den Wunsch nach einer Beziehung gehegt, habe sich aber nicht getraut, Kontakt aufzunehmen. Die Mutter Josefine Kollmann verweigerte vergeblich ihre Zustimmung zur Unterbringung in die Psychiatrie. Sie bat um Verständnis, dass ihr Sohn seit drei Jahren arbeitslos sei, was ihn sehr bedrückt habe und dass „er nicht soweit ist, dass er in eine Heilanstalt müsse. Sie glaube nicht, dass er gemeingefährlich sei.“
Das Krankheitsbild, das Kollmann darbiete, sei Schizophrenie, so ist es in der Krankenakte vermerkt. Nach dem Gesetz von 1933 „zur Verhütung erbkranken Nachwuchses“ wurde er zwangssterilisiert. Er äußerte sich darüber (laut Akte), dass er nun für sein ganzes Leben gelähmt sei und sich als Mensch zweiter Klasse fühle.
Am 16.01.1936 wurde Kollmann als „ungeheilt“ nach Weissenau verlegt. Ende September desselben Jahres beurlaubte man ihn wegen Besserung seines Zustandes und er konnte nach Hause. Er musste sich nach zehn Wochen beim Amtsarzt Brasser vom Staatlichen Gesundheitsamt vorstellen. Dessen Gutachten lautete: „K. ist ziemlich verschlossen, gibt nur ungern und zögernd Antwort […] seine Wahnideen bestehen weiter, er verbirgt sie jedoch.“ Nach wie vor sei er gemeingefährlich, was eine erneute Aufnahme in eine Heilanstalt notwendig mache. Ab dem 22.12.1936 kam Kollmann deshalb wieder in die Anstalt Weissenau. Sein Bruder Maximilian protestiert beim Landrat, er habe bei seinem Bruder nichts von Geistesgestörtheit wahrnehmen können. Die Antwort der Anstaltsleitung an den Landrat vom 17.10. lautete: Es sei nicht ratsam Herrn K. zu entlassen, denn er wolle nicht zu seiner Mutter, die ihn zu sehr bevormunden würde. Und am 05.04.1940 ebenfalls: „K. ist weiterhin irrenanstaltsbedürftig und wird es voraussichtlich immer sein.“
Ende Oktober 1939 unterzeichnete Hitler einen Geheimbefehl: „Reichsleiter Bouhler und Dr. Brandt sind unter Verantwortung beauftragt, die Befugnisse namentlicher Ärzte so zu erweitern, dass nach menschlichem Ermessen bei kritischer Beurteilung ihres Krankheitszustandes der Gnadentod gewährt werden kann.“
Am 20.September 1940 wollte Maximilian Kollmann seinen Bruder Kolomann in Weissenau besuchen und versuchen, ihn heimzuholen, da er jetzt eine größere Wohnung habe – jedoch vergeblich. Er bekam die Auskunft, Kollmann sei verlegt worden. Wohin, das wusste niemand. Maximilian Kollmann bat um Auskunft beim Landrat, der sich der Sache annahm und folgende Antwort bekam: Auf Anordnung des Stuttgarter Innenministeriums sei Kollmann mit andern zusammen verlegt worden, um Weissenau wegen des Krieges als Lazarettstätte einzurichten. Es sei vereinbart worden, dass die betreffende Anstalt die Angehörigen informieren soll. Mit Datum vom 10. Oktober 1940 traf eine Nachricht aus Grafeneck beim Landratsamt ein: „Der Obengenannte musste im Rahmen von Maßnahmen, die durch den Krieg bedingt sind, am 9. September zu uns verlegt werden. Er ist hier am 20. September an einer akuten Hirnschwellung verstorben.“
Die wahren Umstände wurden verschwiegen. Kolomann Kollmann wurde unmittelbar nach seiner Ankunft in Grafeneck in der dortigen Gaskammer ermordet. Allein aus Weissenau wurden 560 Menschen vergast. Aus württembergischen Anstalten verloren in Grafeneck 3884 Menschen ihr Leben. Weitere kamen hinzu, so dass in 10 Monaten 10654 Morde begangen wurden. Nach dem offiziellen Ende der „Euthanasie-Aktion T4“ starben noch viele an Überdosierung von Medikamenten, Pflegemängeln und vorsätzlicher Unterernährung.

## Brühlstraße

### Richard Engelfrie "Aktion T4"
HIER WOHNTE
RICHARD
ENGELFRIED
JG. 1905

EINGEWIESEN 1935
ANSTALT CHRISTOPHSBAD

"VERLEGT" 10.12.1940

GRAFENECK
ERMORDET 10.12.1940
"AKTION T4"
Am 10. Dezember 1940 wurde mit dem gewaltvollen Mord an Richard Engelfried in Grafeneck ein wertvolles Leben beendet, über das es sich zu erzählen lohnt.
Richard Rudolf Engelfried wurde am 3. Oktober 1905 im Dorf Kressbach bei Tübingen als Sohn von Friedrich und Elisabeth Engelfried, ehemals Häusel, geboren. Später verzog die Familie in die Brühlstraße 4 nach Derendingen. Das Ehepaar Friedrich und Elisabeth hatte neben Richard eine gemeinsame ältere Tochter, Elisabeth Christine Barbara. Der Vater Friedrich hatte außerdem drei weitere Söhne, die allesamt älter als Richard waren. Über eine etwaige erste Ehe des Vaters konnten wir aber nichts Genaueres herausfinden.
Damit war Richard ein später Nachzügler in der kinderreichen Familie. Richards Vater starb früh, als sein Sohn gerade einmal drei Jahre alt war. Die ohnehin schwierigen Familienverhältnisse verschlimmerten sich durch den Todesfall für alle Angehörigen. Drei Jahre nach dem Tod des Vaters kam es zu einem Gerichtsverfahren um das Erbe Friedrichs. Wir können nur vermuten, aus welchen Gründen die Mutter das Geld nach dem frühen Tod des Vaters nicht für ihre Kinder sicherstellte und damit deren Zukunft schützte. Dadurch könnte sich Richard von früher Kindheit an vernachlässigt gefühlt haben. Zu diesem Zeitpunkt hatte Richard einen Pfleger namens Georg Walter, über den wir keine weiteren Informationen haben.
Elisabeth war nach dem Tod Friedrichs also möglicherweise damit überfordert, ihren Kindern mütterlich beiseite zu stehen. Zwei Tage vor seinem Geburtstag im Jahre 1916 forderte Richards Mutter von dem Großvater Jakob Engelfried Geld für ihren Sohn Friedrich. War sie in finanziellen Nöten? In den Folgejahren kam es zu einem schwerwiegenden Streit zwischen Richard und seiner Tante, Luise Sophie Weimar, der in ein Gerichtsverfahren mündete.
Richard war Bankangestellter im Bankhaus Schweikhardt, weshalb ihn die Familie mit finanziellen Aufgaben betraut hatte. So auch Luise, die ihn später beschuldigte, Geld veruntreut zu haben. Richard hatte im Beruf wahnhafte Reaktionen gezeigt, die zu seiner abrupten Kündigung führten. Aus heutiger Sicht können medizinische Gutachten bestätigen, dass sein Handeln in der Tat von seinem beeinträchtigten psychischen Zustand bestimmt war. Dies wird auch darin deutlich, dass er bis zuletzt bestritt, das Geld für sich verwendet zu haben.
Das Schöffengericht sprach ihn frei, aufgrund „anormale[r] Geistesverfassung“ und daher „fehlende[r] nötiger Einsicht“. Zuvor hatte er sich einer gerichtlichen Begutachtung in der Universitätsnervenklinik Tübingen unterziehen müssen. Erst nach sechswöchiger Beobachtung wurde er ins Berichtsgefängnis zurückgeführt.
Im Jahre 1935 wurde er erneut mit der Diagnose einer psychischen Beeinträchtigung in die Universitätsnervenklinik eingewiesen. Bereits zwei Jahre zuvor war er durch einen Beschluss des Amtsgerichts Tübingen wegen „Geistesschwäche entmündigt“ worden. Hans Feyerabend, ein Ölmühlbesitzer, hatte 1934 als fünfte angefragte Person die Vormundschaft angenommen.
Die Geschwister waren nicht unter den Befragten. Als sogenannter „Staatspflegling“ wurde Richard Engelfried am 28. Mai 1935 auf ärztliche Anweisung ins Klinikum Christophsbad überwiesen und trug fortan die Aufnahmenummer 11437. Wir wissen aus der Rückschau, dass er dort fünf Jahre seines Lebens verbringen sollte. Die Ärzte kamen zu keiner einstimmigen Diagnose.
Von diesem Zeitpunkt an schien Richard Engelfried seine Lebensfreude verloren zu haben. Von Christophsbad aus schrieb er mehrere Briefe an Behörden und eine Reihe von persönlichen Mitteilungen an nahestehende Personen. Bei unserer Recherche war es uns nicht möglich, diese Dokumente aufzufinden. Wir können also nur spekulieren, was Richard in seinen Notizen hätte zu Papier bringen wollen. Möglicherweise schrieb er an seine Mutter oder wandte sich mit Fragen oder Entschuldigungen an seine Tante. Richard dürfte den Wunsch gehegt haben, nach Hause zurückkehren zu können. Auch zwei Monate später noch verfasste er trotz der Aufforderung, das Schreiben einzustellen, massenhaft weitere Briefe. Einzelne Mitteilungen geben uns Auskunft über Richards langen Aufenthalt in Christophsbad. Sie belegen, dass es ihm körperlich gut ging, er sich dort den Angaben zufolge „ruhig und ordentlich“, aber zurückgezogen verhielt. Zumeist verbrachte er seine Tage bei schönem Wetter im Garten der Klinik und fand darin möglicherweise Trost. Dennoch hatte er bis zum Ende seines Aufenthalts Sinnestäuschungen und Wahnvorstellungen, die ihn beherrschten. Der letzte Aktenvermerk aus Christophsbad bezeugt schließlich die vom Innenministerium angeordnete Überführung Richard Engelfrieds am 14. Oktober 1940 in die Heilanstalt Winnental. Seine offizielle Patientenakte ging auch auf Reklamation der Klinik Christophsbad nie dorthin zurück. Der Verbleib der Akte ist bis dato unklar. Über seinen Aufenthalt in Winnental konnten
wir nichts herausfinden. Wir wissen lediglich, dass er dort nicht lange gewesen ist, da er bereits zwei Monate später, am 10. Dezember 1940, mit gerade einmal 35 Jahren in Grafeneck ermordet wurde.
Nach seinem Tod vernichtete man sein Eigentum. Hans Feyerabend hob die Vormundschaft mangels nachweisbarer Vermögenswerte auf. Richards Mutter bestätigte die Aussage des Vormundes. Die unmenschlichen Verbrechen in Grafeneck machten Richard Engelfried zu einem der unzähligen Opfer des Nationalsozialismus, deren Leben wir nicht vergessen wollen.

## Sieben-Höfe-Straße 55

### Anna Steinhilber "Aktion T4"
HIER WOHNTE
ANNA
STEINHILBER
GEB. RÖHM
JG. 1884

EINGEWIESEN 1936
ANSTALT Rappershofen

"VERLEGT" 27.9.1940

GRAFENECK
ERMORDET 27.9.1940
"AKTION T4"
Anna Steinhilber, geborene Röhm, war ein Opfer der „Euthanasie-Aktion T4“ der Nationalsozialisten. Sie wurde am 9. November 1884 in Derendingen (heute ein Stadtteil von Tübingen) geboren. Dort wohnte sie in der Hauptstraße 34, die ab 1934 Hindenburgstraße hieß, gegenüber der Krapf-Schule. Das Haus existiert heute nicht mehr. Der Ort des Hauses ist die heutige Sieben-Höfe-Straße 50 in Tübingen-Derendingen.
Über die Jugend von Anna wissen wir wenig. Auch ihr Großneffe Friedrich Röhm, der uns viel über seine „Tante Anna“ erzählt hat, konnte uns dazu keine Auskunft geben.
Die Meldekarte von Anna Steinhilber, die wir im Tübinger Stadtarchiv einsehen konnten, verrät uns immerhin: Am 30. März 1909 wurde ihre Tochter Emma geboren. Annas Ehemann, Herrmann Heinrich Steinhilber, war laut Meldekarte von Beruf Heizer.
Annas Tochter Emma heiratete am 15.11.1935 in Tübingen Emil Fütterer und lebte ab 1946 mit ihrer Familie, zu der zwei Töchter und ein Sohn gehörten, in Freiburg. Wie viel und wie intensiven Kontakt sie mit ihrer Mutter während deren Krankheitsgeschichte hatte, ist nicht bekannt. Die Vormundschaft für ihre Mutter Anna übernahm Emma Fütterer nicht – Annas Vormund war stattdessen ab 3. März 1936 „Fräulein Anna Marie Steinhilber“ (geboren am 11. November 1898). Laut Akten des Vormundschaftsgerichts war sie die Nichte von Anna Steinhilber. Ob es zu diesem Zeitpunkt noch Kontakt zwischen Mutter und Tochter gab, ist nicht bekannt.
Aus mehreren Quellen wissen wir, dass zwei weitere Kinder von Anna nicht überlebten: Eines starb vor, ein weiteres kurz nach der Geburt. Das muss sich vor oder im Jahr 1915 zugetragen haben, denn Annas Ehemann Herrmann Heinrich Steinhilber fiel am 6. Oktober 1915 bei St. Souplet im Ersten Weltkrieg. Drei einschneidende Verluste in so kurzer Zeit. Der Ehemann und zwei Kinder. „Das hat sie nicht verkraftet“, erzählte ihr Großneffe Friedrich Röhm. Dieser besuchte sie als Kind regelmäßig. Sie bedeutete ihm viel – nicht nur wegen des Kuchens, welchen sie immer für ihn backte. „Ich habe meinen Spaß gehabt, was alte Leute geschwätzt haben“, erzählte er und spielte damit auf die Fantasien seiner Großtante an. Diese Fantasien waren wohl weit mehr als die üblichen Späße mit Kindern. Anna Steinhilber soll wahnhafte Vorstellungen und große Ängste gehabt haben – so schildern es die Krankenakten des Universitätsarchivs Tübingen und die Vormundschaftsakten aus dem Ortsarchiv Derendingen. Ob es sich dabei um eine Schizophrenie im heutigen medizinischen Sinne handelte (so geben es verschiedene Akten wiederholt an), kann nicht klar nachvollzogen werden. In jedem Fall führten zahlreiche Klinikaufenthalte in der Tübinger „Klinik für Nerven- und Gemütskrankheiten“ nicht zu einer Heilung. Ob also für ihren andauernd labilen psychischen Zustand eine „chronische geistige Erkrankung“ (so Befundberichte vom 12. Juni 1934 und 24. Mai 1932) die Ursache war, oder ob die „phantastischen […] Vorstellungen“ vor allem Folgen der traumatischen Verluste zweier Kinder und des Ehemannes waren, kann nicht nachvollzogen werden.
Den nach außen hin sichtbaren und spürbaren und damit diagnostizierten Beginn einer Krankheitsphase datieren die Quellen in das Jahr 1927: Am 12. April 1927 sei die Krankheit Annas so weit fortgeschritten gewesen, dass sie acht Tage später, also am 20. April 1927, in die Nervenklinik eingewiesen wurde, von der sie am 29. August 1927 „ungeheilt“ entlassen wurde. Von da an berichten die Akten über wiederholte kürzere und längere Klinikaufenthalte.
Vom 9. März 1936 bis 27. September 1940 war Anna Steinhilber schließlich in der Anstalt Rappertshofen. Uns liegt eine Liste dieser Anstalt vor, der wir noch einmal die Diagnose Schizophrenie entnehmen können. Eigentlich war Rappertshofen ein Ort, der 1894 als „Landarmenanstalt“ für zunächst 155 Menschen gegründet worden war. Hier sollten kranke Obdachlose versorgt werden und einen Arbeitsplatz in der heimeigenen Landwirtschaft finden. Bereits um 1905 war die Einrichtung so überfüllt, dass das Gebäude erweitert wurde. Jetzt wurden zusätzlich 200 Menschen, insbesondere psychisch erkrankte Personen aus allen Teilen der Gebiete Württemberg und Hohenzollern aufgenommen. 1940 wurden aus Rappertshofen 73 Menschen im Zuge der „Euthanasie-Aktion T4“ deportiert und in Grafeneck ermordet.
Eine von ihnen war Anna. Sie wurde am 27.9.1940 von Rappertshofen nach Grafeneck „versetzt.“ Dieser Ausdruck findet sich in der Akte aus Rappertshofen. Wir verstehen darunter einen unfreiwilligen Abtransport. Wie es ihr in Rappertshofen und bei ihrem Abschied von dort erging, können wir nicht mehr nachvollziehen – in den Akten findet sich dazu nichts. Ob sie ahnte, was ihr bevorstand?
Der 27. September 1940, der Tag, an dem sie deportiert wurde, war – nach den Erzählungen des Großneffen Friedrich Röhm – zugleich Annas Todestag. In den Akten des Vormundschaftsgerichts, die im Stadtarchiv Tübingen liegen, wird dagegen der 10. Oktober 1940 als Todestag genannt. In Grafeneck war es jedoch grausame Praxis, dass die Menschen direkt nach ihrer Ankunft dort ermordet wurden. So erscheint der 27. September als wahrscheinlich.
Auch wenn Anna Steinhilber keine bekannte Person für die „große“ Geschichte ist, ist sie dennoch ein Beispiel für die Brutalität der nationalsozialistischen Regierung. Trotz ihres Todes wird sie in unseren Erzählungen und Gedanken weiterleben und uns daran erinnern, solche Verbrechen nie wieder geschehen zu lassen.

## Wilhelmstrasse 87

### Sofie Ruf "Aktion T4"
HIER WOHNTE
SOFIE RUF
JG. 1868

EINGEWIESEN 1929
ANSTALT CHRISTOPHSBAD

"VERLEGT" 11.12.1940

GRAFENECK
ERMORDET 11.12.1940
"AKTION T4"
Sofie Ruf wurde am 14.06.1868 in Epfendorf, einer kleinen Gemeinde zwischen Oberndorf und Rottweil im Königreich Württemberg geboren und katholisch getauft. Ihre Eltern, Johann Baptist Ruf, von Beruf Schreiner und Maria, geb. Imhof hatten zusammen acht Kinder. Sofie absolvierte alle Klassen der Volksschule. Nach dem Schulabschluss arbeitete sie noch einige Jahre in der elterlichen Landwirtschaft mit. Die Mutter starb früh im Alter von 42 Jahren.
Sofie ging als junge Frau „in die Fremde“, so ihre eigenen Worte. Sie ging in die Schweiz und verdingte sich in wechselnden Stellungen, in Pensionen, Restaurants und privaten Haushalten als Küchen- und Dienstmädchen, wie viele jungen Mädchen ihrer Generation, die keine Ausbildung machen konnten oder durften.
Am 08.05.1895 gebar sie ihre Tochter Alice. Da der Vater des Kindes Jude war, durfte sie ihn „wegen des Glaubens“ nicht heiraten. Sie musste das Kind zur Versorgung in ein Kloster geben. Die Tochter wuchs in der Folge bei anderen Leuten auf. Auch sie arbeitete später als Serviertochter in Zürich. Immerhin gab es zwischen Sofie und ihrer Tochter Alice Kontakt, denn sie berichtete während ihres Klinikaufenthalts in Tübingen von gelegentlichen Treffen und Briefen.
Um 1925 begannen ihre wahnhaften Vorstellungen, innere lautstarke Stimmen setzten ihr zu und zwischen den teilweise anfallsartigen Erscheinungen fiel sie in tiefe Depression. Im Versuch den bedrohlichen, quälenden und sie verfolgenden Stimmen zu entkommen, gelangte sie auf ihrer Flucht vor diesen schließlich nach Tübingen.
Sie fand eine Anstellung im Hotel Goldener Ochsen in der Karlstraße 5. An dieser Stelle steht heute das Modehaus Zinser. Doch offenbar ließ ihr Gesundheitszustand eine geregelte Arbeit auf Dauer nicht mehr zu. Nach fünf Monaten wurde sie entlassen und fand im Gutleuthaus ein Unterkommen. Das Gutleuthaus ist heute ein Teil des Pauline-Krone-Heims und diente damals der Armen- und Altenfürsorge.
Am 6. Dezember 1928 wurde sie in die Tübinger Nervenklinik eingewiesen. Sie blieb dort ein halbes Jahr lang, aber ihre Seelenqualen konnten auch dort nicht gelindert werden. Es gab noch keine Medikamente, die dies vermocht hätten. Am 15. Juni des Jahres 1929 wurde sie als „ungeheilt“ in die Heilanstalt Christophsbad in Göppingen überwiesen. Dort lebte sie fast elf Jahre als sogenannter „Staatspflegling“.
Aufgrund des Erlasses vom Württembergischen Innenministerium vom 1. April 1940, wurde ihre Verlegung in die Heilanstalt Weinsberg angeordnet. Der Leiter des württembergischen Gesundheitsamtes nahm die Auswahl persönlich vor, nachdem die Heilanstalt Christophsbad dem Ansinnen Listen zu erstellen nicht nachgekommen war. Ausgewählt wurden zunächst alle Patienten, die „nicht, oder nur ganz wenig arbeiten, meist schon länger in der Anstalt sind und nicht aus der Umgebung von Göppingen stammen“. (Quelle: Hauptstaatsarchiv Stuttgart.)
Am 17. April 1940 wurde Sofie Ruf nach Weinsberg gebracht und am 11. Dezember mit einem der letzten Transporte nach Grafeneck, wo sie noch am selben Tag in der Gaskammer ermordet wurde.
Sie wurde 71 Jahre alt.

## Payerstraße 12

### Ernst Walter Schwarz "Aktion T4"
HIER WOHNTE
ERNST WALTER
SCHWARZ
JG. 1902

SEIT 1909 UNTERGEBRACH
KINDERHEIM MARIABERG

"VERLEGT" 1.10.1940

GRAFENECK
ERMORDET 1.10.1940
"AKTION T4"
Ernst Walter Schwarz wurde am 06.12 1902 in Tübingen geboren. Zu seinem Leben gibt es leider nur wenig handfeste Quellen. Die meisten der folgenden Schilderungen stammen aus einem Brief seiner Mutter, den sie nach dem Tod Ernst Walters verfasste. Der Vater von Ernst Walter, Karl Schwarz, war „Oberreallehrer.“ Der Vorname der Mutter ist leider unklar. Ernst Walter Schwarz hatte zudem auf jeden Fall eine Schwester, möglicherweise auch weitere Geschwister. Seine Schwester lebte zum Zeitpunkt seines Todes in Leipzig und wurde von seiner Mutter dort besucht. Seine Mutter wohnte hingegen in Tübingen, genauer gesagt in der Zeppelinstraße 26, heute Payerstraße 12. Auch Ernst Walters Vater wohnt bis zu seinem Tode dort, er verstarb noch vor Ernst Walter.
Vor seiner Ermordung muss Ernst Walter lange sehr krank gewesen sein. Seine Mutter schildert: „Walter war ja seit langer Zeit bettlägerig“. Zudem geht aus ihrem Brief hervor, dass Ernst Walter von seiner Familie sehr geliebt wurde. Seine Mutter schreibt über den Tod ihres Sohnes: „Ich bin mit den Meinigen traurig.“ Durch ihre tiefe Gläubigkeit fand Ernst Walters Mutter immerhin vermutlich etwas Trost im Glauben, dass ihr Sohn nun seine „Ruhe“ gefunden hat und „in die Herrlichkeit eingeht“.
Diese Zeilen deuten darauf hin, dass sich Ernst Walters Eltern sehr um die Unterbringung und das Wohlbefinden ihres Sohnes gesorgt haben. Ernst Walter lebte die meiste Zeit seines Lebens im Kloster Mariaberg, welches im Landkreis Sigmaringen auf der Schwäbischen Alb liegt. Auch heute noch ist dort der Hauptsitz einer Einrichtung der Jugend- und Behindertenhilfe. Mariaberg verfolgte seit der Gründung im 19. Jahrhundert den Anspruch der Behindertenbetreuung und -förderung auf medizinischwissenschaftlicher Grundlage – mit Angeboten der Beschulung, der Beschäftigung und des Wohnens. Dies war auch zu Ernst Walters Lebzeiten noch nicht immer der Regelfall, denn leider waren Einrichtungen wie Mariaberg in dieser Zeit oftmals reine „Verwahranstalten“. Da Mariaberg weniger als 45 Kilometer von Tübingen entfernt lag, wurde Ernst Walter bestimmt auch öfter von seiner Familie besucht.
Am 1.10.1940 wurde Ernst Walter Schwarz in Mariaberg abgeholt und noch am selben Tag, weniger als 50 Kilometer entfernt vom Wohnsitz der Mutter, in Grafeneck ermordet. Wie aus dem oben erwähnten Brief der Mutter hervorgeht, wurde Ernst Walters Familie in jeglicher Hinsicht bezüglich seines Todes belogen. Seine Mutter ging davon aus, dass er sich erkältet hatte und anschließend an einer „Gesichtsrose mit Blutvergiftung“ gestorben sei. Ihr wurde weder der wahre Todesort, das richtige Todesdatum noch die wahre Todesursache ihres Sohnes mitgeteilt. Diese Lügen der Nationalsozialisten bezüglich der Todesumstände waren typisch für das menschenverachtende Vorgehen in der „Euthanasie-Aktion T4“. Die Urne Ernst Walters sollte auf Wunsch seiner Mutter neben dem Grab seines Vaters beigesetzt werden.

## Neustadtgasse 3

### Ferdinand Zeeb Im Widerstand / KPD
HIER WOHNTE
FERDINAND ZEEB
JG. 1894

IM WIDERSTAND / KPD
„SCHUTZHAFT“ 1933

HEUBERG
BERUFSVERBOT
Am 03.03.1894 wird Ferdinand Zeeb als Sohn der Kleinbäuerin Wilhelmine Zeeb in dem kleinen Örtchen Hagelloch in der Nähe von Tübingen geboren. Zu diesem Zeitpunkt war noch niemandem bewusst, was ihm einmal passieren würde.
Nachdem Zeeb die Volksschule absolviert hat, beginnt er eine Lehre zum Schriftsetzer und arbeitet bei der Tübinger Chronik. Er heiratet am 1.10.1920 die „Haustochter“ Frida Zeeb geb. Jung. Ferdinand Zeeb beginnt früh, sich neben und auch in seiner Arbeit politisch zu engagieren. So lässt er sich zum
Betriebsratsvorsitzenden wählen – ein Amt, das er bis zu seiner Entlassung 1933 behält. Die Druckereigewerkschaft war die aktivste Gewerkschaft in Tübingen.
Zeeb gründet 1923 die Tübinger KPD, zudem ist er Mitglied und Leiter des „Rotfront Kämpferbunds“, außerdem Mitglied bei der „Roten Hilfe“, einem Verein zur Unterstützung linker Aktivisten. Schließlich beteiligt er sich auch in der Leitung der Arbeiter-, Kultur- und Sportvereine. Aufgrund seiner politischen Orientierung fällt er im nationalsozialistischen System drastisch auf. Als führendes Mitglied der Linken wird er nach dem KPD-Verbot gleich am 11.03.1933 in „Schutzhaft“ genommen. Dies diente nach den gegebenen Umständen keinesfalls zum Schutz, sondern war eine Methode der Nationalsozialisten, ihre politischen Feinde zu unterdrücken. Zeeb wird in das Heuberger Konzentrationslager deportiert, aus dem er jedoch glücklicherweise am 28.07.1933 entlassen wird. Bereits im April befinden sich dort 2000 Häftlinge, vor allem Funktionäre der KPD und SPD. Dieser gut vier Monate langen Haft folgt eine Kündigung bei der Tübinger Chronik und Zeeb bleibt bis April 1934 arbeitslos.
Doch er lässt sich nicht unterkriegen. Er beginnt zuerst eine Aushilfstätigkeit als Schriftsetzer und arbeitet ab April 1934 bei einer Versicherung. Dadurch wird es ihm möglich, bei den „Arbeitsreisen“ auf die Alb seine politischen Fäden erneut zu knüpfen. Zudem baut er sofort in der Hohentwielgasse, vermutlich Nr. 9, im Kellergeschoss eine Widerstandsgruppe gegen die Nationalsozialisten auf, mit 20 bis 60 Mitgliedern. Sie bieten Hilfe für Verfolgte – zum Teil mit illegaler Unterbringung. Die Organisation „Rote Hilfe“ verteilt verbotene Schriften und Flugblätter, um gegen das Regime der Nationalsozialisten vorzugehen. Die Tübinger sind gut vernetzt und arbeiten zusammen mit Widerstandsgruppen im Steinlachtal, Stuttgart, Reutlingen und Metzingen
1943 wird Ferdinand Zeeb, obwohl bereits 49 Jahre alt, zum zweijährigen Kriegsdienst im Zweiten Weltkrieg eingezogen. Aufgrund seines Dienstes als Feldwebel bei der Luftwaffe wird er nach dem Krieg im Zuge der politischen Säuberung befragt. Hier stellt sich jedoch offensichtlich heraus, dass er unschuldig ist.
Als Polizeiangestellter beginnt Ferdinand Zeeb nun seine politische Karriere wieder aufzunehmen. Er beteiligt sich an der Neugründung der Tübinger KPD, welche durch die Nationalsozialisten komplett ausgemerzt worden war. 1946 wird er Gemeinderatsmitglied in Tübingen.
Er scheint also Fuß zu fassen in der Nachkriegsgesellschaft in Tübingen. Das zeigt sich auch an verschiedenen politischen Ämtern, die er übernimmt: Er wird Aufsichtsratsvorsitzender des Konsumvereins, Vorstandsmitglied der AOK, Gemeinde- und Kreisrat und schließlich, von 1947 bis 1952 Landtagsabgeordneter der KPD – zu der Zeit, als der württembergische Landtag noch im Kloster Bebenhausen tagte. Dann erkrankt er schwer und die letzten Jahre wurden, so steht es in seinem Nachruf, „entbehrungsreich“. Am 10.06.1954 stirbt Ferdinand Zeeb in Tübingen einen natürlichen Tod.
Ferdinand Zeeb stellte sich, wo er nur konnte, dem Unrechtsregime der Nationalsozialisten entgegen. Er blieb überzeugt von seinen Werten und sollte uns bis heute ein Vorbild bleiben, für unsere Meinung einzustehen.

## Hegelstraße 3

### Gottlob Frank Im Widerstand / SPD
HIER WOHNTE
Gottlob Frank
JG. 1884

Im Widerstand / SPD
EISERNE FRONT

BEI VERSAMMLUNG VERLETZT
Von NSDAP-MITGLIED
„SCHUTZHAFT“ 1933
HEUBERG
ÜBERLEBT
Geb. 20.9.1884 in Pfrondorf

Gest. 16.6.1970 in Tübingen-Hirschau
Oberzollsekretär

Bezirksvorsitzender der SPD bis 1933

Vater der „Eisernen Front“
1930–1932 waren Jahre großer, innerer Auseinandersetzungen und hoher Arbeitslosigkeit. Im Februar 1932 waren im Arbeitsamtsbezirk Reutlingen/Tübingen 7163 Menschen ohne Arbeit. Vier Mal in zweieinhalb Jahren wird der Reichstag gewählt, zwei Mal der Reichspräsident und im April 1932 der Landtag. Beinahe jede politische Veranstaltung der Linken wurde von Nationalsozialisten gestört oder gesprengt.
Gottlob Frank, Bezirksvorsitzender der SPD gründete die „Eiserne Front“ als Schutz vor der „Knüppel-Garde“. Er begründete es am 3.12.30 bereits so: „Die derzeitige politische Lage ist für die Arbeiterschaft ernster als je zuvor: Es soll Klartext geschaffen werden, was von unserer Seite aus zu geschehen habe, […] nachdem die Nationalsozialisten mit allen Mitteln danach streben, die Macht in die Hände zu bekommen. Die Zerschlagung der Arbeiterorganisationen, der Kultur- und Sportbewegung der Arbeiterschaft […] alles mühsam aufgebaute Errungenschaften, wäre dann wohl eine der ersten Taten der Faschisten. Es besteht heute wohl kein Zweifel mehr darüber, dass die NSDAP als Knüppelgarde und Schutztruppe des Kapitalismus betrachtet werden muss.“ (Prot. Gew. 3.12.30)
Die andere antifaschistische Abwehrorganisation, die der KPD ist die „Antifaschistische Aktion“. Die Auseinandersetzungen beider mit den Nationalsozialisten spitzten sich zu und wurden häufig handgreiflich. Zu heftigen Tumulten kam es am 13.7.32 auf dem Marktplatz, als bei einer Kundgebung des Reichsbanners mit 300 Teilnehmern u.a. eine Knallbombe seitens der Nazis gezündet wurde und es zu scharfen Auseinandersetzungen kam.
Vier Tage später am 17. Juli hatten sich zwanzig bis fünfundzwanzig Sozialdemokraten in Poltringen im „Bären“ versammelt. Redner sollte wieder ihr Bezirksvorsitzender Gottlob Frank sein. Dort überfielen fünfzig bis sechzig SA-Leute u.a. bewaffnet mit Teleskop-Schlagruten (sogenannte „Totschläger“) die Versammelten. NSDAP-Kreisleiter Baumert und SS-Führer Haußer waren dabei. Es folgte eine böswillige, vor allem gegen Frank gerichtete Rede, der Rufe folgten wie: „Haut ihn, schlagt ihn tot!“ Dann prügelten die Schläger auf die Versammelten ein und verletzten Frank erheblich. Bei der Gerichtsverhandlung wurde klar, dass es sich um eine geplante Aktion gehandelt hatte. Dennoch ließ der Staatsanwalt die Anklage auf Landfriedensbruch fallen mit folgender Begründung: „Es sei wohl eine politische Rede gehalten worden, durch die Frank beleidigt worden sei. Es habe aber niemand zur Gewalt aufgefordert. Von einer Zusammenrottung […] könne auch nicht gesprochen werden, wenn einige Leute unter der Tür und am Hausgang ihren Raufgelüsten freien Lauf gelassen hätten.“ Das Urteil lautete auf „Beleidigung und gemeinschaftliche, gefährliche Körperverletzung.“ Die Strafe belief sich auf 50 Reichsmark wegen Beleidigung (der Staatsanwalt hatte immerhin 200 Reichsmark gefordert) und fünf bzw. drei Monate Gefängnis wegen gefährlicher Körperverletzung.
Als Reaktion auf den Poltringer Überfall schlugen sechs Reichsbannerangehörige der Eisernen Front zwei SA-Leute in der Bahnhofsunterführung. In diesem Fall sah der Staatsanwalt politische Beweggründe. Das Urteil lautete auf ein Jahr und ein Monat Zuchthaus bzw. ein Jahr Zuchthaus. Die Beweggründe von den SA-Leuten wurden zu einer harmlosen Rauferei bagatellisiert, während bei den Reichsbannerangehörigen bewusst die politischen Motive der Sozialdemokraten hervorgehoben wurden. So unterschiedlich richtete man bereits vor 1933. Nach der Machtübergabe wurde die „Eiserne Front“ zusammen mit sämtlichen weiteren Arbeiterorganisationen am 11.3.33 verboten und ihr Gründer Gottlob Frank kam als erster Sozialdemokrat am 24.3.33 in KZ-Haft auf den Heuberg. Entlassen wurde er am 15.5.33.
Er starb am 19.6.1970 in Tübingen-Hirschau.

## Goethestraße 9

### Julie Mejer KPD Rote Hilfe
HIER WOHNTE
JULIE MAJER
JG. 1883

MITGLIED KPD ROTE HILFE / SPD
DENUNZIERT

VERHAFTET 1937
GESTAPOHAFT
BERUFSVERBOT 1937
Julie Majer wurde am 13.1.1883 als Pfarrerstochter in Pfalzgrafenweiler bei Freudenstadt im Schwarzwald geboren. Aufgewachsen ist sie in Ofterdingen bei Tübingen. Nach vier Jahren Volksschule 1898–1903 besuchte sie die Frauenarbeitsschule in Reutlingen. Ihren Studienwunsch der Medizin konnte sie nicht realisieren, da nach dem Tod des Vaters nicht genügend Geld vorhanden war. Sie wurde zur Handarbeitslehrerin ausgebildet und arbeitete dann in verschiedenen Textilbetrieben. Von 1910 bis 1914 arbeitete sie im damaligen Britisch-Indien als Directrice in einer indischen Weberei. Nach Beginn des Ersten Weltkrieges wurde sie dort ausgewiesen. Wieder zurück in Tübingen holte sie 1915 das Abitur an der Tübinger Oberrealschule nach. 1917 begann sie ein Medizinstudium an der Universität Tübingen. Wegen einer schweren Erkrankung ihrer Mutter wurde sie zur Erwerbstätigkeit gezwungen und brach 1919 nach dem Physikum das Studium ab. Ab September 1921 war sie als Fachlehrerin für Handarbeit an der Frauenarbeitsschule tätig.
1927 trat sie aufgrund der „Stellung der Kirche zum Sozialismus“ aus der evangelischen Kirche aus. Dennoch gab sie ihre Konfession mit „gottgläubig“ an. 1928 wurde sie Mitglied der „Roten Hilfe“ (Wohlfahrtsorganisation der KPD) und arbeitete in der „Interessengemeinschaft oppositioneller Lehrer“(IOL) einem losen antifaschistischen Zusammenschluss oppositioneller Lehrer im konservativen Württemberg mit. Die IOL vertrat eine fortschrittliche Bildungspolitik und stellte sich dem Erziehungsideal der Nationalsozialisten entgegen. Auf Veranlassung ihrer Nichte, der Pfarrerstochter und Kommunistin Agnes Rösler versteckte Julie Majer 1934 mehrere Wochen den von der Gestapo verfolgten Stuttgarter Kommunisten Bader in ihrer Wohnung in der Waldhäuserstraße 35 (heute Goethestraße 9). Agnes Rösler geb. 1906 war Lehrerin in Stuttgart. Dort trat sie der KPD bei. Ab 1933 hatte sie Berufsverbot. 1934 wurde sie zum ersten Mal verhaftet. Danach zog sie nach Tübingen um.
Als Bader das Versteck wechselte, schien die Gefahr gebannt. 1937 wurden Julie Majer und Agnes Rösler jedoch durch die Gestapo verhaftet. Bader wurde beim Fluchtversuch über die Schweizer Grenze von Nationalsozialisten verhaftet und hatte unter Folter ihre Namen preisgegeben. Julie Majer wurde glücklicherweise rasch wieder aus der Haft entlassen. 1937 erfuhr sie ein „gerichtliches Dienststrafverfahren“. Diesem folgte das vorläufige und 1938 das endgültige Berufsverbot. Mit 54 Jahren verlor Julie Majer ihre Lehrerinnenstelle und ihr Einkommen. Ab 1938 bestritt sie ihren Lebensunterhalt als Wäscheschneiderin in verschiedenen Haushalten.
Nach 1945 erhielt sie wohl eine Wiedergutmachung. Sie nahm ihre Schultätigkeit nicht mehr auf. 1961 zog sie in das Altersheim der Evangelischen Diakonie Schwesternschaft in Herrenberg, Hildrizhäuser Straße 30. Dort starb sie 1963 im Alter von 80 Jahren.

## Gartenstraße 42

### Hugo Löwenstein (Verlegung des Stolpersteins am 7. Oktober 2024)
HIER WOHNTE
HUGO LÖWENSTEIN
JG. 1886

FLUCHT 1936 NACH PALÄSTINA

TOT 6. Juni 1944

Hugo Löwenstein wurde am 5. Juni 1886 in Rexingen geboren. 1909 kam er nach Tübingen und wurde Geschäftsführer der Abteilung Tapeten und Linoleum
der Firma Fritz Schimpf, Wilhelmstraße 1. Nach dem Tod von Fritz Schimpf übernahm er diese Abteilung in eigenem Besitz. Zwei Jahre später verlegte er sein Geschäft in die Wilhelmstraße 3 (Museum).
Am 23. März 1913 trat er in der Tübinger Stiftskirche zum evangelischen Glauben über.
Durch Folgen öffentlicher Diffamierung und dem Abbruch der Geschäftskontakte mit der Stadt seit 1933
geriet das Geschäft von Hugo Löwenstein in wirtschaftliche Schwierigkeiten. Deshalb verkaufte er sein Geschäft am 4. September 1933 an seine Mitarbeiter, die jetzigen Inhaber Klaiber und Heubach.
Im Februar 1936 floh die Familie Löwenstein, Hugo, seine Frau und die Tochter Ruth, nach Haifa ins Exil, wo Hugo Löwenstein für die evangelische Karmelmission arbeitete.

### Pauline Löwenstein
HIER WOHNTE
PAULINE LÖWENSTEIN
GEB. BENZ

JG. 1880

FLUCHT 1936

PALÄSTINA

TOT 14. April 1938

Pauline Löwenstein, geborene Benz, Ehefrau von Hugo Löwenstein, wurde am 2. Februar 1880 in Stuttgart geboren. Als Nichtjüdin gehörte sie der evangelischen Gemeinde an. Nachdem nach der Machtübergabe 1933 die wirtschaftliche Situation der Familie zunehmend schwierig wurde, entschlossen sie sich zur Emigration.
Bereits 1933 hatte das Ehepaar eine Orientierungsreise nach Israel unternommen. Da sie dort als christliche Deutsche Anfeindungen ausgesetzt waren, sahen sie zunächst von einer Ausreise ab.
Jedoch emigrierte Pauline Löwenstein mit ihrem Mann und der Tochter Ruth 1936 nach Haifa/Israel.
Sie wohnten dort in einem Predigerhaus der evangelischen Gemeinschaft, wo ihr Mann auch Prediger war. Am 14. Februar 1936 starb Pauline Löwenstein in Haifa.

### Ruth Löwenstein
HIER WOHNTE
RUTH LÖWENSTEIN
VERH. BÖHM

JG. 1914

FLUCHT 1936

PALÄSTINA

Ruth Böhm, wurde am 10. August 1914 als Tochter von Hugo Löwenstein und seiner Frau Pauline, geb. Benz in Tübingen geboren und wurde kurz nach ihrer Geburt evangelisch getauft.
Ruth Löwenstein emigrierte gemeinsam mit ihren Eltern
14. Februar 1936 nach Haifa/Palästina. Das Wohnhaus in der Schwabstraße 9, welches ihrem Vater gehörte und in dem sie wohnte, wurde am 18. Oktober 1938
beschlagnahmt. Auch ihr wurde, wie ihren Eltern am
19. April 1941 die deutsche Staatsangehörigkeit aberkannt.
Nachdem beide Eltern gestorben waren ging sie im Juli 1947 nach England und arbeitete in London für die judenchristliche Allianz. Schon Ende 1947 bekam Ruth Löwenstein die Einreise- und Aufenthaltsgenehmigung für Deutschland. Sie kehrte nach Tübingen zurück und blieb hier bis 1952. Bereits am
30. Dezember 1948 ging das Haus und Grundstück Schwabstraße 9 nach dem Urteil des Landgerichts Tübingen vom 5. November 1948 in das Eigentum von Ruth Löwenstein über. Sie verkaufte es dann Ende 1952, um nach Stuttgart zu ziehen. Hier heiratete sie den Kaufmann Helmut Böhm. Zu dieser Zeit war sie schon schwer krank. Seit der Zeit in Palästina litt sie unter Angina-pectoris-Beschwerden. Dieser Zustand verschlimmerte sich in den folgenden Jahren. Am 22. Juni 1962 starb Ruth Böhm, in Stuttgart an einer Lungenembolie. Auf ihren Wunsch hin wurde sie in Tübingen auf dem Bergfriedhof begraben.

## Hölderlinstraße 31

### Emilie Schmied "AKTION T4"
HIER WOHNTE
EMILIE SCHMIDT
GEB. KÖLLE

JG 1868

EINGEWIESEN

HEILANSTALT SCHUSSENRIED

'VERLEGT' 5.9.1940

GRAFENECK

ERMORDET 5.9.1940

'AKTION T4'

Emilie Maria Luise Schmidt wurde am 31. August 1868 als Tochter der Kaufleute Maria Barbara Kölle, geborene Mack, und Ernst Kölle – beide evangelisch – in Markgröningen geboren.
Sie heiratete am 28. November 1891 den Oberamtmann Eberhardt Christian Schmidt. Am 12. Oktober 1992 wurde ihr Sohn Walter Eberhard Ernst geboren. Der Vater starb zwei Monate später im Alter von 35 Jahren. Ihr Sohn fiel am 16. April 1917 in der Schlacht an der Aisne.
Wann Emilie Schmidt wegen "Geisteskrankheit" in die Heilanstalt Schussenried eingeliefert wurde, ist unbekannt. Im Rahmen der Aktion T4 kam sie im Alter von 72 Jahren 1940 nach Grafeneck und wurde dort ermordet.

## Österbergstraße 15

### Helene Brodbeck "AKTION T4"
HIER WOHNTE
Helene Brodbeck

JG 1884

EINGEWIESEN 1937

HEILANSTALT CHISTOPHSBAD

'VERLEGT' 1940 WEINSBERG

11. 12. GRAFENECK

ERMORDET 11.12.1940

'AKTION T4'

Helene Brodbeck wurde am 16. Dezember 1884 als Tochter des Bautechnikers Wilhelm Brodbeck und seiner Ehefrau Pauline Brodbeck, geborene Hoffmann in Tübingen geboren. Sie machte eine Ausbildung zur Kontoristin und legte mit 18 Jahren die Prüfung für den mittleren Postdienst ab. Danach war sie als Angestellte in Tübingen auf dem Zahlmeisteramt tätig. Helene Brodbeck blieb ledig und wohnte von September 1929
bis September 1935 in der Österbergstraße 15 bei Grath.
Am 18. Januar 1935 wurde Helene Brodbeck in Begleitung ihrer Schwester Luise Brodbeck erstmalig in der Klinik für Gemüts- und Nervenkrankheiten in Tübingen vorstellig. Grund der stationären Aufnahme war, dass sie sich in den vergangenen zwei Jahren sehr in sich selbst zurückgezogen hatte und seit Mitte des Jahres 1934 immer wieder Verfolgungsfantasien geäußert hatte. Sie meinte die Verfolgungen gingen von der Heeresverwaltung aus, in der sie arbeitete. Sie würde heimlich fotografiert. Sie verließ ihre Wohnung nicht mehr und verweigerte die Nahrungsaufnahme. Aufgrund dieser Erkrankung wurde sie 1934 mit 50 Jahren pensioniert. Am Vortage der Aufnahme war es zu einem akuten Ausbruch gekommen, sie schrie um Hilfe, lief auf die Straße und war kaum zu beruhigen; deshalb kam sie mit ihrer Schwester zur Aufnahme.
1937 wurde sie sogenannter Staatspflegling in die Anstalt Christophsbad in Göppingen verlegt. Auf ministerielle Anordnung wurde Helene Brodbeck am 21. Juni 1940 zunächst in die Anstalt Weinsberg verlegt und von dort aus am 11. Dezember 1940 nach Grafeneck weiter „verlegt“ und dort am selben Tag ermordet.

## Neustadtgasse 4

### Fritz Dieterich "AKTION T4"
HIER WOHNTE
Fritz Dieterich 

JG 1901

EINGEWIESEN 1933

HEILANSTALT WEISSENAU

'VERLEGT' 22.8.1940

GRAFENECK

ERMORDET 22.8.1940

'AKTION T4'

Fritz Dieterich wurde am 28. Februar 1901 in Tübingen geboren. Die Eltern waren Thomas Dieterich, Weingärtner von Beruf und Margarethe geborene Maser, beide wohnhaft Im Rotbad, Tübingen.
Fritz Dieterich hatte eine schwere Kindheit. Laut „Sippentafel“ ging er als eines von 13 Kindern aus der Ehe
von Thomas und Margarethe Dieterich hervor. Fünf Geschwister starben im Kindesalter, zwei weitere Geschwister – Berta und Johann Christian – wanderten in die USA aus, und ein weiterer Bruder, Wilhelm Jakob, fiel 1915 an der Ostfront. Die Mutter starb einen Tag nach seiner Geburt. Der Vater heiratete wieder, eine Witwe, Pauline Dobler. Sie brachte in diese Ehe zwei Töchter mit. Im Juli 1902 kam ein gemeinsamer Sohn des Ehepaares auf die Welt.
Fritz war evangelisch, unverheiratet, und von Beruf Elektrotechniker. Laut „Sippentafel“ erlitt Fritz 1920
eine schwere Kopfgrippe und war schon „vor 1933 in der Nervenklinik Tübingen“. Am 29. Juni 1933 wurde er in die Heil- und Pflegeanstalt Weissenau verlegt.
Am 22. August 1940 wurde er nach Grafeneck deportiert und ermordet.

## Schmiedtorstraße 11 "

### Pauline Hartmaier "AKTION T4"
HIER WOHNTE
Pauline
Hartmaier

JG 1893

Heilanstalt Liebenau

'VERLEGT' 30.8.1940

Zwiefalten

24.9.1940 Grafeneck

ERMORDET 24.9.1940

Pauline Hartmaier, wurde am 21. April 1893 in Tübingen vermutlich als viertes von fünf Kindern geboren (das älteste Kind starb früh). Sie blieb ledig und war katholisch.
Ihr Vater Christof Wilhelm Hartmaier und ihre Mutter Regina Friederike geborene Karrer waren seit dem 20. August 1886 verheiratet. Der 28-jährige Wilhelm, und die 29-jährige Friederike bezogen eine Wohnung der Ortsarmenbehörde (Sozialamt) in der Belthlestr. 12. Wilhelm arbeitete als Holzspalter. Als die Mutter am 27. März 1902 mit erst 45 Jahren starb, war Pauline noch nicht ganz neun Jahre alt und ihre kleine Schwester Ana war erst vier. Der Vater war ohne seine Frau mit dem großen Haushalt überfordert und trank. Deshalb veranlasste die Ortsarmenbehörde zum 10. Mai 1904 die Aufnahme der beiden jüngsten Schwestern in die Erziehungsanstalt Heiligenbronn.
Zum 17. April 1910 kam die fast 17-jährige Pauline in einen Haushalt in Dunningen. Sie war dort gerne und man war sehr zufrieden mit dieser fleißigen jungen Frau. Da Pauline sehr anhänglich war und ihre Schwester Ana noch in Heiligenbronn lebte, kam sie oft dorthin zu Besuch. Als die Schwestern in Heiligenbronn im Februar 1911 bemerkten, dass sie Kopfläuse hatte, beendete man ihr Arbeitsverhältnis und Pauline musste „zur gründlichen Reinigung“ eine Weile in Heiligenbronn bleiben.
Vom 2. März bis zum 11. April 1911 arbeitete Pauline dann als Dienstmädchen in Bräunlingen (Baden). Auch dort hatte man sie „recht gern“ und beurteilte sie als „äußerst arbeitstüchtig“. Bei einem ihrer kurzen Besuche in Heiligenbronn fiel jedoch auf, dass Pauline wieder Läuse hatte, und man ließ sie nach Bräunlingen ins Spital bringen, um sie dort „gründlich reinigen zu lassen“. Das Arbeitsverhältnis wurde auch wieder gekündigt.
Diesmal begehrte die inzwischen 18-jährige Pauline auf – vermutlich das erste Mal in ihrem Leben. Sie wollte diese Arbeitsstätte nicht auch noch verlassen müssen, wollte respektiert und angehört werden. Dazu kam die schlimme Reinigungsprozedur. Das Klinikpersonal, das Paulines Aufregung nicht verstand, hielt sie für „tobsüchtig“. Der Arzt der Anstalt Heiligenbronn ließ sie daher am 26. April 1911 in die Nervenklinik Tübingen einweisen. Auch dort wurde Pauline von niemandem verstanden.
Am 13. Juni 1911 wurde Pauline aus der Nervenklinik in die Staatliche Heilanstalt Zwiefalten (heute: Landeskrankenhaus Zwiefalten) überwiesen, wo sie bis zum 4. Juni 1912 blieb. Von hier wurde die 19-Jährige von der Ortsarmenbehörde Tübingen in die Stiftung Liebenau eingewiesen, „da von akuten Erregungszuständen genesen“. Der Einweisungsgrund war angeblich „angeborener Schwachsinn“.
In Liebenau lebte Pauline 28 Jahre lang. Sie hatte sich nach ihrem gescheiterten Widerstand schließlich gefügt und soll dort in ihrer liebevollen Art nicht unglücklich gewesen sein. Am 30. August 1940 endete dieses Leben. Die 47-jährige Pauline wurde, wahrscheinlich über Zwiefalten, nach Grafeneck „verlegt“. Sie kam dort am 24. September 1940 an und wurde noch am selben Tag ermordet. Paulines Schwager Ferdinand Müller beschwerte sich beim Tübinger katholischen Stadtpfarrer, „wie er so etwas zulassen könne“.

## Wilhelmstraße 88

### Agnes Rösler m Widerstand / KPD
HIER WOHNTE
Agnes Rösler

JG 1906

Im Widerstand / KPD

Verhaftet 1937

'Vorbereitung Hochverrat'

Schwäbisch Gmünd

Gotteszell

Entlassen Jan. 1939

Agnes Rösler wurde am 12. Dezember 1906 in Ostafrika geboren. Ihr Vater war dort im Dorf Mlalo Missionar. Hier verbrachte sie ihre ersten 12 Lebensjahre. Nachdem das deutsche Kolonialreich von den Alliierten übernommen worden war, kam die Familie nach Tübingen und zog zu Julie Majer (ihre Tante) in die Denzenbergstraße. Agnes besuchte das Uhland-Gymnasium, begann dann nach dem Abitur eine Ausbildung als Volksschullehrerin und schenkte sich 1929, wie sie selbst erzählt, zum 23. Geburtstag den Eintritt in die KPD. Nach ihrem Lehrerexamen wurde sie als Praktikantin nach Stuttgart versetzt und geriet in die politische Szene der Landeshauptstadt. 1933 wurde sie mit Berufsverbot belegt. Ihre berufliche Existenz hatte Agnes Rösler verloren, aber das schien die überzeugte Christin und Sozialistin wenig zu beeindrucken. Stuttgarter Gestapo-Leute brachten sie in das berüchtigte Gefängnis Büchsenstraße und unterzogen sie intensiven Verhören. Diesmal halfen ihr noch jene Eigenschaften, die sie rückblickend als überlebenswichtig bezeichnet: Standhaftigkeit und List. Standhaft stritt sie ab noch in der KPD tätig zu sein, listig umging sie alle Fangfragen.
Am 10. März 1937 wurden Agnes Rösler und ihre Tante Julie Majer von der Gestapo verhaftet. Sie hatten einen geflüchteten Kommunisten aus Stuttgart namens Bader versteckt und er hatte auf der Flucht an der Grenze zur Schweiz unter Folter die Namen von Julie Majer und Agnes Rösler preisgegeben. Sie wurde an ihrem Arbeitsplatz bei der Reutlinger Handelskammer festgenommen und direkt in den Stuttgarter Gestapo-Kerker in der Büchsenstraße gebracht. Angeklagt wurde sie wegen „Vorbereitung zum Hochverrat“.
Im Februar 1938 wurde sie wegen hartnäckigen Leugnens in die Strafhaft nach Schwäbisch Gmünd verlegt. Dort blieb sie fast ein weiteres Jahr unter verschärften Haftbedingungen eingesperrt. Nach langen Monaten der Ungewissheit erhielt sie die Einweisung in das KZ Ravensbrück. Nun begann die fast wundersame Geschichte ihrer Rettung.
In Deutsch-Ostafrika hatten die Röslers die Familie Gustav von Bodelschwingh kennengelernt und Gustav, der Sohn des großen evangelischen Soziallehrers blieb Agnes und ihren Angehörigen freundschaftlich verbunden. Als er von Agnes Röslers Schicksal erfuhr, ließ er – der selbst keineswegs Nationalsozialist war – all seine Beziehungen in Berlin spielen … und hatte Erfolg. Nach 22-monatiger Haft kam Agnes Rösler frei.
(Auszug aus Peter Ullmanns Artikel: „Zwei Pfarrerstöchter trotzten den Nationalsozialisten: Sie riskierten ihr Leben.“ Südwest Presse vom 19. November 1988.)
Agnes Rösler lebte bis zu ihrem Tod in Dünne, einer Außenstelle der Bodelschwingschen Anstalten bei Bünde, Westfalen. Sie starb dort am 2. November 1989.
Für ihre Tante Julie Majer wurde 2022 ein Stolperstein in der Goethestraße 9 verlegt.

## Nonnengasse 14

### Wilhelm Baudermann Im Widerstand
HIER WOHNTE

JG 1898

Im Widerstand

'Schutzhaft' 1933

'Vorbereitung Hochverrat'

KZ Heuberg

Gotteszell

Verhaftet 1938

 KZ Dachau

 Entlassen 20.4.1939

Er wurde zweimal in seinem Leben denunziert. 1938 nach Entfernung eines Plakats für eine Veranstaltung Alfred Rosenbergs, 1950 wegen homosexueller Handlung. Jedes Mal mit für ihn schweren Folgen
Wilhelm Baudermann wurde am 25. September 1898 in die Schmiedtorgasse 15 in Tübingen hineingeboren als drittes Kind von Heinrich Baudermann, Werkführer von Beruf, und seiner Ehefrau Barbara, einer geborenen Kienle. Wilhelm Baudermann besuchte die Schule in Tübingen und machte danach 1912 bis 1916 eine Lehre zum Mechaniker und Optiker bei den Optischen Werkstätten, Firma Ludwig Metzger in Tübingen.
Mitten im Ersten Weltkrieg Abschluss der Lehre hieß zunächst sofort danach Wehrdienst als Soldat, er war noch keine 18 Jahre alt. Im Krieg war er nicht.
Ab Februar 1919 war er als Schlosser beschäftigt im Ausbesserungsdienst der Deutschen Reichsbahn im Betriebswerk Tübingen. Mai oder Juni 1923 hat er geheiratet, seine Frau, Anna Beckert, kam aus Willmandingen.
In dieser Zeit, Anfang der 20er Jahre, politisierte er sich, wurde Mitglied bei der Kommunistischen Partei Deutschlands, aus der er 1930 wieder austrat. Trotzdem hatte seine politische Betätigung zur Folge, dass er mit vielen anderen im Frühjahr 1933, einige Wochen nach der Ernennung Adolf Hitlers zum Reichskanzler, als politischer Häftling in die sogenannte „Schutzhaft“ genommen wurde und auf dem Heuberg bei Stetten am kalten Markt, auf der Schwäbischen Alb, inhaftiert wurde.
Nach ein paar Wochen entlassen, kehrte er nach Tübingen zurück, musste sich vermutlich wie alle anderen politischen Häftlinge mehrmals die Woche bei der Polizei melden und arbeitete weiter bei der Deutschen Reichsbahn. Er betätigte sich im Untergrund gegen Hitler und die NSDAP.
Wilhelm Baudermann gehörte zu einer Widerstandsgruppe, die sich in einem Haus in der Hohentwielgasse 9 in der Unterstadt traf, dem sogenannten Gôgenviertel von Tübingen, und an der Idee des Umsturzes gegen Hitler arbeitete. Eine sehr gefährliche Zeit für ihn und seine Genossen und Genossinnen. Verrat und Denunziation waren an der Tagesordnung, aber nicht so in der Tübinger Unterstadt. Dort wurde „dicht gehalten“.
Als er am 24. Februar 1938 nachts aus der Kneipe (dem „Pflug“) nach Hause geht, reißt er ein Plakat von der Wand, das eine Veranstaltung mit Alfred Rosenberg, dem Chefideologen des NS-Regimes, ankündigte. Das wurde beobachtet (Denunziation 1!) und noch in der gleichen Nacht wurde er aufgrund dieses Verrats aus der Bevölkerung verhaftet. Er wird ins Tübinger Gefängnis gebracht und von dort mit Auflagen am 4. Mai 1938, nach zwei Monaten und 11 Tagen, wieder entlassen. Aber schon zwei Tage später wird er wieder verhaftet, diesmal durch die Gestapo, und „ging“ dann durch einige Gefängnisse in Württemberg: Tübingen, Stuttgart, Welzheim, wieder Stuttgart. Dann nach Augsburg, um schlussendlich ins Konzentrationslager Dachau gebracht zu werden! Wilhelm Baudermann war dort unter der Häftlingsnummer 15615 für die Dauer von 10 1/2 Monaten in 'Schutzhaft'.
Zurück nach Tübingen arbeitete er jetzt fast bis Kriegsende bei der Werkzeugfabrik "Montanwerk Walter", der hoch anzurechnen ist, dass sie einen ehemaligen Häftling der Gestapo beschäftigte.
Nach dem Krieg arbeitet er hochangesehen in Tübingen, wird als SPD-Mitglied in den ersten Stadtrat gewählt.
Dann 1950, Denunziation 2 als Homosexueller. Verhaftung, Verhöre, Verhandlungen, Verurteilung nach §175 Haft auf Bewährung.  Nach der zweiten Denunziation  wird er von ehemaligen politischen Weggefährten Anfang der Fünfziger Jahre in der Öffentlichkeit regelrecht demontiert. Er verlor auch seine Arbeitsstelle.

## Kornhausstrasse 11

### Emil Panter Im Widerstand / KPD
HIER WOHNTE
Emil Panter

JG 1888

Im Widerstand / KPD

'Schutzhaft' 1933

KZ Hdeuberg

Entlassen 13.4.1933

Emil Panter wurde am 19. Oktober 1888 in Zürich geboren. Auf der „Liste über Schutzhäftlinge“ der Polizeidirektion Tübingen wird er als erster genannt. Er ist Mitglied der KPD und wohnt in der Kornhausstraße 11. Vom 11. bis 12. März 1933 wurde er im Amtsgerichtsgefängnis Tübingen festgehalten. Am 12. März 1933 wurde er ins Konzentrationslager Heuberg bei Stetten am kalten Markt, dem ersten württembergischen KZ, eingewiesen, welches Ende des Jahres 1933 wieder aufgelöst wurde.
Innerhalb weniger Tage war das Lager überfüllt. Am 12. April 1933, als der Stuttgarter Polizeipräsident die Presse auf den Heuberg einlud, befanden sich dort 1200 Häftlinge, vor allem Funktionäre der KPD und der SPD. Insgesamt 27 Tübinger waren im Frühjahr 1933 mindestens drei Wochen dort inhaftiert. Panter wurde nach vier Wochen, am 13. April 1933 wieder entlassen.
Zurückgekehrt nach Tübingen fand der Kaufmann sein Geschäft für Tapezier- und Glasereibedarf, das er seit 1922 geführt hatte, seit 31. März 1933 „eingestellt“. Seine Frau und die sechs Kinder waren in das stadteigene Häuschen Am kleinen Ämmerle 14 umgesiedelt worden, die Miete bezahlte die Wohlfahrt. Trotzdem pachtete er, nachdem Ferdinand Zeeb am 28. Juni 1933 und Anton Luible am 7. August 1933 aus der KZ-Haft entlassen worden waren, einen Lagerraum für seine Tapeten und das Glas. Der Souterrain im Häuschen der Hohentwielstraße 9 wurde so zum Treffpunkt der Genossen. Panter war völlig mittellos.
Am 11. Dezember 1933 wandte sich Emil Panter an den Gemeinderat der Stadt Tübingen um die Baugenehmigung für sein Grundstück in der Neuhalde, in der Nähe von Hagelloch zu bekommen. Die städtische Wohnung Am Kleinen Ämmerle 14 sei zu eng „für seine zahlreiche Familie“ und er könne sich auch mit seinen Söhnen am Brunnenausbau beteiligen. Der Vorsitzende war dafür, wenn das Reichsbaudarlehen für Eigenheime beantragt und in Anspruch genommen werde und eine Hypothek der Oberamtssparkasse beansprucht würde. Damit werde das Kleine Ämmerle 14 frei und könne einer anderen „asozialen Familie“ zugewiesen werden. Der Gemeinderat – vor allem die Herren Krauß und Weinmann (der „Henker von Belgrad“) – lehnten das Ersuchen ab, denn „für einen solchen Mann, der im Sommer des Jahres wegen seiner früheren kommunistischen Betätigung im Schutzhaftlager Heuberg untergebracht gewesen sei, nun auch noch seitens der Stadtgemeinde ein Wohnhaus zu erstellen“ sei wohl völlig indiskutabel.
Auch einen weiteren späteren Antrag vom 5. April 1934, mit der Bitte, angesichts seiner großen Familie die beiden Bühnenkammern Am Kleinen Ämmerle 14 mit Boden- und Dachverschalung auszubauen, lehnte der Gemeinderat ab. Panter könne die beiden Kammern „im bisherigen Zustand“ benutzen. Nach dem Krieg wohnte er weiterhin im Kleinen Ämmerle und verdiente den Lebensunterhalt für sich und seine Familie als Fuhrunternehmer. Emil Panter starb am 28. April 1951.

## Hohentwielgasse 9

### Anton Luible Im Widerstand / KPD
HIER WOHNTE
Anton Luible

JG 1893

Im Widerstand / KPD

'Schutzhaft' 1933

KZ Heuberg

Entlassen 7.8.1933

Anton Luible, geb. am 13. April 1893 in Zaiertshofen, einem kleinen Dorf bei Illertissen, gehörte zusammen mit Emil Panter und Ferdinand Zeeb zu den ersten 24 Kommunisten aus Tübingen, die in das KZ Heuberg bei Stetten am kalten Markt eingewiesen wurden.
Zunächst arbeitete Anton Luible in Zaiertshofen als Feld- und Waldarbeiter, nach der Übersiedelung seiner Familie nach Tübingen verdiente er seinen Lebensunterhalt als Hilfsarbeiter. 1933 wurde er fünf Monate im KZ Heuberg festgehalten.
Anton Luible gehörte zu einer Widerstandsgruppe, die sich in der Unterstadt, dem sogenannten Gôgenviertel traf. Die Hohentwielstraße, wo er wohnte, ist kurz, besteht nur aus 24 Häusern, wovon sieben Scheunen beziehungsweise Werkstätten waren. Das Haus gegenüber von Luible war eine Scheune im Besitz eines Weingärtners, also unbewohnt. Wenn man die Gasse betrat, konnte man sofort bemerken, ob einem jemand folgte, beziehungsweise ob jemand am anderen Ende um die Ecke ins Kleine Ämmerle abbog. Das Haus hat außerdem einen Hinterausgang in den Garten und schließt so an das Haus von Emil Panter im Kleinen Ämmerle an. Eine Fluchtmöglichkeit war somit jederzeit gegeben. Das Parterre hatte Panter als Lagerraum für die Tapeten und das Glas aus seinem aufgelösten Laden, gepachtet. Es entstand so ein idealer Treffpunkt. Die Widerstandsgruppe, aufgebaut durch Ferdinand Zeeb, hatte von 1933 bis circa 1937 zwanzig bis sechzig Mitglieder.
Anton Luible blieb in der Hohentwielgasse 9 auch noch nach dem Krieg wohnen. Bis zu seinem Eintritt in den Ruhestand war er als Wachmann tätig. Er starb 88-jährig am 11. Mai 1979.

## Haaggasse 31

### Karl Pfeiffer Im Widerstand / KPD
HIER WOHNTE
Karl Pfeiffer

JG 1902

Im Widerstand / KPD

Verhaftet 1935

KZ Welzheim

Gestapogefängnis Ulm

Befreit 1945

Flucht in den Tod 1949

Gefängnis Tübingen

Karl Pfeiffer wurde am 28. Februar 1902 in Tübingen in der Madergasse 6 als Sohn eines Zanker-Arbeiters geboren. Er war Mechaniker und verheiratet. Seit
seinem 18. Lebensjahr war er Mitglied in der KPD, Angehöriger des Rotfrontkämpferbundes, des Kampfbundes gegen den Faschismus und der Roten Hilfe. Einer Festnahme im März 1933 in das KZ Heuberg konnte er entgehen.
Von 1933 bis November 1935 hatte er auf der Bühne seines Wohnhauses in der Haaggasse 31 hinter einem Bodenbrett Druckschriften zur Verteilung gelagert. Es handelte sich dabei um Mitteilungsblätter der kommunistischen Reichstagsfraktion 1932 wie „Der Rote Wähler“, eine Broschüre der kleinen Lenin-Bibliothek, „Der Kampf gegen die Kriegsgefahr“ und „Was will die kommunistische Partei?“, „Die Internationale Zeitschrift für Praxis und Theorie des Marxismus“, und Thälmanns „Appell an die Hungernden“.
Pfeiffer wurde am 12. Oktober 1935 verhaftet und verhört. Er erklärte, immer noch Kommunist zu sein. Von Tübingen aus kam er ohne Verfahren ins KZ Welzheim. Pfeiffer blieb bis August 1936 in KZ-Haft und wurde dann bis Kriegsende in die Württembergische Landesstrafanstalt Ulm verlegt.
Wir hören von Karl Pfeiffer erst wieder 1949 durch seine Todesurkunde. Danach war er wohl wieder festgenommen worden und in der Münzgasse 13 in Haft geraten. Er starb am 4. Oktober 1949 zwischen ein und drei Uhr morgens im Keller des Gebäudes. Der Standesbeamte gab als Todesursache „Selbstmord, Tod durch Erhängen“ an. Was der Grund für seine neuerliche Verhaftung und seinen gewaltsamen Tod war, ist über die Polizeiakten im Landesarchiv in Sigmaringen nicht festzustellen.

## Kronenstraße 10

### Hugo Benzinger KPD
HIER WOHNTE
Hugo Benzinger

JG 1900

Mitglied KPD

'Schutzhaft' 1933

KZ Heuberg

KZ oberer Kuhberg

Entlassen Dez. 1934

Zwangsarbeit 1939-1940

Tot an den Folgen

13.11.1944

Hugo Benzinger wurde am 14. Dezember 1900 in Ludwigsburg geboren. Er war führendes KPD-Mitglied in Tübingen. Seit 1925 war er in der Tübinger Arbeiterbewegung und in den Arbeiterkulturvereinen aktiv. Im 1927 gegründeten Proletarischen Bühnen- und Bildungsklub wurde er zu dessen Vorsitzenden gewählt. Er versuchte unter anderem Theaterstücke vom Arzt und Schriftsteller Friedrich Wolf nach Tübingen zu holen. Nachdem die Museumsgesellschaft die Zusammenarbeit mit der KPD verweigerte, worüber sich Benzinger beim Gemeinderat beschwerte, beantragte er die Nutzungserlaubnis für die Turnhalle der höheren Töchterschule Wildermuth. Auch dieses wurde sowohl vom Oberbürgermeister Scheef als auch vom Rektor der Schule abgelehnt.
Seit 1931 führte Benzinger eine Schneidermeister-Werkstatt in der Kronenstraße 10. Im selben Jahr wurde er als erstes und einziges KPD-Mitglied in den Tübinger Gemeinderat gewählt. Dort fiel Benzinger durch teilweise scharfe parteipolitische Rhetorik auf, wodurch er auf breiten Widerstand anderer Gemeinderäte stieß. 
Als am Tag nach der Ernennung von Adolf Hitler zum Reichskanzler die Kommunisten in Tübingen am 31. Januar 1933 Flugblätter mit dem Aufruf zum Generalstreik verteilt hatten, wurden zunächst vier von ihnen am 10. März des Jahres verhaftet, am 11. März dann die KPD-Mitglieder so auch zum Beispiel Ferdinand Zeeb aus Hagelloch in die sogenannte „Schutzhaft“ genommen.
Der neue nationalsozialistische Innenminister von Württemberg Wilhelm Murr enthob Benzinger seines Amtes als Gemeinderat mit sofortiger Wirkung am 28. März 1933, also noch vor der Gleichschaltung des Gemeinderates. 
Er wurde am 23. April 1933. im KZ Heuberg festgesetzt, dann im Dezember 1933 in das KZ Oberer Kuhberg in Ulm. Benzinger wurde im Dezember 1934 gebrochen aus der Haft entlassen.
Erneut wurde er 1936, 1942 und 1944 verhaftet und verhört. Im Oktober wurde er 1939 zum zweiten Bau-Ersatzbataillon der Wehrmacht in Schwäbisch Gmünd eingezogen. Der schmächtige Mann wurde gezielt bei jedem Wetter und bei harter Arbeit eingesetzt. Dies führte nicht nur dazu, dass er körperlich schwer erkrankte, sondern auch psychisch geschwächt wurde. Nach mehreren Lazarettaufenthalten wurde er im April 1940 aus der Wehrmacht entlassen. Körperlich schwer geschwächt starb Hugo Benzinger vier Jahre später an Herzschwäche im Alter von knapp 44 Jahren.

### Mina Benzinger KPD
HIER WOHNTE
Mina Benzinger

geb. Lessle

JG 1895

Mitglied KPD

verhaftet 16.8.1933

Gefängnis Tübingen

entlassen 1933

Mina Benzinger, geborene Lessle wurde am 14. Februar 1895 in Karlsruhe geboren. Sie wohnte mit ihrem Mann Hugo Benzinger in der Kronenstraße 10. Die Wohnung lag über der Schneiderwerkstatt ihres Mannes. Mina war KPD-Mitglied und soll auch als Rednerin der Partei aufgetreten sein. Im August 1933 wurde sie in Haft genommen. Sie wurde im Amtsgerichtsgefängnis festgehalten und verhört. Allerdings konnte sie nach zwei Wochen wieder nach Hause. Noch vor der Gleichschaltung 1933 wurde Mina und ihr Mann von der SA und der Polizei unter Druck gesetzt. Ihre Post wurde kontrolliert. Mina wurde angedroht in Schutzhaft genommen zu werden. Erst als sich ihr Mann, der untergetaucht war, stellte, war die Gefahr der Schutzhaft für sie vorbei. 
Sie arbeitete in der Schneiderwerkstatt ihres Mannes Hugo Benzinger mit. Auch nach dem Ende des Zweiten Weltkrieges führte sie die Werkstatt mit weiteren Angestellten fort. Das Ehepaar hatte keine Kinder. Mina verstarb am 6. Mai 1965.